# Personnages de The Walking Dead
 (octobre 2021).
Si vous disposez d'ouvrages ou d'articles de référence ou si vous connaissez des sites web de qualité traitant du thème abordé ici, merci de compléter l'article en donnant les références utiles à sa vérifiabilité et en les liant à la section « Notes et références ».
 (octobre 2021).
- Si vous ne connaissez pas le sujet, laissez ce bandeau (vous pouvez alors contacter les auteurs).
- Si vous supprimez le contenu mis en cause (vous pouvez préalablement contacter les auteurs),

argumentez précisément cette suppression dans la page de discussion
(un manque de référence n'est pas un argument ; une recherche réelle de référence doit avoir été effectuée, être formellement documentée).

Cet article présente les personnages de fiction de la série télévisée américaine The Walking Dead.

## Acteurs et personnages principaux
| Acteurs                | Personnages                  | Saisons    | Saisons       | Saisons        | Saisons       | Saisons        | Saisons        | Saisons      | Saisons       | Saisons          | Saisons       | Saisons          |
| Acteurs                | Personnages                  | 1          | 2             | 3              | 4             | 5              | 6              | 7            | 8             | 9                | 10            | 11               |
| ---------------------- | ---------------------------- | ---------- | ------------- | -------------- | ------------- | -------------- | -------------- | ------------ | ------------- | ---------------- | ------------- | ---------------- |
| Andrew Lincoln         | Rick Grimes                  | Principal  | Principal     | Principal      | Principal     | Principal      | Principal      | Principal    | Principal     | Principal        |               | Invité spécial   |
| Jon Bernthal           | Shane Walsh                  | Principal  | Principal     | Invité spécial |               |                |                |              |               | Invité spécial   |               |                  |
| Sarah Wayne Callies    | Lori Grimes                  | Principale | Principale    | Principale     |               |                |                |              |               |                  |               |                  |
| Laurie Holden          | Andrea Harrison              | Principale | Principale    | Principale     |               |                |                |              |               |                  |               |                  |
| Steven Yeun            | Glenn Rhee                   | Principal  | Principal     | Principal      | Principal     | Principal      | Principal      | Principal    |               |                  |               |                  |
| Jeffrey DeMunn         | Dale Horvath                 | Principal  | Principal     |                |               |                |                |              |               |                  |               |                  |
| Chandler Riggs         | Carl Grimes                  | Principal  | Principal     | Principal      | Principal     | Principal      | Principal      | Principal    | Principal     |                  |               |                  |
| Norman Reedus          | Daryl Dixon                  | Récurrent  | Principal     | Principal      | Principal     | Principal      | Principal      | Principal    | Principal     | Principal        | Principal     | Principal        |
| Melissa McBride        | Carol Peletier               | Récurrente | co-Principale | co-Principale  | Principale    | Principale     | Principale     | Principale   | Principale    | Principale       | Principale    | Principale       |
| Lauren Cohan           | Maggie Greene Rhee           |            | Récurrente    | Principale     | Principale    | Principale     | Principale     | Principale   | Principale    | Principale       | Principale    | Principale       |
| Danai Gurira           | Michonne                     |            | Remplaçante   | Principale     | Principale    | Principale     | Principale     | Principale   | Principale    | Principale       | Principale    | Invitée spéciale |
| Scott Wilson           | Hershel Greene               |            | Récurrent     | co-Principal   | Principal     |                |                |              |               | Invité spécial   |               |                  |
| Michael Rooker         | Merle Dixon                  | Invité     | Invité        | Principal      |               |                |                |              |               |                  |               |                  |
| David Morrissey        | Philip Blake / le Gouverneur |            |               | Principal      | Principal     | Invité spécial |                |              |               |                  |               |                  |
| Emily Kinney           | Beth Greene                  |            | Récurrente    | Récurrente     | co-Principale | Principale     |                |              |               |                  |               |                  |
| Chad L. Coleman        | Tyreese Williams             |            |               | Récurrent      | co-Principal  | Principal      |                |              |               |                  |               |                  |
| Sonequa Martin-Green   | Sasha Williams               |            |               | Récurrente     | co-Principale | co-Principale  | Principale     | Principale   |               | Invitée spéciale |               |                  |
| Lawrence Gilliard, Jr. | Bob Stookey                  |            |               |                | co-Principal  | co-Principal   |                |              |               |                  |               |                  |
| Michael Cudlitz        | Abraham Ford                 |            |               |                | Récurrent     | Principal      | Principal      | Principal    |               |                  |               |                  |
| Josh McDermitt         | Eugene Porter                |            |               |                | Récurrent     | co-Principal   | co-Principal   | Principal    | Principal     | Principal        | Principal     | Principal        |
| Christian Serratos     | Rosita Espinosa              |            |               |                | Récurrente    | co-Principale  | co-Principale  | Principale   | Principale    | Principale       | Principale    | Principale       |
| Alanna Masterson       | Tara Chambler                |            |               |                | Récurrente    | co-Principale  | co-Principale  | Principale   | Principale    | Principale       |               |                  |
| Andrew James West      | Gareth                       |            |               |                | Invité        | co-Principal   |                |              |               |                  |               |                  |
| Seth Gilliam           | Gabriel Stokes               |            |               |                |               | co-Principal   | co-Principal   | co-Principal | Principal     | Principal        | Principal     | Principal        |
| Lennie James           | Morgan Jones                 | Invité     |               | Invité spécial |               | Récurrent      | Principal      | Principal    | Principal     |                  |               |                  |
| Alexandra Breckenridge | Jessie Anderson              |            |               |                |               | Récurrente     | co-Principale  |              |               |                  |               |                  |
| Ross Marquand          | Aaron                        |            |               |                |               | Récurrent      | co-Principal   | co-Principal | Principal     | Principal        | Principal     | Principal        |
| Austin Nichols         | Spencer Monroe               |            |               |                |               | Récurrent      | co-Principal   | co-Principal |               |                  |               |                  |
| Tovah Feldshuh         | Deanna Monroe                |            |               |                |               | Récurrente     | co-Principale  |              |               |                  |               |                  |
| Jeffrey Dean Morgan    | Negan Smith                  |            |               |                |               |                | Invité spécial | Principal    | Principal     | Principal        | Principal     | Principal        |
| Austin Amelio          | Dwight                       |            |               |                |               |                | Récurrent      | co-principal | co-principal  |                  |               |                  |
| Tom Payne              | Paul Rovia / Jesus           |            |               |                |               |                | Récurrent      | co-Principal | co-Principal  | Principal        |               |                  |
| Xander Berkeley        | Gregory                      |            |               |                |               |                | Invité         | co-Principal | co-Principal  | co-Principal     |               |                  |
| Khary Payton           | Ezekiel Sutton               |            |               |                |               |                |                | Récurrent    | co-principal  | Principal        | Principal     | Principal        |
| Steven Ogg             | Simon                        |            |               |                |               |                | Invité         | Récurrent    | co-Principal  |                  |               |                  |
| Katelyn Nacon          | Enid                         |            |               |                |               | Invitée        | Récurrente     | Récurrente   | co-Principale | Principale       | Remplaçante   |                  |
| Pollyanna McIntosh     | Anne / Jadis                 |            |               |                |               |                |                | Récurrente   | co-Principale | co-Principale    |               |                  |
| Callan McAuliffe       | Alden                        |            |               |                |               |                |                |              | Récurrent     | co-Principal     | co-Principal  | Principal        |
| Avi Nash               | Siddiq                       |            |               |                |               |                |                |              | Récurrent     | co-Principal     | co-Principal  |                  |
| Samantha Morton        | Alpha                        |            |               |                |               |                |                |              |               | Principale       | Principale    |                  |
| Ryan Hurst             | Beta                         |            |               |                |               |                |                |              |               | Récurrent        | Principal     |                  |
| Eleanor Matsuura       | Yumiko Okumura               |            |               |                |               |                |                |              |               | Récurrente       | co-Principale | Principale       |
| Cooper Andrews         | Jerry                        |            |               |                |               |                |                | Récurrent    | Récurrent     | Récurrent        | co-Principal  | Principal        |
| Nadia Hilker           | Magna                        |            |               |                |               |                |                |              |               | Récurrente       | co-Principale | Principale       |
| Cailey Fleming         | Judith Grimes                |            |               |                |               |                |                |              |               | Récurrente       | co-Principale | Principale       |
| Cassady McClincy       | Lydia                        |            |               |                |               |                |                |              |               | Récurrente       | co-Principale | Principale       |
| Lauren Ridloff         | Connie                       |            |               |                |               |                |                |              |               | Récurrente       | co-Principale | Principale       |
| Paola Lazaro           | Juanita Sanchez              |            |               |                |               |                |                |              |               |                  | Récurrente    | Principale       |
| Michael James Shaw     | Michael Mercer               |            |               |                |               |                |                |              |               |                  |               | Principal        |
| Lynn Collins           | Leah Shaw                    |            |               |                |               |                |                |              |               |                  | Invitée       | co-Principale    |
| Josh Hamilton          | Lance Hornsby                |            |               |                |               |                |                |              |               |                  |               | Principal        |
| Margot Bingham         | Maxxine Mercer               |            |               |                |               |                |                |              |               | Invitée          | Invitée       | co-Principal     |
| Laila Robins           | Pamela Milton                |            |               |                |               |                |                |              |               |                  |               | Principale       |
| Angel Theory           | Kelly                        |            |               |                |               |                |                |              |               | Récurrente       | Récurrente    | Principale       |

Légende :  = principal(e) (le nom apparaît dans le générique)
Légende :  = co-principal (le nom apparaît après le générique)
Légende :  = récurrent(e) (le nom apparaît dans le générique de fin)
Légende :  = invité(e) ou invité(e) spécial(e)
| Acteur/Actrice                               | Rôle                                         | Nombre de saisons | Nombre de saisons | Nombre de saisons | Nombre de saisons | Nombre de saisons | Nombre de saisons | Nombre de saisons | Nombre de saisons | Nombre de saisons | Nombre de saisons | Nombre de saisons | Total |
| Acteur/Actrice                               | Rôle                                         | S1                | S2                | S3                | S4                | S5                | S6                | S7                | S8                | S9                | S10               | S11               | Total |
| -------------------------------------------- | -------------------------------------------- | ----------------- | ----------------- | ----------------- | ----------------- | ----------------- | ----------------- | ----------------- | ----------------- | ----------------- | ----------------- | ----------------- | ----- |
| Norman Reedus                                | Daryl Dixon                                  | 4                 | 12                | 13                | 11                | 14                | 12                | 10                | 15                | 16                | 20                | 21                | 148   |
| Melissa McBride                              | Carol Peletier                               | 4                 | 12                | 12                | 7                 | 14                | 11                | 7                 | 11                | 12                | 17                | 18                | 125   |
| Andrew Lincoln                               | Rick Grimes                                  | 6                 | 13                | 15                | 11                | 14                | 14                | 10                | 15                | 5                 | 2                 | 1                 | 106   |
| Lauren Cohan                                 | Maggie Greene Rhee                           |                   | 12                | 13                | 9                 | 13                | 12                | 8                 | 10                | 5                 | 4                 | 20                | 106   |
| Christian Serratos                           | Rosita Espinosa                              |                   |                   |                   | 4                 | 14                | 12                | 11                | 11                | 12                | 12                | 18                | 94    |
| Danai Gurira                                 | Michonne                                     |                   | 1                 | 15                | 11                | 12                | 12                | 10                | 11                | 13                | 6                 | 1                 | 92    |
| Josh McDermitt                               | Eugene Porter                                |                   |                   |                   | 4                 | 12                | 11                | 9                 | 9                 | 11                | 13                | 16                | 85    |
| Chandler Riggs                               | Carl Grimes                                  | 6                 | 12                | 14                | 10                | 12                | 10                | 8                 | 6                 |                   | 1                 |                   | 79    |
| Seth Gilliam                                 | Gabriel Stokes                               |                   |                   |                   |                   | 10                | 9                 | 9                 | 7                 | 10                | 9                 | 19                | 73    |
| Ross Marquand                                | Aaron                                        |                   |                   |                   |                   | 7                 | 6                 | 9                 | 8                 | 9                 | 14                | 17                | 70    |
| Steven Yeun                                  | Glenn Rhee                                   | 6                 | 12                | 13                | 10                | 14                | 10                | 1                 |                   |                   | 1                 |                   | 67    |
| Jeffrey Dean Morgan                          | Negan Smith                                  |                   |                   |                   |                   |                   | 1                 | 10                | 11                | 9                 | 14                | 17                | 62    |
| Alanna Masterson                             | Tara Chambler                                |                   |                   |                   | 7                 | 12                | 8                 | 8                 | 11                | 10                |                   |                   | 56    |
| Khary Payton                                 | Ezekiel Sutton                               |                   |                   |                   |                   |                   |                   | 5                 | 10                | 8                 | 10                | 16                | 49    |
| Cooper Andrews                               | Jerry                                        |                   |                   |                   |                   |                   |                   | 5                 | 13                | 10                | 10                | 11                | 49    |
| Sonequa Martin-Green                         | Sasha Williams                               |                   |                   | 5                 | 9                 | 12                | 10                | 8                 | 1                 | 1                 | 1                 |                   | 47    |
| Emily Kinney                                 | Beth Greene                                  |                   | 11                | 13                | 8                 | 5                 |                   |                   |                   | 1                 |                   |                   | 38    |
| Katelyn Nacon                                | Enid                                         |                   |                   |                   |                   | 2                 | 8                 | 8                 | 9                 | 7                 | 3                 |                   | 37    |
| Lennie James                                 | Morgan Jones                                 | 1                 |                   | 1                 |                   | 3                 | 11                | 7                 | 11                |                   |                   |                   | 34    |
| Scott Wilson                                 | Hershel Greene                               |                   | 11                | 13                | 8                 |                   |                   |                   |                   | 1                 |                   |                   | 33    |
| Laurie Holden                                | Andrea Harrison                              | 5                 | 13                | 13                |                   |                   |                   |                   |                   |                   | 1                 |                   | 32    |
| Cassady McClincy                             | Lydia                                        |                   |                   |                   |                   |                   |                   |                   |                   | 8                 | 11                | 13                | 32    |
| Angel Theory                                 | Kelly                                        |                   |                   |                   |                   |                   |                   |                   |                   | 8                 | 10                | 14                | 32    |
| Cailey Fleming                               | Judith Grimes                                |                   |                   |                   |                   |                   |                   |                   |                   | 9                 | 11                | 11                | 31    |
| Michael Cudlitz                              | Abraham Ford                                 |                   |                   |                   | 4                 | 13                | 10                | 2                 |                   |                   | 1                 |                   | 30    |
| Nadia Hilker                                 | Magna                                        |                   |                   |                   |                   |                   |                   |                   |                   | 10                | 9                 | 11                | 30    |
| Lauren Ridloff                               | Connie                                       |                   |                   |                   |                   |                   |                   |                   |                   | 10                | 7                 | 13                | 30    |
| Eleanor Matsuura                             | Yumiko Okumura                               |                   |                   |                   |                   |                   |                   |                   |                   | 10                | 9                 | 10                | 29    |
| Sarah Wayne Callies                          | Lori Grimes                                  | 6                 | 13                | 8                 |                   |                   |                   |                   |                   |                   |                   |                   | 27    |
| Avi Nash                                     | Siddiq                                       |                   |                   |                   |                   |                   |                   |                   | 8                 | 11                | 8                 |                   | 27    |
| Callan McAuliffe                             | Alden                                        |                   |                   |                   |                   |                   |                   |                   | 8                 | 8                 | 7                 | 4                 | 27    |
| Tom Payne                                    | Paul Rovia / Jesus                           |                   |                   |                   |                   |                   | 3                 | 7                 | 7                 | 8                 |                   |                   | 25    |
| Austin Amelio                                | Dwight                                       |                   |                   |                   |                   |                   | 4                 | 8                 | 10                |                   | 1                 |                   | 23    |
| Chad Coleman                                 | Tyreese Williams                             |                   |                   | 5                 | 9                 | 8                 |                   |                   |                   |                   |                   |                   | 22    |
| Jon Bernthal                                 | Shane Walsh                                  | 6                 | 12                | 1                 |                   |                   |                   |                   |                   | 1                 |                   |                   | 20    |
| David Morrissey                              | Philip Blake / le Gouverneur                 |                   |                   | 13                | 5                 | 1                 |                   |                   |                   |                   |                   |                   | 19    |
| Samantha Morton                              | Alpha                                        |                   |                   |                   |                   |                   |                   |                   |                   | 6                 | 13                |                   | 19    |
| Jeffrey DeMunn                               | Dale Horvath                                 | 6                 | 10                |                   |                   |                   |                   |                   |                   |                   |                   |                   | 16    |
| Lawrence Gilliard, Jr.                       | Bob Stookey                                  |                   |                   |                   | 10                | 6                 |                   |                   |                   |                   |                   |                   | 16    |
| Margot Bingham                               | Maxxine Mercer                               |                   |                   |                   |                   |                   |                   |                   |                   | 1                 | 2                 | 13                | 16    |
| Austin Nichols                               | Spencer Monroe                               |                   |                   |                   |                   | 3                 | 8                 | 4                 |                   |                   |                   |                   | 15    |
| Xander Berkeley                              | Gregory                                      |                   |                   |                   |                   |                   | 1                 | 5                 | 8                 | 1                 |                   |                   | 15    |
| Pollyanna McIntosh                           | Anne / Jadis                                 |                   |                   |                   |                   |                   |                   | 3                 | 7                 | 5                 |                   |                   | 15    |
| Paola Lazaro                                 | Juanita Sanchez                              |                   |                   |                   |                   |                   |                   |                   |                   |                   | 4                 | 11                | 15    |
| Michael James Shaw                           | Michael Mercer                               |                   |                   |                   |                   |                   |                   |                   |                   |                   |                   | 15                | 15    |
| Michael Rooker                               | Merle Dixon                                  | 2                 | 1                 | 11                |                   |                   |                   |                   |                   |                   |                   |                   | 14    |
| Steven Ogg                                   | Simon                                        |                   |                   |                   |                   |                   | 1                 | 5                 | 7                 |                   | 1                 |                   | 14    |
| Ryan Hurst                                   | Beta                                         |                   |                   |                   |                   |                   |                   |                   |                   | 4                 | 10                |                   | 14    |
| Josh Hamilton                                | Lance Hornsby                                |                   |                   |                   |                   |                   |                   |                   |                   |                   |                   | 14                | 14    |
| Alexandra Breckenridge                       | Jessie Anderson                              |                   |                   |                   |                   | 5                 | 6                 |                   |                   |                   |                   |                   | 11    |
| Tovah Feldshuh                               | Deanna Monroe                                |                   |                   |                   |                   | 5                 | 6                 |                   |                   |                   |                   |                   | 11    |
| Laila Robins                                 | Pamela Milton                                |                   |                   |                   |                   |                   |                   |                   |                   |                   |                   | 10                | 10    |
| Lynn Collins                                 | Leah Shaw                                    |                   |                   |                   |                   |                   |                   |                   |                   |                   | 1                 | 8                 | 9     |
| Andrew West                                  | Gareth                                       |                   |                   |                   | 1                 | 4                 |                   |                   |                   |                   |                   |                   | 5     |
| Nombre Total d'acteurs principaux par saison | Nombre Total d'acteurs principaux par saison | 7                 | 9                 | 12                | 13                | 17                | 18                | 21                | 20                | 19                | 19                | 23                |       |

### Rick Grimes
Rick est le héros emblématique de la série. Avant l'épidémie, il était shérif-adjoint du comté de King dans l'État de Géorgie. Il se fait tirer dessus au début de la série, lors d'une fusillade après une course-poursuite avec son coéquipier et meilleur ami du lycée, Shane Walsh. Il sombre alors dans un profond coma. Il se réveille après le début de l'épidémie à l'hôpital, qui est infesté de rôdeurs (zombies). Il croise ensuite la route de Morgan Jones et son fils Duane, et entreprend de chercher sa femme Lori et son fils Carl.
Il retrouve sa famille grâce à un groupe de survivants composé de Glenn, T-Dog, Andrea, Jacqui, Morales et Merle, venus à Atlanta en croyant y trouver protection et vivres. Par la suite, il deviendra le chef du groupe et décidera de l'avenir de ses membres en faisant les meilleurs choix possibles pour tous, qu'ils soient simples ou difficiles lors de leur long périple contre les humains et les rôdeurs.
En finale de la neuvième mi-saison, Rick Grimes est considéré mort et disparu par ses amis et alliés dans la destruction du pont en construction qu'il a lui-même provoquée afin d'annihiler une horde de rôdeurs (en tirant à moyenne portée dans un stock de dynamite), son corps n'ayant jamais été retrouvé : en réalité, Rick a été trouvé agonisant et secouru par Anne (anciennement Jadis), qui l'a emmené avec elle dans l'hélicoptère d'un groupe de survivants indéterminé vers une destination inconnue. Il s'avère qu'il a été emmené par Anne et sa communauté dans le Civic Republic Military et qu'il est retenu captif depuis près de dix années après sa disparition.
Son arme de prédilection est un Colt Python .357 Magnum, qu'il porte d'un côté différent en fonction des saisons ou épisodes. À partir de la troisième saison, il adopte également la hache à une main pour le corps à corps et les actions physiques.

### Shane Walsh
Meilleur ami et coéquipier de Rick Grimes quand ils étaient policiers, Shane est compté comme l'un des meneurs du groupe d'Atlanta et a pris soin de Lori et Carl jusqu'aux retrouvailles avec Rick. Il a un lien de substitution avec Carl.
Son arme de prédilection est un Mossberg 590.
Shane va vite dévoiler sa face cachée et ses méthodes expéditives au cours de la série, et suscitera particulièrement la méfiance de Dale qui voit que quelque chose en lui ne tourne pas rond. Il perdra ainsi la raison à cause de l'amour qu'il porte à la femme de Rick, Lori qui a eu une relation avec lui jusqu'à ce qu'elle constate la survie de son mari et le repousse. Il couchera aussi brièvement avec Andrea à la suite de cela.
La situation dégénère entre Rick et lui quand Shane apprend de la bouche de Lori qu'elle est enceinte et qu'elle lui décrète sans avoir voix au chapitre que Rick est le père du bébé, alors qu'un doute raisonnable plane pourtant sur l'identité du père biologique.
À la fin de la seconde saison, Shane entraîne Rick dans les bois pour en finir avec lui, mais Rick comprend le piège et retourne la situation : au milieu des champs entourant la ferme des Greene, Rick est obligé d'achever son meilleur ami en le poignardant en plein cœur.
Shane revient en rôdeur et s'avance dans le dos de Rick, mais Carl qui les rejoint l’achèvera pour sauver son père.
À la troisième saison, Shane apparaît en hallucination à Rick durant la fuite de Woodbury après le sauvetage de Glen et Maggie : il confond feu son ex-coéquipier avec un homme du Gouverneur qui s'avance vers eux en pointant son fusil.
À la septième saison, Rick est persuadé malgré son amour paternel que Shane est bel et bien le père biologique de Judith Grimes, la fille de Lori.
Shane réapparaît dans la neuvième saison : peu avant sa disparition Rick, à cause d'une blessure grave tandis qu'il est harcelé par une horde, a des absences intermittentes durant lesquelles il revoit d'anciens survivants proches décédés. Shane en uniforme discute avec lui dans leur ancienne voiture de patrouille tandis qu'il mange, sur les lieux de l'accident de leur course-poursuite (qui avait amené Rick à son coma au début de la série). Rick fait la paix avec lui tandis qu'il le pousse à se ressaisir.

### Lori Grimes
Lori est la femme de Rick et la mère de leur fils unique Carl Grimes, âgé d'environ 11 ans. Alors qu'elle pense son mari mort, elle entreprend une relation avec Shane. Cette relation prend fin de son initiative quand Rick les retrouve.
Quand elle apprend sa grossesse, elle n'est pas sûre de l'identité du père.
Cloîtrée dans une pièce de la prison avec Maggie et Carl à cause des rôdeurs, elle meurt durant son accouchement par césarienne pour sauver Judith. Son fils Carl lui tire une balle dans la tête afin qu'elle ne se transforme pas. Le temps que Rick, perdant la raison, arrive plus tard sur les lieux, elle aura fini tout entière dans l'estomac d'un rôdeur.
Lori apparaîtra plusieurs fois en hallucination à Rick durant ses crises de démence, à la suite de son décès.
À la septième saison, Rick est persuadé que le père biologique de Judith est bel et bien Shane.

### Andrea Harrison
Andrea est la sœur aînée d'Amy, avec qui elles font partie du camp de survivants d'Atlanta.
Femme de caractère qui se place parmi les meneurs du groupe, Andrea effectue plusieurs raids sur Atlanta en vue de trouver des vivres.
Elle rencontre Rick alors qu'elle est assiégée dans un magasin avec Glenn, T-Dog, Merle, Morales et Jacqui. Possédant un certain franc-parler, elle n'hésite pas à prendre la défense de Carol face à son mari Ed, qui la maltraite constamment.
Très protectrice avec sa sœur Amy, elle ne peut empêcher sa mort et l'abat d'une balle dans la tête lorsque cette dernière se transforme en rôdeur. À partir de cet instant, elle perd peu à peu espoir au point de décider de rester avec Jacqui et le Dr Jenner dans le CDC pour y mourir, étant cependant contrainte de sortir avant l'explosion par un chantage de Dale.
Elle évolue et apprend à se battre malgré ses débordements occasionnels, tirant entre autres à distance sur Daryl sans réfléchir alors qu'il revient de son expédition en solitaire dans les bois pour retrouver Sophia Peletier, la fille de Carol. Elle a aussi une brève aventure avec Shane.
À la fin de la deuxième saison, lors de l'assaut de la ferme des Greene par les rôdeurs, elle est séparée du groupe et supposée morte, mais rencontre Michonne avec qui elle fait équipe pour survivre à l'extérieur durant l'hiver. Elles deviennent des amies proches, Michonne se refusant à abandonner Andrea quand elle tombe malade.
Un jour, elles sont trouvées par hasard et ramenées à Woodbury par les hommes du Gouverneur, dont Merle Dixon. Alors que Michonne se méfie du Gouverneur et souhaite s'en aller, Andrea se laisse commodément manipuler et décide de rester, entamant par là même une relation avec lui et l'assistant dans la direction de Woodbury.
Durant les tensions entre Woodbury et le groupe de la prison, elle va en cachette retrouver ses anciens amis pour négocier une trêve et fera plusieurs allers-retours en ce sens.
Près de la fin de la troisième saison, elle finit par réaliser la véritable nature du Gouverneur mais se refuse à l'assassiner dans leur lit quand elle en a l'occasion. Choisissant de partir purement et simplement à la prison pour les prévenir d'une attaque armée, elle est cependant rattrapée par lui et attachée à un siège de torture dans une pièce secrète et fermée de Woodbury, laissée à son propre sort avec Milton mortellement poignardé par le Gouverneur.
Bien que Milton lui ait laissé un outil à proximité pour se détacher, elle échoue à se libérer à temps et est mordue à l'épaule quand il revient en rôdeur. Elle se donnera la mort avec le revolver de Rick pour ne pas se transformer à son tour, Michonne restant à ses côtés jusqu'à la fin. Après son suicide, Rick et son groupe ramène son corps à la prison où elle sera enterrée.

### Dale Horvath
Dale est le vétéran du groupe de survivants à Atlanta, un homme optimiste et sage qui a cependant beaucoup souffert et garde constamment un œil sur le bien-être des membres du groupe.
Sa sagesse et ses outils en tout genre sont d'une aide précieuse pour le groupe. Il est également le propriétaire et chauffeur du camping-car dans lequel ils voyagent depuis Atlanta. En raison de son âge, il joue le plus souvent le rôle de guet veillant sur les alentours et couvrant le groupe, assis sur le toit de son véhicule.
Dale construit une relation paternelle de substitution avec les sœurs Harrison, Andrea et Amy. Il est le seul à se rendre vraiment compte de la déchéance de Shane et se fait beaucoup de soucis pour Andrea à la suite de la mort d'Amy.
Il est également un garde-fou et un objecteur de conscience pour ses amis, étant l'un des seuls à s'opposer radicalement à l’exécution de Randall lors du vote à la ferme des Greene. Grâce à un plaidoyer, il arrive même à influencer Rick qui choisit finalement de l'épargner, au lieu de le tuer comme c'était préalablement convenu.
À la fin de la seconde saison, Dale est éventré dans un champ par un rôdeur en conséquence d'une action stupide de Carl. Agonisant, Daryl lui tire une balle pour mettre fin à ses souffrances.
La culpabilité de Carl dans sa mort le marque tellement qu'il en tire la leçon et devient plus mature et responsable. Les convictions humanistes de Dale influenceront également le groupe après sa mort.

### Glenn Rhee
Glenn est débrouillard et discret. Il était livreur de pizzas avant l’apocalypse.
Il sauve la vie de Rick, coincé dans un tank cerné de rôdeurs à Atlanta. Peu à peu, il montre une bonne qualité d'analyse et se révèle fin stratège, ce qui impressionne tout aussi bien Rick que Daryl. Au fur et à mesure de son avancée dans les saisons, sa timidité le quitte définitivement et son instinct de protection envers le groupe et en particulier envers Maggie fait de lui un personnage clé.
Il meurt dans le premier épisode de la saison 7 en même temps qu'Abraham. Tous deux sont battus à mort par Negan sous les coups de sa batte Lucille.

### Carl Grimes
Jeune garçon de 11 ans dans la première saison, c'est le fils de Rick et Lori. Se croyant orphelin, le petit garçon développe une relation privilégiée avec Shane.
Dans la première saison, Carl est intime avec la fille de Carol, Sophia. Au fur et à mesure des saisons, il veut s'affirmer et décide alors de défendre et de protéger le groupe avec l'accord de son père, Rick. Mais les décisions qu'il entreprend ne sont pas toujours justifiées, ce qui causera d'ailleurs indirectement la mort de Dale.
Il donne un amour sans faille à sa petite sœur Judith dont il a choisi le prénom en mémoire de sa professeur, et devient meilleurs amis avec Michonne dont la relation avec son père le réjouit. Il se rapproche également beaucoup d'Enid après leur arrivée à Alexandria. Au bout du compte, ils entameront une relation. Malgré la haine qu'il voue envers Negan depuis qu'il a tué ses amis et brisé son père, ainsi que son assaut en solitaire du Sanctuaire pour tuer le chef des Sauveurs, Carl captive ce dernier parce que malgré son jeune âge, il en a eu la volonté et le courage en tuant deux de ses hommes sans hésiter dans la tentative, et il est aussi l'un des seuls à ne pas avoir peur de lui et lui tenir tête.
Carl perd son œil à cause d'une balle perdue de Ron Anderson lors de l'invasion de rôdeurs à Alexandria (épisode Sans issue). Soigné en urgence par Denise temporairement secondée d'Aaron, Spencer et Heath, il n'est alors plus en état de faire quoi que soit et ne participe donc pas au massacre des morts-vivants durant la nuit, qui se déclenche quand son père sort seul les décimer pour les tenir à distance de Carl durant son opération à l'infirmerie, ce qui va progressivement inspirer toujours plus de survivants à se joindre à Rick. Il se réveille bien après la reprise d'Alexandria au matin, Rick suppliant à son chevet pour sa guérison et parlant d'avenir à Carl dans son sommeil.
Alors qu'Enid est absente pour avoir été enfermée à la dernière minute par lui à Alexandria avant leur départ pour la Colline, Carl lui, est bien présent avec son père et le reste du groupe la nuit de leur capture par les Sauveurs et l'apparition de Negan, qui tue sauvagement deux de ses amis avec sa batte à fils barbelés Lucille et se sert de lui pour briser son père, menaçant Rick de lui faire gober l’œil restant de Carl s'il tente quoi que ce soit puis le forçant presque à couper le bras de son fils avec sa hache, ce que Carl accepte avec sang-froid en restant fort, rassurant lui-même son père et l'encourageant à le faire sur le moment. Negan empêche cependant l'amputation de Carl au dernier moment, considérant avoir obtenu ce qu'il voulait de Rick.
Contrairement à son père qui se soumet à leurs exigences pour le bien des siens jusqu'à la mi-saison de septième saison, Carl demeure totalement déterminé à combattre les Sauveurs, mais surtout leur chef qu'il hait et projette d'assassiner dans une mission d'infiltration en solitaire (après un premier baiser donné à Enid) au Sanctuaire, durant lequel Jesus qui s’infiltre également, croise sa route.
Carl abat deux Sauveurs de sang-froid à son arrivée avant d'être maîtrisé par Dwight. Negan reconnaissant l'audace de l'acte du jeune homme borgne qui ne lui montre aucune peur et lui tient tête, est fasciné par Carl et le comparera à un tueur en série quand Negan apprend qu'il a tué sa mère il y a des années. Le chef lui fait visiter son repaire et l'oblige à son terme à exhiber son orbite mutilée au lieu de la cacher, arrivant sans le vouloir à faire pleurer Carl et lui démontrant une certaine empathie, ayant oublié dans l'enthousiasme qu'il parlait quand même à un enfant. Carl est raccompagné chez lui mais tente en vain de lui cacher Judith gardée par Olivia quand Negan se permet de visiter à son tour sa demeure en l'absence de Rick, et surveille avec inquiétude sa sœur durant le temps où elle attend son retour sur ses genoux. Quand Olivia se fait abattre arbitrairement par Arat, Carl se tient juste à côté d'elle.
Il participe activement aux préparatifs des conflits à venir contre les Sauveurs.
Lors de la bataille à Alexandria contre eux et les Charognards, il manque de peu de se faire tuer par Negan mais est sauvé au moment opportun par Shiva qui apparaît dans une attaque éclair avec les renforts alliés du Royaume et de la Colline et met en déroute le détenteur de Lucille. Bien que Carl n'est pas présent pour l'entendre durant l'affrontement entre Rick et Negan dans leur maison, ce dernier projette pour le fils Grimes de le prendre sous sa tutelle afin d'en faire un de ses meilleurs Sauveurs, quand il aurait tué son père ce qui n'arrive pas.
Lors de l'assaut de leurs alliés contre les Sauveurs, Carl reste à Alexandria avec Michonne convalescente pour protéger leur communauté et demeure loin des conflits.
Malheureusement, il est mordu à l'abdomen par un rôdeur dans une forêt alors qu'il ramenait avec lui Siddiq, un survivant croisé précédemment et effrayé par Rick, le jour précédant la nuit où Negan et ses hommes (qui auront réussi entretemps à quitter le Sanctuaire assiégé par des rôdeurs) mettent à feu Alexandria pendant que la communauté se cache dans les égouts : bien qu'il ait réussi à lui seul à berner Negan avec son stratagème et sauvé les siens, Carl ne quittera jamais Alexandria pour la Colline avec eux et Dwight après le départ des Sauveurs, n'étant pas en état de survivre au trajet.
Accompagné de son père et de Michonne durant le temps qu'il lui reste à vivre, Carl se suicide au petit matin avec son arme à feu dans un bâtiment à proximité de leur maison. Ils enterrent Carl dans l'enceinte d'Alexandria.
Son arme de prédilection est un Beretta 92FS 9 mm de 1976 (équipé par la suite d'un silencieux). Il porte constamment le chapeau de policier que son père lui a légué, jusqu'à ce qu'il ne le lègue à son tour à Judith la nuit précédant sa mort.

### Daryl Dixon
Jeune frère de Merle, Daryl est un rustre, une tête brûlée efficace mais taciturne, au caractère difficile. Il arrive cependant à se contenir et à coopérer rapidement avec le reste du groupe. Il se révèle alors être un élément indispensable face aux ennemis, rôdeurs ou vivants. Son arme de prédilection est une arbalète de chasse (une Horton Scout HD 125 de la première à la troisième saison, puis à partir de la troisième saison, une Stryker Strykezone 380 Black Ops) qu'il manie à la perfection. Il est précis, silencieux (un vrai atout contre les rôdeurs) et ses flèches réutilisables sont un plus dans un monde où les munitions sont une denrée rare. Il est également le chasseur attitré du groupe. Au début de la série, il lutte constamment avec ses propres insécurités.
Il devient par la suite un personnage clé de la série, il sauvera de nombreuses fois ses camarades. Son courage et son intelligence seront ses principaux atouts et lui seront utiles tout au long des épisodes. Sa forte amitié avec Carol et Rick en particulier l’aideront à surmonter les épreuves et l'endurciront.

### Carol Peletier
Carol fait partie des survivants du groupe d'Atlanta, le premier rejoint par Rick Grimes. Mère de la famille Peletier, Carol est battue par son mari, Ed. Elle reste très proche de sa fille Sophia après la mort de son mari, lors de l'attaque du camp par des rôdeurs.
La perte de sa fille va beaucoup l'endurcir et la rapprocher de Daryl Dixon, étant d'ailleurs la seule à conserver un lien émotionnel et intime indéfectible avec lui. Tous les deux deviennent meilleurs amis.
Carol va se révéler plus tard comme un membre précieux et indispensable du groupe, évoluant de petite chose fragile en une survivante accomplie ainsi qu'une fière combattante au fil des saisons, capable d'exploits individuels : maquillée de viscères de rôdeurs afin de se fondre discrètement parmi eux, elle sauve son groupe des cannibales en attaquant à elle seule le Terminus (faisant tomber la communauté et éliminant par là même leur dirigeante sans se faire attraper) ; est capable d'infiltrer discrètement l'ennemi pour accomplir des attaques furtives (comme lorsqu'elle se déguise en Wolve masquée pendant leur attaque d'Alexandria pour les éliminer plus facilement) et d'endormir la méfiance qu'elle devrait susciter pour faciliter ses actions (comme lors de leur intégration à Alexandria où elle campe son rôle de femme faible et fragile pour tromper son monde ; ou durant sa capture avec Maggie par un groupe de Sauveurs, leur permettant de se libérer et d'éliminer leurs ravisseurs par elles-mêmes) ; et prouve à plusieurs reprises son aptitude aux actes les plus radicaux pour le bien des siens (comme lorsqu'elle est temporairement bannie par Rick au début de l'épidémie de la Prison pour avoir essayé de son propre chef, de prévenir la contagion en tuant de sang-froid et immolant deux membres gravement atteints, dont la compagne de Tyreese ; ou quand, après la chute de la Prison, elle se résout à contrecœur à abattre la jeune Lizzie Samuels, jugée définitivement folle et trop dangereuse après qu'elle a volontairement tué sa petite sœur en son absence avec Tyreese et menacé la vie de Judith pour leur prouver une théorie folle sur les rôdeurs). Sa flexibilité morale et son pragmatisme provoquent d'ailleurs parfois des désaccords avec certains membres de son groupe.
Après leur intégration à Alexandria, elle commence une relation avec l'ancien chef de chantier, Tobin. Cependant, rongée par les remords des dizaines de vies qu'elle a prises et son désir de ne plus avoir à tuer d'humains durant l'affrontement qui s'est déclenché contre les Sauveurs, elle le quitte par courrier et fuit sa communauté à l'aveugle, mais se fait prendre à partie sur la route par un groupe de Sauveurs qu'elle se résout à décimer à elle seule. L'unique survivant la rattrape et la blesse grièvement. Alors qu'elle le supplie d'en finir, elle est sauvée in extremis par Morgan qui la recherchait, puis est recueillie avec lui par le Royaume, dirigé par le roi Ezekiel dont elle fera la connaissance après plusieurs jours d'inconscience.
Suscitant l'intérêt d'Ezekiel, il se rapproche de Carol durant son séjour après qu'il l'a convaincue de ne plus fuir. Elle se voit offrir en ce sens une maison à l'écart du Royaume mais suffisamment proche pour ne pas être définitivement isolée. Elle reçoit ponctuellement de sa part de brèves visites de courtoisie qui deviennent bien vite des visites plus qu’amicales puisque Ezekiel tombe sous son charme et tombe amoureux d’elle. Avec Morgan, elle devient autant une amie qu'une confidente pour lui.
Parce qu'elle a fui Alexandria avant l'apparition de Negan, elle n'est pas présente avec son groupe lors de l'exécution de Glenn et d'Abraham et demeure durant longtemps dans l'ignorance des événements ultérieurs qui ont frappé les siens (gardés sous silence par Daryl quand il la retrouve au Royaume après son évasion du Sanctuaire, notamment les meurtres de leurs deux amis, de Denise, Spencer et Olivia). Alors qu'elle refusait avant cela de suivre Richard, le chef de la sécurité, sur la voie de la confrontation, elle change d'avis après avoir été mise au courant de la situation réelle, et la mort évitable du jeune Benjamin par l'un des Sauveurs. Avec Ezekiel et Morgan, elle se joint à l'alliance des trois communautés pour combattre Negan et ses hommes.
Aux côtés des chevaliers du Royaume, elle apporte son expérience ainsi que son efficacité, s’infiltrant dans la cache secrète de l'armurerie des Sauveurs et tuant à elle seule la majorité des ennemis en présence (à l'exception de celui tué par Jerry et des deux survivants qui seront rattrapés par Rick et Daryl tandis qu'elle aidait le garde du corps d'Ezekiel à protéger ce dernier).
Lorsque le roi, accablé par le sacrifice de ses troupes et de Shiva, s'isole après leur retour à trois du Royaume, Carol est la seule à réussir à tenir une conversation avec lui, le poussant à se ressaisir comme il l'avait fait auparavant pour elle.
Durant la fuite nocturne des sujets du Royaume, pris précédemment en otage par Gavin et ses hommes qui néanmoins récupèrent Ezekiel pour le livrer à Negan, afin qu'il soit exécuté, elle indique à Nabila d'emmener tout le monde à sa maison inconnue des Sauveurs et s'infiltre avec Morgan (et Henry de son côté, à son grand dam) pour les tuer un par un afin de libérer le Roi : finalement, Gavin se fait tuer par Henry et Ezekiel est sauvé.
Elle survit à la guerre contre les Sauveurs remportée par son groupe et ses alliés, et retourne s'installer au Royaume. Durant l'ellipse précédant la neuvième saison, Carol fonde une famille recomposée avec Henry et le Roi Ezekiel dont elle est devenue la compagne.
Au début de la dixième saison, elle est séparée d'Ezekiel à la suite de la mort brutale d'Henry et garde une rancune mortelle envers Alpha. Elle passe son temps à pêcher à bord d'un chalutier puis songe à quitter le groupe avec Daryl.
Carol devient un des principaux piliers de la série au fil des saisons, son sang froid à toute épreuve a sauvé la vie de tous ses compagnons au moins une fois, réfléchie, courageuse et indépendante, elle est considérée comme la plus forte femme du groupe.

### Merle Dixon
Merle Dixon est le frère aîné de Daryl Dixon.
Issu d'un milieu difficile avec son frère, il a souvent été maltraité par leur père dans sa jeunesse (ignorant pendant longtemps que Daryl avait subi le même sort que lui après son départ du domicile familial) et en a retiré des comportements violents et autodestructeurs. Antipathique dans son attitude et provocateur par ses propos, il est peu apprécié par les membres du groupe de Rick. Seul son frère Daryl arrive à le tolérer.
Présent parmi le groupe d'expédition d'Atlanta rejoint par Rick et Glenn dans la première saison, Merle est abandonné sur le toit d'un immeuble menotté par Rick après un de ses débordements avec T-Dog et, face à la menace imminente des rôdeurs, s'est coupé lui-même la main pour se libérer avant de la cautériser et disparaître. Après le retour du groupe sur les lieux sur exigence de son cadet, le sort de Merle est laissé un bon moment incertain.
Dans la seconde saison, Daryl qui se blesse sévèrement durant l'une de ses expéditions en forêt pour retrouver la petite Sophia Peletier (qui y est portée disparue), a une apparition subconsciente de Merle qui le pousse à se ressaisir en le provoquant.
Il réapparaît néanmoins réellement, face à Michonne et Andrea dans la troisième saison en tant que bras droit du Gouverneur de Woodbury, qui aura remplacé son membre amputé par une prothèse armée d'une lame. À contrario de la majorité des membres de Woodbury, il est conscient de la véritable nature du Gouverneur et effectue sans cas de conscience les basses besognes pour lui, enlevant par exemple Glenn et Maggie qu'il rencontre par hasard pour torturer lui-même le premier, et laisser la seconde entre les mains de son chef.
Se faisant néanmoins trahir par le Gouverneur qui le fait passer pour un traître à Woodbury et le pousse devant la foule à se battre contre son propre frère, Merle s'échappe avec le groupe et sur le chemin du retour, s'en va de son côté avec Daryl qui ne souhaite pas abandonner son frère rejeté unanimement par les autres membres du groupe. Il sera cependant vite délaissé par son cadet, qui prend conscience que contrairement à lui, il a changé et est devenu un homme meilleur dont la place est aux côtés de ses amis.
Après une montée progressive des tensions entre les deux communautés et être apparu au moment opportun pour sauver un des membres du groupe de Rick des rôdeurs, Merle gagne une place temporaire à la Prison en dépit des circonstances et du rejet toujours fort qu'il suscite au groupe, malgré tout soutenu par Daryl et encouragé à évoluer comme lui.
À la suite d'un accord secret entre le Gouverneur et Rick consistant à lui livrer Michonne pour être laissés tranquilles, qu'il apprend en surprenant une conversation, Merle est discrètement sollicité et se dévoue pour être à nouveau celui qui fera « le sale travail », enlevant Michonne avant d'avoir pu recevoir des ordres contraires à la suite du changement de décision de Rick. Il finit cependant par se raviser de lui-même sur le trajet du rendez-vous et laisse Michonne s'en aller.
En voulant se racheter auprès du groupe (mais surtout, auprès de son frère) par un piège qu'il tend seul aux hommes de Woodbury grâce à un regroupement de rôdeurs, il meurt tué par le Gouverneur. Quand Daryl arrive sur place et se retrouve face à son frère changé en rôdeur, il est anéanti et l'achève de plusieurs coups de couteau dans la tête.

### Morgan Jones
Morgan est un père de famille protégeant son fils Duane. Il rencontre Rick et lui apprend ce qu'il se passe. Il quitte Rick en restant avec son fils dans le comté de King Country, lors de la première saison. On le retrouve, seul, dans la troisième saison. On le retrouve ensuite en fin de la cinquième saison dans le camp de réfugiés d'Alexandria où il rejoint Rick et son groupe, puis au Royaume avec Carol à partir de la septième saison. L'épisode Ici n'est pas ici lui est consacré.

### Maggie Greene
Maggie est la demi-sœur aînée de la jeune Beth, leur père étant Hershel Greene. Elle entame une relation avec Glenn lorsque celui-ci arrive avec le groupe à la ferme, au début pour assouvir ses envies sexuelles, puis tombe amoureuse de lui. Elle l'épouse lorsqu'il lui fait sa demande à la Prison. On apprendra dans la sixième saison qu'elle est enceinte de lui.
Après l'apparition de Negan et le meurtre de son époux, prétendue morte de chagrin auprès du chef des Sauveurs qui envisageait d'en faire l'une de ses femmes, Maggie s'installe (comme c'était prévu pour sa grossesse) à la Colline où elle enterre son mari et Abraham, puis prend légitimement la place de Gregory en tant que dirigeante de la communauté, secondée par Jesus.
Elle se rallie sans hésiter à Rick et Ezekiel dans la bataille contre le Sanctuaire et, endurcie par son deuil, conserve une volonté à toute épreuve contre les Sauveurs, n'hésitant pas en représailles de l'exécution d'un des leurs par Simon, à abattre de sang-froid l'un des Sauveurs ramenés contre l'avis général par Jesus, mais gardés en tant qu'otages et éventuelle monnaie d'échange. Elle ne montre également aucune faiblesse face aux supplications de Gregory qu'elle enferme avec les prisonniers, considéré à juste titre comme un traître et un lâche.
Après la victoire de Rick envers Negan (et sa captivité), Maggie prend la décision de rester avec Georgie pendant l'ellipse des six ans suivant la disparition de Rick, pour éviter de croiser Negan, qu'elle a envie de tuer. Elle ne communiquera que par des lettres, avec Jesus, jusqu'à son décès.
Elle reviendra durant une attaque de rôdeurs guidée par Beta avec son nouveau groupe, les Wardens, ce qui permettra de sauver son groupe.

### Hershel Greene
Hershel est le patriarche veuf de la famille Greene et de ses filles Maggie et Beth, ainsi que le doyen et médecin du groupe de Rick.
Fermier possédant des terres, il rencontre Rick et Carl Grimes ainsi que Shane dans la seconde saison après l'accident de chasse de son ancien employé Otis, blessant mortellement le fils Grimes qui est ramené en urgence à la maison des Greene et sauvé grâce aux compétences médicales d'Hershel et Otis.
Vétérinaire de profession, il accepte mal l'arrivée de Rick et de son groupe dans sa ferme au départ. Mais Rick et Glenn l'ayant ensuite sauvé de maraudeurs alors qu'il était seul dans un bar à boire, il passe sous le commandement de Rick qu'il finit par apprécier et guide souvent par ses conseils. Il devient par la suite le sage paternel pour le groupe.
Alors qu'il est rasé de près tout au long de la deuxième saison, Hershel arbore ensuite une barbe fournie et un catogan, conséquences d'une vie de nomade prolongée.
Il perd une jambe après avoir été malencontreusement mordu dans la prison lors du nettoyage au début de la troisième saison, et s'être fait amputer de suite sur un coup de tête de Rick, ce qui lui sauve la vie. Il se déplace ensuite avec des béquilles. À partir de la quatrième saison, il porte une prothèse (depuis l'épisode 30 jours sans accident).
Quand il apprend que Glenn souhaite demander sa fille aînée Maggie en mariage, il leur donne sa bénédiction et lui lègue un bijou familial des Greene, sa montre à gousset.
Après la chute de Woodbury, Hershel fait partie avec d'autres membres du groupe du Conseil de la prison, créé au retrait temporaire de Rick en tant que meneur car personne ne souhaitait prendre sa place.
Lorsque se déclenche l'épidémie de grippe de la prison, bien qu'il ne présente aucun signe de contamination il choisit tout de même de rester isolé en quarantaine auprès de Glenn et des autres malades pour chercher un remède, les soigner et les protéger des morts revenant en rôdeurs, et enfin préserver ses filles et rassurer Maggie. Afin de tenter un remède à base de plantes médicinales, il se rend brièvement dans la forêt alentour escorté contre sa volonté par Carl Grimes. Malgré les risques et une exposition directe avec du sang contaminé, Hershel n'est pas atteint par le virus, sauve la vie de son beau-fils gravement malade et réussit à enrayer l'épidémie.
Pris en otage avec Michonne par le nouveau groupe du Gouverneur, il meurt décapité en deux temps par lui, avec le sabre de celle-ci juste avant l'attaque de la prison. Sa tête transformée en rôdeur sera achevée durant l'attaque.

### Beth Greene
Elle est la fille cadette de la famille Greene, demi-sœur de Maggie et fille d'Hershel issue d'un second mariage. Elle est aussi la compagne de Jimmy.
Discrète et assez sainte-nitouche, Beth aide sa famille du mieux possible depuis le début de l’épidémie. Musicienne polyvalente, elle sait jouer de la guitare et du piano, et chante à l'occasion pour le groupe.
Au cours de la deuxième saison, elle sombre dans une profonde dépression et se taillade, mais finit par se rendre compte après sa tentative de suicide qu'elle veut vivre. Son compagnon Jimmy se fait dévorer à bord du camping-car durant l'invasion de la ferme par une horde.
Durant l'époque de la prison, son rôle consiste essentiellement à rester en retrait pour garder Judith et s'occuper d'elle en l'absence des autres. Entre les troisième et quatrième saisons, Beth a une relation avec Zach, un nouvel arrivant de Woodbury, jusqu'à son décès dans l'expédition du premier épisode avec Daryl et Bob. Elle se montre apathique à la nouvelle. Pendant l'épidémie de grippe qui frappe la prison, elle est gardée avec les enfants sains à l'abri des malades.
Après l'exécution de son père par le Gouverneur, la chute de la prison et leur fuite, Beth se montre moins réservée. Elle n'est plus du genre à se laisser faire et est prête à tout pour sauver ses amis. Après un temps à errer avec Daryl et à se rapprocher intimement de lui, elle se fait enlever durant une attaque de rôdeurs par les policiers de l'hôpital Grady Memorial d'Atlanta.
Ses amis ignoreront ce qu'il lui est arrivé jusqu'à l'expédition improvisée par Daryl et Carol à Atlanta après les événements du Terminus, et leur rencontre avec Noah qui était encore avec elle il y a peu.
En tentant de s'évader, elle découvre le suicide d'une fille, Joan, régulièrement violée par le policier qui la surprend et jette son dévolu sur elle. Beth se sert de sa transformation discrète en le jetant en pâture au rôdeur. Bien qu'elle ait échoué à s'échapper avec Noah de qui elle s'est rapprochée, cela lui permet de sauver la vie de Carol qui se fait renverser et récupérer par les policiers de l'hôpital qui la laissent sans soins adaptés. Durant un accrochage violent, elle aide également Dawn, la meneuse actuelle du groupe de l’hôpital, à se débarrasser d'un collègue qui menace son autorité en le poussant dans la cage d’ascenseur.
En la contrant par un coup de ciseaux pour protéger Noah lors de l'échange des prisonniers, Beth mourra tuée d'un tir réflexe dans la tête par Dawn. Elle sera immédiatement vengée par Daryl, qui rapportera lui-même son corps auprès de Maggie et sera, avec sa sœur, le plus bouleversé par sa mort.
Pour rendre hommage à Beth après son enterrement, Rick et le groupe décident d'accomplir sa volonté en escortant Noah chez lui, à Richmond. Elle y réapparaît avec Lizzie, Mika, Bob, le Gouverneur et Martin, dans les hallucinations de Tyreese causées par ses morsures de rôdeurs.
Elle apparaît aussi brièvement dans des retours en arrière de Sasha.

### Michonne
Michonne fait sa première apparition en sauvant Andrea à la fin de la deuxième saison. Assez taciturne, c'est une sabreuse qui manie le katana avec une grande efficacité. Elle est aussi dotée d'un incroyable instinct de survie, que ce soit contre des humains ou des rôdeurs. Elle voyageait seule avec deux rôdeurs dont elle avait coupé les bras et la mâchoire (pour les empêcher d'attaquer et mordre, elle ou quelqu'un d'autre), les utilisant comme des « porte-bagage » rôdeurs. Les avoir près d'elle s'est montré être un excellent camouflage contre les rôdeurs car, sous sa cape et en marchant lentement à leur côté, elle pouvait se faire passer pour l'un des leurs.
Il s'est avéré plus tard que ces deux rôdeurs étaient en fait son fiancé et un ami.
Elle devient la compagne et le bras droit de Rick lors de l'épisode 10 de la saison 6.
Elle est grièvement blessée durant l'attaque d'Alexandria par les Sauveurs et les Charognards en affrontant l'une d'entre eux, mais y survit.
Durant l'alliance des trois factions et leurs actions offensives contre le Sanctuaire et ses avant-postes, elle demeure avec Carl à Alexandria pour protéger leur communauté (bien qu'elle participe brièvement à une opération avec Rosita pour récupérer des armes détenues par un groupe de Sauveurs et se rend ensuite avec Daryl, Tara et elle devant le Sanctuaire pour constater de ses yeux le résultat de leurs actions et se rassurer).
Revenue de son côté à Alexandria, elle est cependant surprise avec les autres par l'arrivée de Negan (et d'une partie de ses hommes), censés être assiégés au Sanctuaire par les rôdeurs et qui leur imposent un ultimatum. Tandis que Carl, qui dirige en l'absence de Rick et a préparé un plan, va distraire Negan et les Sauveurs à la porte principale, Michonne aide avec les autres à faire évacuer les leurs pour les mettre en sûreté dans les égouts (notamment en simulant une fuite en véhicule par l'autre accès pour diviser les Sauveurs).
À l'issue de cet assaut raté, Michonne accompagnée de Rick, rejoint Carl et les autres dans leur cachette.

### Philip Blake/«Le Gouverneur»/«Brian Heriot»
Dirigeant autoritaire et charismatique de Woodbury, le Gouverneur est l'antagoniste principal de la saison 3 et la première moitié de la saison 4. Manipulateur narcissique, il sait se faire obéir de ses hommes et peut aisément convaincre ses interlocuteurs par la parole sinon la force, comme il le fera tout d'abord avec Andrea avec qui il aura une relation, puis en brutalisant Maggie durant sa captivité avec Glenn.
Les maltraitances par son père en ont fait un psychopathe qui a en lui une grande violence. La seule personne pour qui il ressent vraiment des sentiments est sa défunte fille transformée en rôdeur, qu'il garde enchaînée et cachée chez lui avant qu'elle ne soit découverte et achevée par Michonne. À la suite de leur confrontation, il perd son œil droit et n'aura de cesse de vouloir se venger d'elle et de s'en prendre au groupe de Rick, en exécutant notamment Hershel sous les yeux de tous bien après la chute de Woodbury, alors qu'il servait avec Michonne de moyen de pression pour conquérir la prison.
Mortellement blessé par le sabre de cette dernière alors qu'il s’apprêtait à terminer Rick, il est achevé par balle par Lilly Chambler (qui l'avait rejoint avec le corps mourant de Meghan dans les bras) durant l'attaque de la Prison.
Il réapparait à la cinquième saison dans les hallucinations de Tyreese, mordu par deux rôdeurs dans l'ancienne maison de Noah à Richmond.

### Judith Grimes
On apprend que Lori est enceinte à la fin de la deuxième saison, mais rien ne peut alors déterminer qui de Rick ou de Shane est le père du bébé, puisque Shane a eu plusieurs relations sexuelles avec Lori mais le coma de Rick n'a pas duré assez longtemps pour lever le doute. Rick dévoile à Michonne durant la septième saison qu'il est persuadé que Shane est le vrai géniteur de Judith bien qu'il la reconnaisse toujours comme étant sa fille.
Elle est mise au monde par une césarienne précaire pratiquée par Maggie au cours de l'épisode Un tueur à l'intérieur. Sa mère Lori ne survit pas à l'accouchement.
Daryl la surnomme « Little ass Kicker » (« Petite dure à cuire » dans la version française). D'ailleurs, ce surnom est inscrit au marqueur sur le berceau en carton fabriqué par les femmes du groupe à la prison.
Lorsque l'épidémie de grippe frappe la prison, elle ne fait pas partie des contaminés et est tenue à l'écart des malades par Carl.
Lors de l'épisode final de la mi-saison Désespéré, elle est laissée sans surveillance au milieu de la cour par les enfants durant le chaos ambiant. Son porte-bébé vide et ensanglanté est retrouvé par Rick et Carl, qui la croient donc morte. Elle est en réalité sauvée par Mika, Lizzie et Tyreese qui fuient de leur côté dans la forêt.
Sa vie sera cependant plusieurs fois menacée par la folie de Lizzie, qui manquera de l'étouffer pour faire taire ses pleurs risquant de les faire repérer par des rôdeurs, ou encore après qu'elle a tué sa propre sœur pour prouver sa théorie délirante à Carol et Tyreese selon laquelle les rôdeurs sont des êtres normaux, prévoyant ensuite selon elle de faire pareil avec Judith.
Elle réapparaît au début de la cinquième saison en compagnie de Carol et Tyreese en route vers le Terminus, mais une horde de rôdeurs s'y dirige. Ils sont obligés de se réfugier dans la forêt où ils entendent un homme suspect, Martin, parler de Michonne et Carl. Pendant que Carol part délivrer leurs amis, Tyreese veille sur Judith et garde Martin en otage, mais quand celui-ci menace de lui briser le cou et oblige Tyreese à sortir se sacrifier à un groupe de rôdeurs, il est contraint d'aller à l'extérieur les affronter à mains nues pour la protéger. Il revient après l'attaquer par surprise et l'assomme avec ses poings en prétendant plus tard l'avoir tué. Judith retrouve enfin sa famille et le reste du groupe au retour de Carol.
Dans l'épisode Étrangers, Judith est gardée par Tyreese avec Carl dans l'église pendant que les autres partent en ravitaillement.
Lors du guet-apens tendu au groupe de Gareth à l'église dans l'épisode suivant, Judith y est cachée avec une partie du groupe, dont son frère et Tyreese, et les fait brièvement repérer par les cannibales en s'agitant avant l'apparition des autres membres de son groupe.
Dans l'épisode Croix, Judith est maintenant sous la garde de Michonne, Carl et du père Gabriel, pendant le voyage à l'hôpital Grady Memorial.
Après la mort de Tyreese, Carl s'occupe personnellement d'elle durant le trajet jusqu'à Washington, D.C. en la portant tandis que Rick la nourrit. Alors qu'elle est aussi affamée que les autres lors de leur rencontre avec Aaron à la grange, celui-ci ligoté propose à Rick de lui donner de la compote de son sac pour faire taire ses pleurs qui risquent d'attirer des rôdeurs.
Comme le reste du groupe, elle atteint Alexandria saine et sauve à la fin de l'épisode La Distance. Judith est très vite remarquée par les membres de la communauté, qui n'avaient plus vu d'enfant en bas âge depuis longtemps. Elle est dès lors gardée principalement par Carl dans sa maison ou en promenade dans sa poussette.
Lors de l'invasion des rôdeurs à Alexandria, Jessie Anderson l'abrite chez elle avant de ramener avec elle sa famille, traînant avec eux Deanna Monroe qui est blessée. Celle-ci, qui dépérit de sa morsure de rôdeur et est alitée dans la chambre voisine de Judith, se traîne à l'insu du groupe auprès du landau où elle est installée afin de profiter d'elle une dernière fois, laissant brièvement croire à l'arrivée de Rick qu'elle s'est transformée et cherche à la dévorer, manquant de peu de la tuer dans la méprise. Quand ils décident de partir des lieux en se camouflant avec des draps couverts de tripes de rôdeur afin de se faufiler parmi eux, Carl la dissimule en dessous de son propre drap, installée dans un porte-bébé.
Quand ils s'arrêtent provisoirement à mi-chemin de l'armurerie pour changer de plan, le père Gabriel se rachète auprès de Rick et Carl en se dévouant pour protéger Judith et l'emmener en sécurité dans son église. À partir de là, il prend soin d'elle quand sa famille est absente ou indisponible. Durant la nuit, quand le prêtre choisit de sortir aider Rick et les autres à décimer les morts-vivants, il confie temporairement Judith à une des paroissiennes présentes. Elle est présente au matin avec le groupe et son père, qui est au chevet de son frère éborgné par Ron Anderson durant son absence.
Malgré les précautions de Carl pour la protéger, Judith est découverte par Negan quand il le raccompagne chez lui après son assaut en solitaire raté du Sanctuaire, et qu'il visite leur maison. Elle passe du temps dans ses bras en attendant le retour de Rick, sous les regards inquiets de Carl, Olivia et des passants.
Durant les attaques des siens contre les Sauveurs, Judith est gardée à Alexandria sous la protection de Carl et Michonne.
La nuit de la mort de Carl, qui lui fait ses adieux, son frère lui lègue le chapeau de policier que Rick lui avait donné et lui en explique l'importance avant son départ avec Daryl et le gros de la communauté, provoquant ses sanglots.
Durant la pause en forêt et les remontrances de Daryl envers Tara, Judith est gardée sur les genoux de Tobin. À la fin du trajet vers la Colline, elle est portée dans ses bras par Daryl.
Après l'arrivée de Rick et Michonne, ce dernier devant les tombes de Glenn et d'Abraham, le remercie d'avoir protégé Judith durant leur séparation.
Au début de la saison 9, Judith (qui est plus âgée d'un an et demi) est principalement vue durant des scènes familiales avec Rick et Michonne.
À la suite d'une nouvelle ellipse temporelle de six ans concluant l'épisode 5, Judith devenue une fillette d'environ neuf ans apparaît à l'orée d'un bois en sauvant le groupe de Magna d'une horde, coiffée du chapeau de son père et équipée de son revolver, ainsi que du même type de sabre que Michonne.

### Tyreese Williams
Tyreese apparaît au cours de la troisième saison accompagné de sa sœur Sasha, de Donna, d'Allen et du fils de ces derniers, Ben. Pourchassés par des rôdeurs et après que Donna s'est faite mordre, ils se réfugient dans la prison en passant par un mur qui s'est écroulé.
Après deux morsures de rôdeurs dans la maison de Noah et l'amputation de son bras, il meurt en chemin avant d'avoir pu être soigné.

### Sasha Williams
Sœur de Tyreese, Sasha fait partie de son groupe de survivants qui apparaît à la troisième saison et pénètre dans la Prison, poursuivi par des rôdeurs. Elle empêche Allen et Ben de s'en prendre à Beth, Hershel, Carol et Carl. Elle devient également le tireur de précision du groupe quand elle le rejoint à la défaite du Gouverneur.
Après la chute de Woodbury et leur rencontre à la Prison, elle devient la compagne de Bob Stookey (jusqu'à sa mort à l'église du Père Gabriel), puis à la suite de leur rapprochement après leur arrivée à Alexandria, devient celle d'Abraham Ford (jusqu'à ce qu'il ne meure à son tour sous les coups de Lucille, la batte à fils barbelés de Negan).
Les pertes tour à tour de Bob, son frère Tyreese puis d'Abraham, la perturberont au point qu'elle perde pied à certains moments.
À la fin de la septième saison, elle est capturée par les Sauveurs après un assaut en solitaire au sein du Sanctuaire.
Durant sa détention, elle tente de convaincre Eugene de l'aider à se suicider. L'un des Sauveurs, David, tente de la violer mais est surpris par Negan, qui interdit ce genre d'acte et le poignarde au cou. Tandis que son ancien homme de main décède au milieu de la cellule, Negan essaie de convaincre Sasha de suivre le chemin d'Eugene et de les rejoindre, puis referme la cellule en lui laissant le choix d'achever David elle-même ou de se laisser dévorer quand il reviendrait en rôdeur. Bien qu'elle ait choisit la première option, elle refuse cependant de trahir ses compagnons, bien que Negan ait de toute façon décidé, malgré elle, de l'utiliser pour faire pression sur son groupe.
Dans le final de la saison, emmenée à Alexandria dans un cercueil, elle se suicide en avalant le poison qu'avait concocté Eugene quelques épisodes auparavant à la demande d'une femme du Sanctuaire : ceci était néanmoins calculé par Sasha, qui voulait en finir avec Negan. Bien que revenue en rôdeur elle échoue à le tuer quand il ouvre lui-même le cercueil, elle mord et dévore toutefois plusieurs Sauveurs durant l'assaut sur Alexandria.
Elle est retrouvée après la bataille et achevée par les siens, puis enterrée avec cérémonie.

### Bob Stookey
Bob Stookey fait partie des nouveaux arrivants de la prison dans la quatrième saison. Il fut trouvé voyageant seul sur la route par Daryl et Glenn qui passaient par là. Par la suite, il aura une relation avec Sasha.
Il a un passé sombre et des soucis avec l'alcool, ce qui a tendance à mettre la vie de ses coéquipiers en danger durant les expéditions et provoquera effectivement la mort de Zach, mordu et enseveli sous des débris en tentant de l'aider.
En dépit de ses soucis, il garde un certain optimisme très apprécié par Sasha, notamment vis-à-vis de sa vision en opposition avec celle de Rick du monde d'aujourd'hui, qu'il voit comme un long cauchemar qui prendra fin.
Lors de la chute de la Prison, il s'enfuit en compagnie de Sasha et Maggie, dont il soutient l'espoir de revoir Glenn en vie contrairement à sa compagne, plus pessimiste. Il fait partie avec eux des membres du groupe qui sont faits prisonniers du Terminus et est emmené à l'abattoir avec Rick, Daryl et Glenn. Grâce à l'attaque de Carol, il arrive à se libérer avec les autres.
Enlevé un soir à proximité de l'église du père Gabriel par Gareth et les autres survivants cannibales du Terminus, ils lui coupent une jambe et la mangent en barbecue devant lui. Cependant, il se moque d'eux car il les aura contaminés, puisqu'il avait caché à tout le monde qu'il a été mordu par un rôdeur plus tôt dans la journée durant l'expédition de la banque alimentaire.
Largué devant l'église, il y meurt paisiblement entouré de ses amis, accompagné dans ses derniers instants de Tyreese et Sasha qui sera extrêmement perturbée par sa mort et longtemps en colère. Lorsqu'elle lui a demandé pourquoi il lui avait caché qu'il était condamné, Bob répond qu'il voulait qu'ils profitent de leurs derniers moments ensemble dans une ambiance joyeuse et qu'il souhaitait qu'elle garde cette impression en souvenir. Tyreese l'achèvera au couteau avant qu'il ne puisse se transformer, Sasha n'arrivant pas à le faire elle-même.
Tyreese et Rick l'enterreront à proximité de l'église.

### Tara Chambler
Tara apparaît dans la quatrième saison.
Elle vit avec Lily (sa sœur), Megan (sa nièce) et leur père dans un appartement où elles rencontrent Brian Heriot (qui est en réalité Philip Blake alias le Gouverneur).
Lors de la mi-saison, elle refuse de se battre durant la bataille, provoquée par le Gouverneur, contre les survivants de Woodbury et le groupe de Rick, vivant dans la prison : Tara restera en retrait. Elle sera retrouvée par Glenn qui aura besoin de son aide.
Elle va par la suite s'intégrer au groupe et sera un peu perçue comme la bonne copine de tout le monde.
Arrivée à Alexandria, Tara va se lier avec Denise.
Durant la saison 7, c'est elle qui va découvrir la communauté d'Oceanside, composée uniquement de femmes et d'enfants qui ont fui à cause des Sauveurs, à la suite d'une excursion pour rechercher des vivres avec Heath, qu'on ne reverra d'ailleurs pas jusqu'à présent dans la série. Après avoir survécu à une tentative d'assassinat, elle rentrera à Alexandria où elle apprendra avec horreur les morts de Denise, d'Abraham et de Glenn.
Elle meurt décapitée par les chuchoteurs, sa tête se retrouve sur un piquet.

### Abraham Ford
Le militaire Abraham Ford est un sergent de l'armée des vétérans chargé avec Rosita Espinosa, sa compagne, d'escorter à Washington D.C. et de veiller à la survie d'Eugene Porter, qui aurait une solution à la contamination.
Il a perdu sa femme et ses enfants, dévorés par des rôdeurs après avoir pris peur de lui quand Abraham a défendu sa famille en massacrant brutalement leurs attaquants à mains nues. Il allait se suicider pour les rejoindre quand Eugene lui a demandé de le sauver de rôdeurs et lui a parlé d'une mission à accomplir. Il recrutera Rosita sur leur chemin et entame une relation avec elle.
Abraham apparait avec eux dans la quatrième saison en sauvant Tara et Glenn inconscient, qui se réveille dans leur camion militaire tandis qu'ils font route vers leur destination, à l'opposée de celle de Glenn qui veut retrouver Maggie. Uniquement focalisé sur sa mission, Abraham se résigne cependant à faire un détour pour les accompagner à la décision d'Eugene qui a de plus malencontreusement endommagé le camion en essayant de tirer sur des rôdeurs. Au bout du compte, Abraham finit comme les autres prisonnier des cannibales du Terminus à la fin de saison.
Après leur évasion du Terminus et avoir réglé leurs comptes à Gareth et ses survivants à l'église du père Gabriel dans la cinquième saison, Abraham, après certaines frictions avec Rick qui le détourne de sa mission, reprend la route en bus le lendemain avec Rosita et Eugene en emmenant Glenn et Maggie avec eux, selon leur accord. Cependant, quand en chemin il s'obstine inconsciemment au point de vouloir forcer le passage face à une immense horde au loin, Eugene avoue son imposture et la supercherie de la mission : Abraham le tabasse violemment et le laisse à moitié mort pour aller s'affaisser plus loin, léthargique. Il finit néanmoins par se ressaisir et rejoindre avec les autres le groupe de Rick à l'église, sauvant à point Carl, Michonne, Gabriel et Judith des rôdeurs.
Abraham devient à partir de là un personnage clé, ne montrant aucune peur du danger et une grande assurance. Il est considéré par beaucoup comme le plus dur à cuire du groupe de Rick.
À leur arrivée à la zone de sureté d'Alexandria, Abraham qui est accoutumé à la survie à l'extérieur et aux voyages sur les routes, fait partie de ceux qui ont du mal à s'adapter au début. Il trouve néanmoins vite sa place dans la communauté et montre son courage exemplaire en tenant tête seul à un regroupement de rôdeurs sur un chantier pour sauver la vie de Francine, blessée, tandis que les autres, habitués à fuir et abandonner, restent à l'écart et observent. Inspirés par l'audace d'Abraham, ils finissent cependant par leur venir en aide et à finir leur travail sous son commandement, Abraham ayant gagné leur respect. À la suite de cela, le chef de chantier, Tobin, lui cédera sa place auprès de leur dirigeante Deanna, convaincu lui aussi de la légitimité d'Abraham.
Comme Daryl et Sasha, Abraham n'est présent ni à l'attaque des Wolves ni durant l'invasion des rôdeurs de la carrière dans l'enceinte d'Alexandria, participant avec eux à attirer le gros de la horde au loin. Il prend cependant des risques, ce qui inquiète Sasha durant leur recherche de Daryl, qui a été séparé d'eux. Sur le retour en camion-citerne, ils sont les premiers membres du groupe à se confronter à des Sauveurs avérés. Leur meneur, Bud, joue avec leurs vies et manque d'exécuter Abraham pour l'exemple, mais Daryl qui a maîtrisé son gars à l'arrière les dégomme avec le lance-roquettes récupéré précédemment par Abraham.
Abraham arrive avec eux vers la fin durant le nettoyage des rôdeurs par Rick et la majorité de la communauté, juste au bon moment pour sauver Glenn qui attirait lui-même des rôdeurs sur lui, loin du guet branlant de Maggie. Grâce à l'essence du camion-citerne, Daryl et lui enflamment l'étendue d'eau au cœur des habitations pour y attirer les rôdeurs, puis Abraham finira avec les autres de massacrer les rôdeurs restants jusqu'au petit matin.
À force de se rapprocher de plus en plus de Sasha, après s'être interrogé auprès de Glenn sur leur désir d'enfanter avec Maggie dans des circonstances pareilles, et s'être fait dangereusement étranglé durant leur première visite à la Colline, Abraham prend conscience de ses sentiments pour Sasha et rompt avec Rosita. Lorsqu'il se présente chez elle pour lui ouvrir son cœur, Sasha l'invite à rentrer avec elle.
Lors du final de la sixième saison et l'apparition de Negan qui tient le groupe à genoux devant lui, c'est sur Abraham que se porte son choix d'une victime pour l'exemple, après un jeu de hasard (révélé dans le premier épisode de la septième saison). Il n'a que brièvement le temps de dire au revoir à Sasha par un geste distinctif. Malgré sa résistance à encaisser le premier coup ainsi que son absence de peur qui impressionne le chef des Sauveurs quand Abraham le nargue, il meurt sous les coups de sa batte, Lucille, avec laquelle Negan réduit sa tête en bouillie.
Lorsque Rick a une vision d'un futur alternatif heureux où Glenn et lui ne seraient pas morts, Abraham est attablé avec tout le groupe, auprès de Sasha qui est enceinte.
Abraham est enterré à la Colline, aux côtés de Glenn. Sa mort emplira Rosita de haine envers les Sauveurs et d'un désir de vengeance personnelle envers Negan l'incitant aux actes suicidaires. Dans le duel final entre Rick et ce dernier, le chef des Sauveurs lui révèle que le choix d'Abraham pour l'exécution n'était en fait pas hasardeux, mais calculé, scrupuleux à l'idée de devoir tuer un père devant son fils bien qu'il regrette maintenant s'être abstenu.

### Eugene Porter
Eugene fait partie du groupe de Abraham et Rosita. Se sachant faible physiquement et incapable de survivre seul, il se fait passer pour un scientifique qui étudie la maladie afin de bénéficier de leur protection.
Au cours de la saison 7, son côté lâche se développe de plus en plus. En effet, après avoir été capturé par Negan, il se voit offrir une place d'honneur au côté du chef des Sauveurs. Il change donc de camp en dépit du fait que son nouveau chef ait tué la personne qui lui a permis de survivre jusque-là.
Eugène a montré son ralliement à Negan avec la fameuse phrase « I'm Negan » (« Je suis Negan »).
Lors du siège du Sanctuaire et après la certitude de la présence d'un traître, il démasque rapidement Dwight grâce à sa capacité de raisonnement élevée mais lui laisse une chance de se rattraper au lieu de le dénoncer. À l'issue d'un second assaut au camion-bélier provoqué par Daryl et Tara qui permet l'intrusion de rôdeurs et provoque des morts parmi les Sauveurs, Eugène en proie à la rage décide d'embrasser pleinement le camp de Negan, qui semble fonder en lui beaucoup d'attentes.
Tandis que des images de Sasha revenue en rôdeur s'imposent à son esprit, Eugène met au point de son côté un plan pour éloigner les rôdeurs à l'aide du lecteur musical laissé dans le premier cercueil de cette dernière et d'un avion téléguidé bricolé par ses soins. Cependant, l'intervention armée de Dwight fait échouer son initiative au dernier moment.
Accablé par sa conscience qui l'empêche de fermer l’œil malgré l'alcool, et son rejet de la main tendue par le père Gabriel gravement malade et retenu à l'infirmerie, il permet secrètement sa fuite et celle d'Harlan Carson, selon lui dans le but purement intéressé de pouvoir dormir la nuit.
A la fin de la saison 8, après une rencontre avec Rosita et le rappel de sa trahison des seuls amis qu'il ait jamais eus, Eugène change d'avis et prend position en sabotant les armes des Sauveurs pour permettre à la Milice de gagner. Les forces combinées de Rick, Maggie et Ezekiel se dirigent vers une embuscade organisée par Negan. Cependant les armes des Sauveurs explosent dans leurs mains. En voyant cette ouverture, l'armée de Rick charge et défait finalement Negan. L'acte de bravoure d'Eugène sauve la vie de nombreuses personnes et lui vaut le pardon des amis dont il avait proclamé ne plus se soucier. En discutant de son choix avec Rosita, Eugène précise que c'est son opinion sur lui et ses actions qui l'ont poussé à faire ce qu'il fallait à la fin.
Six ans après la mort supposée de Rick, Eugène semble être devenu un individu beaucoup plus courageux, plus compétent et plus altruiste, car il a sans crainte sorti plusieurs marcheurs, était prêt à distraire un grand troupeau pour que Rosita puisse s'enfuir, et a encouragé Gabriel à rester avec Rosita après qu'elle soit tombée enceinte du bébé de Siddiq, malgré ses propres sentiments pour elle.

### Rosita Espinosa
Rosita fait partie du groupe d'Eugene Porter et Abraham Ford, et entretient une relation avec ce dernier. À la suite de leur rupture après l'intégration du groupe de Rick à la communauté d'Alexandria, elle couche avec Spencer Monroe le temps d'une nuit.
Dans l'épisode Attention, elle forme des Alexandriens (et tente de former Eugene) au maniement de la machette.
À cause du meurtre sauvage d'Abraham par Negan, Rosita cultive un désir de vengeance personnelle envers ce dernier et les Sauveurs, et est en proie aux tendances suicidaires afin de l'obtenir.
Dans l’épisode 8 de la saison 7, elle tente d'abattre Negan après qu'il a éventré Spencer Monroe devant leur communauté, mais la balle finit malencontreusement dans sa batte qui s'est retrouvée dans la trajectoire. Pour se venger d'avoir « blessé » Lucille, elle est scarifiée par Arat à qui Negan ordonne de tuer un Alexandrien au hasard : le sort s'abat sur Olivia.
Avec Siddiq, bien après la disparition de Rick, elle a eu un enfant, Socorro Espinosa.
Lors du dernier épisode de la saison onze, quelque temps après son entrée au Commonwealth, elle est mordue à l'épaule par un rôdeur, et est achevée par Eugene, qui nommera ensuite sa fille Rosie, en l'honneur de Rosita.

### Gareth

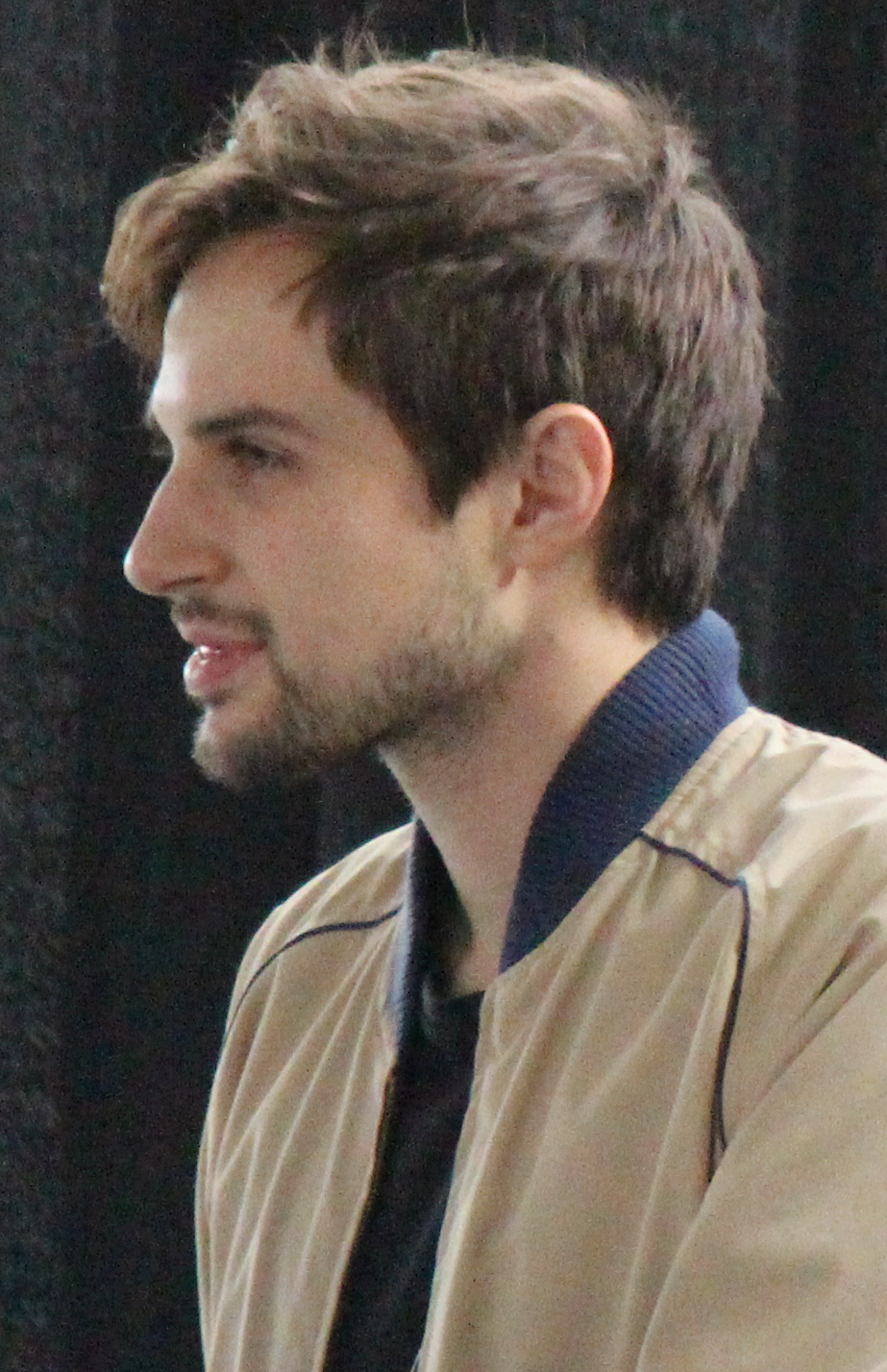
Andrew J. West interprète Gareth.

Le fils de Mary et frère d'Alex, il fait sa première apparition à la fin de la quatrième saison en accueillant Rick, Carl, Daryl et Michonne au Terminus.
Mais c'est un guet-apens : Rick découvre qu'en fait il n'est pas celui que l'on pense. Gareth enferme alors le quatuor dans un wagon avec les autres membres capturés de leur groupe.
Dans la cinquième saison, on découvre que Gareth et son groupe sont cannibales. Alors qu'il amène Rick, Bob, Daryl et Glenn à l'abattoir avec d'autres prisonniers inconnus et prend le temps de les interroger, Rick lui promet de le tuer plus tard avec sa machette. Gareth ne sourcille pas et ordonne aux abatteurs de commencer leur travail. Lorsque le groupe de Rick se libère grâce à l'intervention de Carol et que le Terminus tombe sous l'invasion des rôdeurs, la mère et le frère de Gareth se font tuer.
Ayant traqué le groupe de Rick jusqu'à l'église pour se venger d'eux après la mort de sa famille et la chute du Terminus, Gareth et ses acolytes restants enlèvent Bob Stookey et l'emmènent à leur bivouac situé non loin, à côté d'une école infestée de rôdeurs. Ils lui mangent la jambe en barbecue et Gareth lui fait un monologue à son réveil, avant de réaliser par ses rires qu'ils ont mangé de la viande contaminée, Bob ayant été préalablement mordu. Face à ses moqueries, Gareth l'assomme et ils décident de le relâcher devant l'église.
Voulant attaquer l'église en l'absence de Rick, Gareth se retrouve finalement face à ce dernier qui leur a tendu un piège et, malgré sa tentative de marchandage, est tué par les multiples coups de machette que Rick lui avait promis au Terminus.

### Gabriel Stokes
Gabriel est un prêtre survivant de l'épidémie qui a évité de sortir de son église depuis le début. Il est peureux et ne sait pas se défendre contre les rôdeurs avant que Carl ne l'entraîne.
Coincé lors d'une embuscade pendant le début de la guerre des Sauveurs avec Negan, les deux ennemis parviennent à quitter le lieu où ils sont piégés en se recouvrant de tripes, ce qui provoque une cécité partielle chez Gabriel. Après l'ellipse après la chute de Negan, Gabriel est désormais borgne de l'œil droit et plus courageux, et a une relation amoureuse avec Anne.
Lors de la seconde ellipse avec la disparition de Rick, il devient membre du conseil d'Alexandria (puis dirigeant d'Alexandria après le départ de Michonne), et a une relation amoureuse avec Rosita.

### Aaron
Aaron est un recruteur d'Alexandria et le compagnon d'Eric Raleigh.
Il apparaît pour la première fois au cours de la cinquième saison en venant à la rencontre de Sasha et Maggie pour demander à parler à leur chef, Rick. Il réussit après plusieurs tentatives à convaincre le groupe de le suivre jusqu'à Alexandria.
Au fur et à mesure de l'arrivée du groupe de Rick, il devient un membre plus combatif et un ami de confiance de Rick, le nouveau leader d'Alexandria, et de Daryl.
Après la chute de Negan, il travaille sur le chantier de la construction du pont reliant les communautés, où il se fait amputer du bras gauche à la suite de la chute d'un tronc d'arbre sur son bras.
Il se fait remplacer son bras par une prothèse durant l'ellipse des six ans après la disparition de Rick, apprend les arts martiaux en compagnie de Jesus, et fait également partie avec Laura, Michonne, Siddiq ou Gabriel du conseil d'Alexandria.

### Enid
Enid est une habitante d'Alexandria ayant survécu dehors un long moment, et semble être la ex petite amie de Ron Anderson.
Elle développe une relation (amoureuse) avec Carl et se rapproche de Maggie.
Durant l'ellipse des six ans suivant la disparition de Rick, elle commence à avoir une relation amoureuse progressive avec Alden, étant encore refroidie par la mort de Carl. Elle est également médecine attitrée de la Colline.
Enid fait partie des onze victimes enlevées au nez et à la barbe de la foire, ainsi que des dix survivants décapités par Alpha (Siddiq ayant été épargné afin de servir de témoin des événements).

### Jessie Anderson
Jessie Anderson est une mère de famille qui vit à Alexandria avec ses deux fils, Ron et Sam, ainsi que Pete, son mari violent qui maltraite sa famille depuis bien avant l'apparition des rôdeurs.
Elle était coiffeuse dans sa vie d'avant et travaille aujourd'hui au cellier.
À la fin de l'épisode Maintenant, elle embrasse Rick et ils ont une relation amoureuse. Elle est aussi l'une des premières personnes à Alexandria à rejoindre son point de vue sur l'attitude à adopter pour survivre.
Elle meurt durant l'invasion de rôdeurs à Alexandria, déchiquetée par une dizaine d'entre eux avec ses deux fils au début de l'épisode Sans issue. Sa main restant solidement agrippée à Carl durant son calvaire, Rick est contraint de la lui couper à vif avec sa hache pour sauver son fils.

### Deanna Monroe
Deanna Monroe est une ancienne politicienne devenue la cheffe de la communauté d'Alexandria. Elle est l'épouse de Reg et la mère d'Aiden et Spencer.
À chaque fois qu'un nouveau survivant arrive à Alexandria, elle passe un moment avec lui en le filmant par souci de transparence, tandis qu'il raconte son histoire. Ainsi, elle a pu obtenir les confidences de Rick, Daryl, Carol, Glenn et Michonne.
Elle est mordue superficiellement au flanc par un rôdeur lors de la chute du mur d'enceinte d'Alexandria, puis laissée mourante avec une arme à feu dans la maison où elle s'était réfugiée avec les Grimes, les Anderson, Michonne et le Père Gabriel, et qui se fait envahir par les rôdeurs. Mais au lieu de se suicider avec, elle choisira au moment fatidique d'affronter les morts-vivants en face.
Dans l'épisode L'Autre Monde, elle sera retrouvée en tant que rôdeur dans les bois alentour par Michonne et Spencer, qui lui plantera un couteau dans la tête pour mettre fin à ses propres souffrances puis l'y enterrera.

### Spencer Monroe
Spencer Monroe est un membre de la communauté d'Alexandria, le deuxième fils de Deanna et Reg, frère cadet d'Aiden. Il a une relation d'un soir avec Rosita Espinosa après sa rupture avec Abraham. Tireur de précision de la communauté, il s'occupe principalement de la surveillance de l'entrée et du poste d'observation, rejoint par Sasha après l'arrivée du groupe de Rick.
Spencer demeure ambigu depuis la mort des membres de sa famille, adoptant certains comportements nuisibles à la communauté et gardant des réticences concernant la prise de commandement de Rick après la mort de sa mère, malgré des preuves de sa part d'une volonté de bien faire.
Durant l'attaque des Wolves, Spencer est dans le poste d'observation et tente de les abattre ainsi que le conducteur du camion-bélier qui est envoyé droit sur leurs remparts. Après l'arrivée de Morgan qui achève le chauffeur changé en rôdeur et s'apprête à secourir les autres, il enferme sa mère Deanna dans la cabine pour la protéger et Spencer se poste à côté, fusil au poing.
Pendant l'invasion des rôdeurs dans l'enceinte, Spencer est à l'infirmerie avec Denise, Heath et Aaron. Après avoir assisté cette dernière pour sauver Carl, blessé à l’œil par Ron Anderson, il sort avec les deux autres aider Rick qui maintient seul les rôdeurs à distance, et participe avec sa communauté à massacrer durant la nuit les morts-vivants en présence.
Spencer meurt éventré au couteau de chasse par Negan dans la septième saison, en essayant durant l'absence d'Aaron et Rick, de le persuader par des flagorneries de tuer ce dernier et de le désigner pour prendre sa place de chef d'Alexandria, ce qui attise le mépris du chef des Sauveurs qui le perçoit comme un lâche.
La mort de Spencer provoquera une réaction en chaîne qui amènera également à l'exécution punitive d'Olivia, abattue arbitrairement par Arat sur ordre de Negan.
Laissé marinant dans ses propres tripes jusqu'au départ de Negan des lieux, Spencer est achevé au couteau par Rick lorsqu'il revient en rôdeur. Leurs meurtres seront le déclic pour Rick qui, soutenu par Michonne, décidera de se ressaisir et préparer Alexandria à combattre les Sauveurs.

### Dwight

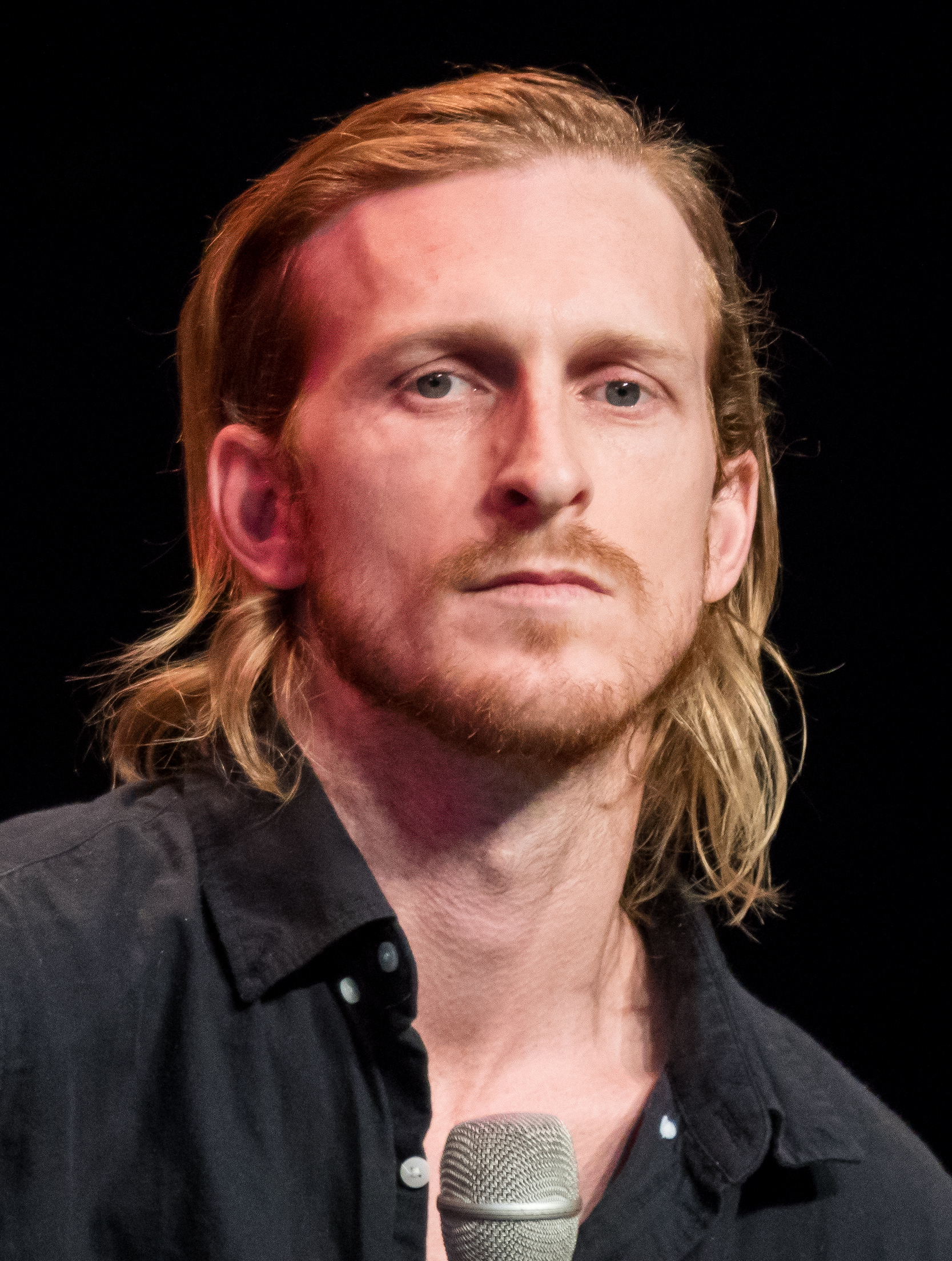
Austin Amelio interprète Dwight.

Dwight, surnommé parfois « D. » par les Sauveurs, est un lieutenant de Negan, puis un espion pour la Milice.
Comme Morgan Jones avant lui, Dwight rejoint la distribution principale de la série dérivée Fear the Walking Dead (à l'occasion de sa cinquième saison).

### Paul Rovia / «Jesus»

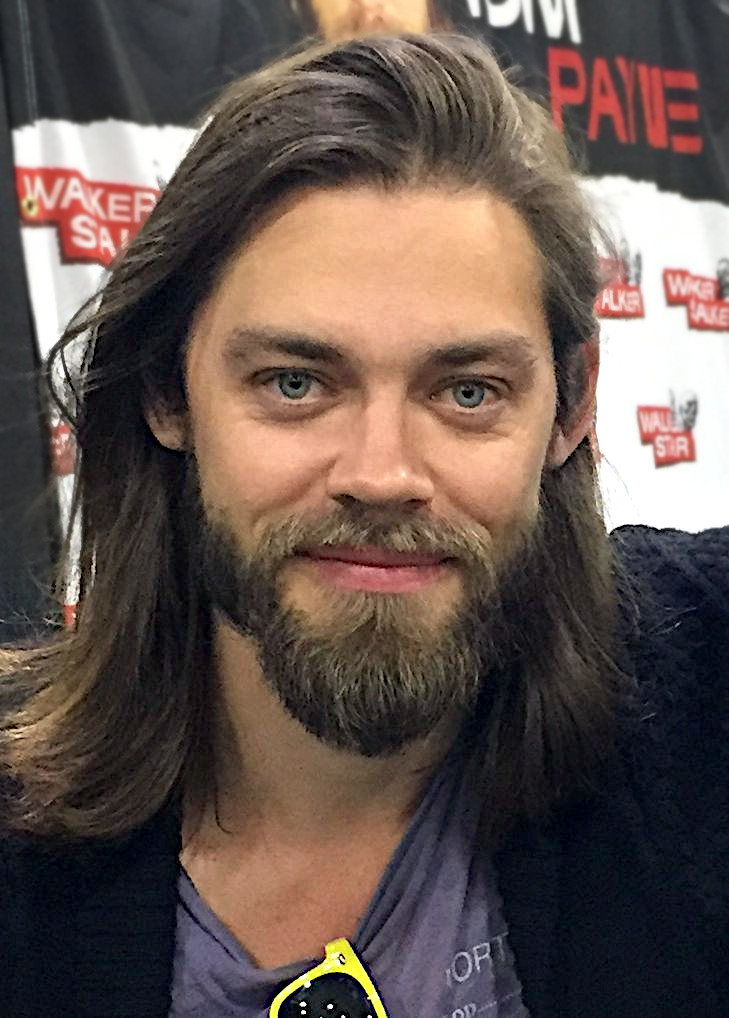
Tom Payne interprète Jesus.

Paul Rovia, communément appelé « Jesus », est un membre de la Colline, un camp de survivants dirigé par Gregory où les gens vivent à l'ancienne, essentiellement par l'agriculture.
Agile, rapide et formé aux arts martiaux, Jesus est un expert du combat rapproché à mains nues et de l'infiltration, sachant se mouvoir dans des lieux dangereux ou fréquentés sans se faire remarquer. Il sait également se libérer de ses liens et s'échapper d’apparemment n'importe quelle situation. Au détour d'une conversation anodine avec Maggie après la mort de Glenn, il lui révèle son homosexualité. Motivé par des principes humanistes, Jesus déteste recourir à la violence et préfère épargner ses ennemis quand il a le choix malgré les risques potentiels.
Un accord se fait grâce à lui entre Alexandria et la Colline, le marché étant qu'Alexandria se débarrasse du groupe de Negan contre de l'approvisionnement en nourriture. Pendant l'affrontement au camp des Sauveurs, il sauve Heath d'un Sauveur.
Quelques années après pris la direction de la Colline, il lance une mission de sauvetage avec Rosita, Aaron et Michonne pour sauver Eugene. Après l'avoir sauvé, Jesus se mit à abattre des rôdeurs, et meurt ensuite de la main d'un Chuchoteur. Sa mort sera l'événement définitif qui reliera à nouveau les communautés entre elles. 
Son nom dans la série télévisée (Paul Rovia) est différent de celui qu'il porte dans les autres médias (Paul Monroe).

### Gregory

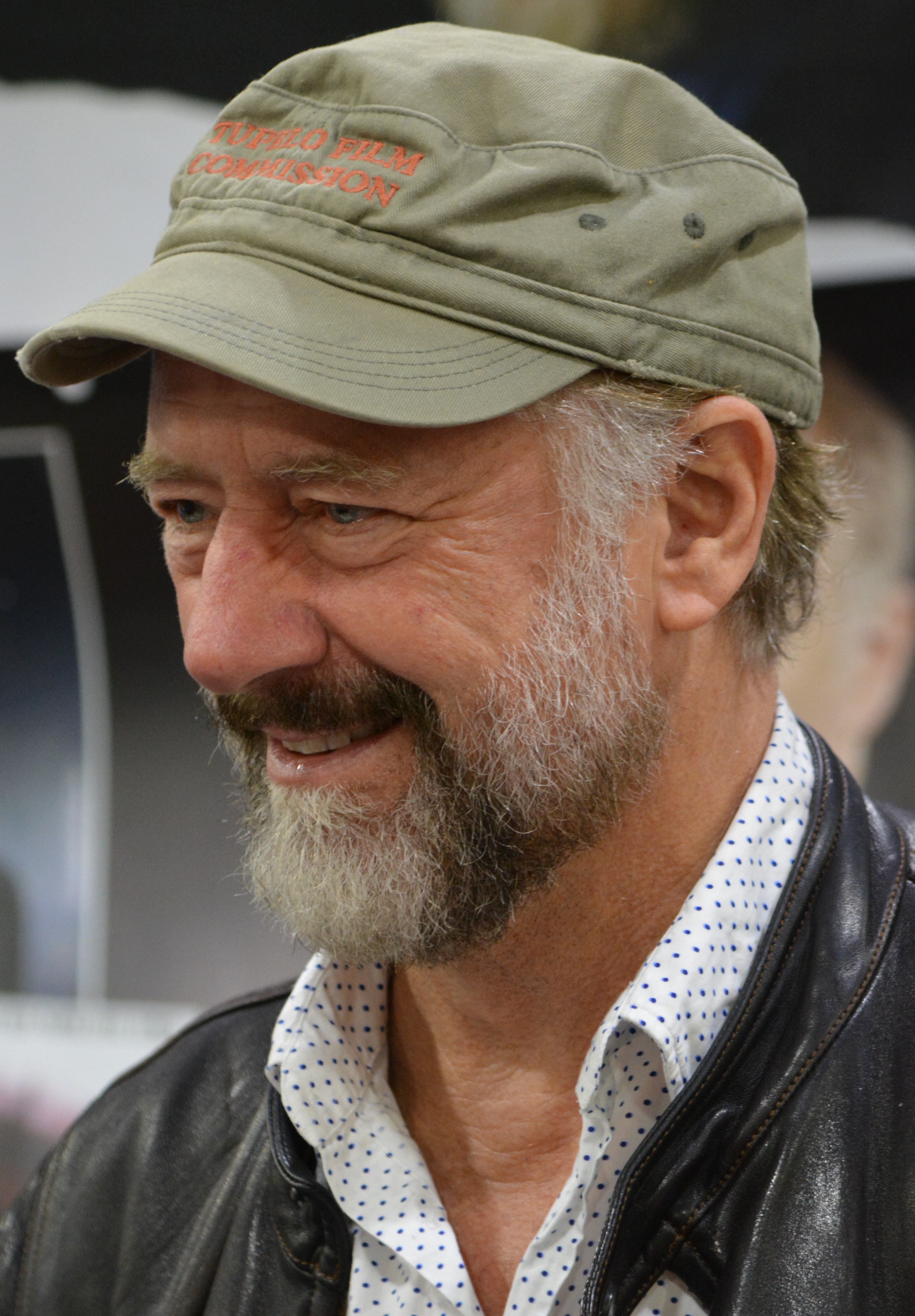
Xander Berkeley interprète Gregory.

Gregory est le dirigeant qui réside dans l'ancien musée au cœur de la Colline.
C'est un négociateur pervers et matérialiste qui se confronte avec Maggie dès leur rencontre avec le groupe de Rick. Porté sur le Scotch et un peu sénile, Gregory est facilement dédaigneux et ne montre guère de considération envers les autres, passe son temps à écorcher les prénoms de tout le monde envers et contre tout, et fait beaucoup de manières en agissant comme si le monde n'avait pas changé. Également menteur et lâche, il ne prend jamais de risques personnels (préférant toujours rester flou pour jouer sur tous les tableaux), traite de façon inégale avec Simon pour les ravitaillements à l'intention des Sauveurs et se ramollit facilement face à lui.
Gregory se fait poignarder par Ethan à son retour de mission chez les Sauveurs, contraint de leur ramener sa tête dans l'espoir de récupérer son frère Craig, gardé captif dans un avant-poste. Il est cependant sauvé par l'intervention du groupe de Rick, qui tue Ethan, et Jesus, qui désamorce la situation auprès des siens. Bien que blessé, Gregory survit et accepte finalement un marché avec Maggie, Rick ne l'encadrant pas du tout. Jesus et le groupe de Rick profitent de l'idée de ramener une tête de rôdeur défigurée à la place de celle de Gregory, pour organiser un assaut de l'avant-poste à la suite de la libération de Craig.
Dans la saison 7, il est très réticent à l'idée de laisser Maggie et Sasha se cacher à la Colline et va même jusqu'à vouloir les livrer à Simon, mais grâce à l'intervention de Jesus, Gregory perd à la place sa réserve de Scotch sur un malentendu.
Il refuse d'aider Rick à combattre les Sauveurs et il se mettra beaucoup de monde à dos au profit de Maggie, notamment quand elle sauve avec Jesus et Sasha la Colline de l'invasion nocturne des rôdeurs malgré le fait qu'elle soit enceinte alors que Gregory reste caché dans sa demeure, ou quand il tente de se débarrasser de Maggie en l'abandonnant seule contre des rôdeurs alors qu'il prétendait apprendre à les tuer. Gregory se fait également cogner au visage quand Maggie le surprend en possession de la montre à gousset de feu son mari, qu'il avait volée sur sa tombe.
Bien que Jesus n'approuve pas toutes les décisions de Gregory et l'accepte de moins en moins, il met du temps à lui préférer Maggie comme dirigeante, soucieux avant tout de rendre service à sa communauté et leur assurer une stabilité.
Gregory perd définitivement tout pouvoir quand il se rend seul auprès de Simon afin de trouver un arrangement en prétendant avoir toujours autorité auprès de sa communauté : il est cependant vite déconfit quand il se tient avec Simon, Negan et les autres au Sanctuaire, face à l'alliance des trois communautés dont des membres de la Colline qui refusent de se désolidariser et de l'écouter. Gregory se fait alors frapper et jeter à bas des escaliers par Simon, qui croyait en son utilité et lui promet de s'occuper de lui après. Cependant, durant l'assaut, il se cache et tente de fuir mais se retrouve vite entouré de rôdeurs. Gabriel qui le repère, dans un élan de compassion, fonce pour le sauver au lieu de l'abandonner aux rôdeurs, ce que Gregory n'hésite pas à faire en lui volant sa voiture.
Quand le traître revient pour se réfugier à la Colline avec la voiture de Gabriel, il continue à essayer de manipuler dans son intérêt et réussit contre l'avis du plus grand nombre à rentrer, cependant Gregory finit emprisonné avec les Sauveurs capturés vivants par le groupe de Jesus.
Lorsque Maggie se rend à leur cellule, il saisit l'occasion de se rabaisser en importunant pour la solliciter, envenimant au passage l'entretien avec Alden qui souhaitait négocier les conditions de détention de ses hommes.
Durant l'attaque interne des rôdeurs transformés via des blessures contaminées à la suite de l'attaque de Simon et ses hommes, Gregory saisit l'occasion offerte par l'intrusion d'Henry dans leur cellule pour s'enfuir avec Jared et une partie des Sauveurs captifs.
Mais contrairement aux autres fugitifs, il se rend seul auprès de Simon au Sanctuaire. Durant une discussion où Gregory s'enivre encore (et révèle à Simon hésitant à le tuer, qu'il était un politicien avant l'apocalypse), il pique une crise contre lui en tentant de lui en imposer mais se fait sans peine clouer au sol. Durant le duel à mort entre Simon et Negan qui accapare tout le monde, Dwight en profite et se sert de Gregory comme messager pour la Colline, lui donnant les indications du plan des Sauveurs et le laissant s'enfuir à sa place avec le véhicule qu'il avait préparé : Gregory qui sait où se situe son intérêt, accepte et joue son rôle jusqu'au bout, pertinemment conscient qu'il demeurera emprisonné à son ancienne communauté.
Dans la saison 9, il est toujours à la Colline et vit librement. Il est suggéré que Maggie et lui se sont présentés pour diriger la Colline et c'est la veuve de Glenn qui remporte l'élection. Il continue cependant de comploter contre Maggie en pointant du doigt les dysfonctionnements de la communauté auprès des habitants et le fait que la Colline continue de fournir des vivres aux Sauveurs. Il orchestre une tentative d'assassinat contre Maggie mais cette dernière y échappe et le condamne à mort. Il meurt pendu devant la communauté de la Colline à la fin de l'épisode 1.

### Negan Smith
Negan est le chef des Sauveurs, un groupe de survivants apparus dans la sixième saison. Avec son organisation, il terrorise et rackette plusieurs communautés dont celles de la Colline et du Royaume.
Son arme de prédilection est une batte de baseball entourée de fil de fer barbelé qu'il appelle affectueusement "Lucille".
Il l'utilisera pour mettre à mort Glenn et Abraham les membres du groupe de Rick dans l'épisode Le jour viendra où tu ne seras plus.
Il règne sur le Sanctuaire, son Q.G. et ses avant-postes. Tous les Sauveurs s'agenouillent lors de son passage et renoncent à leur nom pour celui de Negan.
Il entre ensuite en guerre avec l'alliance des trois communautés, après le meurtre de Spencer et Olivia à Alexandria, de Benjamin au Royaume et de la prise au pouvoir de Maggie à la Colline.
Après avoir tué Simon qui contestait ses façons de diriger lors d'un combat à mort, il lance un assaut pour exterminer l'alliance des trois communautés et se retrouve en duel face à Rick.
Il se fera égorger par ce dernier et soigner par Siddiq, Rick décidant de prendre l'exemple de son fils qui est de le laisser en vie, malgré de nombreuses contestations, qui pousseront dans l'ellipse des un an et demi après la fin de la guerre, jusqu'à la disparition de Rick, a des revoltes pour tenter de tuer Negan.
Negan sera libéré pour des travaux d'intérêts généraux après avoir sauvé Judith lors d'une tempête de neige intervenue après la foire, mais il tuera par accident Margo, qui harcelait Lydia pour la mort de ses alliés des Maraudeurs. Une fois enfermé en prison, il sera libéré par un homme qui lui voue une admiration sans failles, et part avec les Chuchoteurs. 
Une fois infiltré, il commence à entamer une relation avec Alpha, la cheffe des Chuchoteurs, et Negan la tuera pour protéger Lydia. Il donne ensuite sa tête à Carol, montrant que les deux travaillaient ensemble. Negan retourne ensuite à Alexandria où il détourne l'attention de Beta (ce qui sauve encore une fois Lydia), qui se fera ensuite tuer par Daryl, montrant que les deux hommes sont en bons termes.
Après cela, il s'est débarrassé de sa batte de baseball, et part dans une expédition avec Alden, Roy, Gage, Maggie et sa communauté pour aller à Washington étant donné que Negan connaît bien la ville. Maggie et Negan n'étant pas en bons termes, il refuse de l'aider, ce qui a failli causer la mort de Maggie. 
Après s'être pris une correction de la part de Maggie, il assiste à la mort de Gage et à la guerre contre les Faucheurs, ou excepté Elijah, Maggie, lui même et Alden (qui sera abandonné dans une grange aux alentours à sa demande), tous ceux de l'expédition meurent.

### Ezekiel Sutton

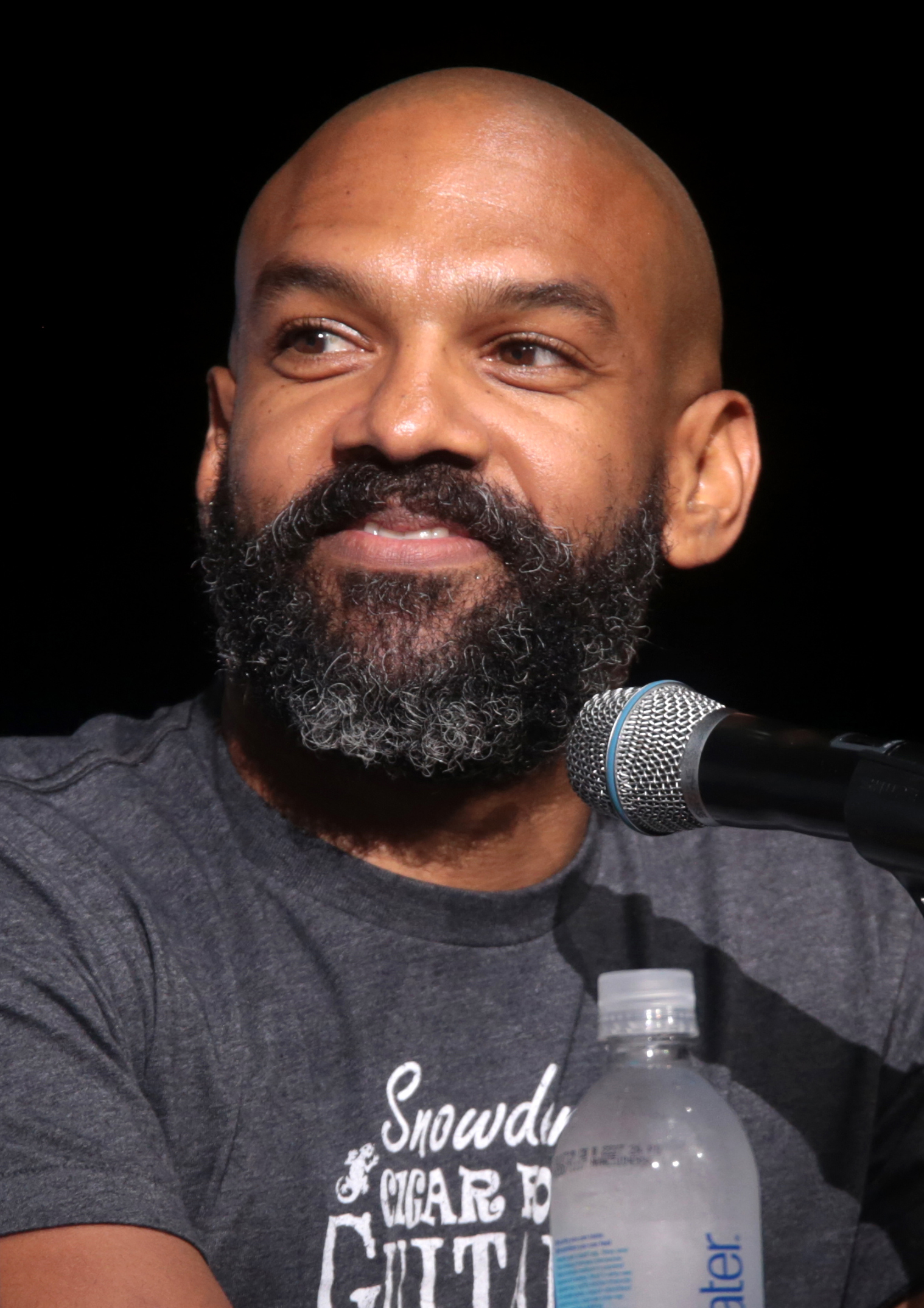
Khary Payton interprète Ezekiel Sutton.

Le roi Ezekiel est le fondateur et dirigeant bienveillant du Royaume, une communauté aux mœurs chevaleresques. Il est très apprécié de ses « sujets ».
Il recadre souvent son fidèle bras droit et garde du corps, Jerry. Ezekiel est accompagné par Shiva, sa tigresse familière, et porte constamment une épée dont il se sert au corps à corps.
lui.
Morgan.
Ezekiel est présent aux côtés de Rick et Maggie pour officialiser l'alliance de leurs communautés et se préparer à l'offensive, après leur combat contre les Sauveurs et les Charognards. 
Quelque temps après le début de la guerre, Ezekiel perd une grande partie de son armée ainsi que Shiva, mais finit par triompher.
Six ans après la mort supposée de Rick, Ezekiel forme une famille recomposée en compagnie de Carol et de Henry, qui va lui même mourir pendant la foire de rassemblement de la Coalition.
Quelque temps après sa perte, Ezekiel rompt avec Carol et apprend qu'il a son cancer, puis il est découvert par Siddiq, Carol et Daryl. 
Il se rend après à la rencontre avec Stéphanie, mais finit prisonnier du Commonwealth.

### Simon

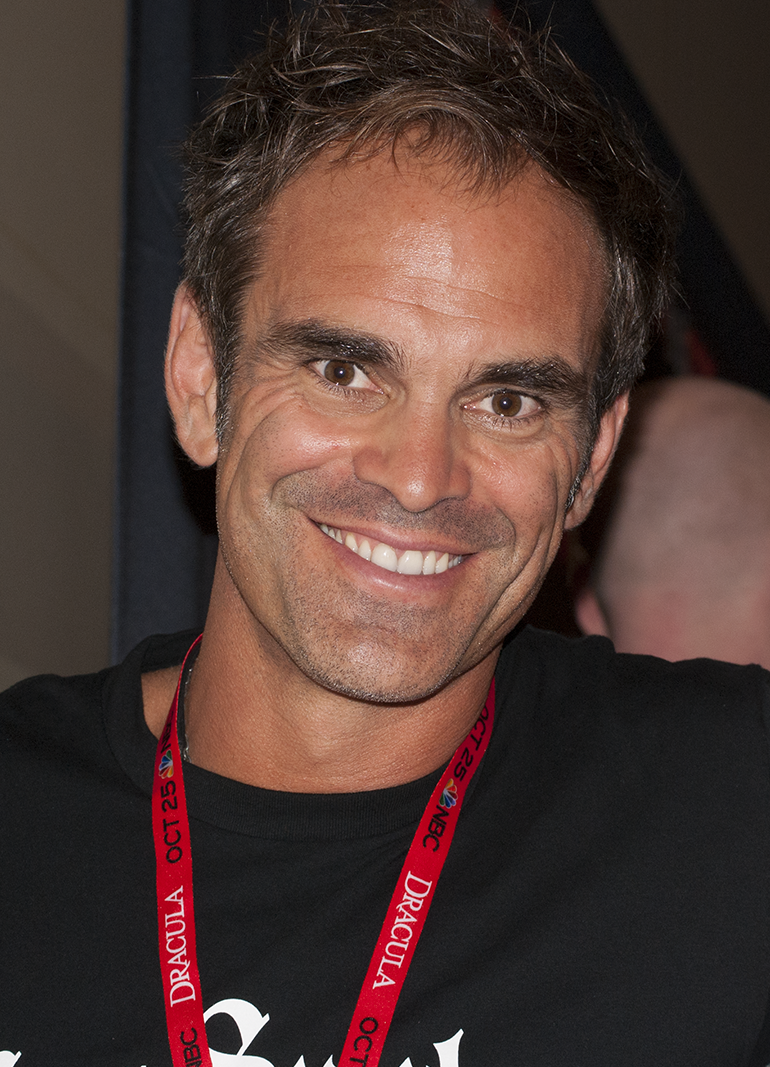
Steven Ogg interprète Simon.

Simon est le second de Negan. Arborant un sourire dérangeant constamment figé sur son visage, il est chargé par son chef de récupérer les vivres fournis par la Colline, surtout à la suite de l'extermination de l'avant-poste des Sauveurs par l'équipe de Rick. Il traite donc directement avec Gregory, et entretient avec lui une relation de domination par la terreur ponctuée d'échanges faussement suaves et amicaux.
Il est responsable d'avoir piégé Rick et son groupe à plusieurs reprises, et il arrive à faire s'agenouiller Rick avant l'apparition de Negan.
À la suite de l'attaque nocturne de la Colline par des rôdeurs, orchestrée par Simon et ses hommes pour l'exemple, Gregory manque de lui livrer Maggie et Sasha durant sa visite, mais sur un malentendu Simon repart avec sa réserve personnelle de Scotch (qu'il n'aime pas mais compte offrir de son chef à Negan pour se faire mousser).
Simon dirige l'expédition à Alexandria pour rechercher Daryl, qui s'est échappé du Sanctuaire.
Simon retourne à la Colline pour emmener le Dr Harlan Carson au Sanctuaire à la suite de l'exécution de son frère par leur chef, puis il profite de la débilité de Gregory pour lui demander s'il sait des choses que Negan doit savoir.
Il accompagne Negan et les Sauveurs à Alexandria pour ramener Sasha, mais les choses tournent mal à l'ouverture de son cercueil et une fusillade éclate : Simon protège son chef et ils réussiront à regagner le Sanctuaire.
Il est à ses côtés lorsque Negan fait face à Rick et ses hommes devant leur repaire. Déçu par l'incompétence de Gregory ainsi que son incapacité à se faire obéir par les survivants de la Colline alors qu'il avait placé de bons espoirs en lui (ce qui lui donne l'impression de passer pour un idiot devant son chef), Simon frappe le vieil homme et l'envoie aux bas des escaliers, réservant son sort pour après. Cependant, lorsque la fusillade démarre, il se cache dans le Sanctuaire avec les autres. Il gère avec ses égaux l'état de siège qui se dégrade, jusqu'au retour de Negan qui réapparait avec Gabriel juste après que Regina l'a sauvé en abattant un ouvrier qui se rebellait.
Après leur sortie du Sanctuaire, Simon capture Jerry et dirige l'embuscade tendue au groupe de la Colline sur la route. Placé à côté de la fenêtre de Maggie, leur faisant croire un instant qu'il va faire exécuter le second d'Ezekiel, il abat en fait lui-même Neil, assis derrière elle, à bout portant afin de lui donner l'exemple et les dissuader de se rebeller à l'avenir. Le geste de Simon aura cependant l'effet inverse, et au retour à la Colline Maggie abat arbitrairement l'un de ses hommes captifs, Dean, en guise de représailles, affirmant répéter cet acte à chaque perte provoquée par les Sauveurs.
Plus tard, il s'entretient en privé avec Negan et lui fait part de ses désaccords sur son attitude et ses choix face aux actes répétés de rébellion, affirmant qu'il faudrait être radical et éradiquer plus de monde pour faire passer le message. Contestant de plus en plus violemment les réponses de son chef, la discussion tourne en dispute quand ils reçoivent l'avertissement de Maggie sous forme d'un cercueil marqué d'un message et contenant le cadavre changé en rôdeur de Dean, que Negan abat à la cloueuse industrielle quand Simon l'ouvre : celui-ci apprend que leurs prisonniers font partie de ses propres hommes. Recevant de Negan l'instruction (frustrante pour Simon) d'aller avec ses Sauveurs punir la trahison temporaire des Charognards en confisquant leurs armes et en exécutant seulement un seul des leurs, Simon désobéit cependant aux ordres : il abat Brion et Tamiel, puis quand Jadis le frappe au visage fait massacrer tout son groupe sous ses yeux, laissant Jadis (présumée morte comme les autres) dans la décharge avec les cadavres inachevés des siens. Au retour avec les armes, Simon ment consciemment à Negan sur les événements en affirmant vaguement avoir fait ce qu'il devait faire.
Après avoir avec Dwight commodément abandonné Negan durant la vendetta personnelle de Rick, il prend la tête des Sauveurs et organise l'attaque sur la Colline (ayant pour conséquence la transformation des blessés de la Colline par contamination), où il annonce par radio à Maggie l'abandon des prisonniers à leur sort. Avant leur repli provoqué par Dwight qui lui coupe l'herbe sous le pied, il s'apprêtait à contaminer Tara en la visant avec son arme.
Après que Gregory (évadé de la Colline avec Jared et d'autres Sauveurs captifs) s'est présenté seul au Sanctuaire, Simon qui hésite à le tuer s'entretient avec lui pendant que Gregory s'enivre à nouveau : la discussion tournant en dispute quand le vieil homme pique une crise contre lui, Simon le frappe et le cloue sans peine au sol.
Lors du retour du chef des Sauveurs, qui a appris par Jadis durant sa captivité le massacre non autorisé des Charognards, il laisse un temps miroiter à son second une occasion de rédemption après avoir feint un instant de l'exécuter avec Lucille en remémorant les actes et déviances psychopathiques que Simon aurait commis par le passé, mais révèle cependant son piège quand Simon tente malgré tout d'organiser en secret une mutinerie avec Dwight et d'autres suiveurs, et se fait surprendre en pleine préparation par Negan grâce à la complicité de D. Les alliés de Simon se font tous exécuter sur-le-champ et Negan lui offre cette fois-ci la dernière chance de sa vie, en disputant la place de chef dans un duel à mort devant tous les Sauveurs en présence : Simon meurt à l'issue de ce combat, son cou brisé sous l'étranglement à mains nues de Negan. Il finit comme les autres rôdeurs du Sanctuaire, enchaîné à la grille d'entrée. Il est finalement abattu hors écran avec les autres rôdeurs de la grille après la défaite des Sauveurs.

### Jerry
Jerry est le garde du corps sympathique et bras droit amical du roi Ezekiel. Jerry accompagne son ami partout et est dévoué à son rôle, toujours fidèle au poste. Il a beaucoup d'humour et est souvent remis à sa place par Ezekiel.
Il est témoin de plusieurs livraisons avec les Sauveurs et assiste impuissant à la mort de Benjamin, puis de Richard.
Jerry fait partie des combattants du Royaume à venir en renfort à Alexandria pour combattre les Sauveurs et les Charognards.
Il accompagne Ezekiel tout le long de la guerre contre les Sauveurs : Jerry survit notamment avec Ezekiel et Alvaro au massacre à la mitrailleuse de leur régiment et sauve son Roi meurtri de Gunther qui, après avoir abattu son frère d'armes, voulait d'abord prendre Ezekiel vivant selon le souhait de Negan, mais allait finalement le tuer à son tour pour se sauver des camarades de Jerry revenus en rôdeurs. Il ignore les abjurations d'Ezekiel et reste décidé à le protéger jusqu'au bout pour le garder en vie. À la suite du sacrifice de Shiva sur le retour, Carol, Ezekiel et lui sont les uniques survivants de leur groupe à rentrer au Royaume.
Quand Ezekiel se renferme sur lui‑même, Jerry demeure cependant fidèlement posté à l'extérieur en s’enquérant de lui.
Plus tard, il est fait prisonnier par Simon et ses Sauveurs. Une arme sur la tempe, Jerry manque de peu de se faire exécuter par Gary pour la dissuasion dans l'embuscade tendue à Maggie et ses hommes, mais selon le souhait de Simon le sort s'abat finalement sur Neil.
À la Colline, il se tient souvent en sentinelle avec Eduardo, Kal et les autres : ce fut encore le cas durant l'attaque de Simon et de ses hommes, qu'ils nourrissent de tirs. Il fait partie des survivants de l'attaque et aide à enterrer les morts le lendemain.
Jerry survit également à l'attaque interne des blessés revenus en rôdeurs. Après la disparition avérée d'Henry, il participe à fouiller les alentours pour le retrouver, sans succès.
Jerry est de nouveau de garde avec Kal à l'entrée de la Colline quand ils repèrent Carol et Henry, qui reviennent. Alors que les autres sentinelles distraient les rôdeurs à l'extérieur pour leur permettre de rentrer, Jerry excité et tout sourire se précipite pour focaliser un Ezekiel angoissé sur leur arrivée, ce qui rend le sourire à son ami.
Il est vu également en train de porter et border Gracie.
Durant la mobilisation de l'alliance pour l'affrontement final avec les Sauveurs, Jerry et Ezekiel échangent leurs impressions sur l'issue de la bataille : là où son roi a paisiblement accepté l'idée qu'il puisse mourir, Jerry contrairement à lui demeure un éternel optimiste et n'y songe même pas, s'assurant juste que son ami n'est pas en train de se résigner. Jerry survit avec Ezekiel et, après leur victoire sur Negan et les Sauveurs à la suite des derniers affrontements, rentre avec le Roi, Carol, Henry, Dianne ainsi que les autres sujets au Royaume.
Durant l'ellipse amenant à la saison suivante, il est devenu le compagnon de Nabila, qui l'attend à son retour d'expédition à l'ancienne capitale.
Postérieurement à la seconde ellipse de plusieurs années, durant les préparatifs pour la foire organisée annuellement au Royaume, Jerry révèle que Nabila et lui attendent leur premier enfant. L'idée de l'expédition au cinéma pour la foire (afin de récupérer de quoi permettre aux plus jeunes de voir pour la première fois un film) vient de lui, soutenu par la reine Carol.
Après une nouvelle ellipse dans le finale de saison, leur famille s'est agrandie (un fils et deux filles). Il reste autant que possible aux côtés d'Ezekiel et Carol, affligés, pour les soutenir et gérer la maintenance durant l'effondrement inéluctable des installations du Royaume à la suite de la mort du prince Henry, tué avec d'autres survivants des communautés par les Chuchoteurs la nuit de la foire suivant l'expédition au cinéma. Jerry mène avec son roi et les meneurs présents des autres communautés, l'exode difficile des sujets du Royaume vers la Colline en plein hiver. Malgré un passage risqué par le territoire des Chuchoteurs, ils atteignent tous sains et saufs leur destination. Profitant des réjouissances avec sa famille et les autres, Jerry plaisante sur le rassemblement des deux communautés en suggérant avec légèreté un mot‑valise comme nouveau nom de groupe symbolisant leur fusion.

### Anne / «Jadis»

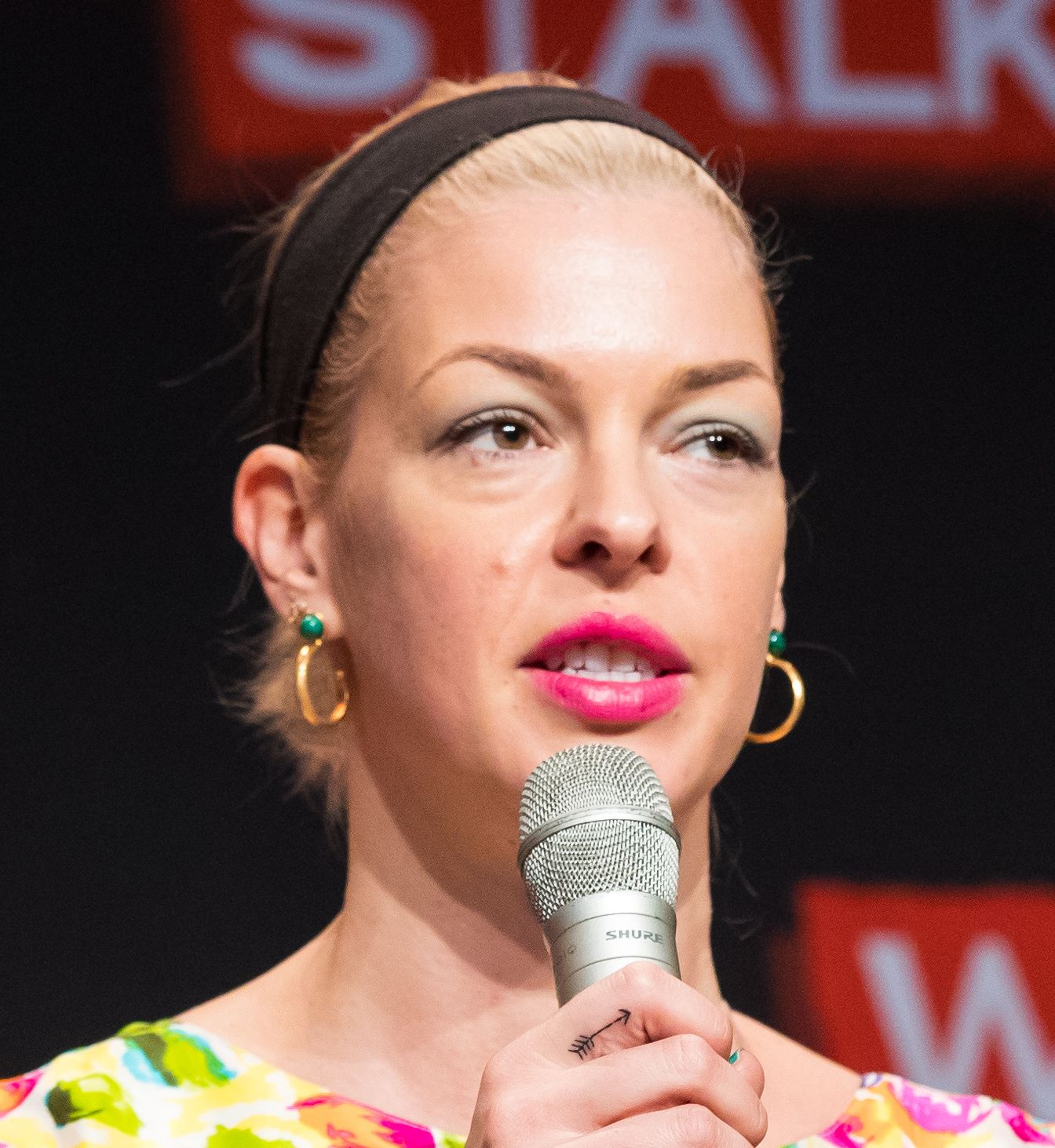
Pollyanna McIntosh interprète Jadis.

Jadis dirige le groupe des Charognards, un groupe opportuniste qui se cache dans une décharge.
Elle semble consacrer son temps libre à faire de l'art.
Son groupe capture le père Gabriel lors de son trajet vers la Colline, puis ils sont trouvés par le groupe de Rick qui se prépare à combattre les Sauveurs et recherche tout allié potentiel ou arme disponible. Après avoir testé Rick en le coinçant dans une fosse avec un rôdeur hérissé de pics, elle négocie leur alliance avec les conditions les plus profitables possibles pour les siens.
Comme ils suivent uniquement leurs propres intérêts, Jadis et les Charognards trahissent le groupe de Rick juste avant l'attaque d'Alexandria par les Sauveurs, jouant en fait un double jeu.
Quand Rick se présente seul durant le siège du Sanctuaire pour donner aux Charognards l'occasion de changer de camp, Jadis refuse et le capture, le séquestrant temporairement dans un conteneur malgré ses avertissements. Après cela, agenouillé en caleçon et les mains attachées, Rick manque une seconde fois de se faire dévorer par un de ses rôdeurs renforcés de métal, mais maîtrise la situation et prend Jadis en otage, la menaçant d'être mordue par leur rôdeur pour maintenir en respect les Charognards présents et la convaincre en leur promettant le pire si elle s'obstine. Jadis finit par céder sans condition à son offre, échouant à grappiller des avantages.
Cependant, quand elle l'accompagne avec des hommes et que Rick découvre la mort d'un tireur allié ainsi que l'absence de surveillance du Sanctuaire, Jadis se montre sceptique envers son homologue. Quand ils constatent l'absence des rôdeurs qui assiégeaient les Sauveurs et sont accueillis par des tirs ennemis, Jadis et ses Charognards abandonnent Rick et s'enfuient pour ne pas être repérés.
Malheureusement pour eux, ils ont bien été vus en sa compagnie. Recevant de Negan et contre ses aspirations, l'instruction frustrante d'aller avec ses Sauveurs punir la trahison temporaire de Jadis et ses Charognards en confisquant leurs armes et en exécutant seulement un et un seul des leurs, Simon désobéit cependant aux ordres : il abat Brion puis Tamiel pour pousser à bout Jadis, qui le frappe au visage. Simon fait alors massacrer tout son groupe, laissant Jadis dans la Décharge avec les cadavres inachevés des siens (il est révélé plus tard qu'elle a réchappé au massacre des Charognards en simulant sa mort à l'approche de Gary, qui lui crache dessus en la blâmant du sort des siens).
Lors de l'arrivée de Rick et Michonne à la Décharge, se retrouvant enfermés par un piège avec tous les Charognards transformés en rôdeurs, ils s'abritent en escaladant l'une des piles de détritus et tombent sur Jadis, meurtrie : celle-ci leur expose ses aspirations artistiques pour la Décharge quand elle a créé une sorte d'« œuvre vivante » à travers sa communauté. Rick la blâme du sort de son groupe et, lorsqu'elle souhaite les accompagner pour fuir, la refoule par deux fois car il en a assez de ses intrigues permanentes. Jadis abandonnée dans sa décharge, attire alors les siens et les regarde, abattue, tomber les uns après les autres dans un broyeur industriel puis en ressortir transformés en hachis. Elle récupère alors le pot de compote d'un carton caché dans un four usagé afin de s'en nourrir, assise seule au milieu de son « œuvre ».
Elle fait sa réapparition après la tentative de meurtre de Negan par Rick, en enlevant dans sa fuite le premier inconscient avec la voiture du second, tenant le chef des Sauveurs en joue avec une arme à son réveil sur la route et l'assommant à nouveau.
Revenus à la Décharge, Jadis l'attache sur un plateau à roulettes puis le séquestre temporairement dans un conteneur, le temps de préparer sa valise en y mettant toutes ses affaires, comme pour partir en voyage. Bien que Negan comprenne par lui-même ce qu'il s'est passé ici, Jadis fait ses préparatifs et lui apprend son intention d’exercer sa vengeance pour le massacre de son groupe : Negan lui révèle cependant qu'il l'ignorait et n'a pas autorisé ce massacre, et tisse un lien avec elle en parlant de sa femme Lucille ainsi que de la raison pour laquelle il a baptisé sa batte comme elle. Alors qu'elle n'y croit pas et ramène un autre de ses rôdeurs renforcés de métal et monté lui aussi sur roulettes, Negan qui avait profité de son inattention menace de brûler ses photos, seuls souvenirs qu'il reste à Jadis de ses proches, avec un pistolet de détresse trouvé dans ses affaires. Negan gâche le tir dans la confusion qui en résulte pour achever le rôdeur, puis un hélicoptère apparaît peu après, ce qui contrairement à lui ne semble pas surprendre Jadis : celle-ci semblait attendre leur venue mais échoue à attirer leur attention, revenant trop tard avec une torche et constatant avec désarroi leur départ. Après avoir été finalement convaincue par Negan de le libérer, Jadis le laisse repartir avec la promesse d'obtenir sa vengeance (ce qu'il honorera en tuant Simon et ses hommes) et retourne vider sa valise pour ranger ses affaires.
Dans le final de la saison après la défaite de Negan, Morgan lui rend visite de la part de Rick, qui accepte finalement d'accueillir Jadis parmi eux si elle le souhaite car recevant tout aide disponible pour reconstruire. Jadis, qui apprend à Morgan que son vrai nom est Anne, saute sur l'occasion et se prépare à partir : mais contrairement à ce qu'elle croyait, elle rejoindra Rick seule, Morgan souhaitant rester à la Décharge à sa place afin de s'isoler des autres.
Au début de la neuvième saison, elle est l’instigatrice et fait partie du raid sur le musée de Washington car en tant que professeur, elle y emmenait ses élèves avant l’apocalypse. Elle va ensuite commencer une relation avec le père Gabriel lors de leur séjour au camp de construction du pont menant au Sanctuaire.
Lorsque des meurtres de Sauveurs sont commis au camp, Anne devient l'une des premières suspectes avec Daryl. Ne s'étant pas réellement sentie intégrée depuis son arrivée malgré le soutien de Gabriel (qui, bien qu'il la sait innocente, ment toutefois sur ses déplacements afin de la protéger), Anne s'enfuit du camp et retrouve la déchetterie où elle communique avec un hélicoptère mystérieux, mais Gabriel (qui l'a suivi) la surprend et elle tente de le convaincre de partir avec elle : puisqu'il refuse, elle l'assomme et veut dans un premier temps l'utiliser comme monnaie d'échange en le mettant à la merci d'un rôdeur. Toutefois, alors que Gabriel lui pardonne son geste, elle se ravise au dernier moment et le libère. Arrivée au rendez-vous avec l'hélicoptère, elle découvre ce qu'il reste des rôdeurs du pont emportés par la rivière après l'explosion, ainsi que Rick (échoué au bord, gravement blessé et supposé mort auprès des siens, mais bel et bien vivant) et convainc ses collaborateurs de l'emmener pour le sauver (par amitié pour lui et pour ce que Rick a fait pour elle). Ils partent en urgence médicale par la voie des airs, vers une destination inconnue.

### Siddiq
Siddiq est un survivant qui croise le chemin des Grimes père et fils dans une station essence, mais Rick en plein état de guerre le fera fuir au lieu de prendre des risques, sous l’œil désapprobateur de son fils.
Avant l'apparition des rôdeurs, Siddiq était interne. Ses parents qu'il respectait beaucoup ont été mordus et en sont morts, néanmoins soulagés par les médicaments procurés par leur fils qui les achèvera.
Carl revient plus tard au même lieu de rencontre mettre à disposition de Siddiq des conserves de nourriture avec un mot d'excuse.
Encore plus tard, après une première véritable rencontre dans la forêt et une tentative de sympathiser avec d'autres vivres qui s'avère concluante avec les trois questions de recrutement traditionnelles de leur groupe, Siddiq accepte de suivre Carl qui souhaite le ramener avec lui à Alexandria.
Siddiq est véritablement un survivant, qui a à son compte personnel des centaines de rôdeurs tués dont beaucoup sans nécessite vitale, se donnant par exemple la peine d'en attirer dans des pièges qu'il confectionne de ses mains : Siddiq prend ces risques inutiles mais altruistes afin d'honorer la spiritualité de sa mère, qui était d'après lui persuadée qu'achever un de ces morts-vivants permettrait de libérer l'âme de l'Humain qu'il était autrefois.
Apparemment dû à un temps de solitude très long, Siddiq réagit comme un animal craintif et hyper vigilant lorsque Carl et lui font connaissance, et bien qu'il ne se montre pas menaçant, il parait tout de même un peu dans son monde. Siddiq a eu besoin d'un moment d'adaptation pour retrouver une attitude socialement adaptée.
L'insistance de Siddiq à vouloir libérer l'âme des défunts, que Carl trouve louable, provoquera cependant la perte du fils Grimes quand sur le retour, alors qu'il insiste pour l'y aider avec un groupe de rôdeurs, se fait en fait déborder de son côté et mordre à l'abdomen dans la confusion (ce qu'il gardera pour lui par la force des choses, son père tardant à le rejoindre).
Arrivés à Alexandria tandis que Michonne est partie observer la situation au Sanctuaire, Carl cache Siddiq dans les égouts en attendant d'avoir parlé de lui à son père, également absent : il y restera toute la journée, Negan et ses hommes libérés de leur siège attaquant par surprise la zone de sûreté dans la soirée après le retour de Michonne et Daryl.
Siddiq est revu avec Carl, le gros de leur communauté et Dwight dans les égouts, quand Rick et Michonne les rejoignent et découvrent la morsure de son bienfaiteur.
Carl, bien que mal en point, présente Siddiq et plaide sa cause auprès de son père, lui assurant de l'absence de responsable pour son propre sort et de la fatalité de la chose. Quand la fièvre de Carl augmente, Siddiq offre avec insistance à Rick les médicaments qu'il avait utilisés pour soulager ses parents et lui apprend son passé d'interne. Au moment où les Sauveurs à la surface s'en vont après avoir mis le feu, et que le gros de la communauté s'apprête à partir avec Dwight pour la Colline en laissant cependant Carl sur place avec Rick et Michonne, Siddiq prend le temps de faire ses adieux à son bienfaiteur et de le remercier pour tout ce qu'il a fait pour lui. Ne pouvant lui rendre la pareille, il lui promet cependant de l'honorer durant sa vie et part avec les autres.
Lorsque le groupe fait une pause en forêt et décide d'éviter les Sauveurs par un marais, Siddiq assiste personnellement Daryl pour le nettoyer avec Rosita et d'autres des rôdeurs. Il atteint avec le groupe la Colline et assiste à l'effondrement d'Enid, qui apprend avec le reste de ses proches la mort de Carl de la bouche de Daryl et se fait consoler par Maggie. Siddiq se rend plus tard auprès de cette dernière afin de la remercier de son hospitalité et offrir ses compétences médicales.
Toutefois, la responsable de l'infirmerie, Dana, le restreint à des tâches futiles et le rabroue facilement, ce qu'il n'accepte pas : en s'expliquant avec elle, Siddiq la convainc par son cran de profiter efficacement de ses aptitudes et de le considérer correctement. Comme cependant, Dana meurt de sa morsure par Tobin (à qui il avait pourtant sauvé la vie par ses soins) durant l'attaque interne de rôdeurs (et pendant laquelle Siddiq tente de sauver autant que possible les victimes, couvert des attaques par Rick, Daryl et les autres) qui suit celle de Simon et de ses hommes, il prend tacitement sa place comme médecin.
Alors que Siddiq apportait un biberon pour Gracie, Rick lui demande enfin de lui raconter les circonstances exactes de la morsure de Carl, pour laquelle le médecin exprime le premier des remords : Rick, bien que toujours affecté n'en veut cependant pas à Siddiq. Lors de l'affrontement final contre les Sauveurs, il est présent à ses côtés face à Negan et ses hommes. Après l'affrontement des chefs où Negan se fait égorger par Rick, Siddiq lui sauve la vie à la demande de ce dernier, et continue de surveiller son état quand Michonne et lui viennent au chevet de Negan pour lui annoncer son sort futur.
Un an et demi après la fin de la guerre, Siddiq est le médecin attitré et forme sur le tas Enid, qui reste au camp de construction du pont pour le remplacer tandis qu'il fait les allers-retours et trajets inhérents à sa tâche. Il prend en charge Aaron après qu'il a dû être amputé du bras gauche par Enid (dû à un incident causé par Jed, un Sauveur, et l'un de ses comparses) et le ramène avec lui. Il n'est donc pas présent au camp lors de l'implosion des communautés et la destruction du pont, dans laquelle Rick est considéré mort.
Six ans après ces événements, Siddiq est toujours le médecin attitré d'Alexandria, mais est également devenu membre d'un Conseil qui doit statuer sur l'accueil ou le rejet du groupe de Magna ramené par Judith, Aaron, Rosita, Eugene et Laura (anciennement Sauveur). Durant leur présence dans la zone de sûreté, il prend soin de l'une d'entre eux à l'infirmerie, Yumiko, qui souffre d'une commotion cérébrale. Bien que la petite bande (apparemment inoffensive) est finalement rejetée par décision du Conseil, Michonne (qui est tacitement dirigeante, mais aussi chef de la sécurité et membre dudit Conseil) propose au dernier moment de les accompagner là où ils pourraient à coup sûr rester et être en sécurité, la Colline. Elle dit à Siddiq de se joindre avec elle et D.J. à l'escorte, afin qu'il puisse continuer de suivre l'état de sa patiente (Yumiko).
Apprenant à la Colline que Rosita a été récupérée inconsciente et soignée par Enid, il tombe sur elle tandis que Rosita sort brusquement de l'infirmerie pour vomir : elle lui apprend qu'elle porte son enfant (ayant apparemment couchée avec lui au début de sa relation avec Gabriel), tandis qu'Eugene qui manifeste des sentiments non réciproques envers elle, est resté à l'intérieur mais entend tout de même la nouvelle.
À quatre, ils s'arrangent pour accepter la situation, Siddiq étant même invité à son retour par Gabriel (lui-même encouragé par Eugene) à rentrer chez eux avec Rosita pour en discuter.
Siddiq fait partie des onze victimes des communautés enlevées une nuit durant la foire du Royaume par les Chuchoteurs : il est le seul à en réchapper vivant, Siddiq étant épargné afin de servir de témoin aux meurtres des dix autres captifs (comptant entre autres Enid, Tara, D.J. et Frankie). Siddiq est retrouvé le lendemain par Daryl, Michonne, Carol et Yumiko, attaché et en train de reprendre conscience à proximité des têtes décapitées des dix autres victimes, revenues en rôdeur et plantées sur des piques afin de délimiter la frontière nord du territoire établi par Alpha et son groupe, et servir d'avertissement. Il fait plus tard une oraison en leur mémoire devant les autres communautés, narrant plutôt que les circonstances macabres de leur mort, la façon dont elles ont lutté et résisté d'un seul homme sans pourtant se connaître.
Siddiq est présent à Alexandria durant la tempête hivernale rude qui s'abat sur la région : la communauté séparée en deux groupes et abritée, il se retrouve dans celui comptant parmi les autres Judith Grimes, Gabriel, Rosita, Eugene et Negan (qui se moque du carré amoureux dans lequel Siddiq se retrouve impliqué avec les trois précédents). Ils doivent cependant sortir en pleine tempête et rejoindre l'autre groupe, ne pouvant pas se réchauffer dans leur abri : ils forment une chaîne humaine et, bien que Judith puis Negan (à cause d'elle) se soient séparés d'eux (Judith voulant sauver Clebs, le chien de Daryl qui était porté disparu depuis le début de la tempête et se fait entendre), y parviennent tous.
Dans la Saison 10, il découvrira que Dante, le médecin qui travaille avec lui, est un Chucoteur infiltré et qu'il a fait partie de ceux qui ont exécuté les dix membres de la communauté.
S'en suivra une bagarre entre les deux médecins, causant la mort de Siddiq, étranglé par Dante.

### Alden

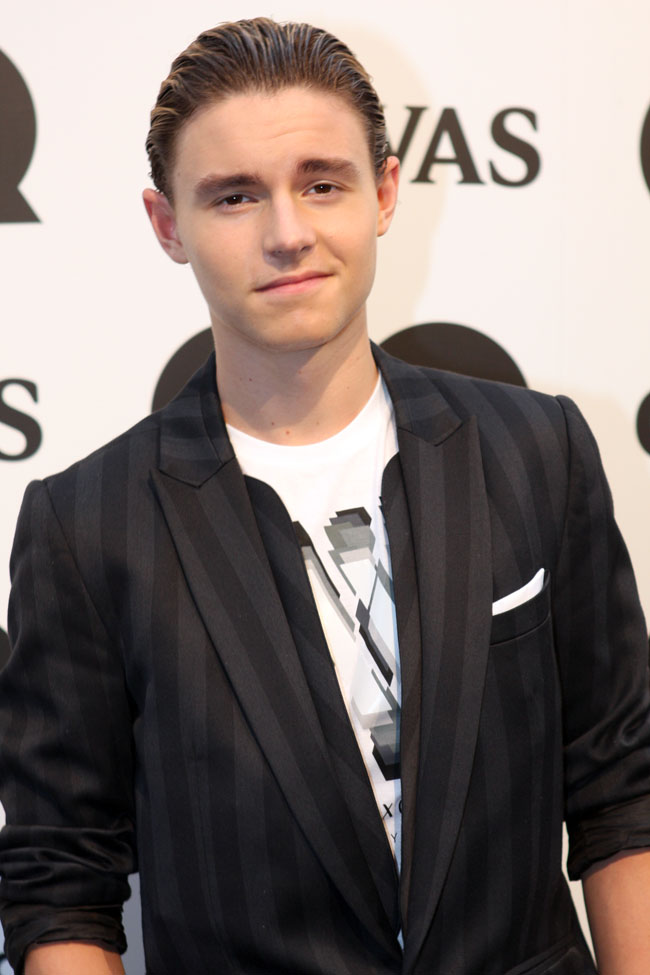
Callan McAuliffe interprète Alden.

Al fait partie des Sauveurs pris en otage par le groupe de Jesus, Morgan, Dianne et Tara.
Semblant se montrer plus raisonnable que ses camarades durant sa captivité à la Colline, il empêche Jared de causer plus de troubles qu'il n'en a déjà provoqués, ne souhaitant pas envenimer davantage les choses pour eux.
Al intervient pour Dean quand Maggie se présente pour l'abattre en représailles du meurtre de Neil par Simon. Après l'avoir exécuté à la surprise des Sauveurs, elle demande à Al s'il veut être le prochain.
Il demande plus tard un entretien à Maggie concernant leurs conditions de détention : après un premier refus lors de négociations envenimées par Gregory, Al arrive finalement à convaincre Maggie de leur laisser un temps de sortie sous surveillance pour deux personnes par jour afin de se dégourdir, mais aussi participer à des travaux forcés.
À partir du soir de l'attaque de Simon et ses hommes, où ce dernier déclare par radio à Maggie abandonner les Sauveurs captifs à leur sort, Alden qui est aux côtés de la Veuve à ce moment lui démontre, avant d'être emmené par Dianne avec les autres dans l'ancien musée, le désir explicite de se joindre à eux, ce qu'il prouve plus tard avec une partie de ses comparses qui, contrairement à Jared, Gregory et le reste des prisonniers, ne saisissent pas l'occasion de s'enfuir provoquée par le désir de vengeance d'Henry (qui s'était introduit armé dans leur cage mais qu'Alden avait essayé de dissuader en lui parlant de son propre frère aîné, lui aussi tué, ce dont Jared avait profité avec la transformation de l'un des leurs qui attaque au même moment un autre prisonnier) durant l'attaque surprise interne de rôdeurs : Alden et ses hommes choisissent au lieu de cela de retenir les portes de l'enceinte pendant ce temps contre d'autres rôdeurs amassés à l'extérieur. Après ces pertes de la Colline, Alden annonce clairement à Maggie qui l'interroge sur les événements, que les prisonniers qui sont restés ne reconnaissent plus leurs chefs et souhaitent demeurer avec eux.
Quand Rick souhaite partir à la poursuite des Sauveurs évadés, il exige des informations à Alden concernant une éventuelle piste. Celui-ci lui demande alors en retour de ne pas les massacrer inutilement, arguant que le mauvais choix qu'ils ont fait en s'évadant n'était pas irréversible, et que donc Rick pouvait les convaincre de se rallier et les ramener. Alden semble cependant déçu quand il comprend lors de son retour avec Morgan le soir-même, qu'aucun de ses anciens camarades n'a été épargné.
Lorsqu'Alden revient avec ses comparses dans l'enceinte après s'être proposés pour nettoyer les alentours des rôdeurs, ils sont pris à partie sur un malentendu par Morgan, en pleine crise et les croyant en fuite. Après que Maggie a calmé Morgan en confirmant ses dires, il la remercie de son aide mais se fait rabrouer par la Veuve, qui bien qu'alliés ne les considère toutefois pas des leurs. Elle leur interdit par précaution de participer aux combats et les laissent sur place avec Tara, Kal et d'autres membres de la Colline : néanmoins, quand tout le monde fuit vers les bois avec la petite Gracie à l'approche des Sauveurs et que Tara choisit de retourner se battre seule afin de les couvrir, Alden suivi par ses comparses se présente spontanément pour se joindre à elle. Ils sont cependant secourus avant d'avoir pu combattre par les femmes d'Oceanside, ralliées grâce à Aaron.
Alden est le seul de son groupe à ne pas vouloir retourner au Sanctuaire après la fin du conflit et souhaitant intégrer définitivement la communauté de la Colline, arguant qu'il ne s'est jamais vraiment senti comme l'un de leurs et plaidant sa propre cause à Maggie en offrant ses aptitudes pour la reconstruction à venir. Après leur victoire contre Negan, il demeure bel et bien à la Colline avec l'accord de la Veuve.
Bien qu'il ne soit plus un Sauveur, il intercède auprès d'eux pour apaiser, en vain, les conflits et la montée des tensions entre les Sauveurs (dont certains anonymes seraient toujours fidèles à Negan) et les autres durant la construction du pont. Alors qu'Alden était censé veiller sur les plus instables après avoir de nouveau frisé une guerre ouverte, Jed réapparait avec des semblables et son arme, qu'il lui aurait aisément subtilisée selon ses dires.
Six ans après la destruction du pont et la disparition de Rick Grimes, Alden est totalement intégré à la Colline et paraît apprécié par tout le monde, semblant d'un naturel agréable et sympathique. Avec Enid, devenue médecin en chef de leur communauté, ils se manifestent un intérêt mutuel et entament manifestement mais lentement une relation, Enid semblant toujours timorée dans ce domaine depuis la mort de Carl.
Alors que l'équipe de sauvetage improvisée pour retrouver Eugene (incluant son dirigeant, Jesus), ainsi que celui de Michonne, Magna et Yumiko, tardent à revenir, Alden planifie des recherches et se retrouve affublé du nouvellement arrivé Luke, ancien professeur de musique et membre mélomane du groupe de Magna et Yumiko qui tient à se rendre utile, et insiste auprès d'Alden pour l'aider à les retrouver. Alors qu'ils suivent tous les deux les traces de flèches fichées dans des arbres (et que Luke reconnaît sans hésitation comme celles conçues par son amie), ils en profitent pour faire un peu connaissance et sympathiser. Ils tombent cependant dans un piège des Chuchoteurs, qui les encerclent.
Avec Luke, ils servent comme otages et monnaie d'échange afin de récupérer la fille de leur chef Alpha, Lydia, qui a été faite prisonnière par le groupe de sauvetage sur le retour et s'est vue entretemps accorder l'asile par la communauté de la Colline. Leur vie est menacée alors qu'Henry a fui avec Lydia pour l'abriter dans une cachette secrète, cependant l'échange se fera finalement au détriment des jeunes tourtereaux, et Alden rentre sain et sauf avec Luke, embrassé et enlacé par Enid.
Durant la foire annuelle du Royaume, Alden flâne avec Enid et, d'un commun accord, ils officialisent leur relation. Apprenant qu'Alden est capable de chanter, Luke avec la complicité de sa nouvellement compagne l'encourage à le rejoindre plus tard au kiosque pour l'accompagner publiquement. Alden réticent, accepte à la condition qu'Enid vienne l'écouter et le soutenir, et ne se moque pas de lui. Toutefois, elle ne le rejoindra jamais, Enid faisant partie (avec quatre autres membres de leur communauté, dont leur dirigeante Tara) des onze victimes enlevées au nez et à la barbe des autres survivants durant la foire, et parmi elles des dix décapitées par Alpha et ses Chuchoteurs (Siddiq ayant été épargné afin de servir de témoin des événements).
Plusieurs mois après les faits, Alden semble toujours vivement affecté par sa perte : la mine sombre, il manifeste ouvertement de la rancœur qu'on ne lui connaissait pas envers Lydia, qu'il juge responsable de la mort de sa compagne et des neuf autres victimes avant de se faire rembarrer par Daryl, tandis qu'ils entament avec les sujets du Royaume laissé à l'abandon et les autres survivants présents un exode hivernal difficile vers la Colline. Malgré un passage risqué mais nécessaire par le territoire des Chuchoteurs, Alden atteint sain et sauf sa communauté avec les autres.
Quelques mois après la tempête, suivant la destruction de la Colline, Alden devient un membre du conseil de la Colline, et travaille toujours avec Luke et la Coalition pour repousser les Chuchoteurs.
Il aide la Colline a défendre une embuscade des Chuchoteurs (qui mènera à une invasion de zombies, qui aura coûté la vie à Earl, le forgeron). Après le décès de ce dernier, il adopte le fils adoptif de Earl, Adam.
Quelque temps plus tard, il se retrouve a combattre la horde à Alexandria avec Aaron et Gabriel (ce dernier est au post radio), et les deux compères se font sauver in-extremis par Maggie, de retour à Alexandria, pour vaincre Beta et la horde. En compagnie de Maggie, Elijah et Aaron, ils tueront tous les zombies de l'hôpital pour sauver Gabriel.
Alden fera partie d'un groupe d'expédition avec Maggie, Negan, Daryl, Carol, Jerry, Rosita, Elijah, Lydia, Gabriel, Gage, Roy, Kelly, Magna, et tout le reste du nouveau groupe de Maggie pour aller à une base militaire pour chercher des provisions, puis a une seconde au même objectif pour aller à Washington, cette fois avec uniquement Elijah, les Wardens, Maggie, Gage, Daryl et Negan.
Les survivants doivent passer dans le métro, endroit où Maggie, Gage et Roy disparaissent également, avant que la première révèle avoir survécu. Il est ainsi favorable pour l'exécution de son ancien leader, qui aurait pas aidé Maggie à survivre, avant de se faire interpeller par Gage, qui est piégé dans une rame de métro. Alden tente de l'aider comme Negan, mais sont interrompus par Duncan et Maggie.
Ils tombent ainsi sur des Faucheurs en remontant à la surface, et Alden fait partie des survivants de l'attaque (Roy, Cole, Duncan, Agatha sont tués, Daryl et Frost sont capturés par les Faucheurs), mais il est gravement blessé par l'attaque des Faucheurs. Il demande à Maggie de l'abandonner dans une église, avec un couteau et des vivres, afin de ne pas les ralentir, ce qu'elle accepte à contrecœur.
Quelque temps plus tard, après avoir vaincu tous les Faucheurs, Maggie et Negan retournent à l'église pour chercher Alden, et découvrent avec horreur le cadavre zombifié d'un Faucheur et d'Alden (les deux s'étant battus à mort), que Maggie achève ce dernier en pleurant. Alden sera enterré à proximité.

### Magna
Elle est la meneuse de son groupe et la compagne de Yumiko.
Son groupe apparaît après l'ellipse de six ans suivant la destruction du pont et la disparition de Rick Grimes : tandis qu'ils fuient et sont cernés au milieu d'un champ par des rôdeurs, ils sont sauvés et ramenés à son groupe par Judith Grimes, qui était en patrouille avec Aaron, Eugene, Rosita et Laura.
Alexandria s'étant repliée sur elle-même et ayant renforcé ses mesures en matière de sécurité, un chantage de la fillette oblige toutefois les autres Alexandriens à ramener le groupe de Magna avec eux, contre leurs nouvelles règles.
Magna se révèle être une ancienne détenue qui a tendance à avoir mauvais caractère et garder sur elle des armes blanches dissimulées. Sa méfiance maladive et ses agissements suspects, malgré un revirement tardif, entravent l'intégration de son groupe (qui lui manifeste lui-même son désaccord sur son attitude) à la communauté d'Alexandria.
Ils sont toutefois escortés à la Colline, qui accepte de les intégrer à leur communauté.
Arrivés après le départ de l'équipe de sauvetage d'Eugene (le dirigeant Jesus, Daryl Dixon, son chien Clebs et Aaron) qui tarde à revenir, Magna part à leur tour à leur recherche avec sa compagne et Michonne, et les retrouvent à l'extérieur d'un cimetière pour aider Eugene à déloger la grille d'entrée : en les aidant à sortir, ils constatent l'existence des Chuchoteurs (dont l'un d'eux vient de tuer Jesus sous leurs yeux).
En fuyant avec le corps de ce dernier vers la Colline, ils déciment un petit groupe des leurs et font prisonnière l'une d'entre eux, qui se révèlera être Lydia (la fille de leur meneuse, Alpha).
À partir de leur arrivée, Magna veille à son propre comportement afin de plus risquer un rejet envers son propre groupe par sa faute.

### Yumiko Okumura
Yumiko est la compagne de Magna et l'un des piliers de son groupe.
Elle est une survivante discrète et fiable, montrant de la débrouillardise et un sang-froid olympien. Elle manie son arc avec dextérité et fabrique elle-même ses propres flèches.
Son groupe apparaît après l'ellipse de six ans suivant la destruction du pont et la disparition de Rick Grimes : tandis qu'ils fuient et sont cernés au milieu d'un champ par des rôdeurs, Yumiko est blessée à la tête. Ils sont sauvés et ramenés à son groupe par Judith Grimes, qui était en patrouille avec Aaron, Eugene, Rosita et Laura.
Alexandria s'étant repliée sur elle-même et ayant renforcé ses mesures en matière de sécurité, un chantage de la fillette oblige toutefois les autres Alexandriens à ramener le groupe de Magna avec eux, contre leurs nouvelles règles. Dès leur arrivée, Yumiko qui souffre d'une commotion cérébrale est soignée jusqu'à leur départ par Siddiq, le médecin en chef.
Il continue le suivi de sa patiente durant leur escorte vers la Colline sur demande de Michonne, qui les accompagne.
Les survivants de la Colline acceptent de les intégrer à leur communauté.
Arrivés après le départ de l'équipe de sauvetage d'Eugene (le dirigeant Jesus, Daryl Dixon, son chien Clebs et Aaron) qui tarde à revenir, Yumiko part à leur tour à leur recherche avec sa compagne et Michonne, et les retrouvent à l'extérieur d'un cimetière pour aider Eugene à déloger la grille d'entrée : en les aidant à sortir, ils constatent l'existence des Chuchoteurs (dont l'un d'eux vient de tuer Jesus sous leurs yeux).
En fuyant avec le corps de ce dernier vers la Colline, ils déciment un petit groupe des leurs et font prisonnière l'une d'entre eux, qui se révèlera être Lydia (la fille de leur meneuse, Alpha).

### Connie
Connie est la sœur aînée de Kelly. Elle est sourde et communique par la langue des signes avec l'aide de sa cadette. Quand Kelly n'est pas à ses côtés, Connie utilise l'écriture et un support (par exemple, via un stylo et un cahier) pour dialoguer avec les autres.
Son groupe apparaît après l'ellipse de six ans suivant la destruction du pont et la disparition de Rick Grimes : tandis qu'ils fuient et sont cernés au milieu d'un champ par des rôdeurs, ils sont sauvés et ramenés à son groupe par Judith Grimes, qui était en patrouille avec Aaron, Eugene, Rosita et Laura.
Alexandria s'étant repliée sur elle-même et ayant renforcé ses mesures en matière de sécurité, un chantage de la fillette oblige toutefois les autres Alexandriens à ramener le groupe de Magna avec eux, contre leurs nouvelles règles.
Ils sont toutefois escortés à la Colline, qui accepte de les intégrer à leur communauté.
Connie se retrouvant isolée et embusquée dans les champs extérieurs de la Colline durant la visite imprévue des Chuchoteurs, qui viennent négocier le retour de Lydia (la fille d'Alpha, leur meneuse) contre celui sain et sauf de Luke et Alden pris en otage, et prise d'un dilemme quand elle comprend la situation grâce aux indications discrètes de Luke, elle se fait repérer et risque sa vie en sauvant le bébé abandonné aux rôdeurs par leur groupe (et qui sera recueilli, appelé Adam et adopté par Earl et Tammy Rose Sutton). Fuyant au hasard à travers le champ avec le bébé et la menace des rôdeurs à leurs trousses, Connie est toutefois sauvée et rapatriée dans l'enceinte par Daryl Dixon.
Plus tard, elle décide au pied levé d'accompagner ce dernier avec Clebs afin de récupérer le prince Henry, qui a fugué de la Colline sur la trace des Chuchoteurs (et sera fait prisonnier par eux) pour récupérer Lydia. À trois, ils organisent leur fuite en provoquant une attaque nocturne de horde puis se retranchent dans un immeuble en chantier, qui a précédemment servi de planque au groupe de Connie et contient une réserve secrète de première nécessité. Sachant via Lydia qu'ils seront attaqués par le second Beta et une poignée des siens, accompagnés par un petit groupe de rôdeurs pour barrer leur fuite, ils s'apprêtent à les recevoir tandis que Connie et Daryl sympathisent malgré leur désaccord sur la situation et le risque qu'elle représente pour les autres communautés : à eux deux (puis rejoints par Clebs qui veillait sur Lydia), ils élimineront efficacement presque tous les Chuchoteurs en présence (Beta survivant à sa chute provoquée par Daryl) et réussiront à fuir les lieux.
Connie revient pour la seconde fois à Alexandria pour une étape temporaire durant leur fuite, afin de soigner la blessure à la jambe qu'Henry s'est faite dans l'attaque en protégeant Lydia tout en s'abstenant toutefois de tuer leur assaillants (qui représentaient des membres de sa famille pour sa compagne).

### Kelly
Kelly est la sœur cadette de Connie. Grâce au langage des signes, elle interprète pour son aînée qui est sourde.
Son groupe apparaît après l'ellipse de six ans suivant la destruction du pont et la disparition de Rick Grimes : tandis qu'ils fuient et sont cernés au milieu d'un champ par des rôdeurs, ils sont sauvés et ramenés à son groupe par Judith Grimes, qui était en patrouille avec Aaron, Eugene, Rosita et Laura.
Alexandria s'étant repliée sur elle-même et ayant renforcé ses mesures en matière de sécurité, un chantage de la fillette oblige toutefois les autres Alexandriens à ramener le groupe de Magna avec eux, contre leurs nouvelles règles.
Ils sont toutefois escortés à la Colline, qui accepte de les intégrer à leur communauté.
Face aux risques que prend sa sœur, Kelly désapprouve et lui exprime son angoisse de la perdre.

### Alpha
Alpha est la mère de Lydia et meneuse des Chuchoteurs, un groupe caché sous des masques en peau humaine et vivant dissimulé parmi les rôdeurs en adoptant leurs comportements.
Petite femme au crâne chauve, implacable et crainte parmi les siens, on apprend durant la captivité de sa fille et à force de se souvenir de son passé, qu'elle était déjà dérangée au début de l'apocalypse et maltraite Lydia depuis toute petite (lui ayant menti tout ce temps avec des histoires diffamantes à propos de son père soi‑disant indigne et dévoré au début de leur survie par un rôdeur, alors qu'elle l'a en réalité tuée de sang‑froid durant une attaque interne et la panique de leur groupe, par simple suspicion de faiblesse à la suite d'un désaccord concernant le choix à faire pour la survie de leur fille). Son second, le colossal Beta, lui est entièrement fidèle et se dévoue à tenter de lui ramener Lydia.
Elle est une meneuse froide et brutale qui applique la sélection naturelle et interdit les défaillances, aux méthodes punitives et qui n'a aucune compassion envers ceux qu'elle considère faibles, n'hésitant pas à tuer de sang‑froid un de ses semblables s'il verse une larme (même après avoir décapitée avec une violence barbare un être cher et lui avoir mis sa tête entre les mains) ou encore à ordonner à une mère de son groupe d'abandonner son bébé aux rôdeurs si ses pleurs les attirent sur eux.
Après avoir reniée sa fille et renoncée à la ramener parmi eux, et en guise d'avertissement futur pour les autres survivants, Alpha et son groupe enlèvent sous le nez de leurs communautés une poignée de leurs membres (dont Tara, Enid, Siddiq et le prince Henry) durant la foire dans le but d'organiser une mise en garde macabre : la nuit qui suit, elle participe personnellement avec son groupe à les tuer tous (sauf Siddiq, épargné pour témoigner de leurs actes), puis les décapiter afin que leurs têtes de rôdeurs trônent au bout de piques servant à délimiter la frontière nord de leur territoire. Avant de faire cette découverte, Daryl temporairement à leur merci avec Carol, Michonne et Yumiko, est personnellement emmené par Alpha pour observer la vallée naturelle où les Chuchoteurs ont entassé une immense armée de rôdeurs, afin de décourager toute action à leur encontre ou représailles. Elle le prévient de l'accord unilatéral sur la délimitation dudit territoire et de leur interdiction à l'avenir de le violer, sous peine de lâcher leur horde sur eux.
Lors de la Saison 10, elle aura une relation avec Negan, ce dernier qui la décapitera et deviendra temporairement chef des Chuchoteurs, et offrira même sa tête à Carol en signe de paix après qu'elle l'a libéré temporairement.

### Lydia
Lydia est la fille d'Alpha, chef des Chuchoteurs.
Elle réchappe à la mort de son groupe par l'équipe de sauvetage d'Eugene (rejointe entretemps par Michonne, Magna et Yumiko) sur leur trajet retour du cimetière avec le corps de Jesus. Lydia est capturée et ramenée à la Colline où elle finit dans la cellule voisine du prince Henry, puni pour une bêtise avec un groupe de jeunes de la communauté (Gage, Rodney et Adeline). Elle va se rapprocher progressivement de lui tandis qu'elle est interrogée par Daryl sur les Chuchoteurs.
Elle sera échangée à Alpha contre Alden et Luke, pour qu'elle puisse retrouver sa fille. Après cela, Henry part à sa recherche, et Lydia entamera une relation amoureuse avec ce dernier.
Durant son retour chez les Chuchoteurs, elle est presque contrainte à tuer Henry, mais sera sauvée avec ce dernier grâce à une diversion de Daryl et Connie, qui s'enfuiront.
Après avoir esquivé un raid de Beta dans un immeuble, Lydia a une discussion avec Michonne, la questionnant sur Henry, Michonne éprouvant une sympathie envers l'ancienne chuchoteuse.
Durant la foire annuelle des trois communautés, Lydia obtient tout d'abord le droit d'asile, et fait officiellement partie de la Coalition, à la suite d'un accord entre les cinq dirigeants des communautés.
Elle se fait ensuite refroidir par Gage et Rodney, étant donné que Adeline éprouve des sentiments amoureux envers Henry, ce que Henry dément après. À la suite d'un problème de tuyauterie, Henry embrasse Lydia et s'en va quelque temps en lui demandant de lui garder une place pour la projection, mais ne reviendra pas (Henry faisant partie des onze personnes enlevées au nez et à la barbe des survivants, puis des dix décapités, Siddiq étant resté en vie pour témoigner). Durant la même soirée, Alpha revient voir Lydia et lui parle seule a seule, l'implorant de revenir, ce que Lydia refuse, en la menaçant de crier, afin qu'elle se fasse tuer.
Plusieurs mois après la mort de Henry, Lydia devient avant tout la protégée de Daryl. Elle a également commencé à perdre pied, et tentera une première fois de se suicider par une morsure de rôdeur (Carol l'en empêchant involontairement), puis Lydia implore Carol de la tuer, se sentant responsable de la mort d'Henry, ce que Carol refuse. Elle traversera avec tout le reste du groupe la tempête hivernale.
Quelques mois après la tempête, Lydia tente de s'intégrer auprès d'Alexandria, mais subit une sorte de harcèlement mené par Gage, qui a perdu tous ses amis, Alfred et Marco, qui ont tous les deux perdus des membres de leur groupe. Margo se fera tuer par Negan (accidentellement).
Elle se fera aussi utiliser par Carol, lui en voulant toujours pour la mort de Henry, après une escapade nocturne avec les deux, montrant que Aaron se fera menacer par Gamma, une détenue des Sauveurs, et décide de s'enfuir dans les bois.
Quelque temps après, Lydia tombe sur un Daryl gravement blessé à la suite d'une embuscade de sa part pour un camp de Alpha, et décide de le remettre sur pied et de le soigner, et le surveille après l'avoir soigné, pour s'assurer qu'il va bien.
A leur retour a la Colline, ils subissent une attaque des Chuchoteurs, et est favorable à la reconstruction d'un autre endroit, tout comme Dianne, mais tout comme les autres, selon le conseil de Earl (qui meurt dans la même lutte, mordu par un rôdeur), elle lutte contre les rôdeurs. Mary la convainc de retourner chez les Chuchoteurs, ce qu'elle refuse.
Après ça, elle tombe sur Negan, qui travaille pour les Chuchoteurs, qui décide de tendre un plan a Alpha, en enfermant Lydia dans une maison. Negan finira par tuer Alpha, couvrant la fuite de Lydia de cette manière.
Lydia combattra aux côtés de Judith pendant l'invasion de rôdeurs lancée par Beta, qui lui présentera ses condoléances pour la mort de Alpha, Lydia lui répondant qu'elle n'a pas à s'en faire. Elle va ensuite guider la horde de rôdeurs au haut d'une falaise, pour la détourner d'Alexandria, qui sera quasiment détruite par l'attaque.
Carol, qui la voit, lui demande de s'enfuir et s'excuse de l'avoir utilisée après la mort de Henry, et les deux femmes se cachent pour laisser la horde tomber au delà de la falaise. Elle repart après a Alexandria et trouve enfin sa place après la fin des Chuchoteurs.

### Beta
Beta est le second chef des Chuchoteurs.
Sa carrure imposante et sa force physique contrastant avec celles de son chef, il montre pourtant un respect total envers Alpha et lui obéit au doigt et à l’œil. Toutefois, en qualité de second il sait aussi prendre des initiatives personnelles, notamment en ce qui concerne sa volonté de lui ramener sa fille, Lydia.
En ce sens, il part avec une demi‑douzaine des siens et leurs « Gardiens » (des rôdeurs regroupés leur servant à se dissimuler et qu'ils savent plus ou moins diriger) à la poursuite de celle-ci et d'Henry, tous deux en fuite avec Daryl, Clebs et Connie après qu'ils ont provoqué une attaque de rôdeurs sur leur camp et se soient réfugiés dans un immeuble en chantier. Alors que ses suiveurs tombent les uns après les autres, il se confronte directement à Daryl et l'affronte en ayant de toute évidence l'ascendant physique sur lui (défonçant des portes et traversant des murs à mains nues, le faisant voltiger à la force de ses bras et se retirant même une lame plantée dans l'épaule sans broncher). Daryl le piège cependant par la ruse et le pousse dans une cage d’ascenseur. Malgré une chute quasi‑mortelle pour un individu moyen, Beta se réveille assez vite et se relève simplement blessé.
Il tient en respect le groupe de Daryl (Carol, Michonne et Yumiko) durant le temps où Alpha lui dévoile leur armée de rôdeurs et stipule leurs termes sans conditions concernant les frontières de leur territoire, avant de le rediriger vers Siddiq et les têtes décapitées de leurs amis et alliés.
Dans le finale de la saison, après que les Chuchoteurs aient migré durant l'hiver rude qui s'est annoncé, Beta exprime envers Alpha son admiration pour son attitude et ses décisions en tant que chef (au détriment de son rôle de mère) et, à sa propre demande afin de respecter leurs règles et se souvenir de ne plus faillir, la punit physiquement en lui fouettant répétitivement l'avant-bras avec une branche.

### Juanita Sanchez / «Princesse»
Juanita Sanchez, plus communément connue sous le nom de "Princesse", est une survivante solitaire de bonne humeur et énergique rencontrée par Eugene Porter, Ezekiel et Yumiko. Elle les rejoint dans leur mission vers le rendez-vous avec Stéphanie.

### Michael Mercer
Michael Mercer est le général de l'armée du Commonwealth et le garde du corps de Sebastian, le fils de la Gouverneuse. Il est également le grand frère de Maxxine Mercer.
Il commence par interroger les nouveaux prisonniers qui sont Eugene, Princesse, Yumiko et Ezekiel, puis les emmène officiellement au Commonwealth, et leur donne les instructions de la ville.
Mercer se montre très protecteur envers sa sœur, et commence également à flirter avec Princesse. Il se montre aussi protecteur envers Sebastian et Kayla, qu'il escorte. Les tourtereaux sont attaqués par des marcheurs, et sont sauvés par le groupe d'Eugene. Ce dernier frappant après Sebastian pour lui avoir manqué de respect, Mercer et Lance l'emmènent en prison.
Il présente un exercice pour former des nouveaux soldats dans une formation pour mieux combattre en double, dont Daryl et Rosita participent. Bien que les deux forment un bon groupe, Mercer fait travailler les deux compères séparément. À cause d'un manque de coordination entre Daniels et Daryl, Daniels manque d'être mordu et est sauvé par Mercer, qui rappelle à Daryl que le but était de travailler en unité.
Il emmène Daryl et Rosita pour une session d'entraînement avec Sebastian pour affronter des rôdeurs, là où Daryl essaye d'aider Sebastian qui était aux prises avec un rôdeur. Mercer lui conseille de se mettre en place pour gagner.
Mercer participe après au bal du Commonwealth en compagnie de Princesse, bien qu'elle ne soit pas conviée au bal initialement. Mercer assiste pendant ce même bal aux protestations de Daryl sur le leadership de Pamela, et quand Tyler s'enfuit après avoir également protesté, Sebastian appelle Mercer a le poursuivre. Daryl, Sebastian et Mercer ramènent ainsi le fugitif à Pamela.

### Leah Shaw
Leah Shaw est un membre de haut rang des Moissonneurs, servant de bras droit de Pope et de commandant en second du groupe. Après sa mort, Leah a pris le contrôle des Moissoneurs restants.
Elle avait eu une relation avec Daryl durant l'ellipse des six ans suivant la destruction du pont (et la mort supposée de Rick), et était la propriétaire de Clebs, qui est depuis le chien de Daryl.
Elle retrouve Daryl et son ancien chien lors de l'embuscade que son groupe a tendue à la sortie du métro, tuant Roy, Cole, Duncan, et fragmentant tous les autres membres du groupe. Elle présente ensuite Daryl aux autres Faucheurs et au dirigeant Pope, qui finissent par l'accepter à la suite des nombreuses pertes.
Elle assiste aux séances de torture de Frost par Brandon et Daryl, qui tiendra toujours tête au groupe, puis aux recherches pour trouver Gabriel, Maggie, Negan et Elijah qui sont les seuls autres survivants, en compagnie de Daryl et de trois autres Faucheurs.
Quelque temps après, lors d'une garde étant la conséquence d'un grand troupeau de zombies menés par Maggie et Negan, elle décide d'utiliser une arme ultime composée de feux d'artifice pour éradiquer la horde. Daryl l'en dissuade, lui avouant que certains membres de sa famille sont dans la horde, ce à quoi Leah montre sa déception envers lui, bien que compréhensive.
Elle élimine ensuite Pope lors d'un des nombreux ordres de ce dernier, et appelle des membres de son groupe en disant que Daryl est le responsable de la mort. Daryl s'enfuit ensuite, et les membres du groupe se mettent à décimer les Faucheurs à l'exception de Leah, que Maggie n'a pas su viser, et que Daryl a ensuite épargné.
Plusieurs mois plus tard, elle s'en prend à plusieurs chariots appartenant au Commonwealth, et prépare sa vengeance sur Maggie et Daryl
Lors d'une confrontation à Maggie dans le seizième épisode de la saison onze, elle sera tuée d'une balle dans la tête par Daryl, sauvant ainsi Maggie.

### Maxxine Mercer / "Stephanie"
Max Mercer, auparavant appelée Stephanie Vega est une résidente d'une communauté massive connue sous le nom de Commonwealth et a été en contact par radio avec Eugène Porter (saison 9).

### Lance Hornsby
Lance Hornsby est le gouverneur adjoint d'une communauté nommée le Commonwealth, et également l'antagoniste principal de la saison onze.
Il tient tête au groupe d'Eugene, Ezekiel, Juanita et Yumiko lors de leur arrivée, et les accuse d'utiliser illégalement la radio du Commonwealth, leur risquant le bannissement de la ville.
À la suite de l'insubordination d'Eugene envers Sebastian, Lance lui propose contre la vie de ses amis et sa sortie de prison de lui révéler l'emplacement d'Alexandria, ce qu'il  accepte à contrecœur, et Lance propose une aide en termes de vivres à la communauté, fort amochée depuis le passage des Chuchoteurs. 
Lance avoue ensuite à Eugene qu'il a utilisé Max, sous le nom de Stéphanie, pour l'obliger à révéler l'emplacement de Alexandria à la suite de plusieurs échanges radiophoniques lors des années précédentes. Il souhaite ensuite utiliser la Colline et Oceanside pour agrandir le Commonwealth en échange d'une protection sur ces zones, malgré le désistement de Maggie, qui coûte presque la protection d'Alexandria par le Commonwealth. Il révèle ensuite à Pamela qu'il souhaite conquérir les communautés de Aaron, Maggie et Rachel.
Il engage par la suite Leah, seule survivante des Faucheurs, pour éliminer Maggie et prendre le contrôle de la Colline. Il finit par prendre en assaut les trois communautés. À la suite d'une bataille avec Daryl lors de ces conquêtes, il est pris en otage par ce dernier, et à la suite de l'intervention de Pamela et Mercer, Daryl le libère avant de planter son couteau dans sa main.
Lance est par la suite capturé par Mercer et Pamela, qui lui promet d'être jugé car selon elle, il est allé trop loin dans sa conquête des communautés, mais qu'elle a besoin de lui pour les affaires diplomatiques du Commonwealth. Il est ensuite libéré par Daryl et Carol à la suite de la mort de Sebastian, et Daryl lui laisse la chance de s'exiler et de ne plus revenir, ce à quoi Lance répond en agrippant un fusil sur une Jeep derrière lui. Carol lui tire une flèche dans le cou.
Une fois zombifié, il est récupéré par des soldats du Commonwealth qui le ramènent dans la communauté. Pamela tente de se suicider en se faisant mordre par le zombie de Lance pour éviter une peine de prison après sa déchéance, ce à quoi Maggie achève Lance, empêchant Pamela de mourir.

### Pamela Milton
Pamela Milton est le gouverneur du Commonwealth, ainsi que la mère de Sebastian Milton.
Elle fait ses débuts dans l'épisode Nouveaux repaires

## Personnages récurrents
Légende:  = Récurrent/e (crédité comme « also »)
Légende:  = Récurrent/e
Légende:  = invité
| Acteur/Actrice | Rôle                     | Nombres d'épisodes | Nombres d'épisodes | Nombres d'épisodes | Nombres d'épisodes | Nombres d'épisodes | Nombres d'épisodes | Nombres d'épisodes | Nombres d'épisodes | Nombres d'épisodes | Nombres d'épisodes | Nombres d'épisodes | Total |
| Acteur/Actrice | Rôle                     | S1                 | S2                 | S3                 | S4                 | S5                 | S6                 | S7                 | S8                 | S9                 | S10                | S11                | Total |
| --- | ------------------------ | ------------------ | ------------------ | ------------------ | ------------------ | ------------------ | ------------------ | ------------------ | ------------------ | ------------------ | ------------------ | ------------------ | ----- |
| Adelaide & Eliza Cornwell (S3) Loudyn & Leighton Case (S3) Tinsley & Anniston Price (S4) Eleora & Elisea DiFranco (S4) Sophia & Delia Oeland (S4) Charlotte & Clara Ward (S5) Kiley & Jaelyn Behun (S5) Chloe & Sophia Garcia-Frizzi (S6-S9) Kinsley Isla Dillon (S8) | Judith Grimes bébé       |                    |                    | 10                 | 7                  | 12                 | 10                 | 6                  | 7                  | 1                  |                    |                    | 53    |
| Kerry Cahill | Dianne                   |                    |                    |                    |                    |                    |                    | 4                  | 9                  | 10                 | 8                  | 5                  | 36    |
| Nadine Marissa | Nabila                   |                    |                    |                    |                    |                    |                    | 1                  | 7                  | 6                  | 7                  | 6                  | 27    |
| Kenric Green | Scott                    |                    |                    |                    |                    |                    | 6                  | 4                  | 9                  | 3                  | 4                  |                    | 26    |
| Jason Douglas | Tobin                    |                    |                    |                    |                    | 4                  | 8                  | 5                  | 7                  |                    |                    |                    | 24    |
| Macsen Lintz puis Matt Lintz | Henry                    |                    |                    |                    |                    |                    |                    | 3                  | 8                  | 11                 | 2                  |                    | 24    |
| Anabelle Holloway | Gracie                   |                    |                    |                    |                    |                    |                    |                    | 7                  | 3                  | 6                  | 8                  | 24    |
| Antony Azor | R.J. Grimes              |                    |                    |                    |                    |                    |                    |                    |                    | 4                  | 9                  | 11                 | 24    |
| Marvin Lee | Kyle                     |                    |                    |                    |                    |                    | 3                  | 2                  | 8                  | 5                  | 5                  |                    | 23    |
| Lindsley Register | Laura                    |                    |                    |                    |                    |                    |                    | 3                  | 6                  | 6                  | 7                  |                    | 22    |
| Irone Singleton | Theodore Douglas / T-Dog | 5                  | 12                 | 3                  |                    |                    |                    |                    |                    |                    |                    |                    | 20    |
| Mandi Christine Kerr | Barbara                  |                    |                    |                    |                    | 2                  | 4                  | 1                  | 6                  | 2                  | 3                  | 2                  | 20    |
| Okea Eme-Akwari | Elijah                   |                    |                    |                    |                    |                    |                    |                    |                    |                    | 2                  | 18                 | 20    |
| James Chen | Kal                      |                    |                    |                    |                    |                    | 1                  | 3                  | 8                  | 7                  |                    |                    | 19    |
| Peyton Lockridge puis Kien Michael Spiller | Hershel Rhee             |                    |                    |                    |                    |                    |                    |                    |                    | 3                  | 2                  | 14                 | 19    |
| Jordan Woods-Robinson | Eric Raleigh             |                    |                    |                    |                    | 4                  | 4                  | 6                  | 3                  |                    |                    |                    | 17    |
| Dan Fogler | Luke Abrams              |                    |                    |                    |                    |                    |                    |                    |                    | 7                  | 7                  | 3                  | 17    |
| Peter Zimmerman | Eduardo                  |                    |                    |                    |                    |                    | 1                  | 6                  | 9                  |                    |                    |                    | 16    |
| Matt Mangum | D.J.                     |                    |                    |                    |                    |                    |                    |                    | 5                  | 9                  | 2                  |                    | 16    |
| Anthony Lopez | Oscar                    |                    |                    |                    |                    |                    |                    | 1                  | 6                  | 4                  | 5                  |                    | 16    |
| Mimi Kirkland puis Avianna Mynhier | Rachel Ward              |                    |                    |                    |                    |                    |                    | 2                  | 3                  | 3                  | 5                  | 2                  | 15    |
| Quandae Stewart | Quan                     |                    |                    |                    |                    |                    |                    | 1                  | 3                  | 5                  | 5                  |                    | 14    |
| Jose Pablo Cantillo | Caesar Martinez          |                    |                    | 11                 | 2                  |                    |                    |                    |                    |                    |                    |                    | 13    |
| Curtis Jackson | Bob Miller               |                    |                    |                    |                    | 4                  | 4                  | 2                  | 3                  |                    |                    |                    | 13    |
| Karen Ceesay | Bertie                   |                    |                    |                    |                    |                    | 1                  | 3                  | 4                  | 2                  | 3                  |                    | 13    |
| Gustavo Gomez | Marco                    |                    |                    |                    |                    |                    |                    |                    |                    | 5                  | 6                  | 2                  | 13    |
| Ann Mahoney | Olivia                   |                    |                    |                    |                    | 2                  | 6                  | 4                  |                    |                    |                    |                    | 12    |
| Dahlia Legault | Francine                 |                    |                    |                    |                    | 2                  | 5                  | 3                  | 2                  |                    |                    |                    | 12    |
| Sydney Park | Cyndie                   |                    |                    |                    |                    |                    |                    | 2                  | 4                  | 4                  | 2                  |                    | 12    |
| Mike Seal | Gary                     |                    |                    |                    |                    |                    |                    | 5                  | 7                  |                    |                    |                    | 12    |
| Traci Dinwiddie | Regina                   |                    |                    |                    |                    |                    |                    |                    | 6                  | 6                  |                    |                    | 12    |
| Inconnue | Socorro Espinosa         |                    |                    |                    |                    |                    |                    |                    |                    |                    | 6                  | 6                  | 12    |
| Jane McNeill | Patricia                 |                    | 11                 |                    |                    |                    |                    |                    |                    |                    |                    |                    | 11    |
| Travis Love | Shumpert                 |                    |                    | 10                 | 1                  |                    |                    |                    |                    |                    |                    |                    | 11    |
| Ted Huckabee | Bruce                    |                    |                    |                    |                    | 2                  | 4                  | 1                  | 4                  |                    |                    |                    | 11    |
| Briana Venskus | Beatrice                 |                    |                    |                    |                    |                    |                    | 2                  | 4                  | 4                  | 1                  |                    | 11    |
| Elizabeth Ludlow | Arat                     |                    |                    |                    |                    |                    |                    | 4                  | 4                  | 3                  |                    |                    | 11    |
| John Finn | Earl Sutton              |                    |                    |                    |                    |                    |                    |                    |                    | 6                  | 5                  |                    | 11    |
| James Allen McCune | Jimmy                    |                    | 10                 |                    |                    |                    |                    |                    |                    |                    |                    |                    | 10    |
| Dallas Roberts | Milton Mamet             |                    |                    | 10                 |                    |                    |                    |                    |                    |                    |                    |                    | 10    |
| Tyler James Williams | Noah                     |                    |                    |                    |                    | 10                 |                    |                    |                    |                    |                    |                    | 10    |
| Major Dodson | Sam Anderson             |                    |                    |                    |                    | 4                  | 6                  |                    |                    |                    |                    |                    | 10    |
| David Marshall Silverman | Kent                     |                    |                    |                    |                    | 3                  | 4                  | 3                  |                    |                    |                    |                    | 10    |
| Daniel Newman | Daniel                   |                    |                    |                    |                    |                    | 2                  | 4                  | 4                  |                    |                    |                    | 10    |
| Joshua Mikel | Jared                    |                    |                    |                    |                    |                    |                    | 3                  | 7                  |                    |                    |                    | 10    |
| Nicole Barré | Kathy                    |                    |                    |                    |                    |                    |                    | 2                  | 4                  | 4                  |                    |                    | 10    |
| Thora Birch | Gamma/Mary               |                    |                    |                    |                    |                    |                    |                    |                    |                    | 10                 |                    | 10    |
| Brighton Sharbino | Lizzie Samuels           |                    |                    |                    | 8                  | 1                  |                    |                    |                    |                    |                    |                    | 9     |
| Austin Abrams | Ron Anderson             |                    |                    |                    |                    | 3                  | 6                  |                    |                    |                    |                    |                    | 9     |
| Merritt Wever | Denise Cloyd             |                    |                    |                    |                    |                    | 9                  |                    |                    |                    |                    |                    | 9     |
| Carlos Navarro | Alvaro                   |                    |                    |                    |                    |                    |                    | 5                  | 4                  |                    |                    |                    | 9     |
| Jackson Pace | Gage                     |                    |                    |                    |                    |                    |                    |                    |                    | 4                  | 3                  | 2                  | 9     |
| Madison Lintz | Sophia Peletier          | 4                  | 4                  |                    |                    |                    |                    |                    |                    |                    |                    |                    | 8     |
| Lew Temple | Axel                     |                    |                    | 8                  |                    |                    |                    |                    |                    |                    |                    |                    | 8     |
| Jayson Warner Smith | Gavin                    |                    |                    |                    |                    |                    |                    | 3                  | 5                  |                    |                    |                    | 8     |
| Ian Anthony Dale | Tomichi Okumura          |                    |                    |                    |                    |                    |                    |                    |                    |                    |                    | 8                  | 8     |
| Vincent M. Ward | Oscar                    |                    |                    | 7                  |                    |                    |                    |                    |                    |                    |                    |                    | 7     |
| Daniel Thomas May | Allen                    |                    |                    | 6                  | 1                  |                    |                    |                    |                    |                    |                    |                    | 7     |
| Melissa Ponzio | Karen                    |                    |                    | 4                  | 3                  |                    |                    |                    |                    |                    |                    |                    | 7     |
| Michael Traynor | Nicholas                 |                    |                    |                    |                    | 4                  | 3                  |                    |                    |                    |                    |                    | 7     |
| Elyse Nicole Dufour | Frankie                  |                    |                    |                    |                    |                    |                    | 2                  | 3                  | 2                  |                    |                    | 7     |
| Thomas Francis Murphy | Brion                    |                    |                    |                    |                    |                    |                    | 3                  | 4                  |                    |                    |                    | 7     |
| Sabrina Gennarino | Tamiel                   |                    |                    |                    |                    |                    |                    | 3                  | 4                  |                    |                    |                    | 7     |
| Aaron Farb | Norris                   |                    |                    |                    |                    |                    |                    |                    | 4                  | 3                  |                    |                    | 7     |
| Tamara Austin | Nora                     |                    |                    |                    |                    |                    |                    |                    |                    | 3                  | 4                  |                    | 7     |
| Juan Javier Cardenas | Dante                    |                    |                    |                    |                    |                    |                    |                    |                    |                    | 7                  |                    | 7     |
| Chelle Ramos | Shira                    |                    |                    |                    |                    |                    |                    |                    |                    |                    |                    | 7                  | 7     |
| Teo Rapp-Olsson | Sebastian Milton         |                    |                    |                    |                    |                    |                    |                    |                    |                    |                    | 7                  | 7     |
| Alex Sgambati | Jules Butler             |                    |                    |                    |                    |                    |                    |                    |                    |                    | 4                  | 3                  | 7     |
| Emma Bell | Amy                      | 5                  |                    | 1                  |                    |                    |                    |                    |                    |                    |                    |                    | 6     |
| Jeryl Prescott | Jacqui                   | 5                  |                    | 1                  |                    |                    |                    |                    |                    |                    |                    |                    | 6     |
| Kyla Kenedy | Mika Samuels             |                    |                    |                    | 5                  | 1                  |                    |                    |                    |                    |                    |                    | 6     |
| Benedict Samuel | Owen                     |                    |                    |                    |                    | 1                  | 5                  |                    |                    |                    |                    |                    | 6     |
| Corey Hawkins | Heath                    |                    |                    |                    |                    |                    | 4                  | 1                  |                    |                    | 1                  |                    | 6     |
| Juan Gabriel Pareja | Morales                  | 4                  |                    |                    |                    |                    |                    |                    | 2                  |                    |                    |                    | 6     |
| R. Keith Harris | Harlan Carson            |                    |                    |                    |                    |                    | 1                  | 2                  | 3                  |                    |                    |                    | 6     |
| Brett Gentile | Freddie                  |                    |                    |                    |                    |                    | 1                  | 3                  | 2                  |                    |                    |                    | 6     |
| Chloé Aktas | Tanya                    |                    |                    |                    |                    |                    |                    | 2                  | 3                  | 1                  |                    |                    | 6     |
| Brett Butler | Tammy Rose               |                    |                    |                    |                    |                    |                    |                    |                    | 6                  |                    |                    | 6     |
| Andrew Rothenberg | Jim                      | 4                  |                    | 1                  |                    |                    |                    |                    |                    |                    |                    |                    | 5     |
| Tyler Chase | Ben                      |                    |                    | 5                  |                    |                    |                    |                    |                    |                    |                    |                    | 5     |
| Corey Brill | Pete Anderson            |                    |                    |                    |                    | 5                  |                    |                    |                    |                    |                    |                    | 5     |
| Jeremy Palko | Andy                     |                    |                    |                    |                    |                    | 2                  | 1                  | 2                  |                    |                    |                    | 5     |
| Jason Burkey | Kevin                    |                    |                    |                    |                    |                    |                    | 2                  | 3                  |                    |                    |                    | 5     |
| Karl Makinen | Richard                  |                    |                    |                    |                    |                    |                    | 5                  |                    |                    |                    |                    | 5     |
| Adam Fristoe | Dean                     |                    |                    |                    |                    |                    |                    |                    | 5                  |                    |                    |                    | 5     |
| Kelley Mack | Adeline                  |                    |                    |                    |                    |                    |                    |                    |                    | 5                  |                    |                    | 5     |
| Glenn Stanton | Frost                    |                    |                    |                    |                    |                    |                    |                    |                    |                    |                    | 5                  | 5     |
| Kevin Caroll | Virgil                   |                    |                    |                    |                    |                    |                    |                    |                    |                    | 3                  | 2/23               | 5     |
| Adam Minarovich | Ed Peletier              | 3                  | 1                  |                    |                    |                    |                    |                    |                    |                    |                    |                    | 4     |
| Michael Zegen | Randall Culver           |                    | 4                  |                    |                    |                    |                    |                    |                    |                    |                    |                    | 4     |
| Lucie O'Ferrall | Ms. McLeod               |                    |                    | 4                  |                    |                    |                    |                    |                    |                    |                    |                    | 4     |
| Brandon Carrol | David                    |                    |                    |                    | 3                  | 1                  |                    |                    |                    |                    |                    |                    | 4     |
| Sunkrish Bala | Caleb Subramanian        |                    |                    |                    | 4                  |                    |                    |                    |                    |                    |                    |                    | 4     |
| Sherry Richards | Jeannete                 |                    |                    |                    | 4                  |                    |                    |                    |                    |                    |                    |                    | 4     |
| Juliana Harkavy | Alisha                   |                    |                    |                    | 4                  |                    |                    |                    |                    |                    |                    |                    | 4     |
| Jeff Kober | Joe                      |                    |                    |                    | 4                  |                    |                    |                    |                    |                    |                    |                    | 4     |
| Luke Donaldson | Luke                     |                    |                    |                    | 4                  |                    |                    |                    |                    |                    |                    |                    | 4     |
| Davi Jay | Tony                     |                    |                    |                    | 4                  |                    |                    |                    |                    |                    |                    |                    | 4     |
| Chris Coy | Martin                   |                    |                    |                    |                    | 4                  |                    |                    |                    |                    |                    |                    | 4     |
| Ricky Wayne | O'Donnell                |                    |                    |                    |                    | 4                  |                    |                    |                    |                    |                    |                    | 4     |
| Steve Coulter | Reg Monroe               |                    |                    |                    |                    | 4                  |                    |                    |                    |                    |                    |                    | 4     |
| Ilan Muallem | Wesley                   |                    |                    |                    |                    |                    | 1                  | 2                  | 1                  |                    |                    |                    | 4     |
| Vanessa Cloke | Anna                     |                    |                    |                    |                    |                    | 3                  | 1                  |                    |                    |                    |                    | 4     |
| Christine Evangelista | Sherry                   |                    |                    |                    |                    |                    | 1                  | 3                  |                    |                    |                    |                    | 4     |
| Logan Miller | Benjamin                 |                    |                    |                    |                    |                    |                    | 4                  |                    |                    |                    |                    | 4     |
| Katy O'Brian | Katy                     |                    |                    |                    |                    |                    |                    |                    | 4                  |                    |                    |                    | 4     |
| Jon Eyez | Potter                   |                    |                    |                    |                    |                    |                    |                    | 3                  | 1                  |                    |                    | 4     |
| Rhys Coiro | Jed                      |                    |                    |                    |                    |                    |                    |                    |                    | 4                  |                    |                    | 4     |
| C. Thomas Howell | Roy                      |                    |                    |                    |                    |                    |                    |                    |                    | 2                  |                    | 2                  | 4     |
| James Devoti | Cole                     |                    |                    |                    |                    |                    |                    |                    |                    |                    | 1                  | 3                  | 4     |
| Ritchie Coster | Pope                     |                    |                    |                    |                    |                    |                    |                    |                    |                    |                    | 4                  | 4     |
| Alex Meraz | Brandon Carver           |                    |                    |                    |                    |                    |                    |                    |                    |                    |                    | 4                  | 4     |
| Michael Tourek | Roman Calhoun            |                    |                    |                    |                    |                    |                    |                    |                    |                    |                    | 4                  | 4     |
| Viviana Chavez | Miranda Morales          | 3                  |                    |                    |                    |                    |                    |                    |                    |                    |                    |                    | 3     |
| Maddie Lomax | Eliza Morales            | 3                  |                    |                    |                    |                    |                    |                    |                    |                    |                    |                    | 3     |
| Noah Lomax | Louis Morales            | 3                  |                    |                    |                    |                    |                    |                    |                    |                    |                    |                    | 3     |
| Pruitt Taylor Vince | Otis                     |                    | 3                  |                    |                    |                    |                    |                    |                    |                    |                    |                    | 3     |
| Alexa Nikolas | Haley                    |                    |                    | 3                  |                    |                    |                    |                    |                    |                    |                    |                    | 3     |
| Markice Moore | Andrew                   |                    |                    | 3                  |                    |                    |                    |                    |                    |                    |                    |                    | 3     |
| Lawrence Kao | Tim                      |                    |                    | 3                  |                    |                    |                    |                    |                    |                    |                    |                    | 3     |
| Denise Crosby | Mary                     |                    |                    |                    | 2                  | 1                  |                    |                    |                    |                    |                    |                    | 3     |
| Vincent Martella | Patrick                  |                    |                    |                    | 3                  |                    |                    |                    |                    |                    |                    |                    | 3     |
| Audrey Marie Anderson | Lilly Chambler           |                    |                    |                    | 3                  |                    |                    |                    |                    |                    |                    |                    | 3     |
| Meyrick Murphy | Meghan Chambler          |                    |                    |                    | 3                  |                    |                    |                    |                    |                    |                    |                    | 3     |
| Marcus Hester | Len                      |                    |                    |                    | 3                  |                    |                    |                    |                    |                    |                    |                    | 3     |
| J. D. Evermore | Harley                   |                    |                    |                    | 3                  |                    |                    |                    |                    |                    |                    |                    | 3     |
| Eric Mendenhall | Billy                    |                    |                    |                    | 3                  |                    |                    |                    |                    |                    |                    |                    | 3     |
| Kennedy Brice | Molly                    |                    |                    |                    | 3                  |                    |                    |                    |                    |                    |                    |                    | 3     |
| Keith Brooks | Dan                      |                    |                    |                    | 3                  |                    |                    |                    |                    |                    |                    |                    | 3     |
| Christine Woods | Dawn Lerner              |                    |                    |                    |                    | 3                  |                    |                    |                    |                    |                    |                    | 3     |
| Erik Jensen | Steven Edwards           |                    |                    |                    |                    | 3                  |                    |                    |                    |                    |                    |                    | 3     |
| Teri Wyble | Shepherd                 |                    |                    |                    |                    | 3                  |                    |                    |                    |                    |                    |                    | 3     |
| Jay Huguley | David                    |                    |                    |                    |                    |                    | 3                  |                    |                    |                    |                    |                    | 3     |
| Deborah May | Natania                  |                    |                    |                    |                    |                    |                    | 2                  | 1                  |                    |                    |                    | 3     |
| Autumn Dial | Amber                    |                    |                    |                    |                    |                    |                    | 2                  | 1                  |                    |                    |                    | 3     |
| Gina Stewart | Gina                     |                    |                    |                    |                    |                    |                    | 1                  | 2                  |                    |                    |                    | 3     |
| Joshua Hoover | Joseph "Joey"            |                    |                    |                    |                    |                    |                    | 3                  |                    |                    |                    |                    | 3     |
| Tim Parati | Emmett Carson            |                    |                    |                    |                    |                    |                    | 3                  |                    |                    |                    |                    | 3     |
| Brian Stapf | Roy                      |                    |                    |                    |                    |                    |                    | 3                  |                    |                    |                    |                    | 3     |
| Courtney Patterson | Mel                      |                    |                    |                    |                    |                    |                    |                    | 2                  | 1                  |                    |                    | 3     |
| Brooke Jaye Taylor | Brooke                   |                    |                    |                    |                    |                    |                    |                    | 3                  |                    |                    |                    | 3     |
| José Michael Vasquez | José                     |                    |                    |                    |                    |                    |                    |                    | 3                  |                    |                    |                    | 3     |
| Austin Freeman | Alex                     |                    |                    |                    |                    |                    |                    |                    |                    | 1                  | 2                  |                    | 3     |
| Zach McGowan | Justin                   |                    |                    |                    |                    |                    |                    |                    |                    | 3                  |                    |                    | 3     |
| Ethan Patterson | Rasmus                   |                    |                    |                    |                    |                    |                    |                    |                    | 3                  |                    |                    | 3     |
| Joe Ando Hirsh | Rodney                   |                    |                    |                    |                    |                    |                    |                    |                    | 3                  |                    |                    | 3     |
| Jerri Tubbs | Margo                    |                    |                    |                    |                    |                    |                    |                    |                    |                    | 3                  |                    | 3     |
| Blaine Kern III | Brandon                  |                    |                    |                    |                    |                    |                    |                    |                    |                    | 3                  |                    | 3     |
| Rebecca Koon | Cheryl                   |                    |                    |                    |                    |                    |                    |                    |                    |                    | 3                  |                    | 3     |
| David Shae | Alfred                   |                    |                    |                    |                    |                    |                    |                    |                    |                    | 3                  |                    | 3     |
| Laurie Fortier | Agatha                   |                    |                    |                    |                    |                    |                    |                    |                    |                    |                    | 3                  | 3     |
| Kirk Acevedo | Mitch Dolgen             |                    |                    |                    | 2                  |                    |                    |                    |                    |                    |                    |                    | 2     |
| Elijah Marcano | Mikey                    |                    |                    |                    |                    | 2                  |                    |                    |                    |                    |                    |                    | 2     |
| Beth Keener | Annie                    |                    |                    |                    |                    |                    | 2                  |                    |                    |                    |                    |                    | 2     |
| Stuart Greer | Roman                    |                    |                    |                    |                    |                    | 2                  |                    |                    |                    |                    |                    | 2     |
| Griffin Freeman | Mark                     |                    |                    |                    |                    |                    |                    | 1                  | 1                  |                    |                    |                    | 2     |
| Scott Deckert | John                     |                    |                    |                    |                    |                    |                    |                    | 2                  |                    |                    |                    | 2     |
| Angus Sampson | Ozzy                     |                    |                    |                    |                    |                    |                    |                    |                    | 2                  |                    |                    | 2     |
| David Ury | Zion                     |                    |                    |                    |                    |                    |                    |                    |                    | 2                  |                    |                    | 2     |
| Courtney Dietz | Kayla                    |                    |                    |                    |                    |                    |                    |                    |                    |                    |                    | 2                  | 2     |
| Justin James Kucsulain | Ethan                    |                    |                    |                    |                    |                    | 1                  |                    |                    |                    |                    |                    | 1     |
| Kimberly Leemans | Crystal                  |                    |                    |                    |                    |                    | 1                  |                    |                    |                    |                    |                    | 1     |
| Mike Holmes | Craig                    |                    |                    |                    |                    |                    | 1                  |                    |                    |                    |                    |                    | 1     |
| Jayne Atkinson | Georgie                  |                    |                    |                    |                    |                    |                    |                    | 1                  |                    |                    |                    | 1     |
| Misty Ormiston | Midge                    |                    |                    |                    |                    |                    |                    |                    | 1                  |                    |                    |                    | 1     |
| Kim Ormiston | Hilda                    |                    |                    |                    |                    |                    |                    |                    | 1                  |                    |                    |                    | 1     |
| AJ Achinger | Kenneth Sutton           |                    |                    |                    |                    |                    |                    |                    |                    | 1                  |                    |                    | 1     |
| Jennifer Riker | Mrs. Robinson            |                    |                    |                    |                    |                    |                    |                    |                    | 1                  |                    |                    | 1     |
| Jason Graham | William                  |                    |                    |                    |                    |                    |                    |                    |                    | 1                  |                    |                    | 1     |
| Jonathan Billions | Marcus                   |                    |                    |                    |                    |                    |                    |                    |                    | 1                  |                    |                    | 1     |
| Camille Robinson | Brianna                  |                    |                    |                    |                    |                    |                    |                    |                    |                    | 1                  |                    | 1     |
| Rae Olivier | Jen                      |                    |                    |                    |                    |                    |                    |                    |                    |                    | 1                  |                    | 1     |
| Vince Foster | Wayne                    |                    |                    |                    |                    |                    |                    |                    |                    |                    | 1                  |                    | 1     |
| Heather Gilliland | Teacher                  |                    |                    |                    |                    |                    |                    |                    |                    |                    | 1                  |                    | 1     |
| Mark Sivertsen | Rufus                    |                    |                    |                    |                    |                    |                    |                    |                    |                    | 1                  |                    | 1     |
| Robert Patrick | Mays                     |                    |                    |                    |                    |                    |                    |                    |                    |                    | 1                  |                    | 1     |

### Le groupe de survivants d'Atlanta
| Theodore « T-Dog » Douglas | IronE Singleton      | 1, 2, 3 | 20 | Décédé  |
| Saison 1 Membre du camp de survivants d'Atlanta, Theodore Douglas, surnommé « T-Dog », prend part à la plupart des missions risquées même s'il n'est pas toujours très rassuré. T-Dog fait la rencontre de Rick Grimes, qui a rejoint en compagnie de Glenn Rhee son groupe de ravitaillement assiégé dans un magasin de la ville par les rôdeurs, alors qu'il est en train de s'accrocher avec Merle Dixon sur le toit. Rick intervient en sa faveur en maîtrisant et menottant Merle à un tuyau. Malheureusement, quand le magasin se fait envahir et qu'ils doivent fuir, T-Dog perd maladroitement la clef des menottes et doit abandonner Merle, s'assurant toutefois de cadenasser la porte d'accès avec une chaîne pour empêcher qu'il ne se fasse dévorer par les morts-vivants. Malgré le conflit qu'il a eu avec Merle, T-Dog se sent responsable de son abandon sur le toit d'un immeuble d'Atlanta. Il a cependant sauvé sa vie indirectement, la chaîne de la porte étant toujours en place lorsque Rick, Glenn, Daryl Dixon et lui-même reviennent plus tard afin de le récupérer et ne trouvent que sa main amputée à la scie. Après l'attaque nocturne de leur camp par des rôdeurs, T-Dog accompagne le groupe de Rick en direction du CDC d'Atlanta. Il survit également à son explosion. Saison 2 Dans le premier épisode, T-Dog se blesse au bras sur une carcasse de voiture de l'autoroute alors qu'une horde traverse le secteur, que le groupe fouillait à la recherche de vivres et de médicaments : Daryl le sauve de justesse des morts-vivants en le cachant au milieu d'un tas de cadavres, avant d'en faire de même pour lui. Pris d'une crise de délire due à un début de septicémie, T-Dog avoue à Dale Horvath avoir peur d'être le laissé pour compte du groupe. Par la suite, il essaie de se rendre le plus utile possible, devenant un membre actif du groupe qui met à contribution sa force physique à la ferme des Greene. Saison 3 T-Dog est devenu beaucoup plus important dans le groupe. Il aide Rick, Daryl, Glenn et Maggie Greene à nettoyer la prison lors du premier épisode. Lors de l'attaque interne de la prison par les rôdeurs, T-Dog est mordu profondément à l'épaule par l'un d'eux en tentant de refermer le grillage ouvert par Andrew. Se retranchant à l'aveugle dans des couloirs avec Carol Peletier, il se sacrifie alors pour la sauver car T-Dog se sait condamné, luttant avec une force extraordinaire contre deux rôdeurs à mains nues pour se laisser enfermer avec eux et permettre sa fuite. Après l'attaque, quand Daryl qui a échoué à ramener Rick avec lui remonte leur piste dans les couloirs, il trouve ce qu'il reste de son corps. |                      |         |    |         |
| Sophia Peletier | Madison Lintz        | 1, 2    | 8  | Décédée |
| Saison 1 Sophia a 12 ans, c'est la fille de Carol et Ed. Très discrète, elle est une très bonne amie de Carl Grimes. Comme sa mère, elle était déjà régulièrement battue par son père Ed avant l'apparition des rôdeurs, mais tout prend fin lorsque Shane bat à son tour Ed en lui faisant promettre de ne plus jamais mettre la main sur elles, sous peine de le tuer (ce qui ne sera pas nécessaire, le père de Sophia mourant peu après dans l'attaque du camp par des rôdeurs). Au départ du camp, Sophia suit avec Carol le groupe formé par Rick. Elle survit avec sa mère à l'explosion du CDC d'Atlanta. Saison 2 Dans le premier épisode de la saison 2, Sophia s'enfuit avec Rick Grimes dans la forêt pour échapper à deux rôdeurs mais se retrouve séparée de lui, et demeure introuvable. Après de longues et infructueuses recherches, notamment par Daryl Dixon, elle est finalement retrouvée par hasard dans la grange d'Hershel Greene, transformée en rôdeur par une morsure à l'épaule. Elle est abattue par Rick Grimes et enterrée sur le domaine. Son décès aura aussi bien un impact sur l'évolution de caractère de sa mère, qui va s'endurcir, que sur Carl qui souhaitera devenir plus fort pour protéger son groupe. Saison 4 Lors d'une discussion à la Prison avec Lizzie Samuels qui lui demande si elle a déjà eu des enfants, sa mère fait brièvement allusion à elle. Saison 5 Durant une expédition à Atlanta pour retrouver Beth Greene (également portée disparue), sa mère et Daryl passent une nuit dans un ancien centre d'hébergement pour victimes de maltraitance qu'elle connaît, s'y remémorant les fois où elle a dû dormir dans des endroits pareils avec Sophia. |                      |         |    |         |
| Mr. Morales | Juan Gabriel Pareja  | 1, 8    | 6  | Décédé  |
| Saison 1 Il fait partie des survivants du camp d'Atlanta avec sa femme Miranda et ses deux enfants Eliza et Louis dans la première saison. Il est de ceux qui se sont fait encercler par des rôdeurs à Atlanta et qui ont réussi à s'enfuir grâce à Rick, en laissant derrière eux Merle en haut d'un immeuble. Il décide de partir à Birmingham en Alabama pour rejoindre de la famille contrairement aux autres. Depuis lors, son sort et celui de sa famille sont totalement inconnus. Saison 8 Il fait son retour dans la saison 8 en tant que membre des Sauveurs résidant dans un avant-poste, pointant son arme sur Rick et lui disant qu'il a rappelé les Sauveurs. Il lui apprend qu'il a perdu sa famille et qu'il est "Negan" désormais. Il sera furtivement tué par Daryl. |                      |         |    |         |
| Amy Harrison | Emma Bell            | 1 3     | 5  | Décédée |
| Saison 1 Elle est la jeune sœur d'Andrea. Elle soutient sa sœur aînée du mieux qu'elle le peut et semble avoir beaucoup de points communs avec elle malgré une éducation très différente. Elle est mordue lors de l'attaque du camp par les rôdeurs. Andrea passe la nuit en la tenant dans ses bras et, effondrée, attend son retour en rôdeur le matin suivant pour l'achever. La date de sa mort coïncide ironiquement avec celle de son anniversaire, pour lequel sa sœur souhaitait lui offrir un bijou. Depuis, Amy est souvent mentionnée par Andrea et Dale, qui avait un lien de substitution avec les sœurs, ainsi que par les autres membres du groupe. Andrea opère un changement de personnalité consécutif à la perte de sa cadette. Saison 3 Amy apparaît brièvement dans l'épisode 6 de la saison 3, faisant partie des individus avec qui Rick croit parler au téléphone lors de ses hallucinations consécutives au choc causé par la mort de Lori (sans s'en rendre compte donc, du moins dans un premier temps). |                      |         |    |         |
| Jacqui | Jeryl Prescott Sales | 1 3     | 5  | Décédée |
| Saison 1 Femme que l'on découvre lors de la saison 1. C'est un des membres du groupe de survivants d'Atlanta. C'est une femme discrète qui cependant ose la première à se rebeller contre Ed Peletier. C'est elle aussi qui découvre en première la morsure de Jim, l'un de ses meilleurs amis et qui avertit immédiatement les autres membres du groupe. Elle est très peinée de devoir abandonner son ami au pied d'un arbre sur leur trajet vers le CDC, quand sa mort provoquée par la fièvre approche. Elle décide de rester auprès du docteur Edwin Jenner au CDC. Sa foi en Dieu perdue, elle ne supportait plus la vie à l'extérieur. Elle meurt dans l'explosion du bâtiment. Saison 3 Dans la saison 3, après la mort de Lori, Rick a une hallucination et pense parler au téléphone avec des survivants. Il s'agit en fait de plusieurs anciens membres du groupe morts auparavant comme Amy et Jim, dont Jacqui fait aussi partie. |                      |         |    |         |
| Jim | Andrew Rothenberg    | 1 3     | 5  | Décédé  |
| Saison 1 Il a très mal vécu la mort de sa famille face aux rôdeurs lors de l’épidémie, se disant qu'il a été incapable de les protéger. Il s'efforce tout de même d'agir en participant activement à la vie du camp en effectuant diverses tâches pour le bon fonctionnement de la communauté de survivants. Il est mordu à l'abdomen lors de l'attaque du camp par de nombreux rôdeurs. Jacqui le dénonce au groupe alors que Jim souhaitait le cacher. Après avoir résisté tant bien que mal à la fièvre, il demande à être abandonné sous un arbre au bord de la route se sachant de toute manière condamné. Saison 3 Tout comme Amy, Lori et Jacqui, il apparaît lors des hallucinations de Rick au téléphone lors de la troisième saison. |                      |         |    |         |
| Ed Peletier | Adam Minarovich      | 1 , 2   | 4  | Décédé  |
| Saison 1 Père de famille violent et exécrable, il est marié à Carol. Ed bat cette dernière régulièrement et maltraite sa fille, Sophia. Au cours d'une dispute avec les femmes du camp qui faisaient du linge près de l'eau, principalement Andrea Harrison qui se confronte à lui pour défendre Carol, Shane Walsh accourt et tabasse violemment Ed, puis lui fait promettre de ne plus jamais lever la main sur sa famille sous peine de le tuer. S'isolant dans la tente familiale pour broyer du noir, Ed se faire dévorer par un des rôdeurs lors de l'attaque nocturne du camp. Sa femme insiste pour l'achever elle-même définitivement à violents coups de pioche dans la tête lors du nettoyage suivant l'attaque, sous l'œil ébahi et à la fois un peu inquiet de Daryl Dixon. Ed est parfois mentionné quand Carol se remémore son passé de femme battue. |                      |         |    |         |
| Miranda Morales | Viviana Chavez-Vega  | 1       | 3  | Décédée |
| Saison 1 Miranda est l'épouse de Morales et la mère de Eliza et Louis. Elle est partie à Birmingham dans l'Alabama avec son mari et ses enfants quand le groupe s'est séparé. Saison 8 En tombant à nouveau face à Rick durant l'assaut de l'avant-poste des Sauveurs de Mara, son époux lui apprend que Miranda est morte. |                      |         |    |         |
| Eliza Morales | Maddie Lomax         | 1       | 3  | Décédée |
| Saison 1 Eliza est une enfant. C'est la fille de Morales et de Miranda, c'est aussi la grande sœur de Louis. Après l'attaque du camp, elle part avec sa famille à Birmingham dans l'Alabama. Saison 8 En tombant à nouveau face à Rick durant l'assaut de l'avant-poste des Sauveurs de Mara, son père lui apprend qu'Eliza est morte. |                      |         |    |         |
| Louis Morales | Noah Lomax           | 1       | 3  | Décédé  |
| Saison 1 Louis est un enfant. C'est le fils de Morales et de Miranda ainsi que le petit frère d'Eliza. Après l'attaque du camp, il part avec sa famille à Birmingham en Alabama. Saison 8 En tombant à nouveau face à Rick durant l'assaut de l'avant-poste des Sauveurs de Mara, son père lui apprend que Louis est mort. |                      |         |    |         |

### Maison de retraite d'Atlanta
| Guillermo | Neil Brown Jr.   | 1 | 1 | Décédé |
| Guillermo, son associé Felipe et d'autres protègent une maison de retraite pleine de personnes âgées abandonnées à la suite de l'apocalypse. Ils entrent en conflit lui et son groupe avec Rick, Daryl et T-Dog quand ils se battent pour l'obtention des armes que Rick avait ramenées. Finalement, l'atmosphère se détend quand la grand-mère de Felipe apparaît et un accord est finalement passé entre Guillermo et Rick qui laisse des armes au groupe pour qu'ils puissent protéger les personnes âgées. Dans une scène coupée, son groupe a été attaqué et ils y ont probablement tous perdu la vie. Mais cette scène ayant été supprimée de l'épisode, son statut reste toujours inconnu. Il est ensuite confirmé par Robert Kirkman que son groupe entier est mort. |                  |   |   |        |
| Felipe | Noel Gugliemi    | 1 | 1 | Décédé |
| Associé dur à cuire de Guillermo et petit-fils de « Abuela » (jouée par Gina Morelli). Il est en réalité un infirmier diplômé d'État en maison de retraite qui a décidé de rester avec le reste du « Vatos » pour aider les personnes âgées. Dans une scène coupée, son groupe a été attaqué et ils y ont probablement tous perdu la vie. Mais cette scène ayant été supprimée de l'épisode, son statut reste toujours inconnu. Il est ensuite confirmé par Robert Kirkman que son groupe entier est mort. |                  |   |   |        |
| Miguel | Anthony Guajardo | 1 | 1 | Décédé |
| Miguel est un membre du groupe de Guillermo pris en otage par Daryl avant d'être rendu vivant à son groupe. Dans une scène coupée, son groupe a été attaqué et ils y ont probablement tous perdu la vie. Mais cette scène ayant été supprimée de l'épisode, son statut reste toujours inconnu. Il est ensuite confirmé par Robert Kirkman que son groupe entier est mort. |                  |   |   |        |

### Habitants de la ferme Greene
| Patricia | Jane McNeill        | 2 | 11 | Décédée |
| Soeur d'Hershel, elle est la femme d'Otis et aide à la vie dans la ferme, notamment en nourrissant les rôdeurs dans la grange. Elle se fait dévorer dans le final de la deuxième saison durant l'invasion de la ferme, sous les yeux impuissants de la jeune Beth. |                     |   |    |         |
| Jimmy | James Allen McCune  | 2 | 10 | Décédé  |
| C'est le petit ami de Beth, un jeune homme d'environ 17 ans qui aide Hershel à l'entretien de la ferme. En voulant aider Carl et Rick Grimes à sortir de la grange en feu dans le final de la deuxième saison, il se fait piéger au volant du camping-car et dévorer par les rôdeurs. |                     |   |    |         |
| Otis | Pruitt Taylor Vince | 2 | 3  | Décédé  |
| Ancien urgentiste volontaire et ouvrier employé par Hershel Greene à sa ferme, Otis est le mari de Patricia et un ami de la famille Greene qui est notamment chargé de ramener les rôdeurs dans la grange pour Hershel, afin d'essayer de les soigner. Introduit dans la deuxième saison, Otis tire par accident sur Carl en visant le cerf qui se trouvait entre lui et le jeune garçon. Il guide alors en urgence Shane et son père auprès d'Hershel afin qu'il sauve Carl. Se sentant coupable, Otis se porte volontaire pour aider Shane à aller chercher le nécessaire médical pour l'opération du garçon. À l'issue de cette expédition périlleuse, Shane blessé au pied, pour se sortir de la poursuite inévitable d'une horde de rôdeurs, tire sa dernière balle dans la jambe d'Otis afin de les attirer sur lui durant sa fuite et lui prend le matériel empaqueté, faisant ensuite croire aux autres (excepté Dale qui le cerne mieux que les autres) qu'il s'est volontairement sacrifié pour le sauver. Otis meurt donc dévoré dans d'atroces souffrances. Le groupe découvre plus tard, avec les rôdeurs de la grange, qu'après leur arrivée Otis avait retrouvé transformée dans la forêt et ramené à leur insu la petite Sophia Peletier, fille de Carol qu'ils recherchaient. |                     |   |    |         |

### Groupe de Dave et Tony
| Personnages | Acteur / Actrice      | Saison | Nombre d'épisodes | Statut |
| --- | --------------------- | ------ | ----------------- | ------ |
| Randall Culver | Michael Zegen         | 2      | 4                 | Décédé |
| Randall est un adolescent qui est membre du groupe de Dave et Tony, les deux hommes abattus dans le bar par Rick. Il était dans le même lycée que Maggie et avait récemment perdu sa mère (vraisemblablement quand l'apocalypse a éclaté). Quand des hommes et lui viennent chercher Dave et Tony, des rôdeurs apparaissent. Lors de la fuite, Randall s'empale la jambe sur une barrière. Rick, Glenn et Hershel, au lieu de le laisser, décident de le sauver malgré le danger. Gardé captif à l'écart de la maison des Greene, Randall se fait interroger sur son groupe. Shane et Daryl s'occupent de le passer à tabac pour le faire parler. Quand ils se rendent compte que son groupe peut être dangereux, Rick et Shane se demandent s'il faut le garder vivant ou le tuer, et un conseil entre survivants se tient dans le salon de Hershel. Beaucoup sont favorables à éviter les risques pour eux, mais Dale qui demeure contre l'exécution de Randall fait un plaidoyer. Le défenseur de Randall meurt durant la nuit qui suit, éventré par un rôdeur. Cependant, l'avis de Dale influence Rick qui décide finalement de bander les yeux de Randall et de l'abandonner dans un lieu éloigné de la ferme. Shane qui n'est absolument pas d'accord avec Rick pour le laisser vivre, en vient aux mains avec son ami alors que des rôdeurs menacent autour d'eux. Ils concluent la rixe sur un retour avec Randall dans le coffre, le temps de décider pour de bon quoi faire de lui. Or une nuit, Shane emmène Randall dans les bois et lui brise le cou. Il prétend plus tard à Rick que Randall a filé, et le duo (aidé de leur côté par Daryl et Glenn) part à sa recherche. Glenn et Daryl le découvrent donc transformé en rôdeur, et Glenn l'empale par la tête avec une machette. Ils constatent alors l'absence de morsure. |                       |        |                   |        |
| Dave | Michael Raymond-James | 2      | 2                 | Décédé |
| Dave est un membre d'un groupe avec Tony, Randall et quelques autres. Tony et lui rencontrent Glenn, Rick et Hershel dans un bar, mais en tentant de tuer Rick, il se fait abattre par ce dernier. |                       |        |                   |        |
| Tony | Aaron Munoz           | 2      | 2                 | Décédé |
| Tony est un membre d'un groupe avec Dave, Randall et quelques autres. Dave et lui rencontrent Glenn, Rick et Hershel dans un bar, mais en tentant de tuer Rick, il se fait abattre par ce dernier. |                       |        |                   |        |

### Survivants de la prison
| Personnages | Acteur / Actrice | Saison | Nombre d'épisodes | Statut |
| --- | ---------------- | ------ | ----------------- | ------ |
| Axel | Lew Temple       | 3      | 8                 | Décédé |
| Apparu dans la troisième saison, Axel est un prisonnier qui a été protégé de l'épidémie grâce à un gardien, qui l'a enfermé avec quelques compagnons dans le réfectoire de la prison. Avec l'arrivée du groupe de Rick, lui et ses quatre compagnons (Oscar, Andrew, Tiny et leur meneur Tomas) découvrent que ce n'est pas simplement la prison qui a été touchée, mais que le monde extérieur a entièrement basculé dans le chaos (le Dr Edwin Jenner avait d'ailleurs précisé dans la première saison que l’épidémie était devenue mondiale au bout d'environ deux mois, touchant donc un territoire bien plus vaste que celui de l’État de Géorgie ou des États-Unis d'Amérique). Les prisonniers pouvant causer une menace pour leur groupe, Rick, Daryl et T-Dog décident d'aider ces derniers contre une partie de leurs vivres, à sécuriser un secteur de la prison pour y vivre séparément de leur propre groupe. Mais le meneur des prisonniers, Tomas, se révélant dangereux après avoir tué Tiny griffé par un rôdeur et essayant par deux tentatives de se débarrasser de Rick, est tué à la machette par ce dernier à la suite d'une attaque de rôdeurs. Ayant laissé Andrew pour mort dans sa fuite en l'emprisonnant dans une cour avec des rôdeurs, Rick enferme alors Oscar et Axel dans un autre secteur de la prison en s'assurant qu'ils ne puissent pas leur causer de problèmes. Bien que se désolidarisant de ses compagnons avec Oscar et ne voulant pas être laissé livré à lui-même, Axel se montre raisonnable. Axel et Oscar ne pouvant survivre seuls, ils plaident leur cause auprès du groupe qui refuse leur intégration. Après que plusieurs rôdeurs se sont faufilés dans la prison, il s'avère qu'Andrew a survécu, car c'est lui qui les a attiré à l'intérieur : pris de rage il tente de détruire la prison et le groupe de Rick grâce aux rôdeurs. Oscar, qui a le choix de tuer Rick ou bien son ex-comparse, décide de tuer Andrew ce qui facilite son intégration ainsi que celle d'Axel, Rick pouvant alors leur faire confiance. Lors de l'épisode Une vie de souffrance, il tente de draguer la jeune Beth et ensuite Carol, quand celle-ci lui apprend qu'elle n'est pas lesbienne (Axel le pensait car elle a des cheveux courts). Lui qui semblait extrêmement pacifique depuis son apparition dans la série, semble donc révéler un côté sombre caché qui pourrait causer des problèmes à l'avenir. Il dit également à Carol, dans l’épisode Le Roi du suicide, que Tomas le victimisait et qu'Oscar, qui venait de mourir, le défendait. Alors qu'il parle encore avec elle sur une passerelle grillagée de la prison, Axel est abattu à distance par le Gouverneur d'une balle dans la tête, déclenchant la fusillade à la fin de l'épisode Chez nous. Son cadavre permet à Carol de s'abriter des tirs des soldats de Woodbury. |                  |        |                   |        |
| Oscar | Vincent M. Ward  | 3      | 7                 | Décédé |
| Dans la troisième saison, Oscar est un prisonnier qui a été protégé de l'épidémie grâce à un gardien. Il avait une femme et un enfant à l'extérieur, qui ont probablement péri durant l'apocalypse. Avec l'arrivée du groupe de Rick, lui et ses quatre comparses (Axel, Andrew, Tiny et leur meneur Tomas) découvrent qu'il n'y a pas que la prison qui a été touchée. Les prisonniers pouvant causer une menace pour leur groupe, Rick, Daryl et T-Dog décident d'aider ces derniers contre une partie de leurs vivres, à sécuriser un secteur de la prison pour y vivre. Mais Tomas se révélant dangereux après avoir tué Tiny griffé par un rôdeur et essayant par deux tentatives de se débarrasser de Rick, est tué à la machette par ce dernier à la suite d'une attaque de rôdeurs. Ayant laissé Andrew pour mort dans sa fuite en l'emprisonnant dans une cour avec des rôdeurs, Rick enferme alors Oscar et Axel dans un autre secteur de la prison en s'assurant qu'ils ne puissent pas leur causer de problèmes. Bien qu'Axel les désolidarise de leurs anciens compagnons, Oscar obtempère sans pour autant se rabaisser. Axel et Oscar, ne pouvant survivre seuls, plaident leur cause auprès du groupe qui refuse leur intégration. Après que plusieurs rôdeurs se sont faufilés dans la prison, il s'avère qu'Andrew a survécu, leur permettant d'entrer en brisant des portes et en les appâtant avec un cadavre de biche : fou de rage, il tente de détruire le groupe de Rick et la prison grâce aux rôdeurs. Oscar qui a le choix de tuer Rick ou bien son ex-comparse, décide de tuer Andrew ce qui facilite son intégration ainsi que celle d'Axel, Rick pouvant alors leur faire confiance. Oscar participe à l'assaut de Woodbury en compagnie de Rick, Daryl et Michonne pour sauver Glenn et Maggie. Il périt au cours de la fusillade lors de l'épisode Une vie de souffrance, après avoir couvert leur fuite. |                  |        |                   |        |
| Andrew | Markice Moore    | 3      | 3                 | Décédé |
| Dans la troisième saison, Andrew est un prisonnier qui a été protégé de l'épidémie grâce à un gardien. Avec l'arrivée du groupe de Rick, lui et ses quatre comparses (Axel, Oscar, Tiny et leur meneur Tomas) découvrent qu'il n'y a pas que la prison qui a été touchée. Les prisonniers pouvant causer une menace pour leur groupe, Rick, Daryl et T-Dog décident d'aider ces derniers contre une partie de leurs vivres, à sécuriser un secteur de la prison pour y vivre. Mais Tomas se révélant dangereux après avoir tué Tiny griffé par un rôdeur et essayant par deux tentatives de se débarrasser de Rick, est tué à la machette par ce dernier à la suite d'une attaque de rôdeurs. Soutenant Tomas, Andrew est obligé de fuir : il parvient à échapper à Rick qui le poursuit dans la prison et à se soustraire à ce dernier. Cependant, Andrew atterrit par mégarde dans une cour remplie de rôdeurs dans laquelle Rick le piège en refermant la grille derrière lui. Le pensant dévoré par les rôdeurs, Rick ne se soucie pas de s'assurer que le prisonnier est bel et bien mort. Il s'avère en réalité qu'Andrew est vivant et qu'il a décidé de se venger des occupants de la prison en attirant les rôdeurs à l'intérieur, aidé d'un cadavre de biche. Mais la tentative d'Andrew est infructueuse car il est abattu par Oscar, qui avait le choix entre le tuer ou tuer Rick dans l'épisode Un tueur à l'intérieur. |                  |        |                   |        |
| Tomas | Nick Gomez       | 3      | 2                 | Décédé |
| Dans la troisième saison, Tomas est le meneur d'un groupe de prisonniers qui ont été protégés de l'épidémie grâce à un gardien. Avec l'arrivée du groupe de Rick, lui et ses quatre comparses (Axel, Oscar, Andrew et Tiny) découvrent qu'il n'y a pas que la prison qui a été touchée. Son groupe suscitant la méfiance du leur, Rick, Daryl et T-Dog décident d'aider Tomas et ses comparses contre une partie de leurs vivres, à sécuriser un secteur de la prison pour y vivre. Mais Tomas se révèle dangereux après avoir tué Tiny griffé par un rôdeur, puis essayé par deux tentatives successives de se débarrasser de Rick durant une attaque de rôdeurs. Rick sachant que Tomas pourrait être dangereux par la suite, il le tue net d'un coup de machette dans la tête. D'après les dires d'Axel à Carol dans l’épisode Le Roi du suicide, Tomas victimisait ce dernier qui était cependant défendu par Oscar. |                  |        |                   |        |
| Big Tiny | Theodus Crane    | 3      | 2                 | Décédé |
| Dans la troisième saison, Tiny est un prisonnier qui a été protégé de l'épidémie grâce à un gardien. Avec l'arrivée du groupe de Rick, lui et ses quatre comparses (Axel, Oscar, Andrew et leur meneur Tomas) découvrent qu'il n'y a pas que la prison qui a été touchée. Tiny est un prisonnier de type afro-américain. C'est un colosse, d'où son surnom "Big Tiny". Les prisonniers pouvant causer une menace pour leur groupe, Rick, Daryl et T-Dog décident d'aider ces derniers contre une partie de leurs vivres, à sécuriser un secteur de la prison pour y vivre. Comptant cependant un peu trop sur sa propre force, Big Tiny manque de prudence face à des rôdeurs et se fait griffer lors de l'épisode Malade. Tomas ne voulant pas prendre le risque qu'il se transforme en rôdeur, il le tue sous les yeux de tous. |                  |        |                   |        |

### Habitants de Woodbury
| Personnages | Acteur/Actrice         | Saison | Nombre d'épisodes | Statut  |
| --- | ---------------------- | ------ | ----------------- | ------- |
| Caesar Martinez | Jose Pablo Cantillo    | 3, 4   | 13                | Décédé  |
| Homme latino d'une trentaine d'années, Martinez est l'homme de main, peut-être même le bras droit du Gouverneur après la déchéance de Merle. Il devient son subordonné le plus éprouvé après les défauts du frère Dixon. Sa première apparition est dans le troisième épisode de la saison 3 lors du crash d'un hélicoptère de l'armée dont les survivants sont exécutés. Il prend aussi part à la tuerie du convoi militaire afin de le piller. Martinez est un homme très dévoué au Gouverneur, qu'il accompagne lors du première assaut sur la Prison où Axel se fait abattre, puis à la réunion entre Rick et le Gouverneur : attendant en renfort éventuel la fin du rendez-vous, à l'extérieur avec les accompagnants des deux camps, Martinez finit par aller tuer du rôdeur à proximité avec Daryl pour se distraire et partage des cigarettes avec lui. Martinez lui révèle que sa femme et ses enfants ont été dévorés par les rôdeurs. Il dénigre fortement le groupe de Tyreese puis participe à l'assaut raté dans l'épisode final de la saison 3. Après la fuite interrompue de leurs effectifs, Martinez est épargné de la tuerie du Gouverneur (bien que choqué et craintif) et part avec lui et Shumpert. Mais Shumpert et lui l'abandonneront finalement durant son sommeil. Lors de la saison 4, Martinez vient au secours de Brian Heriot (la nouvelle identité du Gouverneur depuis la chute de Woodbury) et la petite Megan Chambler qu'il vient de sauver à l'intérieur d'une fosse à rôdeurs dans laquelle elle était tombée, et qui sont accompagnés de ses mère et tante, Lily et Tara Chambler. Brian découvre que son ancien lieutenant a formé un petit groupe de survivants après sa déchéance. Martinez l'emmène, accompagné de Pete et de son frère Mitch, en expédition de ravitaillement : constatant que le Gouverneur a changé, il a une discussion avec lui. Néanmoins, Martinez a peur de révéler la vérité à son sujet et le craint toujours. Finalement, lors d'une partie de golf à deux où Martinez a un peu bu, il avoue à Brian le suicide de son ami Shumpert qui s'est laissé dévorer en désespoir de cause, et lui propose de partager le pouvoir. Mais le Gouverneur l’assomme avec un club et le traîne vers la fosse à rôdeurs occupée. Après une vaine résistance, Martinez se fait jeter dans la fosse et dévorer. |                        |        |                   |         |
| Shumpert | Travis Love            | 3, 4   | 11                | Décédé  |
| Grand afro-américain, Shumpert est l'un des hommes de main du Gouverneur. Il est épargné avec Caesar Martinez lors de la tuerie de leurs effectifs par le Gouverneur, qu'il accompagne à la fin de la saison 3 à la suite de l'assaut raté de la Prison et leur fuite. Mais Martinez et lui finissent par abandonner leur chef dans son sommeil durant la saison 4, et Shumpert forme avec son complice un nouveau groupe de réfugiés. Martinez sous l'emprise de l'alcool avoue à Brian qu'ayant cependant perdu foi en leur survie, Shumpert s'est laissé dévorer par un rôdeur et qu'il l'a alors achevé. |                        |        |                   |         |
| Milton Mamet | Dallas Roberts         | 3      | 10                | Décédé  |
| Scientifique de Woodbury et subalterne du Gouverneur. Homme blanc d'une trentaine d'années à chemise blanche et aux fines lunettes rondes cerclées de fer, Milton a des allures d'intellectuel introverti et toujours propre sur lui. Il démontre des goûts assez élitistes en matière de musique et trahit pendant un long moment un manque d'audace, réticent à se compromettre au moindre trouble. Travaillant sous les ordres du Gouverneur dans la saison 3, ses travaux ont pour objectif de démontrer que sous leur aspect féroce, les rôdeurs ont toujours une sorte de conscience et que l'on peut ainsi communiquer avec eux ou, du moins, les contrôler partiellement. Milton sous l'observation d'Andrea tente auprès d'un vieil homme cancéreux et proche de mourir, des expériences afin qu'il conserve des souvenirs post-mortems d'objets et de personnes qu'il a connus : il ne doit la vie qu'aux réflexes d'Andrea, qui lui évite de se faire déchirer le visage après que Milton a commis l'erreur de s'approcher de la mâchoire du vieil homme revenu en rôdeur. Il étudie les corps décapités de la paire de rôdeurs de Michonne et fait des recherches sur la possibilité d'appel à l'humanité de Michael Coleman après sa mort et sa réanimation. Bien qu'il ne veuille pas agir dans le dos du Gouverneur, Milton aide tout de même discrètement Andrea à sortir de Woodbury afin d'essayer de ramener la paix entre Rick et leur dirigeant. Il est présent avec Andrea, Caesar et d'autres subordonnés au rendez-vous secret du Gouverneur avec Rick accompagné de son groupe. Patientant à l'extérieur, Milton fait la conversation à leur médecin Hershel Greene, ce qui le stimule intellectuellement surtout quand il l'interroge sur son amputation post-morsure, ce qui suscite de la circonspection au vieil homme. Il commence à douter des méthodes du Gouverneur quand il apprend qu'il planifie de tuer tout le monde à la prison, excepté Michonne pour qui il prépare une salle de torture secrète à Woodbury : Milton s'arrange plus tard pour qu'Andrea le constate par elle-même, et lui dit de s'échapper. Il brûle en cachette les rôdeurs capturés que le Gouverneur avait prévu d'utiliser contre la Prison. Le Gouverneur se rend compte que Milton a révélé son plan à Andrea, ce qui cause un désaccord dans leur amitié. Lors du dernier épisode de la saison, Milton est tabassé par le Gouverneur. Il lui demande ensuite de tuer Andrea en lui donnant un couteau, mais Milton se retourne contre lui et tente de le tuer. N'étant cependant pas de taille, il est maîtrisé par le Gouverneur qui lui assène plusieurs coups de lame dans l'estomac et le laisse agonisant, enfermé dans la même pièce qu'elle afin qu'il dévore Andrea après sa mort et sa réanimation. Ayant cependant préalablement laissé tomber un outil à portée d'elle pour qu'elle se libère, une course contre la montre se joue pour Andrea. Malheureusement, il est révélé dans le final que Milton est mort de ses blessures et revenu en rôdeur avant qu'Andrea n'ait pu finir de se libérer : il est arrivé à la mordre à l'épaule avant d'être achevé par elle. |                        |        |                   |         |
| Karen | Melissa Ponzio         | 3, 4   | 8                 | Décédée |
| Une des sbires du Gouverneur, elle a un fils de 14 ans nommé Noah et est chargée de garder le mur qui protège Woodbury. À la suite de la confusion et de l'impression de manque de sécurité dû au sauvetage des frères Dixon par Rick et Maggie, Karen essaye de quitter Woodbury. Dans l'épisode final de la saison 3, elle échappe au Gouverneur qui a retourné son arme contre son « armée » après leur assaut raté et la fuite de la Prison. Karen réussit à se cacher sous un cadavre, puis dans un camion où elle sera retrouvée plus tard par Rick, harcelée par un rôdeur. Karen commence une relation avec Tyreese entre les saisons 3 et 4, mais fait partie des premiers malades au début de l'épidémie : elle est donc mise en quarantaine aux côtés d'un autre résident de Woodbury, David, ce qui n'empêche pas de recevoir les visites attentionnées de Tyreese à son chevet. À la fin de l'épisode 2 cependant, Karen est assassinée avec David durant la nuit et ils sont immolés dans la cour intérieure la plus proche par Carol, qui voulait empêcher une pandémie au sein de la prison. Son meurtre aura pendant longtemps un impact négatif sur Tyreese : la découverte de la traînée de son sang et de son corps calciné met le pacifique colosse dans une colère noire, réclamant vengeance auprès de Rick et perdant son sang-froid contre lui, obligeant l'ancien meneur à le tabasser pour le calmer. Il se défoule plus tard en creusant lui-même la tombe de sa compagne dans la pelouse intérieure, rejoint par Rick qui souhaite calmer le jeu et se propose de le seconder. Lorsque ce dernier apprend l'identité de la meurtrière de Karen et David durant une expédition à deux, il bannit Carol, entre autres pour la protéger de la colère meurtrière de Tyreese qui aimait sérieusement Karen. Traînant son chagrin, Tyreese ignore pendant longtemps la culpabilité de Carol même quand il la retrouve et survit avec elle (après sa fuite de la prison avec Judith et les sœurs Samuels), mais finit tout de même par faire son deuil : même s'il n'oublie pas ce que Carol a fait, il choisit de lui pardonner quand elle se confesse et lui laisse l'occasion de venger Karen. |                        |        |                   |         |
| M. Jacobson | Randy Wood             | 3, 4   | 8                 | Décédé  |
| M. Jacobson est un civil de Woodbury apparaissant souvent sur la place de la ville. Après la disparition du Gouverneur, lui et les autres habitants restants sont ramenés à la prison par le groupe de Rick. Environ sept mois plus tard, une épidémie de grippe frappe la communauté de la prison, et M. Jacobson est infecté. Il perd sa bataille contre la grippe et décède malgré les tentatives de réanimation de Glenn. Il est enterré discrètement afin de ne pas décourager les autres résidents qui sont en quarantaine. |                        |        |                   |         |
| Dr Stevens | Donzaleigh Abernathy   | 3, 4   | 5                 | Décédée |
| Femme afro-américaine, docteur de Woodbury spécialisée dans la physique. Elle prend en charge Andrea, Michonne et Welles après qu'ils ont été amenés par le Gouverneur, s'occupent des blessés de Woodbury pendant la bataille contre le groupe de Rick, et du Gouverneur après son combat contre Michonne. Étant une civile, elle n'est pas comptée parmi les victimes du carnage du Gouverneur. Elle a donc été rapatriée à la prison et a vécu en communauté avec le clan de Rick. Elle parvient à survivre à l'épidémie de fièvre et à l'attaque de la prison en s'enfuyant avec les survivants dans un bus. Hélas, un des survivants avait dû être mordu par un zombie car le bus est retrouvé plus tard par Maggie, Sasha et Bob, avec tout le monde transformé en mort-vivant. |                        |        |                   |         |
| Eileen | Meaghan Caddy          | 3, 4   | 4                 | Décédée |
| Une résidente de Woodbury, enceinte. Elle est emmenée à la prison à la fin de la saison 3. Elle donne naissance à son bébé entre la saison 3 et 4. On peut la voir à plusieurs reprises vivre en communauté avec le groupe de Rick mais elle disparaît avec son bébé dans l'attaque de la prison par le Gouverneur. |                        |        |                   |         |
| Haley | Alexa Nikolas          | 3      | 3                 | Décédée |
| Une des sbires du Gouverneur. Elle garde le mur qui protège Woodbury. Elle apprend à Andrea comment utiliser un arc et des flèches. Elle se met en colère quand Andrea franchit le mur et viole les règles du Gouverneur. Maggie lui tire dessus et la tue lors du sauvetage des Dixon. |                        |        |                   |         |
| Mme McLeod | Lucie Rivera O'Ferrall | 3      | 3                 | Décédée |
| Une résidente de Woodbury. Elle est amenée à la prison à la fin de la saison 3 et rejoint donc le groupe de Rick. Après l'attaque de la prison par le Gouverneur et son nouveau groupe, les survivants de Woodbury s'enfuient en bus. Plus tard, Maggie, Sasha et Bob retrouvent le bus avec tout le monde zombifié. |                        |        |                   |         |
| Richard Foster | Greg Tresan            | 3      | 3                 | Décédé  |
| Un des résidents de Woodbury. Il est mordu au milieu de la rue principale par des rôdeurs qui avaient pénétré l'enceinte de Woodbury via le trou créé par Merle quand il a mené le groupe de Rick à l'extérieur. Tandis que les citoyens de Woodbury et Andrea débattent sur le moyen de l'aider, le Gouverneur sort de sa maison et abat froidement Richard, puis repart sans prononcer un mot. |                        |        |                   |         |
| Rowan | Lindsay Abernathy      | 3      | 3                 | Décédée |
| Une des résidentes de Woodbury. Elle guide Andrea et Michonne autour de la ville après qu'elles se sont rétablies. Elle a aussi une relation sexuelle avec le Gouverneur. Après l'assaut de la prison, Rowan était parmi les habitants assassinés par le gouverneur sur la route. |                        |        |                   |         |
| Paul | E. Roger Mitchell      | 3      | 2                 | Décédé  |
| Un homme qui surveille le mur de Woodbury. Il essaie de quitter la ville après l'attaque du groupe de Rick survenue la veille pour sauver les frères Dixon. Il meurt tué par le Gouverneur lors de sa crise de rage. |                        |        |                   |         |
| Penny Blake | Kylie Szymanski        | 3      | 2                 | Décédée |
| Penny est la fille du Gouverneur, mais c'est un rôdeur. Il s'occupe d'elle tendrement en la coiffant. Après son intégration à Woodbury avec Andrea, Michonne se méfie du Gouverneur, elle décide d'inspecter son appartement. Elle la trouve dans une cage et la libère, mais elle est choquée quand elle ôte le sac de sa tête, la révélant comme un rôdeur. Le Gouverneur supplie Michonne de ne pas lui nuire, mais Michonne tue Penny et le Gouverneur rentre dans une colère noire et veut tuer Michonne. Cette dernière s'en sort en crevant un œil au Gouverneur avec un morceau de miroir. |                        |        |                   |         |
| Crowley | Arthur Bridgers        | 3      | 2                 | Décédé  |
| Un des hommes de main du Gouverneur. Quand Michonne quitte Woodbury, il accompagne Merle, Tim et Garguilo pour la traquer et la tuer. Mais lors de la poursuite, Crowley est décapité par Michonne. |                        |        |                   |         |
| Tim | Lawrence Kao           | 3      | 2                 | Décédé  |
| Un des hommes de main du Gouverneur. Malgré sa jeunesse, Tim a été formé par le Gouverneur pour tuer tant les morts que les vivants. Quand Michonne quitte Woodbury, Merle mène une équipe composée de Tim, Crowley et Garguilo pour la trouver. Cependant, elle prend l'avantage sur eux et poignarde fatalement Tim dans la poitrine. Merle empêche plus tard Tim de devenir un marcheur en le poignardant dans le cerveau. |                        |        |                   |         |
| Gargulio | Dave Davis             | 3      | 1                 | Décédé  |
| Un des hommes de main du Gouverneur. Quand Michonne quitte Woodbury, il accompagne Merle pour la traquer et la tuer. Il voit Michonne tuer Tim et Crowley, mais il ne peut agir car il est paralysé par la peur. Après que Merle eut perdu la trace de Michonne, Gargulio essaye de le convaincre de partir à sa poursuite. Merle insiste pour ne plus la suivre et dire au Gouverneur qu'ils l'ont tuée, Garguilo (rebaptisé Neil par Merle) persiste à la poursuivre, mais Merle le tue. |                        |        |                   |         |
| Noah | Parker Wierling        | 3      | 1                 | Décédé  |
| C'est le jeune fils de Karen. Il est âgé de 14 ans et il est asthmatique. Dans l'épisode 11 de la saison 3, le Gouverneur enrôle toutes les personnes valides de Woodbury en prévision de l'assaut sur la prison. Sa mère et Andrea sont contre cela. Après l'assaut de la prison, Noah était parmi les habitants assassinés par le gouverneur sur la route. |                        |        |                   |         |
| Michael Coleman | Peter Kulas            | 3      | 1                 | Décédé  |
| C'est un vieil homme dans Woodbury qui a le cancer de la prostate. Il est mentionné auparavant pour avoir eu une femme nommée Betty et deux enfants, Emily et Michael. Il s'est porté volontaire pour être un sujet de test pour Milton pour voir si les marcheurs pourraient se rappeler leurs vies passées. Il répond aux questions posées par Milton, meurt ensuite et se réanime. Quand Milton lui demande de nouveau, il essaie de lever sa main droite entravée par des chaines. Milton décide alors de libérer sa main pour être sûr du résultat de son expérience. Quand il fait cela, Michael, devenu mordeur, saisit Milton et essaye de mordre au visage, mais il est poignardé dans la tête par Andrea. |                        |        |                   |         |
| Warren | Philip Dido            | 3      | 1                 | Décédé  |
| Un des hommes de main du Gouverneur. Au milieu de la saison 3, lui et Merle sont chargés d'exécuter Glenn et Maggie. Quand ils ouvrent la porte, Maggie l'égorge avec un os de rôdeur qu'a prélevé au préalable Glenn sur un rôdeur. Son pistolet est pris par Maggie et elle l'utilise pour s'échapper. |                        |        |                   |         |

### Groupe de Tyreese
| Personnages | Acteur / Actrice  | Saison | Nombre d'épisodes | Statut  |
| --- | ----------------- | ------ | ----------------- | ------- |
| Allen | Daniel Thomas May | 3, 4   | 7                 | Décédé  |
| Père de Ben et mari de Donna. Sa femme meurt à cause d'une morsure de rôdeur. Après la mort de Donna à la prison, le groupe de survivants voyage finalement à Woodbury, où Allen et Ben rejoignent l'armée du Gouverneur. Allen semble avoir des intentions sombres, comme quand il propose de reprendre la prison à Tyreese et Sasha et par rapport à la rancune qu'il a envers Tyreese. Dans le dernier épisode de la saison, le Gouverneur exécute les récalcitrants qui refusent de retourner à la prison après leur fuite. Allen s'interpose en le menaçant avec son arme, mais il l'abat d'une balle dans la tête. Dans l’épisode Appât vivant, il apparaît dans un flash-back du Gouverneur qui se déroule après la fusillade de la Saison 3. |                   |        |                   |         |
| Ben | Tyler Chase       | 3      | 5                 | Décédé  |
| Fils d'Allen. Sa mère Donna meurt à la suite d'une morsure de rôdeur. Ben est membre du groupe de Tyreese. Une fois à Woodbury, il rejoint avec son père l'armée du Gouverneur. Il meurt dans l'épisode 15 de la saison 3 dans l'embuscade tendue par Merle Dixon au Gouverneur et ses hommes, se retrouvant dans la ligne de mire de Merle qui visait leur chef. À l'arrivée de Daryl après la bataille, il surprend Merle réanimé en rôdeur mangeant le cadavre de Ben. |                   |        |                   |         |
| Donna | Cherie Dvorak     | 3      | 1                 | Décédée |
| Femme d'Allen et mère de Ben. Elle meurt après avoir trouvé refuge à la Prison, à la suite d'une morsure de rôdeur. Les tensions entre Allen et Tyreese sont envenimées car Donna se reposait apparemment plus sur ce dernier que son mari pour les protéger et survivre. |                   |        |                   |         |

### Nouveaux arrivants à la prison
| Personnages | Acteur / Actrice  | Saison | Nombre d'épisodes | Statut  |
| --- | ----------------- | ------ | ----------------- | ------- |
| Lizzie Samuels | Brighton Sharbino | 4 5    | 8                 | Décédée |
| Lizzie Samuels est emmenée avec sa petite sœur Mika et son père à la prison après l'émeute de Woodberry. Elle sera par la suite adoptée par Carol Peletier avec sa sœur. Lizzie suit les cours enseignés par Carol, particulièrement ses cours de survie aux enfants gardés secrets auprès des adultes. Elles entretiennent ensemble une relation très forte. Elle est présentée comme un personnage sensé et moins passive que sa cadette, occupant une place de meneuse dans le groupe des enfants. Cependant, Lizzie considère les rôdeurs comme des humains normaux et va souvent devant la grille de la prison pour donner des noms aux marcheurs présents. Elle est aussi sujette aux crises d'angoisse, que Mika parvient à calmer en la faisant fixer des fleurs et en obligeant Lizzie à compter à voix haute. Son père meurt lors d'une attaque interne de rôdeurs causée par le décès de Patrick, l'ami de Carl et patient zéro qui déclenche l'épidémie de grippe. Carol essaye de le sauver en se préparant à l'amputer, cependant elle doit se résoudre à le tuer puisqu'il a aussi été mordu à l'arrière du cou. Elle demande à Lizzie de l'achever afin de l'y habituer et la rendre plus forte, seulement elle n'arrive pas à le faire et laisse Carol s'en charger. Contrairement à Mika, Lizzie se rapproche beaucoup de Carol dont le caractère est plus proche du sien que de celui de sa sœur : quand elle est atteinte de la grippe, Lizzie l'appelle malencontreusement « Maman » au lieu de l’appeler « Madame », ce qui perturbe Carol qui ne souhaite plus s'enfermer dans ce rôle de substitut maternel. Lizzie se révèle d'une aide salvatrice à Hershel durant la crise des patients revenus en rôdeur, l'aidant à gérer la situation et à sauver la vie de Glenn, gravement atteint par la maladie. Lors de l'attaque du Gouverneur dans l'épisode 8, Lizzie demande aux autres enfants qui allaient s'enfuir de rester et de se battre, car c'est ce que Carol leur a appris. C'est ce qu'elle fait d'ailleurs en tuant Alisha d'une balle dans la tête, sauvant ainsi la vie de Tyreese. Lors de l'épisode final mi-saison, elle s'enfuit avec Mika et lui en emmenant Judith Grimes, qui avait été oubliée dans la confusion au milieu de la cour, dans son porte-bébé. Lors de l'épisode 10, Lizzie est laissée par Tyreese cinq minutes seule avec sa sœur et Judith à cause d'une menace approchante de rôdeurs. Afin de faire taire le bébé qui pleure, Lizzie met sa main sur sa bouche et lui coupe la respiration. Elle regarde alors Judith s'étouffer lentement sans rien dire, lorsque trois rôdeurs les attaquent. Elles seront sauvées par Carol, qui réapparaît dans cet épisode après son bannissement par Rick (dû au double meurtre qu'elle avait commis pour tenter d'endiguer l'épidémie de grippe de la Prison). Lors de l'épisode 14, leur groupe trouve un refuge idéal dans une maison construite au milieu d'une clairière, qui dispose de beaucoup de vivres comme des noix de pécans, des pêches mais aussi de l'eau en abondance grâce à différents puits. Lizzie agit néanmoins de plus en plus bizarrement et est plus persuadée que jamais que les rôdeurs sont des personnes normales comme les vivants : quand Mika trouve une poupée qu'elle nomme Griselda, Lizzie fait de même avec une « amie » rôdeuse qu'elle nomme également Griselda. En jouant avec insouciance avec elle, Lizzie est sur le point d'être mordue quand Carol qui les avait surprises, s'interpose et tue Griselda, ce que Lizzie prend très mal car elle considérait la rôdeuse comme son amie. Elle retourne également sur les rails pour nourrir un rôdeur estropié avec des souris. Elle bascule définitivement en tuant sa petite sœur de sang-froid pendant l'absence de Carol et Tyreese de la maison, à seule fin de prouver sa théorie délirante. À leur retour, Lizzie souhaite sous la menace de son pistolet les forcer à attendre qu'elle revienne à la vie pour les convaincre, ajoutant à Carol qu'elle voulait faire de même avec Judith (ce dont Carol arrive à la dissuader en rentrant dans son jeu et en retournant le raisonnement de Lizzie contre elle). Après ce drame, Tyreese apprend à Carol que c'est finalement Lizzie qui attirait les rôdeurs à la prison en les nourrissant avec des souris (provoquant la chute du grillage sous le poids du regroupement anormalement élevé), car il a trouvé sa boîte à rongeurs dans sa chambre. Avec résignation, Lizzie se fait finalement abattre par Carol dans le jardin fleuri à proximité, considérant qu'elle serait un danger certain pour Judith et quiconque pouvant croiser son chemin. Afin de calmer l'angoisse de Lizzie avant sa mort, Carol lui fait fixer les fleurs et compter à voix haute, comme Mika avant elle. Elle est enterrée aux côtés de sa sœur, devant la maison. Dans cet épisode, on constate que Lizzie est véritablement devenue sociopathe et ne ressent plus aucun remords : elle tuait et dépeçait pour le plaisir des lapins qu'elle rencontrait en cours de route ; ne faisait plus de distinction réaliste entre rôdeurs et humains ; n'ayant plus de notion claire du bien et du mal, ne s'est même pas excusée à Carol d'avoir tuée de sang-froid sa propre sœur, mais bien pour l'avoir visée, elle, avec son arme ; et n'est dissuadée de tuer Judith que sur un raisonnement purement pragmatique, nonobstant toute morale. Elle apparaîtra dans la cinquième saison en compagnie de sa sœur, Beth, Bob, le Gouverneur et Martin durant les hallucinations de Tyreese, mordu dans la maison de Noah par des rôdeurs. |                   |        |                   |         |
| Mika Samuels | Kyla Kennedy      | 4 5    | 5                 | Décédée |
| Mika Samuels a dix ans et elle est la petite sœur de Lizzie. Elle est présentée comme un personnage un peu tête en l'air mais sa présence est bénéfique pour sa sœur. Elle défend tout le temps sa sœur notamment quand Carol lui dit que Lizzie est faible. Mika lui répond qu'elle n'est pas faible, elle est juste déboussolée. C'est d'ailleurs l'une des premières à lui dire que les marcheurs ne sont pas humains et que ça ne sert à rien de leur donner des noms. Lors de l'attaque de la prison par le Gouverneur, avec sa grande sœur elle prend un pistolet qu'elle utilise pour tuer l'un des sbires du Gouverneur, sauvant ainsi la vie de Tyreese qui était pris au piège. Lors de l'épisode final mi-saison, elle s'enfuit avec Tyreese et Lizzie. Dans l'épisode 10, Mika est très fragile. Tyreese laisse seules Mika, Lizzie et Judith quelques minutes car il entend des gens se faire attaquer par des rôdeurs. Elle ne saura pas quoi faire à l'approche de trois mordeurs. Voyant que sa sœur ne réagit pas, elle sera sauvée par Carol qui arrive à ce moment-là, avant de retrouver Tyreese sur la voie ferrée. Dans l'épisode 14, Carol décide de prendre Mika sous son aile car elle lui rappelle sa petite fille, Sophia. Elle lui dit qu'elle doit s'endurcir et savoir se défendre car sinon elle pourrait se faire tuer. Mika dit qu'elle ne pourrait jamais tuer un être vivant ou un rôdeur car ce n'est pas dans sa nature, elle dit aussi qu'elle court vite et que ce serait suffisant. Cependant Carol lui dit que sa petite fille aussi courait vite et qu'elle a quand même été tuée. Mika se fait finalement tuer par sa grande sœur, Lizzie, qui voulait montrer à Carol et à Tyreese que les rôdeurs sont des êtres normaux comme les humains. Elle est enterrée avec sa sœur devant la maison. Elle apparaîtra dans la cinquième saison en compagnie de sa sœur, Beth, Bob, le Gouverneur et Martin durant les hallucinations de Tyreese, mordu dans la maison de Noah par des rôdeurs. |                   |        |                   |         |
| Caleb Subramanian | Sunkrish Bala     | 4      | 4                 | Décédé  |
| Caleb est un docteur qui a rejoint la prison dans la quatrième saison. Pendant l'épidémie de grippe, il est contaminé mais veut aider Hershel à soigner les autres malades au lieu de se reposer. À un stade avancé de la maladie, Caleb lui crache involontairement son sang au visage mais Hershel ne tombera pas malade. Il mourra de la grippe et reviendra en rôdeur pendant la crise, cependant enfermé dans sa propre cellule avec la seule arme à feu présente dans leurs dortoirs. Hershel l'achèvera. |                   |        |                   |         |
| Luke | Luke Donaldson    | 4      | 4                 | Décédé  |
| Luke est un enfant ayant rejoint la prison dans la quatrième saison. Il participe au club de lecture. Pendant la mi-saison, il fuit avec Molly mais ils sont dévorés par des rôdeurs. |                   |        |                   |         |
| Molly | Kennedy Brice     | 4      | 3                 | Décédée |
| Molly est une enfant ayant rejoint la prison dans la quatrième saison. Elle participe au club de lecture. Pendant la mi-saison, elle fuit avec Luke mais ils sont dévorés par des rôdeurs. |                   |        |                   |         |
| Patrick | Vincent Martella  | 4      | 2                 | Décédé  |
| Dans la quatrième saison, Patrick est devenu un ami proche de Carl Grimes avec qui ils s'amusent à jouer au foot. Il montre aussi sans en rougir des intérêts différents de la plupart des autres enfants de la Prison. Patrick est le patient zéro de l'épidémie de grippe à la prison : il en décède dans les douches au milieu de la nuit, puis revient en rôdeur et suit Karen vers les dortoirs. Il aura le temps de dévorer plusieurs voisins de chambrée avant d'être achevé. |                   |        |                   |         |
| Zach | Kyle Gallner      | 4      | 1                 | Décédé  |
| Entre les troisième et quatrième saisons, Zach devient le nouveau petit ami de Beth Greene à la suite de son arrivée avec d'autres survivants de Woodbury. Il est aussi très admiratif de Daryl Dixon qu'il traite un peu comme son héros. Lors d'une de leurs expéditions communes d'un magasin dans le premier épisode de la saison, Zach essaie de se détendre en jouant, avec un seul essai accordé par jour (comme il semble d'accoutumée), à deviner le métier que faisait Daryl avant l'apparition des rôdeurs. À l'intérieur du magasin, Zach est mordu à la jambe en voulant secourir Bob Stookey (qui s'est retrouvé coincé sous une étagère massive à cause de son problème d'alcool), et meurt lorsque le toit affaibli par la chute d'un hélicoptère et des rôdeurs, s'écroule sur lui. Beth ne pleurant plus les morts, elle n'exprime pas de tristesse à l'annonce de sa perte par Daryl. |                   |        |                   |         |

### Membres du groupe de Martinez
| Personnages | Acteur / Actrice      | Saison | Nombre d'épisodes | Statut  |
| --- | --------------------- | ------ | ----------------- | ------- |
| Lilly Chambler | Audrey Marie Anderson | 4      | 3                 | Décédée |
| Lilly est la mère de Meghan, la fille de David et la sœur de Tara Chambler. Tous les quatre sont réfugiés dans un appartement. Un jour, après la chute de Woodbury, elles rencontrent le Gouverneur se faisant appelé "Brian Heriot". Après la mort de son père et l’arrivée de rôdeurs, ils partent sur la route avant d'intégrer le campement de Martinez. Brian et elle ont une relation. Elle ne participe pas à l'assaut de la prison à sa demande. Pendant qu'elle est seule avec Meghan, celle-ci est mordue et décède. Elle rejoint alors la prison avec son cadavre dans les bras, et tuera le Gouverneur mortellement blessé tandis qu'ils sont cernés par des rôdeurs. On apprend par Tara que Lilly a bien été dévorée. |                       |        |                   |         |
| Meghan Chambler | Meyrick Murphy        | 4      | 3                 | Décédée |
| Meghan est une enfant, c'est la fille de Lily et la nièce de Tara. Le Gouverneur s'en est pris d'affection car Meghan lui rappelle sa fille décédée. Pendant l’assaut de la prison, elle joue dans l'argile d'un glissement de terrain près d'une rivière, sous la surveillance de sa mère. Pendant un moment d’inattention de la part de Lily, Meghan se fait mordre à l'épaule par un rôdeur enfoui sous un panneau et meurt sur le coup. Quand Lilly rejoint le Gouverneur avec le cadavre de Meghan dans les bras, il lui tire une balle dans la tête afin qu'elle ne se transforme pas. |                       |        |                   |         |
| Mitch Dolgen | Kirk Acevedo          | 4      | 2                 | Décédé  |
| Mitch est l'un des membres du groupe de Martinez, et le frère de Pete Dolgen. Lorsque le Gouverneur lui propose de l'aider à prendre d'assaut la prison, il accepte. Lors de la mi-saison, il embarque dans un tank et détruit peu à peu la prison, mais sera obligé d'en sortir quand Daryl lui balance une grenade par le canon. Après sa sortie, Mitch est tué à l'arbalète par lui. |                       |        |                   |         |
| Alisha | Juliana Harkavy       | 4      | 2                 | Décédée |
| Alisha est l'une des membres du groupe de Martinez. Elle est bisexuelle et s'affiche par une complicité de couple avec Tara Chambler. Lors de la mi-saison, elle fait partie de ceux qui attaquent la prison auprès du Gouverneur. Tandis qu'elle allait s'en prendre à Tyreese, Alisha est abattue d'une balle dans la tête par Lizzie Samuels. |                       |        |                   |         |
| Pete Dolgen | Enver Gjokaj          | 4      | 1                 | Décédé  |
| Pete est l'un des membres du groupe de Martinez, et le frère de Mitch Dolgen. Il se fait tuer en douce par le Gouverneur, ayant trop fait confiance à ce dernier. Son corps immergé au fond de l'eau se transforme en rôdeur. |                       |        |                   |         |

### Groupe de Joe/Les Chasseurs
| Personnages | Acteur / Actrice | Saison | Nombre d'épisodes | Statut |
| --- | ---------------- | ------ | ----------------- | ------ |
| Joe | Jeff Kober       | 4      | 4                 | Décédé |
| Joe apparaît la première fois dans une maison où Rick s'était reposé en attendant Carl et Michonne, partis chercher des vivres. Meneur de son groupe composé de Len, Harley, Dan, Billy et Tony, il prend la route avec eux après la perte de Lou. Ils croisent Daryl Dixon, désespéré après l'enlèvement de Beth et la perte de sa trace, et Joe accepte de le garder avec eux. Mais des tensions apparaissent entre le nouveau et Len qui est constamment sur son dos, et quand celui-ci tente de les tromper pour faire punir Daryl, Joe qui n'est pas dupe considère qu'il a brisé leur règle et ordonne aux autres de le tuer. Au lendemain sur les rails, il apprend à Daryl, après lui avoir enseigné leur règle, qu'ils recherchent un homme qui a tué un des leurs (Daryl ignorant qu'il s'agit de Rick). Ayant enfin retrouvé Rick avec Carl et Michonne, Joe et son groupe les attaquent. Daryl tente de s'interposer mais est roué de coups par Billy et Harley, tandis que Carl est maintenu au sol par Dan, à deux doigts d'être violé. Bien que Joe le tient en joue, Rick ne peut laisser son fils subir cela et, tel un rôdeur, égorge Joe à la force de ses dents. La surprise suscitée par son acte permet au groupe de Rick de prendre le dessus, et le groupe de Joe se fait décimer. |                  |        |                   |        |
| Tony | Davi Jay         | 4      | 4                 | Décédé |
| Membre du groupe de Joe. Il est le seul à avoir vu le visage de Rick dont ils sont à la poursuite mais, sévèrement étranglé sur le moment par Len à cause d'une dispute, il n'était pas en état d'avertir ses complices. Sur ordre de Joe, il tabasse Len à mort avec les autres pour le punir d'avoir menti afin de piéger Daryl. Il est tué par Michonne lors de l'échauffourée entre les deux groupes. |                  |        |                   |        |
| Dan | Keith Brooks     | 4      | 3                 | Décédé |
| Membre du groupe de Joe. Sur ordre de Joe, il tabasse Len à mort avec les autres pour le punir d'avoir menti afin de piéger Daryl. Il tente de violer Carl, mais est éventré et massacré au couteau par Rick. |                  |        |                   |        |
| Billy | Eric Mendenhall  | 4      | 3                 | Décédé |
| Membre du groupe de Joe. Sur ordre de Joe, il tabasse Len à mort avec les autres pour le punir d'avoir menti afin de piéger Daryl. Lors de la rencontre des deux groupes, Harley et lui tabassent Daryl, mais il est tué par Michonne. |                  |        |                   |        |
| Harley | Marcus Hester    | 4      | 3                 | Décédé |
| Membre du groupe de Joe. Sur ordre de Joe, il tabasse Len à mort avec les autres pour le punir d'avoir menti afin de piéger Daryl. Lors de la rencontre des deux groupes, Billy et lui tabassent Daryl, mais il est tué par ce dernier. |                  |        |                   |        |
| Len | Marcus Hester    | 4      | 2                 | Décédé |
| Membre du groupe de Joe, c’est lui qui étrangle sévèrement Tony afin d’accaparer le lit sous lequel Rick est planqué. Lorsque Joe accepte de recueillir Daryl Dixon parmi eux, Len a l’air jaloux de lui et le provoque à la moindre occasion, les deux ne se supportant pas. Plus tard, Len tend un coup monté à Daryl et l'accuse de lui avoir volé un morceau de lapin afin qu'il se fasse punir par le groupe. Mais comme Joe sait parfaitement qu'il ment et considère qu'il a brisé leur règle, c'est Len qui est tabassé à mort par ses camarades. Quand Daryl constate son décès le lendemain, il hésite puis s'abstient de recouvrir son corps. |                  |        |                   |        |
| Lou | Scott Dale       | 4      | 1                 | Décédé |
| Membre du groupe de Joe, il est dans la maison qu'occupe Rick. Lorsqu'il le surprend aux toilettes durant son évasion, Rick étrangle Lou à mort afin qu'il ne donne pas l'alerte, et la diversion provoquée par son retour en rôdeur lui permet de s'enfuir sans être repéré. |                  |        |                   |        |

### Terminus
| Personnages | Acteur / Actrice  | Saison | Nombre d'épisodes | Statut  |
| --- | ----------------- | ------ | ----------------- | ------- |
| Martin | Chris Coy         | 5      | 4                 | Décédé  |
| Il apparaît dans le premier épisode de la cinquième saison comme étant un membre du Terminus. Alors qu'il parlait à la radio d'une nana à l'épée et d'un garçon au chapeau, il est fait prisonnier par Carol et Tyreese. Comme il cerne assez vite Tyreese qui le surveille avec Judith durant la mission de sauvetage de Carol, Martin lui prédit qu'il est de ceux qui vont mourir rapidement à cause de son manque d'individualisme. Plus tard, Martin détourne son attention et menace de tuer Judith de ses mains si Tyreese ne sort pas de la pièce, tandis qu'un groupe de rôdeurs les attend dehors. Face au silence qui finit par s'abattre à l'extérieur, Martin s'approche de la porte mais Tyreese rentre en force et le tabasse violemment à coup de poing. Il prétend l'avoir tué au retour de Carol et la dissuade d'aller vérifier. Cependant, il s'avère que Martin est toujours vivant bien qu'amoché, car il fait partie du groupe de Gareth qui mange en barbecue la jambe coupée de Bob Stookey, captif à côté d'une école remplie de rôdeurs. Dans le guet-apens que le groupe de Rick leur tend à l'église, Martin se fait tuer par Sasha. Martin sera revu parmi d'autres défunts, narguant Tyreese durant ses hallucinations à Richmond quand il est mordu par des rôdeurs dans la maison de Noah. |                   |        |                   |         |
| Mary | Denise Crosby     | 4, 5   | 3                 | Décédée |
| Mary est membre des survivants du Terminus ainsi que la mère de Gareth et Alex. Apparaissait dans la quatrième saison, elle est chargée d'accueillir les nouveaux arrivants au Terminus. Elle accueille les premiers arrivés du groupe de Rick que sont Glenn, Sasha, Bob, Maggie, Tara, Abraham, Rosita et Eugene. Elle réapparaît lorsque Rick, Daryl, Carl et Michonne arrivent au Terminus. Dans la cinquième saison, on découvre que Mary et ses congénères sont cannibales. Elle se cache après l'explosion provoquée par Carol et l'invasion des rôdeurs au Terminus. Mary se confronte à elle sans avoir le dessus et lui affirme que les pancartes étaient vraies : le Terminus était bien un sanctuaire auparavant, mais des gens les ont attaqués, frappés et violés avant qu'ils ne reprennent le Terminus et changent radicalement de philosophie. Blessée à la jambe par un tir calculé de Carol, Mary se fait dévorer par les rôdeurs qu'elle fait entrer dans la pièce. |                   |        |                   |         |
| Alex | Tate Ellington    | 4      | 2                 | Décédé  |
| Apparaissant à la fin de la quatrième saison, Alex est membre des survivants du Terminus, fils de Mary et frère de Gareth. Chargé par Gareth de faire visiter les lieux à Rick, Daryl, Carl et Michonne, Alex avait dans sa poche la montre à gousset d'Hershel légué à Glenn, ce qui trahit leurs intentions et conduit à sa mort. |                   |        |                   |         |
| Greg | Travis Young      | 5      | 2                 | Décédé  |
| Ancien membre des survivants du Terminus dans la cinquième saison, Greg fait partie du groupe de Gareth qui mange en barbecue la jambe coupée de Bob Stookey, captif à côté d'une école remplie de rôdeurs. Dans le guet-apens que le groupe de Rick leur tend à l'église, Greg est tué par ce dernier. |                   |        |                   |         |
| Mike | Chris Burns       | 5      | 2                 | Décédé  |
| Ancien membre des survivants du Terminus dans la cinquième saison, Mike fait partie du groupe de Gareth qui mange en barbecue la jambe coupée de Bob Stookey, captif à côté d'une école remplie de rôdeurs. Dans le guet-apens que le groupe de Rick leur tend à l'église, Mike est tué par Abraham. |                   |        |                   |         |
| Albert | Benjamin Papac    | 5      | 2                 | Décédé  |
| Dans la quatrième saison, Albert est évoqué par Gareth quand Rick, Daryl, Carl et Michonne arrivent au Terminus. Ancien membre des survivants du Terminus dans la cinquième saison, Albert fait partie du groupe de Gareth qui mange en barbecue la jambe coupée de Bob Stookey, captif à côté d'une école remplie de rôdeurs. Dans le guet-apens que le groupe de Rick leur tend à l'église, Albert est tué par ce dernier. |                   |        |                   |         |
| Theresa | April Billingsley | 5      | 2                 | Décédée |
| Ancienne membre des survivants du Terminus dans la cinquième saison, Theresa fait partie du groupe de Gareth qui mange en barbecue la jambe coupée de Bob Stookey, captif à côté d'une école remplie de rôdeurs. Dans le guet-apens que le groupe de Rick leur tend à l'église, Theresa est tuée par Michonne. |                   |        |                   |         |

### Hôpital Grady Memorial d'Atlanta
| Personnages | Acteur / Actrice      | Saison | Nombre d'épisodes | Statut  |
| --- | --------------------- | ------ | ----------------- | ------- |
| Noah | Tyler James Williams  | 5      | 10                | Décédé  |
| Dans la cinquième saison, c'est un jeune homme ayant été sauvé par les membres de l’hôpital où il doit maintenant travailler pour leur rendre la pareille. À cause d'une blessure antérieure à la jambe, il a le pas claudiquant. Il déteste l’hôpital et parle à Beth de son envie de s'enfuir. Pendant leur tentative, il parvient à fuir en laissant Beth derrière lui. Il tombe plus tard nez à nez face à Carol et Daryl, venus à Atlanta à la recherche de Beth. Pendant l'échange des prisonniers, Dawn exige au dernier moment que Noah reste à Grady. Celui-ci accepte pour éviter que la situation ne dégénère, mais Beth s'interpose, ce qui conduit à sa mort et à celle de Dawn. Pour rendre hommage à Beth, Rick emmène Noah chez lui à Richmond, où celui-ci découvrira la chute de son camp (provoquée par les Wolves) ainsi que la mort de sa famille. Son impatience conduira également à la mort de Tyreese qui l'accompagnait. Par la suite, il développera une relation fraternelle avec Tara. À Alexandria, il choisit spontanément durant leur intégration, de devenir l'apprenti de Reg Monroe, l'époux architecte de Deanna. Il part ensuite en excursion en compagnie de Glenn, Eugene, Aiden, Tara et Nicholas pour aller chercher du matériel électrique dans un entrepôt. Mais à cause d'une explosion accidentellement provoquée par Aiden, l'endroit est vite rempli de rôdeurs et il se retrouve cerné aux côtés de Glenn dans une porte tambour, avec Nicholas du côté opposé. Ce dernier ne pensant qu'à sauver sa vie et en pleine panique, fait basculer de force les portes pour sortir, laissant Noah dos à découvert des rôdeurs qui le tirent hors du sas et le dévorent contre la vitre, sous les yeux impuissants de Glenn. |                       |        |                   |         |
| Agent Dawn Lerner | Christine Woods       | 5      | 3                 | Décédée |
| Elle débute dans l'épisode 4 de la saison 5, c'est une femme ayant un caractère fort, c'est la chef du groupe de l’hôpital ou elle détient Beth. Elle explique à Beth qu'il faut qu'elle mange pour ne pas être faible mais le problème est que si elle mange, il faut bien rendre plusieurs services en retour. Vers la fin de l'épisode, après que Beth a tenté de s'échapper, elle la frappe violemment au visage, car Beth avait laissé Gorman se faire dévorer par Joan. Dans l'épisode 7, elle donne la clé de l'armoire à pharmacie à Beth pour la laisser soigner Carol. Dans l'épisode 8, elle accepte le contrat proposé par Rick mais elle ordonne que Noah revienne et il accepte. Beth s'approche de Dawn et lui plante des ciseaux dans l'épaule et, par réflexe, Dawn lui tire dans la tête et son sang asperge Rick. Tout le monde est choqué et Daryl lui tire dans la tête. |                       |        |                   |         |
| Dr Steven Edwards | Erik Jensen           | 5      | 3                 | Inconnu |
| Dans la saison 5, c'est un des meilleurs médecins du Grady Memorial Hospital. Il semble avoir peur de se retrouver seul mais ose dire les choses en face. Il se liera d'amitié avec Beth et la protégera de Gorman. Il explique à Beth qu'ils ne peuvent s'échapper de Grady à cause des rôdeurs. Il fera exprès de dire à Beth de donner de la clozapine à un blessé pour qu'il meure et que lui garde sa place auprès de Dawn. Après le choc de la mort de Beth et Dawn, il reste à l’hôpital. |                       |        |                   |         |
| Amanda Shepherd | Teri Wyble            | 5      | 3                 | Inconnu |
| L'agent Shepherd est une policière du Grady Memorial Hospital d'Atlanta où est retenue Beth. Lorsque des coups de feu se feront entendre, elle et Bob Lamson iront sur place et trouveront Noah seul mais rejoint ensuite par Rick, Daryl et les autres. Elle, Bob et Licari serviront d'otages pour libérer Beth et Carol de Grady. Elle et Licari coopèrent avec Rick et Daryl et mentent à Dawn à propos de la mort de l'officier Bob Lamson, elle essaie de raisonner Dawn mais cette dernière refuse. Après les morts de Beth et Dawn, Shepherd refuse d'attaquer Rick et les autres leur proposent de rester mais ces derniers refusent et partent de Grady. |                       |        |                   |         |
| Agent O'Donnell | Ricky Wayne           | 5      | 3                 | Décédé  |
| C'est un policier du Grady Memorial Hospital. Il violait Joan et maltraitait Percy. Il surprend accidentellement la conversation de Dawn et Beth. Il découvre que c'est à cause de Beth que Gorman est mort et que Dawn l'a couverte auprès des autres. En colère, il tente de tuer Dawn. Il est finalement tué par Beth quand elle le pousse dans la cage d'ascenseur. |                       |        |                   |         |
| Agent Bob Lamson | Maximiliano Hernández | 5      | 2                 | Décédé  |
| Bob Lamson est un policier du Grady Memorial Hospital d'Atlanta où est retenue Beth. Lorsque des coups de feu se feront entendre, lui et Shepherd iront sur place et trouveront Noah seul mais rejoint ensuite par Rick, Daryl et les autres. Il remarque facilement que Rick était aussi policier avant l'épidémie. Il se montre poli et facilement collaborateur mais il assomme Sasha pour retourner à Grady. Il s'enfuit en courant mais Rick le rattrape en voiture, il le renverse après plusieurs avertissement de s'arrêter, puis l'abat froidement. |                       |        |                   |         |
| Percy | Marc Gowman           | 5      | 2                 | Inconnu |
| Vieil homme obligé de travailler au Grady Memorial Hospital. Il est souvent maltraité par O'Donnell. Il aide Beth à se rendre dans le bureau de Dawn contre des fraises en simulant un malaise. |                       |        |                   |         |
| Agent Gorman | Cullen Moss           | 5      | 1                 | Décédé  |
| Dans la saison 5, c'est un policier du Grady Memorial Hospital. Il dit à Beth qu'il l'a vue se faire attaquer par des rôdeurs et que c'est lui qui l'a sauvée. En réalité, il cherche à coucher avec Beth. Il surprend Beth à fouiller dans le bureau de Dawn et veut la toucher mais il est tué par un rôdeur : Joan, qui était une ancienne patiente. |                       |        |                   |         |
| Joan | Keisha Castle-Hughes  | 5      | 1                 | Décédée |
| Elle est une des personnes ayant été sauvées par les policiers de Grady. Pendant une chute pour s'enfuir, elle est mordue par un rôdeur et sera amputée de son bras par Steven, Dawn et Beth. Plus tard, elle est retrouvée sans vie dans le bureau de Dawn par Beth, qui en conclu à un suicide. C'est alors que Gorman entre dans la pièce et tente de violer Beth mais celle-ci, ayant remarqué que Joan commence à se réveiller en tant que rôdeur, assomme son agresseur qui tombe à sa portée. Joan s'attaque à Gorman et le dévore. On apprend plus tard que Joan était régulièrement violée par lui, d'où sa tentative d'évasion. |                       |        |                   |         |

### Zone de sûreté d'Alexandria
| Personnages | Acteur / Actrice         | Saison          | Nombre d'épisodes | Statut  |
| --- | ------------------------ | --------------- | ----------------- | ------- |
| Scott | Kenric Green             | 6 7 8 9 10      | 26                | Vivant  |
| Scott est un habitant d'Alexandria rentrant de deux semaines d'aventure en extérieur avec Heath et Annie. Il se porte volontaire pour aider à se débarrasser de la horde. Quand un klaxon de camion se fait entendre, Scott et son groupe repartent vers Alexandria mais sont attaqués par des rôdeurs en chemin : en les combattant avec David, il est blessé à la jambe par une balle perdue de Sturgess qui panique et s'enfuit, et Scott manque de se faire dévorer par deux rôdeurs avant d'être sauvé par les autres. À l'issue de leur retour, Heath, Michonne et lui reviennent sains et saufs à Alexandria tout en laissant derrière eux Barnes, David, Sturgess, Annie, Nicholas et Glenn. Scott tombe dans le coma à l'infirmerie mais est soigné par Denise. Il fait partie des habitants qui aident Rick à combattre les rôdeurs lors de l'invasion d'Alexandria. Scott est présent dans l'église lorsque Rick parle de combattre les Sauveurs, mais il ne participe pas à l'assaut de l'avant-poste. Scott est également présent dans l'église lors de la réunion où Rick demande qui a volé deux armes, et dit à Rick qu'ils ont besoin des armes pour se défendre des rôdeurs. Il est témoin de l'assassinat de Spencer et d'Olivia. Scott fait cette fois partie du petit groupe qui voyage jusqu'à Oceanside pour prendre les armes de la communauté. Lors du final de la saison 7, il défend Alexandria contre l'attaque des Sauveurs et des Charognards. Durant le siège du Sanctuaire et l'attaque dirigée par Rick et Daryl contre l'avant-poste de Mara, Scott combat en compagnie d'Aaron, Eric, Tobin, Francine et d'autres membres d'Alexandria. Après l'assaut, il retient Aaron et le réconforte lorsqu'ils aperçoivent Eric transformé en rôdeur s'éloigner. Lors de la mi-saison et des incendies d'Alexandria par Negan et ses hommes, Scott est présent à Alexandria et se réfugie avec tous les Alexandriens présents dans les égouts. Lors du départ de sa communauté pour la Colline avec Dwight et le nouvel arrivant Siddiq, il laisse Rick et Michonne au chevet de Carl mourant de sa morsure de rôdeur. Scott survit aux affrontements contre les Sauveurs et à la victoire de sa communauté. Après les sept années et demie qui suivent la chute de Negan et la disparition de Rick Grimes, Scott est toujours vivant et continue de participer en arrière-plan aux activités des survivants d'Alexandria. Il est le geôlier attitré qui a la tâche non négligeable de garder Negan enfermé et le surveiller durant sa captivité, et peut donc selon la circonstance être partiellement témoin des échanges qu'il a avec ses visiteurs (officiellement et essentiellement, Gabriel et Michonne, mais aussi Judith à son insu). Dans le retour en arrière de Michonne (qui se remémore un drame vécu durant sa grossesse de R.J. avec Judith et Daryl), on apprend que Scott a (ou avait) un fils adoptif, Marcus : une ancienne amie d'école de Michonne réapparue de nulle part (Jocelyn, devenue en réalité une ravisseuse d'enfants hostile) l'avait trompée afin de piller leur cellier avec son groupe après avoir tué le gérant, et enlever les enfants de leur communauté (dont son fils) pour grossir leurs rangs (bien qu'à l'issue de cette histoire, Marcus a été sauvé comme les autres enfants par Daryl et Michonne et ramené à son père, sa survie depuis n'est pas confirmée). Comme son rôle et ses activités sont principalement liés à la bonne marche d'Alexandria et le font rester sur place, Scott qui n'en a encore jamais rencontré en personne survit également à l'apparition des Chuchoteurs, qui durant les événements de la foire au Royaume tuent (entre autres) D.J. et Frankie dans une mise en scène macabre. Scott survit à la tempête hivernale rude qui s'abat sur Alexandria durant le finale de la saison qui se déroule après une nouvelle ellipse de plusieurs mois. |                          |                 |                   |         |
| Tobin | Jason Douglas            | 5 6 7 8         | 24                | Décédé  |
| Tobin est le chef de chantier pour entretenir Alexandria. Il aura une relation avec Carol Peletier. Après un incident avec des rôdeurs sur un chantier où Francine a failli mourir à cause de la lâcheté de son groupe (et le cogne en raison de cela), Tobin cède de son propre chef sa place à Abraham Ford qui a démontré sa légitimité à assumer ce rôle. Au début, il fait partie de ceux qui veulent que Rick quitte Alexandria : Tobin est vu en compagnie d'Olivia, Francine et Spencer discutant secrètement avec Carter qui complote pour tuer Rick. Quand il apprend qu'il y a une horde de rôdeurs menaçant Alexandria, Tobin se porte volontaire pour aider Rick à s'en débarrasser. Lors de l'attaque des Wolves, il retourne à Alexandria à peu près en même temps que Morgan. Par la suite, Tobin aide Rick à construire des planches de bois pour faire tenir les murs d'Alexandria. Il reconnaît alors à Rick qu'il est quelqu'un de bien, et lui dit de ne pas les abandonner. Tobin aide Rick avec les autres à se débarrasser de la horde de rôdeurs qui a envahi Alexandria. Durant l'épisode 12, Carol lui offre également des cookies. Plus tard dans la nuit, n'arrivant pas à dormir, ils discutent tous les deux sur les marches. Tobin lui avoue qu'elle lui fait peur, et Carol réagit en l'embrassant. Il est présent dans l'église lorsque Rick parle de combattre les Sauveurs, mais ne participe pas au combat. Quand Carol fuit Alexandria, Tobin trouve la lettre dans laquelle Carol explique son départ. Aussitôt, il en parle à Rick qui part la rechercher avec Morgan. Tobin est également présent dans l'église lors de la réunion où Rick demande qui a volé deux armes. Il assiste aussi à l'éventrement de Spencer par Negan ainsi que de l'exécution d'Olivia par Arat. Par la suite, Tobin fait part à Rick de la fuite de Gabriel pendant son tour de garde, en voiture et en prenant tous les vivres d'Alexandria. Il fait partie du petit groupe qui voyage jusqu'à Oceanside pour prendre les armes de la communauté. Tobin défend Alexandria contre l'attaque des Sauveurs aidés des Charognards, et y survit. À l'attaque du Sanctuaire, il participe au premier face-à-face entre les forces d'Alexandria, de la Colline et du Royaume contre les Sauveurs. Tobin et les autres Alexandriens s'attaquent à un avant-poste des Sauveurs où il est touché par balle à l'épaule, mais survit. Il est présent avec sa communauté, Dwight et Siddiq dans les égouts pendant les incendies d'Alexandria par Negan et ses hommes. Tobin part avec eux pour la Colline, laissant sur place Rick et Michonne qui restent au chevet de Carl condamné par sa morsure de rôdeur. Durant la pause en forêt et alors que les meneurs se chargent de nettoyer un marais infesté de rôdeurs, Tobin s'occupe de garder Judith auprès de lui. Il meurt des suites de la contamination provoquée par la blessure au couteau de Derek pendant l'attaque à la Colline, après son sauvetage par Carol et Siddiq et ses retrouvailles avec elle, qui discute avec Tobin à son chevet d'un possible avenir à deux. Revenu en rôdeur avec les autres infectés, il tue plusieurs survivants durant l'attaque interne et manque de tuer également Bertie, sauvée par Carol qui achève Tobin. |                          |                 |                   |         |
| Kyle | Marvin Lee               | 6 7 8 9 10      | 23                | Vivant  |
| Kyle est un résident de longue date d'Alexandria. Dans la saison neuf, il est membre du conseil. |                          |                 |                   |         |
| Barbara | Mandi Christine Kerr     | 5 6 7 8 9 10 11 | 19                | Vivante |
| Barbara est une habitante d'Alexandria. Elle est présente à la fête organisée chez Deanna Monroe. Elle sera témoin du meurtre de Reg et de l'exécution de Pete. Elle fait partie des pillards de l'épicerie arrêtés par Spencer puis est là quand Jessie achève Betsy suicidée puis zombifiée. Elle participe avec d'autres gens à un entrainement à la machette de Rosita. Lors de l'attaque de zombies à Alexandria, elle décide d'aider les autres à tuer les zombies. Elle recevra des cookies faits par Carol pour ses enfants. Elle est présente dans l'église lorsque Rick parle de combattre les Saviors, mais elle ne participera pas au combat. Elle est également présente dans l'église lors de la réunion où Rick demande qui a voler deux armes. Elle garde Judith lorsque Rick et les combattants quittent Alexandria pour aller se battre au sanctuaire. Lors de la mi-saison, elle est avec tous les Alexandrins dans le tunnel. |                          |                 |                   |         |
| Rick « R.J. » Grimes Jr. | Antony Azor              | 9 10 11         | 17                | Vivant  |
| R.J. est le fils biologique de Michonne et Rick Grimes, demi-frère posthume de Carl et Andre Anthony, et petit frère adoptif de Judith. Conçu très peu de temps avant la disparition de Rick, R.J. est le seul de ses enfants à ne l'avoir jamais connu : lors de l'incident (révélé à travers des retours en arrière) où une ancienne amie d'école de sa mère qui dirigeait un groupe d'enfants, avait enlevée sa sœur et les autres enfants Alexandriens (sauvés toutefois par Michonne et Daryl), elle était toujours enceinte de lui (à un stade avancé) et a manquée de peu de le perdre (l'un des enfants endoctrinés n'ayant pas hésité à blesser Michonne au ventre avec son couteau malgré sa grossesse visible). Après l'ellipse temporelle de six ans suivant l'explosion du pont, R.J. est alors âgé de cinq ans. Dû à son jeune âge, il ne quitte jamais Alexandria et apparaît essentiellement en compagnie de sa famille. Dans le final de la saison, après la fin de la tempête hivernale qui s'est abattue sur la région, R.J. joue avec sa sœur et Clebs dans la neige lorsque reviennent à Alexandria leur mère, Daryl, Carol et leurs accompagnants, qui sont accueillis par une bataille de boules de neige. |                          |                 |                   |         |
| Eric Raleigh | Jordan Woods Robinson    | 5 6 7 8         | 17                | Décédé  |
| Eric est le compagnon d'Aaron et son partenaire recruteur lors de leurs expéditions en dehors d'Alexandria. Alors qu'Aaron est allé seul à la rencontre du groupe de Rick qui choisit de se séparer en deux par précaution pour le trajet vers Alexandria, il rencontre l'une des deux bandes après avoir tiré une fusée de détresse à Aaron pour s’être blessé à la cheville (à la suite d'une maladresse avec des rôdeurs), et se fait soigner par Maggie avant les retrouvailles où il rassure Aaron par des plaisanteries, lui offrant une plaque d'immatriculation pour la collection qu'il a perdue avec leur voiture. À son retour, il restera avec une attelle le temps de sa guérison. Avec Aaron, il invite Daryl à dîner avec eux le soir de la fête d'accueil chez les Monroe pour l’intégrer à la communauté, Aaron désirant également lui proposer de remplacer Eric à ses côtés lors de ses expéditions. Pendant l'attaque des Wolves à Alexandria, il fait partie de ceux qui restent à l'infirmerie avec Denise, Eugene et Tara. Lors de l'invasion des rôdeurs à Alexandria, Eric se réfugie avec Olivia dans une maison. Puis ils décident de sortir aider Rick, Aaron et les autres à se débarrasser des morts-vivants durant le restant de la nuit. Il est vu au petit matin avec son compagnon et le groupe qui patientent à l'extérieur au chevet de Carl et durant le soin de la blessure de Daryl. Il est également présent dans l'église lors de la réunion suivant la prise de pouvoir des Sauveurs où Rick demande qui a volé deux armes. Eric lui demande de quelle façon ils vont s'en sortir. Il est présent lors de l'assassinat de Spencer et d'Olivia et se rue pour aider Aaron, qui a été tabassé à son retour d'une expédition avec Rick. Il fait partie avec Aaron du petit groupe qui voyage jusqu'à Oceanside pour prendre les armes de la communauté. Lors du final de la septième saison, il défend Alexandria contre l'attaque des Sauveurs et des Charognards, et y survit. Il est aussi présent avec son compagnon durant l'officialisation de l'alliance des communautés menées par Rick, Ezekiel et Maggie. Pendant l'attaque d'un avant-poste des Sauveurs avec son conjoint, Tobin, Francine et d'autres membres de l'équipe de Rick, il se fait tirer dans l'abdomen et emporté au pied d'un arbre par Aaron. Eric lui demande contre sa volonté de le laisser là pour finir l'attaque. Avant que son compagnon n'ait pu revenir à temps pour le sauver, Eric décédera de sa blessure et son corps, changé en rôdeur, sera aperçu s'éloignant au loin par Aaron. Se sentant le besoin d'honorer la suite de ce qui avait été normalement prévu avec Eric, Aaron insistera auprès de Rick pour se rendre personnellement à la Colline afin d'informer Maggie de la situation, emmenant avec lui la petite Gracie récupérée par Rick et Daryl après l'attaque. |                          |                 |                   |         |
| Francine | Dahlia Legault           | 5 6 7 8         | 12                | Décédée |
| Francine est une habitante d'Alexandria travaillant sur la construction du mur avec le chef de chantier Tobin et Bruce. Lorsque des rôdeurs approchent du chantier où elle est perchée dans le godet d'un engin pour faire le guet, elle est accidentellement blessée à la jambe lors de sa chute provoquée par un mauvais tir de Tobin, et se retrouve attaquée par le regroupement de morts-vivants tandis que ses compagnons l'abandonnent. Cependant, elle est sauvée de justesse par Abraham qui la met en sûreté dans la cabine du chargeur sur pneus et combat seul les rôdeurs avant d'être finalement rejoints par les ouvriers qui suivent son exemple. Lorsqu'ils en ont fini avec les rôdeurs et qu'Abraham s'explique avec Tobin sur son attitude, Francine cogne ce dernier au visage et reprend le travail sous l'autorité du militaire. Quand elle apprend qu'une horde menace Alexandria, Francine est volontaire pour aider à s'en débarrasser. Elle est aussi vue parmi le petit groupe de Carter, qui projette en secret l'assassinat de Rick avant qu'ils ne soient surpris par Eugene. Quand Rick revient et rassure la communauté par rapport à la horde qui entoure les murs, Francine lui rétorque qu'Alexandria est déjà un cimetière. Le jour de l'invasion des rôdeurs provoquée par la chute du clocher, elle fait partie des habitants qui aident Rick à se débarrasser d'eux durant la nuit. Francine est présente dans l'église lorsque Rick parle de combattre les Sauveurs, mais ne participe pas au combat. Elle y est de nouveau présente lors de la réunion où Rick demande qui a volé deux armes. Francine fait partie du petit groupe qui voyage jusqu'à Oceanside pour prendre les armes de la communauté. Lors de la bataille contre les Sauveurs et les Charognards à Alexandria, elle défend la zone de sûreté et survit. Cependant, Francine meurt durant le siège du Sanctuaire, descendue par l'un des Sauveurs dans l'attaque de l'avant-poste de Mara menée par Rick et Daryl et accomplie par son groupe d'assaut avec Tobin, Aaron, Eric, Scott et d'autres membres de sa communauté. |                          |                 |                   |         |
| Olivia | Ann Mahoney              | 5 6 7           | 11                | Décédée |
| Olivia est l'habitante d'Alexandria qui gère les stocks d'armes et de vivres de la communauté. Après avoir vu Rick abattre Pete, elle semble vouloir comploter contre lui avec Spencer, Carter, Francine et Tobin. Lors de l'attaque des Wolves à Alexandria, Olivia qui était cachée dans le placard de l'armurerie, apprend qui est vraiment Carol et défend sous ses instructions le stock d'armes. Elle ne tient par contre, pas tête aux concitoyens qui essaient de piller les réserves de vivres durant le siège de la horde de rôdeurs de la carrière. Lors de l'invasion d'Alexandria, Olivia se cache avec Eric dans une maison puis, en voyant Rick et les autres se battre dans les rues durant la nuit qui suit, ils décident d'en faire de même et se joignent à eux. Au cours de la saison 7, elle cède les armes d'Alexandria aux Sauveurs, mais lorsqu'ils remarquent l'absence de deux armes grâce à son registre, Negan menace de la tuer si Rick ne les retrouve pas : son chef parvient après une course contre la montre (ainsi que l'aide de Gabriel et Aaron) à les retrouver, et ils sauvent la vie d'Olivia. Par la suite, elle s’occupe de Judith en l'absence de sa famille et reçoit la visite de Negan, qui ramenait Carl à sa maison après l'assaut en solitaire raté contre le Sanctuaire. Le Sauveur se moque de son poids, ce qui la fait pleurer, puis pour s'excuser lui propose de coucher avec elle, le temps que Rick revienne : offusquée, elle le gifle. Plus tard devant la maison, alors que Rosita a tenté d'abattre Negan mais touché accidentellement Lucille, le chef des Sauveurs demande à Arat de tuer l'un des habitants en guise de punition : son choix tombe sur Olivia, qui est abattue d'une balle dans la tête tandis qu'elle observait à côté de Carl et Judith sous le pavillon. |                          |                 |                   |         |
| Bruce | Ted Huckabee             | 5 6 7 8         | 11                | Décédé  |
| Bruce est un habitant d'Alexandria travaillant sur la construction du mur avec Tobin et Francine. De retour à Alexandria avant le siège par la horde de la carrière, il fait partie des pillards du cellier de la communauté arrêtés dans leur élan par Spencer. Pendant l'invasion des rôdeurs à Alexandria, après hésitation Bruce se décide à sortir de son abri pour aider Rick et les autres à tuer les morts-vivants en présence durant la nuit. Il est présent dans l'église lorsque Rick parle de combattre les Sauveurs, mais il ne participe pas aux combats qui suivent. Bruce est également présent dans l'église lors de la réunion improvisée où Rick demande qui a volé deux armes. Lors de la mi-saison 8, il est caché avec tous les Alexandriens présents et Dwight dans les égouts sous leur communauté. Après qu'ils ont laissé Rick et Michonne au chevet de Carl, Bruce parvient à rejoindre la Colline avec son groupe mené par Daryl. Il fait partie des victimes de l'attaque des suiveurs de Simon durant laquelle il est blessé, mais survit à l'attaque surprise des autres blessés revenus en rôdeur : ayant vu à son chevet Tobin, revenu en rôdeur et attaquant Bertie avant d'être achevé par Carol, et sachant ce qui l'attend à coup sûr, Bruce demande à être achevé afin de ne pas revenir à son tour en rôdeur. Il est enterré le lendemain avec les autres victimes. |                          |                 |                   |         |
| Sam Anderson | Major Dodson             | 5 6             | 10                | Décédé  |
| Sam est le fils de Jessie et Pete, et le frère cadet de Ron. Il surprend Carol dans l'armurerie durant son vol pendant la fête d'accueil réservée à son groupe, l'ayant suivie pour lui demander de faire à nouveau des cookies dont apparemment il raffole. Afin qu'il ne la dénonce pas, elle l'effraie en le menaçant de l'enlever et de l'abandonner attaché à un arbre à l'extérieur pour le laisser se faire dévorer par les « monstres ». À cause de son père qui bat sa mère, il détruit une des sculptures de Jessie et va chercher protection auprès de Carol qui, ayant été elle-même une femme battue, reconnait chez lui les signes de maltraitance et convainc Rick d'agir après un échange suspect avec Pete. Il assiste à la bagarre entre son père et Rick. Lors de l'attaque des Wolves à Alexandria, il reste caché chez lui protégé par sa mère. Par la suite, traumatisé par la situation et les « monstres », il ne voudra plus quitter le premier étage de sa maison. Lors de l'invasion des rôdeurs, Carl portant Judith, Rick, Michonne, Gabriel, sa famille et lui, se couvrent de restes de rôdeur et abandonnent Deanna mourante dans la maison assiégée où ils s'étaient réfugiés, pour se faufiler entre eux vers l'armurerie malgré ses protestations et son angoisse. Néanmoins, lorsqu'ils changent de plan en chemin et que Gabriel se dévoue pour emmener Judith en sécurité à l'église, Sam choisit fermement de rester avec eux au lieu de le suivre. Sa peur reprend cependant le dessus à mi-parcours lorsqu'il aperçoit un enfant changé en rôdeur, et il met en danger le groupe en paniquant. Il se fait déchiqueter par deux rôdeurs sous les yeux de sa mère, entraînant à son tour la mort de cette dernière qui n'arriva pas à contenir son chagrin et refusait de lui lâcher la main. |                          |                 |                   |         |
| Kent | David Marshall Silverman | 5 6 7           | 9                 | Décédé  |
| Kent est un habitant d'Alexandria. Il est présent à la fête organisée chez Deanna Monroe. Il fait partie des pillards de l'épicerie arrêtés par Spencer. Plus tard, il participe à un entrainement à la machette organiser par Rosita. Il fait partie des habitants qui finalement aident Rick à combattre les zombies lors de l'attaque. Il est présent dans l'église lorsque Rick parle de combattre les Saviors, mais il ne participera pas au combat. Il est également présent dans l'église lors de la réunion ou Rick demande qui a volé deux armes. Bien qu'absent de la saison 8, le personnage de Kent n'est pas apparu à la suite du bombardement d'Alexandria, il est supposé qu'il est mort lors d'une explosion. |                          |                 |                   |         |
| Ron Anderson | Austin Abrams            | 5 6             | 9                 | Décédé  |
| Ron est le fils de Jessie et Pete, et le frère aîné de Sam. Il est également en couple avec Enid. Il présente Carl à Mikey et Enid. Il est présent avec Carl et Mikey à la fête organisée chez Deanna Monroe. Une dispute avec sa mère révèle qu'il a gardé de sérieuses séquelles dues aux maltraitances passées de son père. Après les événements du final de la cinquième saison et la mort de son père, il surveille Rick et le suit dans les bois pour voir où Morgan et lui l'enterrent, amenant à la découverte de la horde de rôdeurs de la carrière. Lors de l'attaque des Wolves à Alexandria, il est poursuivi par l'un d'eux avant d’être sauvé par Carl, mais refuse son aide et rentre chez lui pour surprendre sa mère en train de tuer une des Wolves à coup de ciseaux dans leur salon. Carl lui demande après l'attaque de partir à la poursuite d'Enid avec lui en dehors des murs, mais il refuse et rapporte le plan à Rick, lui demandant par la même occasion de lui apprendre à tirer. Il commence lentement à perdre pied et vole des balles à l’armurerie, puis suit Carl tout en dégainant son arme. Lors de l'invasion des rôdeurs, il craque et s'en prend à Carl, mettant en danger leur groupe assiégé dans une maison par les rôdeurs qui, alertés par le bruit, parviennent à s'introduire et envahissent le rez-de-chaussée. Carl le couvre cependant auprès de Jessie et assure à Rick d'y mettre bon ordre : il rejoint Ron à part et l'oblige sous la menace à lui donner temporairement son pistolet, lui disant au passage ses quatre vérités sur son père. Plus tard, Carl portant Judith, Rick, Michonne, Gabriel, sa famille et lui, se couvrent de restes de rôdeur et abandonnent Deanna mourante au premier étage pour se faufiler entre eux vers l'armurerie. Mais après avoir vu son frère et sa mère se faire déchiqueter par une dizaine de rôdeurs au milieu du trajet, il se saisit de l'arme à sa portée et en profite pour enfin faire ce qu'il voulait depuis longtemps : tuer Rick. Michonne l'empale par derrière avant qu'il ne puisse appuyer sur la détente, mais le coup part quand même et atteint Carl dans l’œil. Il se fait de suite dévorer au sol par les rôdeurs. |                          |                 |                   |         |
| Denise Cloyd | Merritt Wever            | 6               | 9                 | Décédée |
| Ancienne psychologue, Denise devient malgré elle la nouvelle chirurgienne de la communauté d'Alexandria après la mort de Pete Anderson. Effrayée par les conséquences de l'apocalypse et inexpérimentée à la survie, elle manque beaucoup de confiance en elle et ne pense pas être à la hauteur des attentes, davantage quand Denise doit se former sur le tas en tant qu'autodidacte, renfermée dans des livres médicaux afin d’assumer son nouveau rôle de médecin. À l'infirmerie pendant l'attaque des Wolves à Alexandria, elle tente en urgence, accompagnée d'Eric Raleigh, Eugene et Tara, de sauver Holly gravement blessée. Mais Holly meurt durant l'opération et Denise doit l'achever pour éviter qu'elle ne revienne en rôdeur. Aidée par Tara, elle surmonte toutefois ses peurs pour sauver Scott tombé dans le coma à son retour, à la suite de ses blessures. Par la suite, Denise réussit à calmer la douleur de celui-ci et va embrasser Tara, avec qui elle entamera une relation. Elle est sollicitée et emmenée par Morgan pour qu'elle soigne Owen, le meneur des Wolves qu'il a gardé prisonnier en secret à Alexandria. Lors de la mi-saison, Denise est prise en otage et enlevée sous les yeux de Tara, Rosita et Eugene par Owen, qui vient d'assommer Morgan avant l'arrivée du trio. Après une discussion à l'extérieur, dissimulés de la horde, Denise se retrouve embarquée par Owen dans son projet de quitter Alexandria. Dans leur tentative de fuite, elle est sauvée à sa surprise d'un rôdeur par Owen, qui se fait alors mordre au bras. Pensant réellement qu'il a changé, Denise veut l'emmener à l'infirmerie pour tenter de le soigner : mais à proximité Owen se fait tirer dessus par Carol dans la méprise, et se sacrifie donc en retenant à bout de bras des rôdeurs afin de lui permettre d'arriver à destination. Denise y rejoint alors Heath, Aaron et Spencer Monroe avant de voir courir à leur tour Michonne et Rick Grimes portant à bout de bras son fils Carl, blessé par balle à l’œil droit. Denise donna alors ses instructions à tous ceux présents afin de préparer en urgence le nécessaire avant leur arrivée dans l'infirmerie. Pendant que Rick sort repousser tout seul les rôdeurs afin de lui laisser le temps de sauver son fils, Denise se fait seconder par toutes les autres, pressée par Heath qui souhaite aller aider Rick jusqu'à ce qu'elle en finisse avec les soins d'urgence : ils sortent alors en trombe et la laissent veiller seule sur le jeune homme. Au petit matin, alors que la plupart des autres habitants ont repris Alexandria en éliminant la horde, Denise s'occupe de la blessure que s'est fait Daryl Dixon avant son retour avec Abraham Ford et Sasha Williams, tandis que Rick est au chevet de Carl dans la pièce d'à côté et que ses proches patientent à l'extérieur. Elle est présente dans l'église lorsque Rick parle de combattre les Sauveurs, mais ne participe pas au combat. Tandis que sa compagne Tara vient de partir en mission de ravitaillement prolongée avec Heath, Denise fait discrètement une demande spéciale et personnelle à Daryl pour sa propre sortie avec Rosita. Elle souhaite finalement les accompagner pour atteindre une pharmacie et se ravitailler en médicaments. Denise n'étant pas une véritable survivante et n'ayant jamais faite d'expédition à l'extérieur, Daryl rejette l'idée mais finit par céder, et même par sympathiser avec elle au fur et à mesure de leur présence à l'extérieur : il apprend que Denise avait elle aussi un frère aîné, nommé Dennis, qui avait une personnalité totalement différente de la sienne et sur qui elle comptait beaucoup. Bloqués en chemin par un arbre en travers de la route, ils laissent leur camionnette sur place et continuent à pied : cependant, Daryl et Rosita étant en désaccord sur le chemin à prendre, Denise choisit la prudence et suit celui-ci par les bois pendant que Rosita longe le chemin de fer. Réunis à la pharmacie, Denise explore seule une pièce de l'arrière-boutique pendant que ses comparses récupèrent ce qu'ils peuvent : elle y découvre la vision macabre d'un bébé noyé dans un évier et d'un enfant plâtré et estropié changé en rôdeur, ce qui la bouleverse et la fait sortir pour prendre l'air. Daryl comprenant qu'elle a vu quelque chose, vient la réconforter à sa manière. Néanmoins, sur le chemin du retour par les rails (décidé cette fois par Daryl), Denise afin de se donner du cran, commet une action stupide et inutile avec un rôdeur dans une voiture pour récupérer du soda dans une glacière. Entrant en dispute avec ses compagnons sur son attitude et pendant qu'elle pique une crise, Denise se fait subitement et par hasard transpercée par une flèche dans l'œil à l'origine destinée à Daryl et tirée par Dwight, le lieutenant de Negan précédemment rencontré par Daryl et désormais défiguré, avec sa propre arbalète volée. N'ayant pas compris ce qu'il lui arrive, Denise bafouille son dernier mot et meurt en s'effondrant au sol. Elle est ramenée plus tard à Alexandria pour y être enterrée. Daryl, qui se sent responsable, fait alors de la traque de Dwight une affaire de vengeance personnelle (ce qui amènera à sa capture par lui et à celle de sa complice Rosita, ainsi que de celle de Glenn et Michonne). Dwight reste alors l'ennemi juré de Tara et Daryl à cause du meurtre de Denise, même après avoir trahi les Sauveurs pour rejoindre leur camp. |                          |                 |                   |         |
| Nora | Tamara Austin            | 9 10            | 7                 | Vivante |
| Nora est une habitante d'Alexandria, et membre du conseil. |                          |                 |                   |         |
| Nicholas | Michael Traynor          | 5 6             | 6                 | Décédé  |
| Nicholas est un habitant de Alexandria, le père de Mikey. Il est chargé d'effectuer des expéditions à l'extérieur sous les ordres d'Aiden Monroe. Pendant la première sortie avec Aiden, Glenn, Tara et Noah, Nicholas est témoin de la dispute entre Glenn et Aiden et quand ces derniers se battent à l'entrée d'Alexandria, il veut attaquer Glenn mais est plaqué à terre par Daryl avant d'être sauvé par Rick. Nicholas retourne en mission car il y a des problèmes d’électricité à Alexandria, mais lorsque les choses tournent mal et qu'Aiden blessé est sur le point d'être dévoré, il l'abandonne en justifiant les autres fois où ils ont abandonné des camarades. Dans sa fuite, Nicholas se retrouve cerné avec Glenn et Noah dans les coins opposés d'une porte tambour. Aveuglé par sa lâcheté, il force sa sortie ce qui entraîne la mort de Noah, qui se fait dévorer par plusieurs rôdeurs sous les yeux de Glenn. Nicholas retourne à la camionnette et prétend à Eugene que ses deux compagnons sont morts, l'expulsant de force quand Eugene sceptique tente de prendre son arme. Mais alors qu'il essaie de démarrer, Glenn revient le mettre K.O. et le ramène avec Eugene qui le tient en joue et Tara, dans le coma. Nicholas ment, mais mal, à Deanna sur les événements en mettant tout sur le dos de Glenn. Glenn se confronte à lui pour lui dire ses quatre vérités sur le type de personne qu'est Nicholas et ce qu'il a fait, et pour le bien des autres le menace de tout révéler (ce qui lui vaudrait à coup sûr le bannissement) s'il ne s'abstient pas à l'avenir de sortir à l'extérieur pour les expéditions. Nicholas récupère l'arme que Rick avait cachée à l'extérieur d'Alexandria à leur arrivée. Il se fait repérer et suivre par Glenn durant sa sortie en douce dans la forêt et, tendant en fait un piège, lui tire dans l'épaule. Mais Glenn est vivant et revient pour se battre avec Nicholas malgré les quelques rôdeurs qui l'acculait, prenant à la fin le dessus sur lui. Cependant, quand Glenn tient l'arme sur sa tête, Nicholas reconnaît sa faiblesse et l'implore de ne pas le tuer, ce que Glenn accepte et il l'aide à rentrer à Alexandria. À l'infirmerie où Tara s'est réveillée, ils mentent sur les circonstances de leurs blessures (cependant Glenn ne mentira pas à Maggie, qui informe à son tour Tara). Dans la saison 6, Nicholas malgré l'interdiction de Glenn, se porte volontaire pour aider Rick à se débarrasser d'une horde de rôdeurs menaçant Alexandria, montrant toutefois un désir d'aider : il fait équipe avec Glenn et Heath, coopérant sans discuter et montrant réellement des signes d'amélioration. Mais quand le groupe retourne vers Alexandria en urgence, Nicholas et Glenn qui cherchaient de leur côté un moyen de diversion pour la horde en approche, se retrouvent acculés par les rôdeurs sur une poubelle dans une ruelle. Abasourdi par le nombre de morts-vivants, Nicholas remercie Glenn puis se suicide d'une balle dans la tête, l'entraînant au passage dans sa chute. Son corps s'effondre sur Glenn et se fait dévorer par les rôdeurs. Il est cependant révélé plus tard que grâce au corps de Nicholas, qui l'a temporairement protégé de la horde, Glenn a pu se hisser sous la poubelle et s'y abriter. |                          |                 |                   |         |
| Heath | Corey Hawkins            | 6 7             | 5                 | Inconnu |
| Heath est un habitant d'Alexandria rentrant de deux semaines d'aventure en extérieur avec Scott et Annie et qui rencontrent Eugene, de garde au portail d'Alexandria. Heath est volontaire pour aider le groupe de Rick à se débarrasser de la horde de rôdeurs, en faisant équipe avec Glenn et Nicholas pour nettoyer une pizzeria infestée dont les rôdeurs risquent de dévier la horde de son trajet. Sceptique vis-à-vis du plan de Glenn qu'il ne connaît pas vraiment, Nicholas intervient cependant en faveur de ce dernier pour convaincre Heath de lui faire confiance. Après le déclenchement du klaxon d'un camion aux environs d'Alexandria, il accompagne Rick, Glenn, Michonne et les autres Alexandriens (Nicholas, Barnes, Sturgess, Annie, Scott et David) se repliant dans l'urgence en direction de la ville. Avant de se séparer d'eux afin de tenter de faire dévier la horde, Rick donne pour consigne à Glenn et Michonne à l'écart des autres, sauf de Heath qui reste à portée d'oreille, de regagner la ville quitte à abandonner leurs compagnons en route, sachant très bien que tous ne pourront s'en sortir. Après la mort de Barnes et une attaque dans laquelle Scott est blessé par balle par Sturgess, qui les abandonne, et David mordu dans le dos, le groupe rejoint une municipalité (où ils retrouvent Sturgess, dévoré par les rôdeurs) et se réfugie dans un magasin pour panser ses blessures. Connaissant les consignes et n'ayant pas l'expérience d'avoir perdu des compagnons, Heath qui assume un esprit de solidarité radical, se montre méfiant et agressif envers les compagnons de Rick dont il interprète mal les propos, ce que Michonne rectifie. Glenn et Nicholas étant sortis en mission de diversion mais la horde arrivant, ils sont obligés de sortir en force et fuir : Annie et David se font dévorer dans la fuite, puis Michonne, Scott blessé et Heath trouvent refuge dans les bois. Il se rend compte qu'il est couvert de sang, et comme l'avait prédit la femme au katana, Heath ne sait pas si c'est le sien, celui de rôdeurs ou de ses défunts amis. Ils arrivent à l'orée de la ville et découvrent les reliefs de l'attaque des Wolves. Lors de l'invasion de la horde à Alexandria, Heath est avec Aaron et Spencer Monroe à l'infirmerie, rejointe la nuit tombée par Denise, puis l'assiste avec eux et Michonne dans les soins d'urgence prodigués à Carl blessé par balle à l’œil, alors que Rick est retourné dehors pour repousser à lui seul les rôdeurs. Heath qui s'impatiente près de la porte pour sortir l'aider, s'assure auprès de Denise qu'ils ne lui sont plus utiles pour Carl et fonce avec les autres aux côtés de Rick, imités au fur et à mesure par d'autres habitants qui grossissent les rangs pour massacrer les rôdeurs durant la nuit. Après la réunion dans l'église pour discuter du combat contre les Sauveurs, Heath se porte volontaire pour participer à l'assaut de leur avant-poste satellite avec Glenn, qui tue cependant à sa place un des Sauveurs pendant son sommeil en voyant ses scrupules. Durant le chaos et le carnage des Sauveurs par son groupe déclenchés après que l'alerte ait été donnée, Heath qui fait équipe avec Glenn se retrouve face à l'un d'eux et manque de se faire abattre à moyenne distance, mais est sauvé d'une mort certaine par leur nouvel allié Jesus, qui s'est infiltré de son côté dans les locaux et assassine discrètement tous les Sauveurs à sa portée. Il part ensuite en mission de ravitaillement prolongée avec Tara, poussant plus loin leurs recherches infructueuses. Arrivés à un pont, ils se font cependant rapidement acculer par des rôdeurs, particulièrement Tara qui lui enjoint malgré ses réticences de filer avant qu'elle ne tombe par-dessus la rambarde et soit entraînée par l'eau. Après sa péripétie à Oceanside et son retour au point de départ pour retrouver Heath, confondant brièvement un rôdeur qui a les mêmes cadenettes attachées que lui, Tara constate en fait que le véhicule et son comparse ont disparu. Au sein de la série, Heath n'a plus été revu depuis et son sort demeure canoniquement incertain. Toutefois, selon une déclaration récente d'Angela Kang (devenue auteur-producteur de la série à partir de la neuvième saison), Heath aurait été capturé par les Charognards et échangé contre du ravitaillement par la même communauté disposant de l'hélicoptère qui a emmené Jadis et Rick Grimes. |                          |                 |                   |         |
| Pete Anderson | Corey Brill              | 5               | 5                 | Décédé  |
| Pete est décrit comme un excellent médecin d'Alexandria selon Aaron. Il est le mari de Jessie et le père de Ron et Sam. Il souhaite la bienvenue à Rick tout en restant visage caché. Lui et sa famille se rendent à la fête organisée par Deanna pour permettre au groupe de Rick de bien s'intégrer. Carol découvre qu'il bat sa femme et demande à Rick de le tuer. Pete et Rick se battent, ce qui entraine la séparation de Pete et Jessie. Ivre de rage, armé du sabre de michonne, il va tuer Reg qui s'interpose devant Rick. Deanna demande alors à Rick de le tuer et Rick l'exécute. |                          |                 |                   |         |
| Anna | Vanessa Cloke            | 6 7             | 4                 | Décédée |
| Anna est une habitante d'Alexandria. Elle fait partie des pillards de l'épicerie arrêtés par Spencer. Lors de l'invasion des rôdeurs à Alexandria, elle se réfugie dans l'église du Père Gabriel et gardera Judith pendant que ce dernier part se battre aux côtés de Rick et de ses suiveurs. Anna est présente dans l'église lorsque Rick parle de combattre les Sauveurs, mais elle ne participera pas au combat. Anna n'est pas réapparue à la suite du bombardement d'Alexandria : il est donc supposé qu'elle est morte lors d'une explosion. |                          |                 |                   |         |
| Reg Monroe | Steve Coulter            | 5               | 4                 | Décédé  |
| Reg est le mari de Deanna, le père d'Aiden et Spencer ainsi que l'architecte des fortifications d'Alexandria. Semblant raisonnable et placide, Reg à l'habitude d'intervenir pour apaiser les conflits et tient un journal personnel par exercices intellectuel et psychologique. Le jour de l'expédition où Noah et Aiden trouveront la mort, Reg offre à l'adolescent un journal vierge à remplir quand il lui exprime spontanément le souhait de devenir son apprenti, afin de s'assurer d'une relève pour que l'enceinte perdure. Le soir, alors qu'il s'isole avec sa femme et Spencer pour pleurer la mort de son fils aîné, il est atteint au point de demander à Deanna d'arrêter la musique du CD d'Aiden qu'elle leur faisait écouter. Lorsque Maggie s'en va de chez eux après avoir plaidé la cause de Rick entre son coup de sang avec Pete Anderson et la réunion nocturne de la communauté, Reg la rattrape pour calmer le jeu. Il est accidentellement égorgé à la réunion par Pete visiblement éméché en s'interposant entre Rick et lui pour le calmer, tandis qu'il avait emporté le sabre de Michonne. Reg meurt dans les bras de sa femme qui demande à Rick d'exécuter Pete. Il est enterré au cimetière par Abraham. |                          |                 |                   |         |
| David | Jay Hugulay              | 6               | 3                 | Décédé  |
| David est un habitant d'Alexandria. Il survivait seul à l'extérieur et en souffrait jusqu'à sa rencontre avec Aaron, qui l'a ramené à Alexandria. Sur leur chemin, ils ont aussi rencontré Betsy avec qui David s'est lié d'amitié, puis s'est marié (trois mois avant son apparition). David se porte volontaire pour aider à se débarrasser de la horde. Quand un klaxon de camion se fait entendre, son groupe (composé de Glenn, Michonne, Scott, Heath, Nicholas, Barnes, Annie et Sturgess) repart vers Alexandria après s'être séparé de Rick Grimes (parti de son côté afin de récupérer le camping-car et détourner la horde en approche de la zone de sûreté), mais ils sont poursuivis et attaqués en chemin par des rôdeurs (qui commencent à dévorer Barnes) : en les combattant avec les autres, David sauve Scott qui est blessé à la jambe par une balle perdue de Sturgess (qui panique et s'enfuit, puis sera retrouvé dévoré par le groupe) et attaqué par deux rôdeurs, mais se fait mordre au dos dans l'affrontement. Se sachant condamné, il souhaite se dévouer à raccompagner tout le monde sain et sauf et, si possible, revoir Betsy une dernière fois. Durant leur trajet de retour, Michonne écoute son histoire et apprend à le connaître, tandis que David accepte paisiblement sa situation. Lors d'une étape dans un magasin et ne se faisant pas d'illusion à l'idée de revoir sa femme, David récupère du papier de fortune pour lui écrire une lettre d'adieu, malgré l'affirmation de Glenn qu'il sera ramené en temps et en heure. Après le départ de Glenn et Nicholas censés provoquer une diversion, ils doivent fuir en trombe l'arrivée inéluctable de la horde de la carrière sur eux, et Annie est dévorée dans la manœuvre : ce sera le tour de David peu de temps après dans un cul-de-sac, tandis que Michonne et lui tentent d'escalader ensemble une grille branlante cadenassée afin de rejoindre Heath et Scott de l'autre côté, la masse de rôdeurs à leurs trousses s'acharnant à les agripper. Alors que Michonne y parvient, David est attrapé et plaqué contre la grille, et dévoré sous leurs yeux. Après s'être extirpé de sous la poubelle où il restât un long moment afin d'échapper aux rôdeurs, Glenn, en repérant Enid (fuguant d'Alexandria après l'attaque des Wolves) sur un toit et cherchant à la rejoindre, arrive par hasard dans ladite ruelle et trouve David, revenu entretemps en rôdeur et le visage demeuré collé à la grille, sa lettre à Betsy gisant à ses côtés dans l'herbe. Glenn l'achèvera. |                          |                 |                   |         |
| Erin | Tiffany Morgan           | 5 6             | 3                 | Décédée |
| Erin est une habitante d'Alexandria. Durant l'attaque des Wolves, elle est blessée mortellement par Aphid qui est tué rapidement par Carol. Toujours vivante, elle est achevée par Carol pour lui épargner de souffrir et de revenir en rôdeuse. |                          |                 |                   |         |
| Brandon | Blaine Kern III          | 10              | 3                 | Décédé  |
| Brandon est un résident d'Alexandria. Il est chargé de veiller sur Negan. |                          |                 |                   |         |
| Mikey | Elijah Marcano           | 5               | 2                 | Décédé  |
| Mikey est un habitant de Alexandria. Il est le fils de Nicholas. Il fait connaissance avec Carl Grimes aux côtés de Ron Anderson et Enid en lui proposant une partie de jeux vidéo, que Carl accepte après hésitation. Il est aussi présent avec lui et Ron à la fête organisée chez Deanna Monroe. Comme Mikey n'a plus fait d’apparition depuis la cinquième saison, il est possible qu'il ait été tué pendant l'attaque des Wolves ou l'invasion des rôdeurs dans la sixième saison. |                          |                 |                   |         |
| Annie | Beth Keener              | 6               | 2                 | Décédée |
| Annie est une habitante d'Alexandria rentrant de deux semaines d'aventure en extérieur avec Heath et Scott et qui rencontrent Eugene, de garde au portail d'Alexandria. Annie se porte volontaire pour aider à se débarrasser de la horde. Quand un klaxon de camion se fait entendre, son groupe (composé de Glenn, Michonne, Scott, Heath, Nicholas, David, Barnes et Sturgess) repart vers Alexandria mais est poursuivi : dans leur fuite à travers la forêt, Annie trébuche et se tord la cheville, obligeant Glenn et Nicholas à la soutenir pour qu'elle puisse se déplacer. Après s'être séparés de Rick Grimes (parti de son côté afin de récupérer le camping-car et détourner la horde en approche de la zone de sûreté), ils sont attaqués par des rôdeurs (qui commencent à dévorer Barnes) en chemin : Annie ne pouvant participer à l'affrontement à cause de sa blessure, elle voit impuissante David se faire mordre au dos en sauvant Scott qui est lui aussi blessé à la jambe (par une balle perdue de Sturgess, qui panique et s'enfuit puis sera retrouvé dévoré par le groupe), et attaqué par deux rôdeurs. Lors d'une étape dans un magasin pour récupérer et soigner leurs blessés, Annie est auscultée et aidée du mieux qu'ils peuvent. Alors qu'elle les encourage avec David et Scott à les abandonner si nécessaire, Heath après Glenn rejette vivement cette idée et (à cause de consignes entendues de la bouche de Rick qu'il mésinterprète) se montre méfiant et implicitement hostile envers Michonne. Après le départ de Glenn et Nicholas censés provoquer une diversion, ils doivent fuir en trombe l'arrivée inéluctable de la horde de la carrière sur eux : Annie qui ne peut cependant pas distancer les rôdeurs dans son état, est condamnée et enjoint donc Heath, Scott, David et Michonne à fuir sans elle. Effondrée au sol, elle lutte jusqu'au bout en vidant autant que possible son arme à feu sur la horde, jusqu'à ce qu'elle la dévore. |                          |                 |                   |         |
| Aiden Monroe | Daniel Bonjour           | 5               | 2                 | Décédé  |
| Aiden est un habitant d'Alexandria. C'est le fils aîné de Deanna et Reg et le frère de Spencer. Ancien réserviste dans l'armée, c'est lui qui dirige les expéditions durant les sorties en compagnie de Nicholas. Il se révèle néanmoins être également un petit baratineur arrogant et sans expérience de la survie à l'extérieur, capable de prendre des risques stupides et inutiles avec les rôdeurs. C'est pour cette raison que, lors de sa première sortie avec Nicholas, Glenn, Tara et Noah, une violente dispute éclate entre Glenn et lui, qui se poursuit au retour dans l'enceinte d'Alexandria quand Aiden tente vainement de l'impressionner puis de le frapper, mais se fait maîtriser sans difficulté avec les remerciements de sa mère à Glenn, considérant que son fils le méritait et en avait besoin. Durant une excursion en compagnie de Glenn, Noah, Eugene, Tara et Nicholas pour aller chercher du matériel électrique nécessaire à Alexandria, Aiden se montre effectivement plus humble et respectueux envers leurs nouveaux partenaires et prend en compte leurs recommandations. Dans l'entrepôt, il croise un rôdeur en armure anti-émeute et équipé d'une grenade repérée par Glenn. Mais n'entendant pas son avertissement, Aiden tire sur cette dernière par accident et la fait exploser, ce qui blesse gravement Tara. Lui-même projeté et empalé sur des barres métalliques qui lui transpercent le corps, Aiden est abandonné par Nicholas qui le croyait mort. Quand ils se rendent compte de la méprise, Glenn le convainc avec Noah, de retourner le chercher malgré l'arrivée prochaine des rôdeurs et la difficulté à le libérer des barres. Nicholas finit par l'abandonner une seconde fois, se justifiant à lui en révélant toutes les fois où ils ont eux-mêmes lâchement abandonnés les leurs face aux rôdeurs. Ne pouvant être sauvé malgré l'entêtement de Glenn, ils abandonnent au dernier moment et Aiden se fait dévorer vivant par les rôdeurs. Au retour à Alexandria, après la mort de Noah provoquée par la lâcheté de Nicholas qui a tenté d'abandonner tout le monde, ce dernier travestira les faits auprès de Deanna pour plaider sa cause en déplaçant les responsabilités sur Glenn, notamment celle de la mort d'Aiden. Bien que Deanna perçoive ses mensonges, la famille d'Aiden est effondrée par sa perte qui fait naître des tensions avec le groupe de Rick. Le soir de sa mort, Deanna passe un de ses CD de musique préférés à la maison. |                          |                 |                   |         |
| Carter | Ethan Embry              | 6               | 1                 | Décédé  |
| Carter est un habitant d'Alexandria inconscient et inexpérimenté à la survie. Il est poltron et manifeste un antagonisme envers Rick après qu'il a exécuté Pete Anderson de sang-froid sur ordre de Deanna après le meurtre de son époux. Alors qu'il n'a lui-même aucune idée bonne ou pertinente à proposer, Carter se montre toutefois assez sceptique et dans un esprit de contradiction quand Rick et son groupe expliquent le plan retenu pour éloigner la horde de la carrière avant qu'ils ne se libèrent eux-mêmes et marchent fatalement sur Alexandria. Durant des préparatifs à l'extérieur près d'un virage routier avec des membres de la communauté, Carter participe aux travaux. Rick, qui apprend à nouveau à se connaître avec Morgan et discute de leur manque d'expérience de l'extérieur, souhaite les pousser à devenir de véritables survivants comme eux, et saisit l'occasion quand un petit groupe de rôdeurs arrive sur eux par la forêt : au lieu de les achever avec son groupe malgré leur appel à l'aide, Rick encourage les ouvriers les plus proches d'eux (dont Carter, qui est tétanisé et peureux) à se défendre tout seuls avec leurs armes. Cependant, face à leur inaptitude à le faire Morgan, suivi par le groupe puis Rick, prend finalement l'initiative de s'occuper eux-mêmes d'eux, sauvant Carter du mort-vivant qu'il a été incapable de tuer. Quand l'incident est clos, Carter fixe Rick avec un air de reproche et de crainte comme s'il avait voulu les faire tuer. Fomentant plus tard et en secret un complot pour tuer ce dernier en présence de Tobin, Olivia, Francine et Spencer qu'il essaie de convaincre, ils sont néanmoins surpris par Eugene qui s'est retrouvé par hasard dans le couloir mais se fait repérer. Persuadé qu'Eugene a tout entendu, Carter menace de l'abattre mais Rick et les plus importants de son groupe arrivent à ce moment dans l'entrée. Comprenant ce qu'il se passe, il désarme sans mal Carter et lui fiche une trouille bleue avec son arme avant de la donner à Daryl, dans le but de lui faire comprendre son attitude : mais Rick avoue plus tard à Morgan qu'il savait à ce moment-là que Carter est de ceux qui ne pourront pas s'adapter au monde et se feront tuer rapidement. Constatant en compagnie de Rick, Michonne et Morgan le bon déroulement du plan avec la horde, Carter reconnaît à Rick son erreur et la légitimité de leur initiative, et se réconcilie avec lui. Malheureusement, comme l'avait prédit Rick à Morgan, Carter qui les précède en longeant l'orée des bois bordant la route et ne se focalisant que sur la horde, ne se montre pas vigilant : il se fait alors tirer par un rôdeur isolé qui était bloqué de l'autre côté d'un arbre et se fait mordre au visage. Les cris de Carter alertent le trio mais également la horde dont certains éléments commencent à quitter les rangs. Rattrapé par Rick qui achève le rôdeur et essaie de le faire taire pour qu'il ne fasse pas dévier les autres morts, Carter qui est en état de choc et se vide de son sang est achevé au couteau par Rick à l'arrivée de Morgan et Michonne. |                          |                 |                   |         |
| Betsy | Jasmine Kaur             | 6               | 1                 | Décédée |
| Betsy est une habitante d'Alexandria. Elle survivait à l'extérieur avant sa rencontre avec Aaron et David, lui aussi seul et récupéré, avec qui elle s'est liée d'amitié puis s'est mariée, trois mois avant sa mort. La lettre d'adieu écrite sur du papier de fortune par son époux mordu et récupérée sur les lieux de son décès lui était destinée. Elle écoute le discours de Rick après l'encerclement d'Alexandria par la horde de rôdeurs, et se suicide chez elle par la suite, apparemment en se tranchant les veines. Jessie la retrouve transformée en rôdeur mais bloquée à l'intérieur, et l’achève devant témoins par l'entrebâillement de sa porte d'entrée. |                          |                 |                   |         |
| Holly | Laura Beamer             | 6               | 1                 | Décédée |
| Holly est une habitante d'Alexandria. Elle est gravement blessée durant l'attaque des Wolves et portée à l'infirmerie. Denise essaie de lui sauver la vie mais elle meurt durant l'opération. Denise l'achève pour qu'elle ne revienne pas en rôdeur. |                          |                 |                   |         |
| Richards | Dalton Louis Simons      | 6               | 1                 | Décédé  |
| Richards est un habitant d'Alexandria. Durant l'attaque des Wolves, il est tué par un cocktail Molotov. Totalement carbonisé, il se réveille en rôdeur mais il est immédiatement achevé par Maggie. |                          |                 |                   |         |

### Les Wolves
| Personnages | Acteur / Actrice     | Saison | Nombre d'épisodes | Statut  |
| --- | -------------------- | ------ | ----------------- | ------- |
| Owen | Benedict Samuel      | 5 6    | 5                 | Décédé  |
| C'est le meneur des Wolves (Loups en anglais), groupe sauvage qui pille et massacre les autres survivants (et qui sont notamment responsables de la chute de la communauté de Richmond où habitait Noah). Le message d'avertissement "WOLVES NOT FAR" (« Loups pas loin ») signale leur passage. Dans le final de la cinquième saison, Owen apparaît à Morgan Jones durant son bivouac en pleine forêt en le tenant en respect avec un pistolet. Après une discussion étrange entre quatre yeux, il s'acharne avec Edward, embusqué jusque-là, à essayer de le tuer malgré les avertissements répétés de Morgan qui a pourtant l'ascendant sur eux. Ils sont finalement tous les deux assommés et laissés par Morgan dans une voiture abandonnée. Quand Aaron et Daryl perdent la trace du survivant au coupe-vent rouge, ils trouvent par hasard Del Arno Foods, qui s'avère en réalité être un repaire des Wolves piégé avec une horde de rôdeurs. Un message avertissant vaguement du danger certain que représente le groupe d'Owen pour qui reste sur place est découvert par les Alexandriens acculés dans une voiture, qui suivent le conseil bon gré mal gré et sont sauvés par Morgan qui passait par là. Le soir même du retour du trio à la zone de sûreté, Owen et son complice repassent à Del Arno Foods avec le survivant au coupe-vent rouge pour l'égorger afin qu'il serve de rôdeur supplémentaire dans leur piège, et constatent que celui-ci a été déclenché. Pendant que le piège est remis en place, Owen trouve les photos de la communauté d'Alexandria dans la sacoche qu'Aaron a perdue en fuyant les rôdeurs avec Daryl. Lorsqu'ils attaquent Alexandria, Owen planqué en embuscade dans une maison, se bat violemment contre Morgan et se fait de nouveau assommer par ce dernier, puis emprisonner à l'insu de tout le monde. Morgan va essayer de révéler ses bons côtés en discutant à nouveau avec lui durant sa captivité, lui racontant ce qu'il lui est arrivé de marquant depuis l'époque de la prison, la dernière fois où il avait revu Rick. Mais Owen est rétif et lui montre une blessure infectée faite par accident au niveau de l'estomac. Afin de le sauver, Morgan met Denise dans la confidence en l’amenant à Owen en cachette pour le soigner. Ils sont découverts par Carol peu avant la chute du clocher sur l'enceinte qui permet l'entrée des rôdeurs, attirés durant l'attaque par le klaxon du camion-bélier d'un de ses complices. Lors de la mi-saison et de l'invasion des rôdeurs dans l'enceinte d'Alexandria, profitant d'un accrochage entre Carol et Morgan sur le sort à lui réserver, Owen se libère en assommant ce dernier avec son propre bâton et parvient dans la confusion à prendre Denise en otage, afin de s'assurer de ne pas se faire tuer par Tara et Rosita qui viennent de les rejoindre avec Eugene. Malgré les rôdeurs qui investissent les rues, il s'en va dehors avec elle. Lors de l'épisode 9, après une discussion à l'extérieur avec Denise, Owen tente de sortir de la ville avec elle, mais se fait cependant mordre au bras en choisissant à sa propre surprise de la sauver d'un rôdeur. En allant alors vers l'infirmerie avec Denise qui veut essayer de le soigner, dans la méprise il se fait tirer dessus par Carol et se sacrifie en retenant à bout de bras des rôdeurs pour permettre à Denise de se sauver. Plus tard, Morgan tombera sur Owen changé en rôdeur et l'achèvera. |                      |        |                   |         |
| Edward (Wolf blond) | Jesse C. Boyd        | 5 6 11 | 4                 | Décédé  |
| C'est le second du groupe des Wolves et bras droit d'Owen. Dans le final de la cinquième saison, Owen et lui essaient de tuer Morgan durant son bivouac en pleine forêt. Ils sont cependant tous les deux assommés et laissés par Morgan dans une voiture abandonnée. Lorsqu'ils attaquent Alexandria, aidé de quatre autres Wolves il tente à nouveau de tuer Morgan en le cernant cette fois à cinq contre un, mais ils seront tenus en respect et obligés de fuir. Edward en profite cependant pour voler un pistolet qui traînait par terre. Dans leur fuite, son groupe va croiser la route de Rick qui attend la horde à bord du camping-car. À son intrusion surprise, Edward cloue involontairement le véhicule sur place en canardant Rick avec le pistolet ramassé à Alexandria. Ce dernier prend le dessus sur Edward et le tabasse au sol alors que son complice tente de l'étrangler par derrière. Finalement, Rick maîtrise la situation et abat Edward à la suite de son complice avec son Colt, avant de repérer le reste de son groupe en embuscade, qu'il mitraille à travers la cloison. |                      |        |                   |         |
| Wolf fou non nommé | Courtland Fuller     | 6 7    | 2                 | Vivant  |
| Il fait partie des Wolves qui participent à l'attaque d'Alexandria. Il est observé au loin par Carol pendant qu'il s'acharne au couteau avec un plaisir malsain sur le cadavre d'Adrian. Il trempe ensuite fébrilement son doigt dans son sang pour recouvrir le W de son front avec, le sourire carnassier. Sa mort n'ayant pas été confirmée, il est donc probable qu'il ait pu fuir Alexandria et soit le seul Wolf avéré à avoir survécu au massacre de son groupe. Il est en effet revu plus tard en tant que Sauveur dissimulant sa cicatrice de Wolf sous une casquette. |                      |        |                   |         |
| Aphid | Duke Jackson         | 6      | 1                 | Décédé  |
| Aphid fait partie des Wolves qui participent à l'attaque d'Alexandria. Il poignarde mortellement Erin mais se fera de suite tuer et achever par Carol. Celle-ci, après avoir abrégée les souffrances d'Erin, se camoufle avec les vêtements d'Aphid et se dessine un W au sang sur le front afin de se faire passer pour un Wolf durant l'attaque, et ainsi se mouvoir plus facilement pour les tuer. |                      |        |                   |         |
| Wolf à la veste rouge | Alec Rayme           | 6      | 1                 | Décédé  |
| Il fait partie des Wolves qui participent à l'attaque d'Alexandria. Durant l'attaque, il se fait tirer dans la jambe par Carl Grimes alors qu'il poursuivait Ron Anderson devant sa maison armé d'un couteau. Faisant d'abord mine de supplier Carl, il est abattu en pleine tête en se saisissant de son fusil par le canon. |                      |        |                   |         |
| Wolve à la sacoche | Elena Sanchez        | 6      | 1                 | Décédée |
| Elle fait partie des Wolves qui participent à l'attaque d'Alexandria. Accompagnée par un complice après un pillage quand ils croisent brièvement Carol déguisée en Wolf devant l'armurerie, elle la prend pour Aphid avant que Carol ne les abatte tous les deux à la tête. |                      |        |                   |         |
| Wolf au crâne rasé | Labrandon Shead      | 6      | 1                 | Décédé  |
| Il fait partie des Wolves qui participent à l'attaque d'Alexandria. Morgan, qui faisait mine d'être prisonnier de Carol mais le surprend derrière l'armurerie en train d'essayer de tuer le père Gabriel, fonce à la rescousse de ce dernier : il sonne brièvement son assaillant avec son bō puis lui attache les mains. Morgan souhaitant connaître la raison de l'attaque, le Wolf leur répond bizarrement à son réveil mais est interrompu par Carol, qui revient de l'armurerie et lui met une balle dans la tête. |                      |        |                   |         |
| Wolf à barbe noire | Lance Tafelski       | 6      | 1                 | Décédé  |
| Il fait partie des Wolves qui participent à l'attaque d'Alexandria. Cet homme imposant et pourvu d'une chaîne en guise de ceinture, est surpris en train de tailler en pièces le corps d'O'Hara à la hache par Morgan à son arrivée dans l'enceinte par la porte principale. Se jaugeant mutuellement, il propose à Morgan le choix d'être tué rapidement ou lentement. Ce dernier, en posture de combat avec son bō, lui répond calmement de quitter les lieux : son adversaire choisit alors pour lui une mort lente. Cependant, il est mortellement poignardé à l'estomac dans une attaque furtive de Carol tandis qu'il s’apprêtait à abattre son arme sur Morgan. |                      |        |                   |         |
| Wolf non nommé de l'armurerie | Casey Hendershot     | 6      | 1                 | Décédé  |
| Il fait partie des Wolves qui participent à l'attaque d'Alexandria. Il tue Richards en lui balançant un cocktail Molotov depuis l'extérieur de l'enceinte. Plus tard, il est mortellement blessé par balle et mit en fuite par Carol qui a réussi à atteindre l'armurerie et à abattre sa complice. Il est revu errant dans les rues d'Alexandria après l'attaque, changé en rôdeur. Rick et Deanna l'achèvent. |                      |        |                   |         |
| Wolf pilleur non nommé | Jacob Garcia         | 6      | 1                 | Décédé  |
| Il fait partie des Wolves qui participent à l'attaque d'Alexandria. Accompagnant la Wolve à la sacoche après un pillage quand ils croisent brièvement Carol déguisée devant l'armurerie, il confond aussi cette dernière avec Aphid avant qu'elle ne les abatte tous les deux à la tête. |                      |        |                   |         |
| Wolf non nommé | Charles Walton       | 6      | 1                 | Décédé  |
| Il fait partie des Wolves qui participent à l'attaque d'Alexandria. Il est revu au cimetière après l'attaque, avec les autres Wolves morts dans l'enceinte. |                      |        |                   |         |
| Wolf à la casquette de baseball | Tim McAdams          | 6      | 1                 | Décédé  |
| Il fait partie des Wolves qui participent à l'attaque d'Alexandria. Il est membre du petit groupe d'Edward qui encercle Morgan. Un couteau à sa main gauche, il l'attaque mais se fait contrer et blesser, et réussit à fuir Alexandria après l'attaque. Il est également le complice qui vient au secours d'Edward pendant l'attaque de Rick dans le camping-car en le ceinturant au cou, tandis qu'il tabasse son meneur en second au sol. Bien que le Wolf arrive à le maîtriser pendant un instant, Rick reprend le dessus sur lui et l'abat avec son Colt. En trouvant un petit bocal d'Alexandria dans sa poche, Rick comprend qu'ils viennent de sa communauté. |                      |        |                   |         |
| Wolve au bonnet en tricot | Elizabeth Davidovich | 6      | 1                 | Décédée |
| Elle fait partie des Wolves qui participent à l'attaque d'Alexandria. Elle est membre du petit groupe d'Edward qui encercle Morgan. Elle l'attaque à la machette mais se fait désarmer puis blesser, et réussit à fuir Alexandria après l'attaque. Dans leur fuite, son groupe va croiser la route de Rick qui attend la horde à bord du camping-car. Tenue en embuscade à côté du véhicule avec deux de ses complices, ils sont cependant repérés par Rick qui les décime à la mitraillette à travers la cloison. |                      |        |                   |         |
| Wolf glabre | Jeff Matthew Glover  | 6      | 1                 | Inconnu |
| Il fait partie des Wolves qui participent à l'attaque d'Alexandria. Il est vu par Spencer à travers sa visière, courant en descendant les rues de la communauté. Son sort n'est pas explicité, cependant il a dû périr avec la majorité des membres de son groupe. |                      |        |                   |         |

### Les Sauveurs
| Personnages | Acteur / Actrice                                             | Saison    | Nombre d'épisodes | Statut   |
| --- | ------------------------------------------------------------ | --------- | ----------------- | -------- |
| Laura | Lindsley Register                                            | 7 8 9 10  | 22                | Décédée  |
| Laura réside au Sanctuaire, le repaire de Negan. Elle s'entend bien avec Dwight. Lors du deuxième raid à Alexandria, Laura fait du rentre-dedans à Spencer Monroe à son retour d'expédition avec des vivres et l'invite à venir la voir au Sanctuaire. Elle retient également Rick à son retour pendant que David et Gary tabassent Aaron sur un quiproquo. Laura est garante d'Eugene lorsque ce dernier est ramené au Sanctuaire, lui montre la chambre où il va dormir, lui prépare à manger et le force à regarder Negan tuer le Dr Emmett Carson. Durant le siège du Sanctuaire par une horde de rôdeurs, Laura prévient Simon, Regina, Gavin, Dwight et Eugene de la rébellion de certains travailleurs du Sanctuaire qui se posent plein de questions. Après l'échappée des Sauveurs du Sanctuaire, elle est la seule à réchapper de l'embuscade tendue par Daryl, Tara, Rosita et Michonne dans laquelle Dwight mènent les Sauveurs présents malgré les avertissements de Laura qui pressent le traquenard : elle le démasque en le voyant abattre ses complices dans la fusillade, et lui tire une balle dans l'épaule avant de pouvoir subir de même sort. S'apprêtant à le tuer, Laura est cependant obligée de prendre la fuite à l'arrivée du groupe de Daryl et leur échappe. Dwight, qui croit se sacrifier quand il se fait récupérer et ramener par une sentinelle de Sauveurs ignorant sa traîtrise afin de les éloigner du groupe de Daryl qui fait chemin vers la Colline, découvre toutefois à son retour auprès de Negan et des autres que personne n'a revu Laura depuis le soir de l'attaque. Elle sera retrouvée (implicitement) sur le bord d'une route par Negan et lui apprendra que Dwight est le traître recherché depuis le début. Après l'avoir gardée cachée et s'être servi de D. pour éliminer Simon et les autres traîtres puis attirer Rick et ses alliés dans un piège, Negan lui révèle la supercherie en l'amenant face à Laura, qui se confronte à lui. Laura accompagne Negan comme chauffeuse au lieu d'embuscade où il attire Rick et les autres, écoutant sa confession à Gabriel qu'il a embarqué avec eux : quand elle est obligée de braquer avec son volant pour éviter un rôdeur, le prêtre en profite pour sauter en marche et tenter de s'enfuir malgré sa cécité partielle, afin de prévenir ses amis du piège. Il manque cependant de se faire dévorer par un autre mort-vivant, sauvé par Laura qui l'a rattrapé avec Eugene et achève le rôdeur. Arrivés sur les lieux, elle tient Dwight en joue pour l'obliger à regarder. Laura survit à l'affrontement final entre les Sauveurs et l'alliance, après un rude combat et son offre de capitulation des Sauveurs acceptée : avec les siens et les vainqueurs, elle écoute le monologue de Rick à la suite de la défaite de Negan. Laura est revue par après au Sanctuaire s'occupant des jardins et accueillant Rosita lors d'une livraison de matériaux et l'arrivée d'anciens ennemis venus pour aider, montrant par leur amicalité implicite que les relations entre les Sauveurs et les autres communautés se sont bel et bien apaisées. Un an et demi après, son groupe est dépendant des autres communautés, et les relations se dégradent entre les Sauveurs et les autres durant la construction du pont à laquelle elle participe. Cependant, même si elle accompagne le groupe d'un des perturbateurs, Jed (par exemple lorsqu'ils recherchent Justin porté disparu, et tombent sur Maggie et Kal qui amènent des vivres de la Colline pour eux mais subissent la mauvaise attitude de Jed), elle montre beaucoup plus de bonne volonté que ses semblables et tente avec Alden de désamorcer les tensions, comme lorsque le conflit risque à nouveau d'éclater sous l'impulsion de Jed et de ses complices. Après une ellipse de six ans, Laura est désormais intégrée à la communauté d'Alexandria : elle réapparaît dans une forêt aux côtés d'Aaron, Rosita et Eugene, le groupe appelant après la petite Judith Grimes qui leur ramène le groupe de Magna (qu'elle venait de sauver des rôdeurs). Le lendemain, elle siège avec d'autres membres de la zone de sûreté (dont notamment Michonne, Gabriel, Aaron et Siddiq) au Conseil d'Alexandria censé statuer sur l'attitude à adopter concernant ledit groupe. À l'instar de Scott, Laura est de garde à Alexandria et n'a donc pas rencontrée en personne de Chuchoteurs depuis leur apparition : lorsque Daryl, Clebs, Connie, Henry et Lydia (la fille d'Alpha, leur meneuse) arrivent à leurs portes pour soigner la jambe du jeune homme après avoir échappés à Beta (second des Chuchoteurs) et ses suiveurs, elle est chargée de veiller sur Lydia. Elle est tuée par Bêta pour protéger Gamma et Alexandria à l'instar de ce qu'elle n'était pas à l'époque des sauveurs. Son sacrifice a permis à Gamma de fuir puis d'être sauvée à temps plus tard par Gabriel, Scott et d'autres soldats d'Alexandria en forêt. |                                                              |           |                   |          |
| Gracie | Scarlett & Sophie (saisons 8-9) Anabelle Holloway (saison 9) | 8 9 10 11 | 19                | Vivante  |
| Gracie est une fille recueillie par l'Alliance durant la guerre contre les Sauveurs, après l'attaque de l'avant-poste de Mara où elle résidait alors qu'elle n'avait que cinq mois. Après les conflits, elle devient la fille adoptive d'Aaron. Son père est tué par Rick Grimes durant l'assaut de l'avant-poste en l'affrontant personnellement à proximité de son berceau. Après la victoire du groupe de Rick et Daryl, Gracie est confiée à Aaron qui, sur le départ après la mort de son compagnon Eric durant l'attaque, l'emmène avec lui à la Colline. Restant en sécurité chez Maggie jusqu'à la fin des conflits, elle est généralement gardée par la Veuve en personne, mais aussi prise en charge par les alliés disponibles pour cette tâche. Peu avant la fin de la guerre contre les Sauveurs, Gracie est aperçue dans les bras de Jerry, le sympathique bras droit d'Ezekiel, qui prend plaisir à la border à proximité de Rick, qui lit la lettre de Carl récemment décédé à la suite d'une morsure. Dans le final de la saison, Rick Grimes qui est toujours vivement en deuil à la suite de la mort de son fils, choisit le moment où Siddiq apporte un biberon à Gracie, pour l'interroger sur les circonstances exactes de la morsure fatale que Carl a reçue en allant à sa rencontre (afin de le ramener à Alexandria et l'intégrer à leur communauté). Durant la bataille finale, elle est emmenée par Enid, Henry et les autres survivants restés à la Colline qui fuient pour se cacher dans la forêt tandis que les Sauveurs en présence les recherchent. Cependant, les pleurs incessants de Gracie vont selon toute vraisemblance les faire repérer : Tara, assistée par Alden et ses comparses, décide alors de rester en arrière pour les retenir et ils s'apprêtent à combattre leurs poursuivants à armes inégales (mais ils seront tous sauvés avant d'en arriver là par les femmes d'Oceanside, ralliées grâce à Aaron et qui immolent les Sauveurs). Après l'ellipse d'un an et demi qui suit la chute de Negan, Aaron apprend dans une conversation anodine qu'il a entretemps adopté Gracie (qui vit donc désormais à Alexandria) et prend soin d'elle. Durant la construction du pont, il discute de Gracie avec Daryl et exprime sa joie d'être devenu son père. Ce dernier la rejoint avant d'avoir pu assister à la fin de la construction avec leur médecin en chef Siddiq, qui rapatrie son père à la suite de l'incident qui lui a coûté l'amputation de son avant-bras gauche. Dans les retours en arrière sur l'incident postérieur à l'explosion du pont et la disparition de Rick Grimes, durant lequel les enfants Alexandriens furent temporairement enlevés par Jocelyn, une ancienne amie d'école de Michonne, et son groupe d'enfants, Gracie qui avait deux ans à cette époque est aperçue la veille du drame sur les genoux d'Eugene, déguisé à l'occasion de la fête d'Halloween qu'ils célèbrent en même temps que l'accueil de la prétendue amie et de son groupe. Cependant, Gracie étant probablement trop jeune pour les intéresser ne faisait pas partie des enfants enlevés : elle est aperçue le lendemain matin en promenade avec son père dans Alexandria par Michonne (enceinte de R.J.), peu avant de réaliser la disparition de sa fille adoptive Judith (la fille de Rick) et des autres enfants. Après l'ellipse temporelle de six ans qui suit la destruction du pont et la disparition de leur ancien chef, Gracie est alors âgée de huit ans et sa communauté a beaucoup changée, s'étant repliée sur elle-même à la suite des événements précédents et devenue plus stricte en matière de sécurité sous l'impulsion de Michonne. Elle est vue jouant dans un parc de jeux pour enfants aménagé tandis que son père revient d'une patrouille avec Judith Grimes, Eugene Porter, Rosita Espinosa et Laura (anciennement Sauveur, elle aussi), cependant avec de nouveaux survivants (le petit groupe de Magna, ramené à contrecœur et contre leurs règles par un chantage de Judith, qui venait de les sauver de rôdeurs et menaçait de rester sur place avec eux). Gracie appelle son père et accourt vers lui en le voyant, mais Aaron piqué par l'angoisse l'arrête d'un geste et lui enjoint de ne pas s'approcher d'eux pour éviter tout risque, ne faisant lui-même pas confiance aux nouveaux venus. Après l'apparition des Chuchoteurs et une dispute entre les membres du Conseil pour avoir caché à Michonne (chef de la sécurité et dirigeante tacite) les plans de Gabriel concernant les relais radio, celle-ci se rend à la maison d'Aaron afin de le remercier pour l'avoir soutenue : Gracie l'accueille chaleureusement en venant lui ouvrir et appelle son père, qui l'envoie jouer durant leur discussion. Lorsqu'Aaron vient à son tour chez Michonne pour la prévenir de l'arrivée de Daryl (qui fait à contrecœur un crochet nécessaire à Alexandria pour soigner la jambe blessée du prince Henry tandis qu'ils fuient les Chuchoteurs avec Clebs, Connie et Lydia, la fille de leur chef), se rendant à l'entrée de l'enceinte elle ordonne en sortant de chez elle à Judith, qui joue dans la rue avec R.J., Gracie et une bicyclette, de surveiller son frère. |                                                              |           |                   |          |
| D.J. | Matt Mangum                                                  | 8 9 10    | 16                | Décédé   |
| D.J. est l'un des gardes du Sanctuaire. Après la défaite de Negan, il essaie à l'instar de Laura de collaborer avec les autres communautés, mais la vague de meurtres de plusieurs Sauveurs au camp de construction le refroidit, et il fait partie avec Jed, Norris et Regina d'un groupe de Sauveurs rebelles. Après l'ellipse de six ans toutefois, D.J. semble avoir changé de camp et est désormais un membre de confiance résidant à Alexandria. Il accompagne Michonne et Siddiq pour escorter le groupe de Magna jusqu'à la Colline. D.J. collabore avec Alden lorsqu'il organise des recherches après le départ du groupe de sauvetage d'Eugene, puis celui de Michonne, Magna et Yumiko. Il aide les nouveaux alliés Maraudeurs (menés par Ozzy et Alek) à protéger les routes autour du Royaume lors de la foire entre les communautés. En compagnie de Ozzy et Alek, D.J. retrouve les huit prisonniers de l'embuscade des Chuchoteurs, et leur donne une chance de s'en sortir. Cela n'aura pas suffi, D.J. faut partie des dix survivants décapités par Alpha et ses Chuchoteurs (Siddiq ayant été épargné afin de servir de témoin des événements) : à proximité du docteur assommé et abandonné, la tête de D.J. est retrouvée par le groupe de Carol, Daryl, Michonne et Yumiko avec celles des autres victimes, chacune revenue en rôdeur et plantée au bout d'une pique dressée afin de délimiter la frontière nord du territoire des Chuchoteurs. D.J. et les autres seront achevés et délogés de leur support. |                                                              |           |                   |          |
| Regina | Traci Dinwiddie                                              | 8 9       | 12                | Décédée  |
| Regina fait partie des lieutenants de Negan. Elle est responsable de l'avant-poste commandé par Mara mais n'y est pas présente durant l'assaut dirigé par Rick, Daryl et leurs hommes, étant avec les autres lieutenants assiégée au Sanctuaire par une horde de rôdeurs. Avec les autres seconds de Negan, Regina tente tant bien que mal de gérer l'état de siège du Sanctuaire jusqu'au retour de leur chef en compagnie du père Gabriel, juste après qu'elle a sauvé Simon en abattant un ouvrier rebelle. Regina couvre la retraite des ouvriers par un escalier en ouvrant le feu sur les rôdeurs durant l'invasion du rez-de-chaussée provoquée par l'attaque au camion-bélier de Daryl et Tara. Elle fait ensuite son rapport à Negan en compagnie de Dwight. Regina se retrouve aux côtés d'Eugene à la fabrique de munitions lui servant d'avant-poste, supervisant à l'entrée la livraison de douilles vides déchargées et apportées par les ouvriers à l'intérieur. Après le retour d'Eugene à la suite de son enlèvement raté par Daryl et Rosita qu'il a fuis, elle lui apprend le retour de Negan au Sanctuaire ainsi que son intention d'éliminer les survivants de la Colline. Regina l'assure ensuite avoir établi un périmètre autour de l'avant-poste pour le protéger. Elle est auprès de Negan, Eugene et Dwight lors de l'embuscade tendu au groupe de Rick durant l'affrontement final. Lorsqu'ils pensaient les décimer mais que toutes les armes des Sauveurs leur explosent dans les mains à cause d'une mauvaise fabrication des balles, Regina comprend qu'Eugene a saboté les munitions et tente de s'en prendre à lui, mais se fait tirer dans la jambe. Regina survit néanmoins à la bataille. Après la défaite de Negan, elle essaie à l'instar de Laura de collaborer avec les autres communautés, mais la vague de meurtres de plusieurs Sauveurs au camp de construction la refroidit, et elle fait partie avec Jed, Norris et D.J. d'un groupe de Sauveurs rebelles. Après l'ellipse de six ans, à l'inverse de D.J. Regina fait toujours partie du groupe de Jed, qui détrousse les biens de la Reine Carol et du prince Henry (dont la bague de mariage de sa mère, ce qui amène à sa rébellion qui lui fait friser la catastrophe) durant leur trajet vers la Colline, avant leur rencontre avec Daryl Dixon. Cependant, dans la nuit qui suit, tout le groupe de Regina est brûlé vif dans son sommeil par Carol, revenue à l'insu de son fils récupérer leurs affaires et se venger. |                                                              |           |                   |          |
| Gary | Mike Seal                                                    | 7 8       | 12                | Décédé   |
| Gary fait partie des Sauveurs venus piller Alexandria. Il remercie Spencer Monroe d'avoir trouvé à lui tout seul plein de vivre pour les Sauveurs, et tabasse Aaron avec l'aide de David à la suite d'un message mal interprété. Lors de l'embuscade de la Colline sur la route après l'échappée des Sauveurs du Sanctuaire, Gary menace sur ordre de Simon de tuer Jerry avec une arme pointée vers sa tempe, mais ne le fait pas selon le souhait de son supérieur. Faisant toujours partie de ses suiveurs après le retour de Negan, il est exécuté lors de la mutinerie ratée contre leur chef. |                                                              |           |                   |          |
| Jared | Joshua Mikel                                                 | 7 8       | 11                | Décédé   |
| Jared fait partie des Sauveurs de Gavin venant régulièrement spolier le Royaume. Arrogant, vicieux et prenant du plaisir à brutaliser les autres, il provoque Richard à la moindre occasion jusqu'à l'intervention de son supérieur. Lors d'un énième rendez-vous avec le Royaume qui dégénère, il tire mortellement dans la jambe de Benjamin qui en meurt peu après pour s'être interposé en faveur de Richard. Jared est puni par Gavin pour son geste. Lors de l'assaut d'un avant-poste dirigé par Morgan, Jesus et Tara, il fait partie des Sauveurs pris en otage par Jesus, contre l'avis de ses deux comparses qui ne veulent pas les laisser en vie. En reconnaissant Morgan, Jared le nargue. Sur le chemin vers la Colline, durant une tentative d'évasion ratée qu'il commet avec des complices, Morgan les rattrape et commence à tuer un à un le groupe de Sauveurs dans la forêt : Jared ne doit la vie qu'à l'intervention de Jesus, qui s'interpose pour stopper Morgan et combat brièvement en duel avec lui pour le contenir, ce qui provoque le départ de Morgan qui, frustré et en colère, réalise qu'il n'arrive pas à prendre le dessus. Même enfermé avec ses complices et Gregory à la Colline, Jared continue à provoquer et se rebeller quand il en a l'occasion. Dans une énième tentative de se libérer, il est cependant discrètement empêché par Alden, un comparse plus raisonnable qui en a assez de son attitude et ne souhaite pas aggraver les choses pour eux. Tout comme ses codétenus, Jared est surpris par Maggie quand elle se présente à eux pour exécuter froidement leur complice Dean, punition pour venger le meurtre de Neil par Simon. La leçon semble porter ses fruits : quand plus tard, Maggie se présente à nouveau sur demande d'Alden pour négocier leurs conditions de détention, Jared prend peur en la voyant et s'écarte en vitesse pour aller s'agenouiller en silence du côté opposé de leur cage, présentant son dos et en mettant ses liens solidement attachés en évidence. Dans la même journée, il montre également des craintes envers Henry qui a rejoint la Colline, quand le garçon reste sans sourciller à surveiller les Sauveurs captifs et le fixe sans fléchir. Jared demande la voix mal assurée à Morgan et Carol de le faire partir, car il le trouve effrayant. Quand Henry refoulant sa colère demande lequel d'entre eux a tué son frère, Jared n'est pas dénoncé : Morgan ment finalement pour le bien du garçon en lui prétendant que le meurtrier de Benjamin était Gavin (qu'Henry venait précédemment de tuer de ses mains au Royaume). Henry n'y croit cependant pas : peu avant l'attaque interne de rôdeurs (durant lequel d'ailleurs, Jared se réjouit en entendant de leur cellule des cris venant de l'intérieur du bâtiment) causée par des blessures infectantes pendant l'attaque précédente par Simon et ses suiveurs, le garçon se rend en cachette à leur cage avec un fusil, et interroge les prisonniers sur l'identité du meurtrier de son frère en menaçant de faire un carnage, allant jusqu'à s'introduire à l'intérieur. Jared va alors de suite s'abriter derrière ses complices regroupés. Alors qu'Alden tente de raisonner Henry, un complice blessé et également changé en rôdeur en attaque un autre : Jared profite de l'occasion pour foncer sur le garçon et l'assommer, puis prendre son arme et fuir la Colline avec une partie de ses codétenus (dont Gregory). Parti de son côté avec ses complices, ils sont poursuivis par Rick (tuyauté sur leur planque probable par Alden) et Morgan (pendant que Carol suit la piste d'Henry), qui se rejoignent tous deux sur le chemin et sont déterminés à les éliminer définitivement. Jared et eux cependant, les assomment par surprise et les emmènent dans le bar converti en abri temporaire où les Sauveurs amputés à cause de morsures se vident de leur sang. Quand Rick leur fait miroiter une possibilité de changer d'avis et se joindre à eux tandis qu'ils sont prévenus de l'arrivée imminente d'une horde croisée précédemment, Jared est le seul à ne pas les croire et à vouloir les tuer. Morgan en haussant volontairement le ton, attire la horde de rôdeurs qui pénètre les lieux et commence à dévorer les blessés. Quand Jared tente d'abattre Rick et Morgan, ses complices au contraire l'en empêchent et se rallient à la proposition du chef d'Alexandria. Tandis que Morgan et lui trahissent cette fausse promesse et tuent par surprise les survivants durant l'attaque des rôdeurs, Jared en a profité pour essayer de s'enfuir d'un autre côté. Il est cependant acculé dans une salle de billard par Morgan, qui se fait prendre par surprise mais pas maîtriser. Alors que la retraite de Jared est bloquée par les rôdeurs, Morgan le condamne en s'enfermant dans la salle grâce à une grille, et le maintient depuis l'autre côté contre le grillage tandis que Jared le supplie et se fait dévorer. À l'instar de Gavin avant lui, il réapparaît sous forme d'hallucination pour tourmenter Morgan durant une crise, après que le groupe mené par Rick a décimé celui sacrifié par Negan dans le piège qu'il leur tend.                                     |                                                              |           |                   |          |
| Arat | Elizabeth Ludlow                                             | 7 8 9     | 10                | Décédée  |
| Arat fait partie des Sauveurs et est une fidèle de Negan, jouant essentiellement un rôle de porte-flingue et d'exécutante. Lors de la seconde venue à Alexandria pour raccompagner Carl Grimes, après le meurtre de Spencer et la tentative d'assassinat de Negan par Rosita (Lucille s'étant prise la balle à sa place), Arat la maintient au sol et lui marque le visage avec la lame de son couteau afin de la pousser à révéler à son chef la façon dont elle a réussi à se procurer une arme et une balle. Quand Negan lui ordonne alors de tuer arbitrairement un membre de la communauté, Arat se saisit de son arme à feu et abat Olivia à la tête. Elle participe et survit à la bataille à Alexandria dans le final de saison. Durant la guerre contre l'Alliance, Arat sert de garde pendant les réunions des meneurs au Sanctuaire. Après l'échappée du Sanctuaire assiégé, elle participe au traquenard dissuasif organisé par Simon contre les soldats de la Colline menés par Maggie et Jesus. Arat planifie l'assaut final avec Negan et ses lieutenants. Sous l'ordre de leur meneur, elle exécute plusieurs Sauveurs dissidents pour avorter la tentative de mutinerie de Simon. Elle survit à l'ultime bataille de fin de saison, à l'issue de laquelle son groupe est vaincu par l'Alliance. Après l'ellipse d'un an et demi, Arat semble s'être repentie et, malgré les tensions grandissantes au sein des Sauveurs dépendant des autres communautés, collabore sans réticence avec le groupe de Rick : elle assiste Rosita lorsque celle-ci fait sauter des explosifs afin de dévier une horde. Arat participe également au chantier de construction du pont. Cependant, après le meurtre suspect de Justin (un perturbateur) et d'autres Sauveurs qui disparaissent mystérieusement, ceux qui restent se rebellent : Laura et elle sont les seules (avec Alden) qui tentent de raisonner les Sauveurs et apaiser les conflits. Plus tard, un soir dans les bois, Arat est enlevée par les femmes d'Oceanside, responsables des disparitions suspectes de ses semblables, et emmenée sur les lieux de leur ancien refuge parce qu'elle avait tué le petit frère de Cyndie sous les ordres de Simon (à l'époque où Negan avait fait massacrer presque tous les hommes et garçons de leur groupe). Bien qu'ils sont surpris par la Veuve et Daryl Dixon (qui enquêtaient sur les disparitions) et qu'Arat mise à genoux demande leur pitié en invoquant sa rédemption sincère, ces derniers ne font rien pour la sauver et s'en vont. D'un tir net, Arat est exécutée (hors-champ) par Cyndie. |                                                              |           |                   |          |
| Gavin | Jayson Warner Smith                                          | 7 8       | 8                 | Décédé   |
| Gavin est le lieutenant de Negan chargé avec ses Sauveurs de récupérer régulièrement les ravitaillements spoliés au Royaume. De ce fait, il traite directement avec le roi Ezekiel. Bien qu'il fasse partie des Sauveurs et exécute son rôle sans faillir, Gavin semble avoir gardé une conscience contrairement à la plupart de ses homologues : il montre des scrupules à sévir, préférant éviter autant que possible les conflits malgré l'attitude de son subordonné Jared, et offre une porte de sortie quand il peut se le permettre. Il démontre aussi des signes de sympathie, notamment lorsqu'il apprend que Benjamin a succombé au tir par balle de Jared, et annonce l'avoir puni pour cela. Gavin est aux côtés de Negan et des autres lieutenants (dont Eugene) ainsi que de Gregory, lorsque son chef fait face à Rick et ses hommes devant le Sanctuaire. Il est le seul à vouloir attendre pour trouver un terrain d'entente, mais lorsque la fusillade éclate il se cache avec les autres à l'intérieur. Il gère comme il peut avec les autres seconds de Negan l'état de siège du Sanctuaire, qui se dégrade progressivement jusqu'au retour de leur chef. Gavin se présente au Royaume avec un groupe de Sauveurs après leur sortie du Sanctuaire et prend la communauté en otage. Il leur prie de coopérer pour retrouver Ezekiel, mais se résout devant leur silence à menacer de les exécuter les uns après les autres jusqu'à récupérer leur Roi : celui-ci leur permet de s'enfuir et se fait capturer en empêchant Gavin et ses hommes de les poursuivre. Regrettant d'en être arrivé là, Gavin sermonne Ezekiel sur son changement d'attitude tandis que les Sauveurs s'apprêtent à l'emmener auprès de Negan afin qu'il soit exécuté. Cependant, ses hommes sont décimés par Morgan et Carol qui reprennent le Royaume durant la nuit en s'infiltrant pour libérer le Roi. Blessé et acculé par Morgan, il est cependant tué furtivement par Henry. Il réapparait aléatoirement aux alentours de l'attaque des Sauveurs menés par Simon et Dwight sur la Colline, sous forme d'une hallucination harcelant Morgan. |                                                              |           |                   |          |
| Norris | Aaron Farb                                                   | 8 9       | 7                 | Décédé   |
| Norris est l'un des garde du Sanctuaire et des lieutenants de Negan. Il meurt lors de la rébellion des Sauveurs au camp de construction du pont. Une fois réanimé en rôdeur, il est tué à son arrivée par Rick Grimes, à moitié conscient à cause de sa blessure sévère. |                                                              |           |                   |          |
| Frankie | Elyse Nicole DuFour                                          | 7 8 9     | 7                 | Décédée  |
| Frankie est l'une des femmes de Negan. Tanya et elle parlent souvent à Eugene, dans le but intéressé de lui faire fabriquer une substance létale pour prétendument se suicider (en réalité pour tuer Negan, ce que comprend rapidement Eugene qui les envoie paître). En tant que membre du harem de leur chef, Frankie reste au Sanctuaire jusqu'à la fin de la guerre et la défaite de Negan. Après l'ellipse temporelle de six ans, elle réside à Alexandria et a adopté une fille, Alice (qui, dans la période suivant l'explosion du pont, fera partie des enfants Alexandriens temporairement enlevés par un groupe d'enfants endoctrinés et menés par Jocelyn, une ancienne camarade d'école de Michonne). Frankie participe avec sa fille à la foire entre les communautés. Elle fait partie avec D.J. des onze victimes enlevées au nez et à la barbe des autres survivants durant la foire, et parmi elles des dix décapitées par Alpha et ses Chuchoteurs (Siddiq ayant été épargné afin de servir de témoin des événements) : à proximité du docteur assommé et abandonné, la tête de Frankie est retrouvée par le groupe de Carol, Daryl, Michonne et Yumiko avec celles des autres victimes, chacune revenue en rôdeur et plantée au bout d'une pique dressée afin de délimiter la frontière nord du territoire des Chuchoteurs. Frankie et les autres seront achevés et délogés de leur support. |                                                              |           |                   |          |
| Tanya | Chloe Atkas                                                  | 7 8 9     | 6                 | Inconnue |
| Tanya est l'une des femmes de Negan. Frankie et elle parlent souvent à Eugene, dans le but intéressé de lui faire fabriquer une substance létale pour prétendument se suicider (en réalité pour tuer Negan, ce que comprend rapidement Eugene qui les envoie paître). En tant que membre du harem de leur chef, Tany reste au Sanctuaire durant la guerre entre les Sauveurs et l'alliance d'Alexandria, de la Colline et du Royaume. Son sort demeure inconnu. |                                                              |           |                   |          |
| Dean | Adam Fristoe                                                 | 8         | 5                 | Décédé   |
| Dean est membre d'un avant-poste des Sauveurs. Durant un assaut du groupe mené par Morgan, Dianne, Tara et Jesus, il est trouvé par ces deux derniers dans un placard avec le pantalon souillé. Tara souhaitant le tuer et Jesus l'épargner, Dean qui se faisait passer pour un ouvrier inoffensif, profite de leur désaccord et prend Jesus en otage avec une arme sur la tête, se moquant de sa naïveté et menaçant de mort Maggie et son bébé car il a en sa possession la médication dont elle a besoin pour sa grossesse. Toutefois, Jesus parvient à se libérer de lui-même et à le maîtriser en récupérant indemne la médication, mais sans le tuer ce qui énerve Tara. Ligoté par lui, Dean finit comme prisonnier avec Alden, Jared et tous les Sauveurs survivants de l'assaut que Jesus décide d'épargner, contre l'avis de ses comparses. Inconscient, il est ramené à la Colline à l'arrière d'un véhicule en compagnie des corps de Freddie et d'Andy. Emprisonné avec les autres et Gregory, Dean est cependant abattu de sang-froid par Maggie sous les yeux de ses camarades, pour punir Simon d'avoir tué Neil dans l'embuscade dont les hommes de la Colline revenaient. Changé en rôdeur, Dean se fait livrer dans un cercueil marqué d'un avertissement sur les prisonniers Sauveurs à Negan, qui l'achève à la cloueuse industrielle dès l'ouverture par Simon. |                                                              |           |                   |          |
| Potter | Jon Eyez                                                     | 8 9       | 4                 | Inconnu  |
| Potter est l'un des travailleurs du Sanctuaire. Il apparaît durant le siège du Sanctuaire aux côtés de José, Brooke et les autres ouvriers qui après l'invasion du rez-de-chaussée par les rôdeurs, se rebellent et confrontent les lieutenants de Negan (juste avant le retour de ce dernier avec le père Gabriel), les seconds de leur chef s'étant révélés à peine capables de gérer la situation en son absence. Après la chute de Negan et l'ellipse d'un an et demi, Potter continue de vivre avec son groupe au Sanctuaire, cette fois sous le commandement de Daryl Dixon assisté d'Eugene Porter : faisant partie des sympathisants de l'Alliance et manifestant volontiers de la sympathie pour Rick Grimes, il le soutient ouvertement à son arrivée au Sanctuaire pour faire état de leur situation précaire, le remercie de sa visite et encourage son groupe à l'ovationner comme un héros. Passée l'ellipse de six ans qui suit la destruction du pont ainsi que la disparition de Rick et du groupe de Potter, son sort demeure inconnu. |                                                              |           |                   |          |
| Jed | Rhys Coiro                                                   | 9         | 4                 | Décédé   |
| Jed est un ancien soldat des Sauveurs. Un an et demi après la défaite de Negan, il a été réquisitionné sur le chantier pour construire le pont. Lors d'une attaque de zombies, il panique et fait tomber accidentellement un tronc d'arbre sur le bras de Aaron. Il se dévoue ensuite avec Daryl pour aider à enlever le tronc du bras d'Aaron, lui valant ensuite une amputation. À la suite de la mort de Justin et de plusieurs autres Sauveurs de la part d'Oceanside, il forme un groupe de Sauveurs dissidents avec notamment Regina et D.J., qui prennent en otage Carol en monnaie d'échange pour un potentiel raid sur le campement. Après avoir été stoppé par Carol et Rick, Jed se retirent après la mort d'Arat. Il prend ensuite les armes d'Alden et découvrent que Oceanside est responsable de la mort des Sauveurs. Il souhaite se venger avec ses acolytes, mais en sera empêché lors d'une fusillade, et survit. Six ans après la disparition de Rick, le Sanctuaire est tombé et lui, ainsi que son groupe de Sauveurs rebelles (hormis D.J.) ont pris la fuite. Ils sont devenus un groupe de pillards volant tous ceux qu'ils aperçoivent. Ils tendent une énième embuscade à Carol et Henry, et volent ses provisions. Jed décide de l'épargner car Carol l'avait épargné six ans plus tôt, mais exige son alliance, ce qui rend Henry furieux. Henry est maîtrisé et Carol donne son alliance, ce qui fait que les pillards repartent. Carol retrouve le groupe endormi du soir même et récupère son alliance. Elle verse un bidon d'essence sur Jed et son groupe, ce qui réveille Jed. Il promet à Carol qu'elle ne les reverras plus jamais, ce à quoi elle répond en les brûlant vivant en guise de représailles, pour avoir attaqué son fils et tué des autres survivants pour survivre. |                                                              |           |                   |          |
| Amber | Autumn Dial                                                  | 7 8       | 3                 | Inconnue |
| Amber est l'une des femmes de Negan. Amoureuse de Mark, un de ses Sauveurs, elle trompe leur chef avec lui ce qui amène à la punition de Mark, brûlé au visage comme Dwight. Son sort demeure inconnu. |                                                              |           |                   |          |
| Sherry | Christine Evangelista                                        | 6 7       | 3                 | Vivante  |
| Sherry est une survivante de l'apocalypse. C'est l'épouse de Dwight et la sœur de Tina, qui se fait mordre par des rôdeurs durant leur fuite du Sanctuaire et achever par elle. Poursuivie par les Sauveurs, elle s'est enfuie avec Dwight sur la moto de Daryl, lui volant aussi son arbalète. Ils retournent finalement demander pardon à Negan, qui épouse Sherry au lieu de sa sœur Tina et défigure Dwight avec un fer chauffé à blanc en compensation. Bien qu'ils ne soient plus autorisés à être intimes à partir de là, Sherry se sert de pauses cigarette comme prétexte pour pouvoir profiter de discussions avec Dwight. Lorsqu'elle revoit Daryl fait prisonnier par Negan et torturé par Dwight, Sherry ressent de l'empathie pour lui : elle lui donne des conseils et s'excuse pour avoir volé son arbalète et sa moto. Elle fait part à Negan de l'infidélité d'Amber avec Mark et, par la suite, réconforte cette dernière qui doit regarder Mark se faire brûler au fer par leur chef, comme Dwight avant lui. N'en pouvant plus de la situation et de voir ce que Dwight est devenu, elle fuit à nouveau le Sanctuaire après avoir permise à Daryl de s'évader grâce à ses indications. Quand Dwight négocie sa clémence auprès de Negan et tente de la ramener, il remonte sa trace mais ne retrouve que son alliance accompagnée d'une lettre de Sherry lui demandant de ne pas la retrouver. Bien que son sort reste incertain, elle est prétendument tuée auprès de Negan par son ancien compagnon afin de la préserver d'autres recherches, ce qui provoque le meurtre du Dr Emmett Carson que le chef des Sauveurs juge à tort responsable avec la fuite de Daryl. Dans le final de la huitième saison, après la défaite de Negan elle est présumée vivante quand Dwight, épargné et exilé par Daryl qui l'incite à la retrouver, se rend à leur ancienne maison et trouve un nouveau message, marqué du symbole de l'infini. Dans la série Fear The Walking Dead, il est confirmé que Sherry est vivante, et voyage dans le groupe du Texas avec Dwight et Morgan notamment. |                                                              |           |                   |          |
| Justin | Zach McGowan                                                 | 9         | 3                 | Décédé   |
| Justin est un Sauveur résident au Sanctuaire. Présent au camp de construction du pont avec d'autres Sauveurs, Justin envenime cependant les tensions avec les autres communautés à cause de son attitude perturbatrice et se retrouve dans le collimateur de Daryl, qui se bat avec lui pour s'en être pris à Henry afin de lui spolier plus de l'eau qu'il distribue alors qu'elle est rationnée, ou encore en ne prévenant pas par radiocommunication d'une attaque évitable de rôdeurs alors qu'il était posté en sentinelle (ce qui amènera à un incident de chantier causée par l'égoïsme de Jed et d'un autre de ses comparses, puis la perte qui en résulte de l'avant-bras gauche d'Aaron, qui aura failli être dévoré en étant blessé et abandonné sur place par eux). Tabassé par Daryl qui ne croit absolument pas en son excuse, Justin se fait finalement chassé du camp et renvoyé au Sanctuaire par Rick lui-même. Cependant, il se fait assassiner en pleine nuit à peine parti : sa disparition ainsi que celles d'autres Sauveurs amènent à des recherches et à la méfiance grandissante des siens envers les autres communautés. Son corps changé en rôdeur est retrouvé errant par Maggie et Kal après un accrochage avec le groupe de Jed, parti à sa recherche. Son meurtre étant sans équivoque, la situation dégénère. |                                                              |           |                   |          |
| Roy | Brian Stapf                                                  | 7         | 3                 | Décédé   |
| Roy fait partie des Sauveurs du Sanctuaire. Il est aperçu pour la première fois au magasin durant la captivité de Daryl, s'accrochant avec un ouvrier et un vendeur. Son camarade et lui battent à mort l'ouvrier qui s'oppose à eux. Roy fait également partie du groupe de Simon lors de son expédition vers la Colline pour emmener leur docteur, Harlan Carson, afin de remplacer son frère précédemment tué au Sanctuaire par Negan. Sans succès empêché par Enid, il se rend dans le cellier où sont cachés Maggie et Daryl, qui est à deux doigts de le tuer. Cependant, Roy ne les calcule pas et en ressort avec des légumes. Il est vu s'en allant avec Simon et les Sauveurs en présence. Il fait également partie des Sauveurs qui escortent Negan jusqu'à Alexandria. Quand ils rencontrent des arbres effondrés sur la route, il aide à dégager les branches à la tronçonneuse. Il se tient à proximité de Negan durant le moment où il se présente devant l'entrée de la communauté avec le cercueil de Sasha. Au moment fatidique avant la bataille où Negan ouvre le cercueil et se fait attaquer par Sasha changée en rôdeur, Roy sauve la vie de son chef mais en paie le prix : chutant avec elle à bas de la passerelle, il se fait dévorer au visage. |                                                              |           |                   |          |
| Joey | Joshua Hoover                                                | 7         | 3                 | Décédé   |
| Joey réside au Sanctuaire, le repaire de Negan, et semble s'occuper de surveiller le parking à deux-roues. Ce motard bibendum détient durant un temps le Colt Python de Rick Grimes après confiscation. Lors de la captivité de Daryl, il fait partie de la bande de Sauveurs du parking qui l'encerclent et le frappent sur ordre de Negan. Daryl tue sauvagement Joey sous les yeux de Jesus lors de son évasion du Sanctuaire, quand il le surprend en train de voler une moto. Daryl récupère le Colt de Rick sur son cadavre. |                                                              |           |                   |          |
| Emmett Carson | Tim Parati                                                   | 7         | 3                 | Décédé   |
| Emmett Carson est le médecin du Sanctuaire, le repaire de Negan. C'est le frère d'Harlan Carson de la Colline. Il s'occupera de Mark après que ce dernier a été brûlé au fer par Negan. Croyant (à tort par un mensonge de Dwight) qu'il est responsable de l'évasion de Daryl ainsi que des fuite et mort présumée de Sherry, Negan le tue après lui avoir fait croire un instant au pardon et l'avoir épargné du visage brûlé au fer, le jetant plutôt vivant dans le haut fourneau. Il est remplacé par son frère après sa mort. |                                                              |           |                   |          |
| Mark | Griffin Freeman                                              | 7 8       | 2                 | Décédé   |
| Mark est un Sauveur. Amoureux d'Amber, une des femmes de Negan, il est puni par ce dernier de la même manière que Dwight, en lui brûlant un côté du visage après qu'Amber l'a trompé avec lui. Il est révélé dans une interview d'Austin Amelio que Dwight a tué Mark au sanctuaire ; néanmoins la scène ne sera jamais finie, à la suite du décès du cascadeur. |                                                              |           |                   |          |
| Paula | Alicia Witt                                                  | 6         | 2                 | Décédée  |
| Paula fait partie avec Michelle, Molly et Donnie, du groupe de Sauveurs rescapés de l'attaque du groupe de Rick qui prennent Maggie et Carol en otage et les maintiennent captives dans un ancien abattoir. Elle racontera à Carol comment l'apocalypse l'a changée, passant de la petite secrétaire harcelée par son patron à celle qu'elle est devenue. Non-croyante sceptique selon sa réaction face à Carol (qui, jouant un rôle de femme faible et apeurée, simule une crise d'angoisse et se saisit de son chapelet pour prier), elle est aussi excessivement agressive et cassante. Alors qu'elle s'est faite acculée par Carol mais refuse de se rendre, elle s'empale accidentellement avec un rôdeur et se fait mordre à mort, déstabilisée par le tir qu'elle a reçu. Elle est revue plus tard transformée en rôdeur et se fait achever avec lui. |                                                              |           |                   |          |
| Primo | Jimmy Gonzales                                               | 6         | 2                 | Décédé   |
| Primo est membre des Sauveurs et fait partie du groupe rescapé de l'attaque du groupe de Rick. Il essaie de s'enfuir de l'avant-poste sur la moto de Daryl volée précédemment par Dwight et Sherry, mais se fait stopper dans sa course par Sasha et Daryl. Il était en radiocommunication avec Paula, qui apprend au groupe de Rick l'enlèvement de Maggie et Carol. Une fois Maggie et Carol récupérées indemnes à l'ancien abattoir et après qu'il a répondu avec ambiguïté à la question sur l'identité de Negan, Primo se fait abattre par Rick. |                                                              |           |                   |          |
| Roman | Stuart Greer                                                 | 6         | 2                 | Décédé   |
| Roman est un membre des Sauveurs qui tombent sur Carol lors de sa fuite d'Alexandria. Bien que blessé, il survit au massacre de son groupe par Carol : il prend le chapelet qu'elle a oublié sur place, et part à sa recherche en apercevant Rick et Morgan s'approchant. Roman parvient à rattraper Carol et lui tire dessus pour l'immobiliser, puis la fait souffrir pour se venger. À l'instant fatidique où il s'apprête à l'achever, il est abattu par Morgan. |                                                              |           |                   |          |
| Bud | Christopher Berry                                            | 6         | 1                 | Décédé   |
| Probablement un lieutenant de Negan, Bud et ses motards sont les premiers Sauveurs avérés à se confronter à des membres du groupe de Rick et à leur donner un aperçu de leurs méthodes, tendant une embuscade sur la route de Daryl, Sasha et Abraham à leur retour en camion-citerne vers Alexandria, envahie par les rôdeurs. À l'exception de l'homme que Daryl a tué à l'arrière du camion, Bud et ceux qu'il commande sont explosés au lance-roquette par l'arbalétrier alors qu'il s’apprêtait à exécuter arbitrairement Abraham. |                                                              |           |                   |          |
| Michelle | Jeananne Goossen                                             | 6         | 1                 | Décédée  |
| Michelle fait partie avec Paula, Molly et Donnie, du groupe de Sauveurs rescapés de l'attaque du groupe de Rick qui prennent Maggie et Carol en otage et les maintiennent captives dans un ancien abattoir. Parce qu'elle a été mère elle aussi, malgré l'interrogatoire qu'elle lui fait subir Michelle trahit un semblant d'empathie pour Maggie quand elle apprend qu'elle est enceinte. En pleine bagarre musclée avec celle-ci (où, croyant que sa grossesse était un mensonge, elle manque de blesser son bébé avec un couteau), elle se fera exécuter à bout portant dans la tête par Carol. |                                                              |           |                   |          |
| Donnie | Rus Blackwell                                                | 6         | 1                 | Décédé   |
| Donnie fait partie avec Paula, Michelle et Molly, du groupe de Sauveurs rescapés de l'attaque du groupe de Rick qui prennent Maggie et Carol en otage et les maintiennent captives dans un ancien abattoir. Dans la nuit de l'attaque, il a essayé de tirer sur Maggie et Carol restées en retrait, mais Carol l'a touché au bras avant, cependant les renforts de Donnie sont arrivés et les ont faites prisonnières. Il n'aura de cesse de vouloir se venger de Carol après cela, contre l'avis de ses complices qui devront le remettre à sa place. Donnie meurt finalement de l'hémorragie causée par sa blessure et, Carol utilisant sa réanimation en rôdeur à son avantage, il mord Molly avant qu'elle ne l'achève. |                                                              |           |                   |          |
| Molly | Jill Jane Clements                                           | 6         | 1                 | Décédée  |
| Molly fait partie avec Michelle, Paula et Donnie, du groupe de Sauveurs rescapés de l'attaque du groupe de Rick qui prennent Maggie et Carol en otage et les maintiennent captives dans un ancien abattoir. Cette bonne femme est une fumeuse active (et condamnée d'après ses quintes de toux et son mouchoir couvert de sang). Bien que rude, elle se montre tout de même avenante. Elle est mordue par Donnie revenu en rôdeur qu'elle achève, et tuée par Maggie. |                                                              |           |                   |          |
| Tina | Liz E. Morgan                                                | 6         | 1                 | Décédée  |
| Tina a survécu avec Dwight et sa sœur Sherry. Elle est diabétique et a besoin d'injections d'insuline régulières. Pour subvenir à son besoin de médicaments, Negan propose de l'épouser. Mais à la place, le trio s'enfuit avec une réserve d'insuline. À leur rencontre dans la forêt qu'ils ont eux-mêmes calcinée auparavant, ils capturent par précaution Daryl, qui arrive à s'enfuir avec leurs affaires mais revient vers eux quand il découvre l'insuline pour Tina, ce qui calme les choses entre eux. Lorsqu'ils reviennent dans un ancien camp, ils retrouvent deux anciens amis morts scellés sous des cloches en plastique. Voulant leur déposer une fleur, elle se rend compte qu'ils sont transformés en rôdeurs et prend peur, ce qui la fait tomber au milieu d'eux en brisant les cloches : ils la mordent au cou avant que Daryl n'ait pu les achever. Elle sera finalement achevée par sa sœur et enterrée par Dwight. |                                                              |           |                   |          |
| Jiro | Rich Ceraulo                                                 | 6         | 1                 | Décédé   |
| Jiro est un membre des Sauveurs qui tombent sur Carol lors de sa fuite d'Alexandria. Il ordonne à ses compagnons de tuer Carol, mais cette dernière renverse la situation et les descend, à l'exception de Jiro, Roman et Miles (qu'elle empale après son carnage avec un pieu fixé à sa voiture). Jiro essaie d'attaquer Carol au couteau à son approche, mais se fait abattre pour de bon. Agonisant, il est achevé par Rick à son arrivée sur les lieux avec Morgan. |                                                              |           |                   |          |
| Mara | Lindsey Garrett                                              | 8         | 1                 | Décédée  |
| Mara dirige l'avant-poste des Sauveurs qui est sous le commandement direct de Regina. Elle défend sa position contre l'attaque du groupe d'Alexandria mené par Rick et Daryl, mais à l'usure et réalisant trop tard le plan de leurs assaillants, Mara acculée se fait dévorer par Dino, un de ses alliés morts qui reviennent en rôdeurs. |                                                              |           |                   |          |

### La Colline
| Personnages | Acteur / Actrice       | Saison     | Nombre d'épisodes | Statut   |
| --- | ---------------------- | ---------- | ----------------- | -------- |
| Kal | James Chen             | 6 7 8 9    | 19                | Inconnu  |
| Kal est l'une des sentinelles de la Colline. Il est armé d'une lance car la communauté n'a plus de munitions. Kal accompagne Gregory à un avant-poste des Sauveurs, mais lorsqu'il apprend que Gregory veut passer un accord avec eux, il le laisse et retourne à la Colline. Il survivra à l'attaque des Sauveurs à la Colline. Il est le plus souvent aperçu à son poste de surveillance près des remparts de la Colline. Après l'ellipse temporelle qui suit la chute de Negan, Kal accompagne Maggie lors de la livraison des vivres quémandées par Michonne en faveur des Sauveurs. À l'approche du camp de construction du pont, ils sont apostrophés par Jed et son groupe, qui leur apprennent la disparition d'un de leurs membres (Justin) et sont à sa recherche. Après leur départ, Kal et elle découvrent ce dernier approchant, changé en rôdeur. Il accompagne Tara et le groupe de Magna, partis chercher des traces d'Alden et Luke dans la forêt. Kal participe à la foire entre les communautés au Royaume. Il quitte le royaume avec Daryl, Michonne, Yumiko, Carol, Magna, Marco et d'autres soldats en cas d'attaque des Chuchoteurs. Il aperçoit avec les autres sur une calèche appartenant à des résidents anonymes. Il se sépare ensuite du groupe avec Magna, Marco et dautess pour se diriger à la Colline. Il assiste ensuite au témoignage de Siddiq. Son destin est inconnu depuis. |                        |            |                   |          |
| Eduardo | Peter Zimmerman        | 6 7 8      | 15                | Inconnu  |
| Eduardo est l'une des sentinelles de la Colline, souvent posté à la surveillance de l'entrée. Il est armé d'une lance car la communauté n'a plus de munitions. À la première venue du groupe de Rick guidé par Jesus, c'est Eduardo qui accueille son compagnon et parlemente avec lui. Quand la majorité de la Colline passe progressivement sous l'influence de Maggie après ses exploits, il sermonne et force la main à Gregory du haut de l'enceinte quand il les rejoint pour la menacer de façon déguisée, et qu'il souhaite manger une pomme sans la lui offrir alors qu'elle est enceinte. Eduardo fait partie des nombreux habitants de la Colline à vouloir combattre les Sauveurs auprès de Maggie et Rick, et participe à l'entraînement. Il prend part à la prise en otage d'un avant-poste contrôlé par Alden. Eduardo n'est pas revu depuis la saison 9, mais le personnage est confirmé être en vie. |                        |            |                   |          |
| Bertie | Karen Ceesay           | 6 7 8 9 10 | 13                | Inconnue |
| Bertie est une résidente de la Colline. Durant l'attaque interne de rôdeurs dans l'ancien musée, à la suite de la contamination des blessés de l'attaque de Simon et ses hommes, elle manque de se faire tuer par Tobin transformé en mort-vivant, mais est sauvée de justesse par Carol. Elle est présente pour défendre la Colline de l'attaque des Chuchoteurs. |                        |            |                   |          |
| Oscar | Anthony Lopez          | 7 8 9 10   | 13                | Décédé   |
| Oscar est un habitant de la Colline. Il participe à la foire entre les communautés au Royaume. C'est un soldat et garde à la Colline. Il participe à la défense de la Colline contre les Chuchoteurs. Il est tué peu après par les Chuchoteurs lorsqu'il escorte le chariot de musique pour éloigner la horde. |                        |            |                   |          |
| Marco | Gustavo Gomez          | 9 10 11    | 13                | Décédé   |
| Marco est un habitant de la Colline, qui est arrivé dans l'ellipse temporelle à la suite de la défaite des Sauveurs. Il participe à la foire liant les communautés au Royaume. Il quitte le royaume avec Daryl, Michonne, Yumiko, Carol, Magna, Kal et d'autres soldats en cas d'attaque des Chuchoteurs. Il aperçoit avec les autres sur une calèche appartenant à des résidents anonymes. Il se sépare ensuite du groupe avec Magna, Kal et dautess pour se diriger à la Colline. Il assiste ensuite au témoignage de Siddiq. Il est membre de la coalition contre les Sauveurs à la suite du blizzard et des dix morts des Chuchoteurs. Avec Oscar, il escorte un chariot de musique prit en chasse par les Chuchoteurs, ce qui coûtera la vie à ce dernier. Il devient garde de la Colline avec Elijah lors du retour de Maggie, et tend un piège aux Faucheurs dans une maison abandonnée quelque temps après. Il sera furtivement abattu par Leah, ayant survécu à l'explosion. |                        |            |                   |          |
| Earl Sutton | John Finn              | 9 10       | 11                | Décédé   |
| Earl est le forgeron de la Colline, le mari de Tammy et le père de Kenneth. Earl est le concepteur de la cellule fabriquée à la Colline. Ancien alcoolique, il est poussé par la perte de leur fils (mais surtout Gregory, qui souhaite se servir de lui dans son propre intérêt et afin de ne pas se salir lui-même) à briser son abstinence de vingt ans le soir de ses funérailles, puis à tenter d'assassiner Maggie durant une promenade nocturne avec son bébé Hershel : il sera toutefois empêché à temps et démasqué, puis enfermé dans la cellule qu'il a lui-même conçue. En s'entretenant avec Maggie qui hésite à l'exécuter comme Gregory, celle-ci constate le bon fond d'Earl (qui, contrairement à Gregory, regrette ses mauvais actes) et fait un lien avec feu son propre père Hershel (ancien alcoolique repentant de son vivant, comme Earl). Maggie choisit alors, en guise de punition, d'imposer à Earl des travaux d'intérêt général sous surveillance. Six ans après la destruction du pont et le départ de Maggie Greene avec Hershel, il a retrouvé sa place de membre de la communauté et de forgeron attitré, acceptant de prendre le prince Henry comme apprenti. Après une escapade alcoolisée et puérilement dangereuse avec un groupe d'adolescents de la Colline (Gage, Rodney et Adeline), Henry dégrisant est visité dans la même cellule forgée et occupée en son temps par Earl, qui lui exprime sa déception : à l'issue de leur conversation cependant, les choses sont remises à zéro quand Henry assure de ne plus recommencer ce genre de bêtises et de s'appliquer sérieusement à son apprentissage. Son âge le rattrapant, Earl est encouragé contre sa fierté personnelle à envisager de prendre sa retraite de forgeron. Tammy et lui recueillent temporairement le bébé abandonné aux rôdeurs par les Chuchoteurs. Alors qu'ils discutaient en se rendant en convoi à la foire du Royaume sur l'idée de lui trouver des parents plus jeunes pour s'en occuper, Earl protège Tammy et le bébé d'une autre attaque de rôdeurs sur le chemin avant d'être à leur tour sauvés par des alliés inconnus (les Maraudeurs, tout juste rencontrés et recrutés comme avant-garde par Ezekiel). Durant la foire, Earl et Tammy le prénomment Adam et décident finalement de l'adopter pour de bon : cependant, la femme d'Earl fera partie avec son apprenti, des victimes enlevées sous le nez des communautés et tuées par les Chuchoteurs. Mordu hors-champ durant sa fuite de la Colline (tombant sous l'attaque des Chuchoteurs et de leur immense horde) avec les enfants dont Judith, il s'est réfugié avec eux dans une cachette, les protégeant en attendant d'être assurément retrouvés par des membres de leurs groupes : néanmoins enfermé avec eux à un stade avancé de la contamination, il mesure le danger qu'il va représenter sous peu pour eux, charge cette dernière de veiller sur les autres enfants à sa place et la renvoie auprès d'eux pour se suicider hors de leur vue, dans la pièce d'à côté, en s'empalant lui-même la tête sur une arme dressée sur la table afin de ne pas revenir en rôdeur. S'étant toutefois raté dans la manœuvre, il est achevé par Judith quand elle le retrouve transformé et qu'il tente de s'en prendre à elle. |                        |            |                   |          |
| Neil | Karl Funk              | 6 7 8      | 10                | Décédé   |
| Neil est le menuisier de la Colline. Il est exécuté à bout portant par Simon lors de l'embuscade des Sauveurs sur la route, alors qu'il était assis à l'arrière de la voiture de Maggie et Jesus avec Dianne. |                        |            |                   |          |
| Gage | Jackson Pace           | 9 10 11    | 9                 | Décédé   |
| Gage est un habitant de la Colline. Ami d'Adeline et Rodney, il fait avec eux la connaissance du prince Henry, venu se former auprès d'Earl Sutton, leur forgeron. Durant la tentative parallèle d'Henry de sympathiser avec eux, des tensions et déboires naissent entre d'un côté le prince, de l'autre Rodney et lui (notamment face à leur frivolité adolescente ainsi que leurs attitudes inconsidérées en matière de sécurité par rapport aux rôdeurs), tandis qu'Adeline qui suit sans vraiment les tempérer s'attache progressivement à Henry (évoluant plus tard jusqu'au sentiment amoureux). Une nuit alcoolisée et alors que le groupe fait le mur, et bien qu'Henry a tenté de s'intégrer parmi eux, Gage et Rodney sont toutefois ramenés à la réalité par lui lors d'une mésaventure idiote avec un rôdeur. Gage participe à la foire entre les communautés. Par solidarité pour leur amie Adeline (qui aime Henry), Rodney et lui tenteront en vain de refroidir auprès de Lydia, la fille d'Alpha (la meneuse des Chuchoteurs), l'amour né entre elle et le prince du Royaume. Gage est le seul survivant de son petit groupe d'amis, Rodney, Adeline et Henry faisant partie des onze victimes enlevées au nez et à la barbe des autres survivants, et parmi elles des dix décapitées par Alpha et ses Chuchoteurs (Siddiq ayant été épargné afin de servir de témoin des événements). À la suite de la mort de ses amis, il tient Lydia en responsable et se mettra à la harceler en compagnie de Margo et d'Alfred, puis à la tabasser, jusqu'à l'intervention de Negan qui tuera accidentellement Margo. Gage continuera ensuite à harceler Lydia. Lors d'une excursion pour aller à Washington avec Maggie, Negan, Alden, Daryl, Gabriel, Roy, Elijah et le groupe de Maggie, il devra passer par un métro souterrain. Il sera séparé du groupe avec Roy et Maggie (qui sera laissée pour morte par Negan avant de revenir), et réapparaîtra, coincé dans un métro et paniqué parce qu'il est traqué par des rôdeurs. Negan et Alden souhaitent le libérer, et Maggie le laisse pour mort à cause du danger dû au nombre de rôdeurs. Gage se poignarde au cœur juste après pour ne pas sentir la douleur d'être dévoré. Il sera finalement achevé en rôdeur par Gabriel à la suite de l'effondrement de la porte de métro, dû au grand nombre de rôdeurs |                        |            |                   |          |
| Harlan Carson | R. Keith Harris        | 6 7 8      | 6                 | Décédé   |
| Harlan Carson est le médecin de la Colline, obstétricien de formation avant l'apparition des rôdeurs. À la visite du camp par le groupe de Rick, Harlan fait une échographie du ventre de Maggie, révélant à Glenn et elle leur enfant. Dans la saison 7, il rassure Maggie sur ses maux de ventre et l'état de santé du bébé, et précise qu'il la suit désormais de près. Après que son frère s'est fait tuer par Negan, Harlan est contraint par Simon et ses hommes de venir le remplacer comme médecin au Sanctuaire. Lors du siège du Sanctuaire, il soigne à l'infirmerie le père Gabriel, qui devient gravement malade après son arrivée avec Negan mais interprète cela comme un signe divin pour aider Harlan à s'échapper et revenir à la Colline, pour le bébé de Maggie. Gabriel cherche à convaincre Eugene de l'y aider malgré les protestations d'Harlan, qui est persuadé que le trajet tuerait Gabriel dans son état. Malgré le fait qu'Eugene soit devenu un lieutenant dévoué au Sanctuaire et refuse la rédemption proposée par Gabriel, il finit tout de même par permettre sans se compromettre leur fuite afin de retrouver le sommeil. Se perdant en chemin et l'infection de Gabriel attaquant ses yeux, risquant une cécité permanente, Harlan est sceptique face à sa foi aveugle en Dieu et sa conviction qu'ils seraient guidés par lui en la circonstance. Cependant, après des événements qui les amènent tour à tour à trouver un abri temporaire, des antibiotiques pour Gabriel et un nouveau véhicule (pendant lequel Harlan, qui se fait prendre dans un piège à loup et attaquer par des rôdeurs, est sauvé par un tir hasardeux du prêtre à moitié aveugle), le docteur se laisse petit à petit convaincre par l'idée religieuse de Gabriel. Toutefois, ils sont recapturés par des Sauveurs alors qu'ils s’apprêtaient à démarrer. Quand ils sont embarqués sur le plateau de leur camionnette, Harlan qui croit voir un de ces fameux signes divins, se saisit de l'arme dans le holster d'un Sauveur mais se fait abattre dans la poitrine par l'un de ses complices. Ils le larguent sur place avant de repartir avec Gabriel découragé. |                        |            |                   |          |
| Tammy Rose Sutton | Brett Butler           | 9          | 6                 | Décédée  |
| Tammy Rose est la principale jardinière de la Colline, la femme d'Earl et mère de Kenneth. Bien que démontrant un fort caractère et révélant une épouse aux épaules solides en temps normal, Tammy est dévastée par la perte de leur fils, mordu et achevé au retour de l'expédition groupée des communautés à Washington, D.C. et en veut ouvertement à leur dirigeante Maggie (qui faisait partie de l'expédition et a ramené son corps). Elle assiste péniblement aux funérailles de leur enfant avec son mari, rejetant la présence de la Veuve. Après qu'Earl, lui aussi affligé et poussé sournoisement par Gregory à se saouler à nouveau (alors qu'il était un ancien alcoolique abstinent depuis vingt ans) et de se venger dans la même nuit en tentant d'assassiner Maggie en promenade avec Hershel, Tammy intercède (plus encore après l'exécution de Gregory pour sa culpabilité directe) auprès de la Veuve pour pouvoir voir son mari détenu en cellule et sur la sellette, mais aussi afin qu'elle aille lui parler en personne afin de constater son bon fond et lui éviter à son tour la peine de mort. Face à son refus de départ, Tammy fait un sit-in devant l'entrée de la prison jusqu'à obtenir gain de cause, indirectement aidée de Michonne et Jesus qui, de leur côté et à leur façon, encouragent Maggie en ce sens. La détermination de Tammy et le lien indéfectible qu'elle partage avec son époux auront certainement contribué à influencer le sort d'Earl, la Veuve commuant sa peine après leur échange entre quatre yeux, en travaux d'intérêt général sous surveillance au lieu d'une exécution. Six ans après la destruction du pont et le départ de Maggie Greene avec Hershel, la vie des Sutton est revenue à la normale, Tammy se dévouant toujours à la communauté comme jardinière attitrée et son époux ayant retrouvé sa place de membre de la communauté et de forgeron attitré. Son âge le rattrapant, Tammy encourage Earl contre sa fierté personnelle à envisager de prendre sa retraite de forgeron. Ils recueillent temporairement le bébé abandonné aux rôdeurs par les Chuchoteurs. Alors qu'ils discutaient en se rendant en convoi à la foire du Royaume sur l'idée de lui trouver des parents plus jeunes pour s'en occuper, Tammy protégée par Earl, protège quant à elle le bébé d'une autre attaque de rôdeurs sur le chemin avant d'être à leur tour sauvés par des alliés inconnus (les Maraudeurs, tout juste rencontrés et recrutés comme avant-garde par Ezekiel). Durant la foire, Tammy et Earl le prénomment Adam et décident finalement de l'adopter pour de bon. Toutefois, Tammy fait partie des onze victimes enlevées au nez et à la barbe des autres survivants durant la foire, et parmi elles des dix décapitées par Alpha et ses Chuchoteurs (Siddiq ayant été épargné afin de servir de témoin des événements) : à proximité du docteur assommé et abandonné, la tête de Tammy est retrouvée par le groupe de Carol, Daryl, Michonne et Yumiko avec celles des autres victimes (dont Tara, Enid et le prince Henry), chacune revenue en rôdeur et plantée au bout d'une pique dressée afin de délimiter la frontière nord du territoire des Chuchoteurs. Tammy et les autres seront achevés et délogés de leur support.       |                        |            |                   |          |
| Andy | Jeremy Palko           | 6 7 8      | 5                 | Décédé   |
| Andy est un membre de la Colline. Il était en mission à l'avant-poste des Sauveurs avec Ethan, Craig et Crystal. Andy accompagne le groupe de Rick chez les Sauveurs pour libérer son ami Craig et le ramener en sécurité à la Colline. Il fait partie des nombreux habitants de la Colline à vouloir combattre les Sauveurs auprès de Maggie et Rick. Lors de l'attaque d'un avant-poste des Sauveurs, il meurt fusillé aux côtés de Freddie. |                        |            |                   |          |
| Freddie | Brett Gentile          | 6 7 8      | 5                 | Décédé   |
| Freddie est un résident de la Colline. Il fait partie du petit groupe du Dr Harlan Carson qui est victime d'un accident de voiture et a dû se réfugier dans un bâtiment à proximité avec les survivants, étant lui-même blessé. Freddie est sauvé peu de temps après avec les autres par le groupe de Rick guidé par Jesus. Lors de l'attaque d'un avant-poste des Sauveurs, il meurt fusillé aux côtés d'Andy. |                        |            |                   |          |
| Adeline | Kelley Mack            | 9          | 5                 | Décédée  |
| Adeline est une habitante de la Colline. Amie de Gage et Rodney un peu réservée, elle fait avec eux la connaissance du prince Henry, venu se former auprès d'Earl Sutton, leur forgeron. Bien qu'Adeline suive habituellement ses deux amis et n'a pas assez de caractère pour les tempérer suffisamment, elle désapprouve toutefois leurs excès adolescents lorsqu'ils prennent des risques inconscients. Appréciant beaucoup Henry, qui se montre plus soucieux, mature et responsable que Gage et Rodney, Adeline se rapproche de lui au point de développer des sentiments amoureux pour lui. Elle participe à la foire entre les communautés. Par solidarité pour leur amie, Gage et Rodney tenteront en vain de refroidir auprès de Lydia, la fille d'Alpha (la meneuse des Chuchoteurs), l'amour né entre elle et Henry à son avantage. Henry confirme à Lydia ne pas avoir d'amour réciproque pour Adeline et réaffirme ses sentiments auprès de sa rivale. Adeline fait partie avec Henry et Rodney des onze victimes enlevées au nez et à la barbe des autres survivants, et parmi elles des dix décapitées par Alpha et ses Chuchoteurs (Siddiq ayant été épargné afin de servir de témoin des événements) : à proximité du docteur assommé et abandonné, la tête d'Adeline est retrouvée par le groupe de Carol et Daryl avec celles des autres victimes (dont Tara et Enid), chacune revenue en rôdeur et plantée au bout d'une pique dressée afin de délimiter la frontière nord du territoire des Chuchoteurs. Adeline et les autres seront achevés et délogés de leur support. |                        |            |                   |          |
| Wesley | Ilan Sruloviciz        | 6 7 8      | 4                 | Décédé   |
| Wesley est un résident de la Colline. Il fait partie du petit groupe du Dr Harlan Carson qui est victime d'un accident de voiture et a dû se réfugier dans un bâtiment à proximité avec les survivants et Freddie, qui est blessé. Wesley est sauvé peu de temps après avec les autres par le groupe de Rick guidé par Jesus. Il est de ceux qui prennent fait et cause pour Maggie et Sasha après que celles-ci, aidées de Jesus, les ont sauvés de l'attaque de rôdeurs organisée comme avertissement par Simon et ses hommes, alors que Gregory restait caché dans l'ancien musée. Wesley participe également aux entraînements au corps-à-corps dispensés par Maggie, Sasha et Enid. Il compte parmi les blessés infectés durant l'attaque des Sauveurs menés par Simon : revenu en rôdeur avec Tobin et les autres durant la nuit, il participe à l'attaque nocturne dans l'ancien musée qui cause plusieurs autres morts, mais se fait achever par Daryl. |                        |            |                   |          |
| Roy | C. Thomas Howell       | 9 11       | 4                 | Décédé   |
| Roy est un des messagers de la Colline. Avec Maggie, Negan, Alden, Daryl, Gabriel, Gage, Elijah et le groupe de Maggie, il se rend à Washington avec le groupe. A un moment en passant par le métro dû à une forte pluie, il est séparé du groupe en même temps que Gage et Maggie (laissée pour morte par Negan avant de révéler qu'elle a survécu). Il révèle après à Daryl avoir survécu, et donne une grenade à ce dernier révélant que Gage avait la nourriture. Il se fait abattre furtivement par un Faucheur quelque temps après. |                        |            |                   |          |
| Rodney | Joe Ando Hirsh         | 9          | 3                 | Décédé   |
| Rodney est un habitant de la Colline. Ami d'Adeline et Gage, il fait avec eux la connaissance du prince Henry, venu se former auprès d'Earl Sutton, leur forgeron. Durant la tentative parallèle d'Henry de sympathiser avec eux, des tensions et déboires naissent entre d'un côté le prince, de l'autre Gage et lui (notamment face à leur frivolité adolescente ainsi que leurs attitudes inconsidérées en matière de sécurité par rapport aux rôdeurs), tandis qu'Adeline qui suit sans vraiment les tempérer s'attache progressivement à Henry (évoluant plus tard jusqu'au sentiment amoureux). Une nuit alcoolisée et alors que le groupe fait le mur, et bien qu'Henry a tenté de s'intégrer parmi eux, Rodney et Gage sont toutefois ramenés à la réalité par lui lors d'une mésaventure idiote avec un rôdeur. Rodney participe à la foire entre les communautés. Par solidarité pour leur amie Adeline (qui aime Henry), Gage et lui tenteront en vain de refroidir auprès de Lydia, la fille d'Alpha (la meneuse des Chuchoteurs), l'amour né entre elle et le prince du Royaume. Rodney fait partie avec Adeline et Henry des onze victimes enlevées au nez et à la barbe des autres survivants, et parmi elles des dix décapitées par Alpha et ses Chuchoteurs (Siddiq ayant été épargné afin de servir de témoin des événements) : à proximité du docteur assommé et abandonné, la tête de Rodney est retrouvée par le groupe de Carol et Daryl avec celles des autres victimes (dont Tara et Enid), chacune revenue en rôdeur et plantée au bout d'une pique dressée afin de délimiter la frontière nord du territoire des Chuchoteurs. Rodney et les autres seront achevés et délogés de leur support. |                        |            |                   |          |
| Kenneth Sutton | AJ Achinger            | 9          | 1                 | Décédé   |
| Kenneth est un résident de la Colline, le fils d'Earl et Tammy Rose. Il meurt après avoir été mordu sur le retour d'expédition à Washington, D.C. en voulant sauver son cheval d'attelage des rôdeurs, et reçoit des funérailles après le rapatriement de son corps par Maggie. Sa perte sera le déclencheur d'une suite d'événements dramatiques pour sa communauté, notamment sa mère, dévastée et rancunière envers Maggie, mais surtout son père anciennement alcoolique qui, après vingt ans d'abstinence, est poussé par Gregory la nuit de l'enterrement à boire de nouveau, puis à tenter d'assassiner leur dirigeante en présence de son bébé. Cependant, à l'inverse de Gregory qui est irrécupérable et est donc pendu publiquement pour ses actes, les choses rentreront finalement dans l'ordre pour les parents de Ken, son père évitant la peine de mort et faisant repentance pour son geste. |                        |            |                   |          |
| Ethan | Justin James Kucsulain | 6          | 1                 | Décédé   |
| Ethan est un membre de la Colline. Il était en mission à l'avant-poste des Sauveurs avec Andy, son frère Craig et Crystal. Au retour de leur mission sans son frère quand le groupe de Rick rencontre sa communauté, il essaie de tuer Gregory pour ramener sa tête en échange d'une éventuelle libération de Craig, retenu à un avant-poste. Ethan est ensuite pris à partie par Rick qui le tue en l'égorgeant. |                        |            |                   |          |
| Crystal | Kimberly Leemans       | 6          | 1                 | Décédée  |
| Crystal est une membre de la Colline. Elle était en mission à l'avant-poste des Sauveurs avec Ethan, Craig et Andy. On ne l'a pas revue à la suite de cet épisode. |                        |            |                   |          |
| Craig | Myke Holmes            | 6          | 1                 | Décédé   |
| Craig est un membre de la Colline. Il était en mission à l'avant-poste des Sauveurs avec Ethan, Crystal et Andy. Il a été gardé en otage en échange de la tête de Gregory. Il est sauvé par le groupe de Rick avant l'assaut et repart vers la Colline avec Andy. On ne l'a pas revu à la suite de cet épisode. |                        |            |                   |          |

### Le Royaume
| Personnages | Acteur / Actrice                                    | Saison      | Nombre d'épisodes | Statut  |
| --- | --------------------------------------------------- | ----------- | ----------------- | ------- |
| Dianne | Kerry Cahill                                        | 7 8 9 10 11 | 36                | Vivante |
| Dianne est une résidente et combattante du Royaume, accoutumée à se battre à l'arc. Elle avait une sœur, qui est décédée. Dianne est témoin de plusieurs livraisons avec les Sauveurs et assiste impuissante à la mort de Benjamin, puis de Richard. Elle fait aussi partie des combattants du Royaume menés par Ezekiel, Morgan et Carol, à venir en renfort avec Shiva à Alexandria pour combattre les Sauveurs et les Charognards. Durant le siège du Sanctuaire, Dianne accompagne le groupe de Tara et Jesus avec Morgan lors de leur assaut d'un avant-poste, et à l'instar des deux autres, escorte à contrecœur les Sauveurs qui sont faits prisonniers par Jesus et emmenés vivants à la Colline. Elle est présente avec Maggie, Jesus et Neil dans leur voiture durant l'embuscade nocturne des hommes de la Colline par Simon et ses hommes. Croyant un instant voir de loin son frère d'armes Jerry se faire abattre pour les dissuader de se rebeller à l'avenir, Dianne assiste cependant directement en face à l'exécution de Neil, à son horreur. Elle est aux côtés de Maggie durant l'attaque des Sauveurs à la Colline, témoin de son échange par radio avec Simon. Quand les fusillades éclatent, Dianne ramène Alden avec les autres prisonniers dans l'ancien musée à la demande de la Veuve, puis aide tout le monde à se réfugier à l'intérieur du bâtiment. Elle escorte après coup Alden près de Maggie au cimetière et se confie plus tard à la Veuve, ayant foi en elle et la reconnaissant comme un bon chef. Dianne survit également à la seconde attaque, provoquée dans l'ancien musée par la transformation en rôdeurs des blessés, contaminés via leurs blessures durant l'assaut. Elle inspecte avec Maggie, Jesus, Oscar, Eduardo et Kal les alentours juste après et trouvent Alden et Siddiq. Alden les prévient que, contrairement à certains de ses codétenus (dont Gregory) qui ont fui, plusieurs Sauveurs ont fait défection avec lui et ont choisi consciemment de rester, occupés à fermer les portes afin de protéger la communauté contre les rôdeurs tentant d'entrer : Dianne et les autres les aident à barricader l'entrée. Le lendemain matin, elle est au cimetière aux côtés de Rick, Michonne, Jerry, Jesus et Maggie, rendant hommage à ceux qui ont été tués dans la double attaque. Dianne est vue en train de parler avec ceux mettant Maggie au courant de la situation : Dianne la prévient qu'ils n'auraient peut-être pas assez de munitions pour repousser les Sauveurs s'ils revenaient. Daryl suggère que ce pourrait être la même pour eux si les tripes de rôdeur étaient leur seule option, cependant Rosita souligne qu'ils ont leur fabricant de balles (Eugene). Plus tard durant une soirée, Dianne est assise à un feu de camp avec Alden qui semble déçu en comprenant que Rick, ensanglanté et rentrant seulement avec Morgan à la Colline, a massacré les Sauveurs fugitifs. Dans le final du combat contre les Sauveurs, Dianne accompagne Rick et le reste de la troupe pour les combattre dans la bataille finale. Après que la plupart des Sauveurs ont été désarmés et blessés à cause des balles défectueuses sabotées par Eugene, Dianne et les autres combattent les Sauveurs survivants jusqu'à leur reddition. Elle assiste alors aux défaite et capture de Negan tandis que Rick s'adresse à tous, déclarant la paix entre toutes les communautés, Sauveurs inclus. Après cela, Dianne rentre avec son Roi, ses frères d'armes ainsi que les sujets et Carol au Royaume. Après les années passées par des ellipses, Dianne est toujours en vie et aléatoirement aperçue, œuvrant en arrière-plan pour le Royaume et les autres communautés. |                                                     |             |                   |         |
| Nabila | Nadine Marissa                                      | 7 8 9 10 11 | 27                | Vivante |
| Nabila est une résidente et jardinière du Royaume. Elle apparaît lorsqu'elle s'entretient avec le roi Ezekiel, qui vient se tenir au courant des résultats de leurs récoltes agricoles au sein du Royaume. La nuit de leur fuite du Royaume où Ezekiel se fait capturer par Gavin et ses hommes en les couvrant, Carol la charge avant son infiltration de cacher les membres de la communauté dans sa propre maison, inconnue des Sauveurs. Après l'assaut des hommes de Simon sur la Colline, Nabila se promène dans les parages avec Oscar tandis qu'ils se remettent de l'attaque. Elle survit également à l'attaque surprise des blessés revenus en rôdeurs, contaminés via leurs blessures durant la première attaque. Nabila est vue portant une fourche alors qu'elle marche à proximité de Daryl et Tara en direction de l'ancien musée. Dans le final du combat contre les Sauveurs, Nabila accompagne Rick et le reste de la troupe pour les combattre dans la bataille finale. Après que la plupart des Sauveurs ont été désarmés et blessés à cause des balles défectueuses sabotées par Eugene, Nabila et les autres combattent les Sauveurs survivants jusqu'à leur reddition. Elle assiste alors aux défaite et capture de Negan tandis que Rick s'adresse à tous, déclarant la paix entre toutes les communautés, Sauveurs inclus. Après cela, Nabila rentre avec son Roi, les autres sujets ainsi que Carol au Royaume. Au début de la saison suivante, il est révélé qu'elle est devenue la compagne de Jerry durant l’ellipse qui les séparent de la fin des conflits. Leur famille s'agrandit dans les années qui suivent (un fils et deux filles après la seconde ellipse). Dans le final de saison, Nabila atteint saine et sauve avec sa famille la Colline durant l'exode hivernal des sujets du Royaume, dont les installations se sont inéluctablement dégradées. |                                                     |             |                   |         |
| Henry | Macsen Lintz (saison 7 à 9) - Matt Lintz (saison 9) | 7 8 9 10    | 24                | Décédé  |
| Henry est résident du Royaume et le petit frère de Benjamin. À la mort de leur père, qui était un ami proche d'Ezekiel, ils ont été directement pris sous la tutelle de leur roi. Depuis la mort de son aîné, Henry se montre de plus en plus pressé de se battre pour le venger et protéger sa communauté, au grand dam de Carol : il apprend à mieux combattre avec son bâton et est notamment enclin aux initiatives individuelles, suivant par exemple Carol contre son gré et se présentant spontanément pour se mêler des conflits en cours. À nouveau contre l'avis de cette dernière, Henry agit de son propre chef et pénètre de son côté lors de l'infiltration nocturne de Morgan et Carol au Royaume pour sauver Ezekiel. Il réapparait à la fin en exécutant furtivement le dernier Sauveur en vie, Gavin, qui était acculé par Morgan tempéré par Carol et Ezekiel. Henry est lui-même perturbé par son geste et rassuré par son ami. Arrivé avec eux à la Colline, il se charge essentiellement de surveiller sans sourciller les Sauveurs captifs, suscitant par là même de la peur à Jared. Quand Henry demande à Morgan l'identité du meurtrier de son frère, Morgan lui ment pour son bien et ne dénonce pas Jared, mettant la responsabilité du geste sur le dos de Gavin (que le garçon venait d'exécuter précédemment). Après l'assaut des Sauveurs sur la Colline, et durant l'attaque interne des blessés changés en rôdeurs par contamination, il libère involontairement Gregory et les Sauveurs prisonniers en tentant de découvrir la véritable identité du meurtrier de Benjamin (Jared, qui l'assomme et lui prend son arme). À la suite de cette évasion, Henry est porté disparu (et même supposé mort pour certains, dont Morgan qui le voit à son tour lui apparaître aléatoirement comme une hallucination d'un défunt qui l'accable). Néanmoins, malgré l'inquiétude d'Ezekiel qui souhaite retrouver son pupille et en vient à se disputer avec Carol, Morgan et elle qui poursuivent les évadés, retrouvent dans le même temps sa trace en récupérant son bō dans le corps d'un rôdeur, et Carol qui suit seule cette piste le sauve in extremis des morts-vivants alors qu'Henry tentait de s'abriter derrière les racines d'un arbre surplombant un cours d'eau. Rentré sain et sauf avec elle à la Colline, il appelle Ezekiel et se jette dans ses bras. Quand Rick et Morgan reviennent à leur tour après avoir massacré les évadés, ce dernier annonce à Henry avoir vengé son frère en tuant pour de bon le vrai meurtrier de Benjamin, Jared. Henry qui semble prendre conscience de ce qu'il a infligé à Morgan, lui exprime alors ses regrets. Son ami le reprend cependant en affirmant au garçon qu'il ne doit jamais regretter. Dans le final des affrontements contre les Sauveurs, Henry assiste au coup de folie de Morgan contre Alden et ses comparses sur un malentendu : en intervenant auprès de lui, le garçon se fait mettre à terre et menacé avec son arme par son ami, qui dans sa confusion n'avait pas réalisé que c'était lui. Il n'accompagne pas ses amis dans le groupe traquant Negan et ne participe donc pas à la bataille finale qui amène à la victoire contre les Sauveurs : resté à la Colline, Henry est contraint par Tara de fuir dans les bois avec les autres à l'arrivée des Sauveurs (ils seront cependant grâce à Aaron, secourus à son insu par les femmes d'Oceanside, qui les couvrent en massacrant leurs poursuivants à coup de cocktails Molotov). Après la fin des conflits, Morgan qui ne rentre pas avec eux donne son armure à Carol pour la transmettre à Henry, assurant qu'il n'en aura plus besoin. Le jeune garçon retourne ainsi avec elle et les siens au Royaume. Un an et demi après la chute de Negan, le prince Henry forme une famille recomposée avec Ezekiel et Carol. Durant la construction du pont, il est pris à partie par Justin qui souhaite lui spolier plus de l'eau rationnée qu'il est chargé de distribuer au chantier, mais sera défendu par Daryl qui frappe le Sauveur perturbateur. Six ans après la destruction du pont et la disparition de Rick Grimes, le prince Henry tente tant bien que mal d'assumer la maintenance des installations du Royaume qui se dégradent, sans les moyens techniques ni savoir-faire suffisants. Il reproche à son père surprotecteur de ne pas vouloir le laisser partir à la Colline pour se former. Finalement, tandis que le Roi est contraint de rester pour mener les préparatifs de la foire annuelle, Henry s'y rendra bel et bien avec sa mère la Reine Carol pour être formé par Earl comme forgeron. En chemin, il fera la connaissance de Daryl qu'il ne connaît que par le lien solide qui l'unit à sa mère. Daryl, qui depuis vit en ermite avec un chien, Clebs, et a consacré en vain toutes ces années à retrouver le corps de Rick, acceptera par amitié pour Carol, après un premier refus et une péripétie à deux contre des rôdeurs pour sauver Clebs (et durant laquelle Henry se blessera légèrement en sauvant Daryl d'une morsure), de devenir son chaperon et donc, de veiller sur lui pour elle à la Colline après son retour vers le Royaume. Henry commence son apprentissage sous la tutelle d'Earl. Durant la tentative parallèle d'Henry de sympathiser avec un groupe de jeunes de son âge (Gage, Rodney et Adeline), des tensions et déboires naissent entre le prince et les garçons (notamment face à leur frivolité adolescente ainsi que leurs attitudes inconsidérées en matière de sécurité par rapport aux rôdeurs), tandis qu'Adeline qui suit sans vraiment les tempérer s'attache progressivement à lui (évoluant plus tard jusqu'au sentiment amoureux). Une nuit alcoolisée et alors que le groupe fait le mur, Henry bien qu'ayant tenté de s'intégrer parmi eux, ramène toutefois Gage et Rodney à la réalité lors d'une mésaventure idiote avec un rôdeur. Pour cette bêtise collective, Henry sera gardé un moment en cellule (d'abord pour dégriser, ensuite comme punition). Après une visite d'Earl pour s'expliquer, Henry accepte d'endosser seul la punition et assure de ne plus répéter ce genre de choses, et de prendre au sérieux sa formation. Après le retour de l'équipe de sauvetage d'Eugene et la révélation de l'existence des Chuchoteurs, leur prisonnière Chuchoteuse, une fille de son âge appelée Lydia (qui se révélera être la fille de leur chef, Alpha), devient sa codétenue, enfermée dans la cellule opposée à celle d'Henry. Durant le temps que Daryl passe à la brusquer avec des séances répétées et insuffisantes d'interrogatoire, Henry sympathise avec Lydia et se rapproche d'elle en apprenant son passé de maltraitances refoulées et gagnant sa confiance, ce que Daryl finit par utiliser à leur insu en épiant par tours de garde leurs discussions (jusqu'à ce qu'Henry commette l'imprudence de lui parler ouvertement de sa propre communauté, se faisant alors temporairement sortir de force à l'extérieur et grondé par Daryl). L'amitié grandissante d'Henry et son attachement sincère pour Lydia (avec qui il organisera secrètement une brève sortie nocturne de leurs cellules, sous la surveillance distante et ignorée de Daryl) porteront leurs fruits : cette dernière au début totalement rétive et trompeuse, ne cherche plus à résister, s'évader et mentir, mais désire d'elle-même et sincèrement se désolidariser de son groupe et les rejoindre. L'asile est accordé à la jeune fille. Cependant, contre le refus d'Henry et le souhait de celle-ci, Lydia sera rendue aux Chuchoteurs quand sa mère viendra aux portes de la Colline avec son groupe pour réclamer son retour parmi eux, en échange des vies d'Alden et Luke pris en otage. Henry ira jusqu'à les mettre en danger pour elle, fuyant temporairement avec Lydia afin de la cacher dans l'abri secret extérieur du groupe de jeunes. Henry qui n'accepte pas de perdre Lydia, fait le mur en secret et seul afin de la retrouver. Il se fait toutefois vite repéré par les Chuchoteurs (notamment Beta, l'imposant second) et est fait prisonnier assez facilement. Il est témoin de leurs mode de vie semi-nomade et fonctionnements, assistant entre autres : à des fabrications des masques en peau humaine qu'ils portent pour se fondre parmi les rôdeurs ; à une tentative d'éviction échouée envers Alpha par un couple (l'une décapitée, l'autre saigné, finissant tous deux en pâture pour rôdeur) ; ou encore, les derniers instants d'un Chuchoteur dont la morsure le destine à rejoindre les « Gardiens » (nom qu'ils donnent aux rôdeurs regroupés parmi lesquels ils se déplacent et qui les protègent du reste). Lydia, qui est occupée à donner le change auprès des siens (mais surtout sa mère) en feignant de l'indifférence envers le prisonnier (qu'elle a présenté comme un idiot naïf qu'elle aurait manipulé, d'où sa présence), trahit toutefois subtilement son attachement réciproque à Henry quand personne ne les regarde. Une nuit, le camp des Chuchoteurs est attaqué par des rôdeurs menés sur eux par Daryl, Clebs et Connie (la femme sourde du groupe de Magna) : partis en trombe pour le récupérer, Henry refuse toutefois de s'en aller sans Lydia, malgré le refus de cette dernière de provoquer plus de troubles. Face à son entêtement, tous les quatre et le chien s’enfuient ensemble. Durant leur fuite, Henry ayant proposé de partir à deux avec Lydia de leur côté afin de pouvoir rester ensemble tout en évitant la montée des conflits entre leurs deux groupes, les deux tourtereaux s'officialisent leurs sentiments tandis qu'ils se préparent tous les quatre à recevoir de toute évidence (selon les informations données par Lydia) la venue d'un groupe de rôdeurs mené par Beta et une demi-douzaine de Chuchoteurs pour la récupérer. En se débarrassant un par un de leurs assaillants (Beta seul survivant à leur attaque, blessé cependant dans sa dangereuse chute provoquée par Daryl) et réussissant à fuir de nouveau, Henry est également blessé à l'arme blanche dans l'action pour protéger Lydia (en cherchant à ne pas tuer de ses mains des membres de son ancienne famille). Face à la nécessité de la situation et Daryl s'étant pourtant interdit d'y revenir (avant d'avoir retrouvé le corps de Rick), le groupe fait un crochet à Alexandria pour soigner la blessure d'Henry, qui consolide sa relation avec Lydia. Le prince ramène Lydia avec lui jusqu'au Royaume à l'occasion de la foire annuelle. Lydia n'est cependant pas à l'aise et est mal accueillie par le groupe d'Henry, Gage et Rodney tentant auprès d'elle de refroidir leur relation en faveur de leur amie Adeline, qui a également des sentiments amoureux pour Henry. Ce dernier cependant, comprend le malaise de Lydia qui reste à l'écart de la foule et la rassure en réaffirmant ses sentiments pour elle, lui promettant d'assister avec elle à la projection de son premier film prévue le soir-même. Toutefois, il ne la rejoindra jamais, Henry faisant partie avec Adeline et Rodney des onze victimes enlevées au nez et à la barbe des autres survivants, et parmi elles des dix décapitées par Alpha et ses Chuchoteurs (Siddiq ayant été épargné afin de servir de témoin des événements) : à proximité du docteur assommé et abandonné, la tête d'Henry est retrouvée par le groupe de Carol et Daryl (qui empêche son amie de voir la scène) avec celles des autres victimes (dont Tara et Enid), chacune revenue en rôdeur et plantée au bout d'une pique dressée afin de délimiter la frontière nord du territoire des Chuchoteurs. Henry et les autres seront achevés et délogés de leur support. La mort d'Henry sera un énorme coup dur qui, des mois plus tard, aura toujours un vif impact sur les sujets du Royaume (dont les installations dégradées les pousseront à l'exode vers la Colline), ses parents (qui malgré leurs efforts pour surmonter sa perte, finiront par se séparer après leur arrivée à la Colline) et Lydia (culpabilisant et tombée en dépression au point d'en devenir suicidaire). |                                                     |             |                   |         |
| Daniel | Daniel Newman                                       | 6 7 8       | 10                | Décédé  |
| Daniel est le premier citoyen et combattant avéré du Royaume à apparaître. Daniel est l'inconnu en armure à la recherche de son cheval croisé dans une ferme par Rick et Morgan, eux-mêmes à la recherche de Carol qu'ils savent poursuivie par un Sauveur. Tuant un rôdeur avec une lance qu'ils identifient comme originaire de la Colline, il les avertit de l'arrivée imminente d'autres rôdeurs avant de fuir. Rick qui n'a pas du tout confiance souhaite l'abattre, cependant Morgan l'en empêche. Daniel retrouve plus tard Carol blessée avec ce dernier, juste au moment où il abat Roman, et accepte de les ramener avec Colton au Royaume. Durant le trajet de retour, le groupe de Daniel est attaqué par des rôdeurs et Carol se met en danger en tentant de fuir malgré son état, mais ils sont tous les quatre secourus par Richard ainsi que d'autres frères d'armes de Daniel. Il est témoin de plusieurs livraisons avec les Sauveurs et assiste impuissant à la mort de Benjamin, puis de Richard. Daniel fait partie des combattants du Royaume à venir en aide à Rick et les Alexandriens face aux Sauveurs et aux Charognards. Il reste aux côtés d'Ezekiel pendant les conflits contre le Sanctuaire. Durant le massacre à la mitrailleuse de son régiment, Daniel meurt en protégeant leur Roi de son corps avec d'autres frères d'armes. Revenu en rôdeur comme d'autres et s'en prenant à Ezekiel, il se fait achever net d'une balle dans la tête par Alvaro. |                                                     |             |                   |         |
| Alvaro | Carlos Navarro                                      | 7 8         | 9                 | Décédé  |
| Alvaro est citoyen et combattant du Royaume. Il est témoin de plusieurs livraisons avec les Sauveurs et assiste impuissant à la mort de Benjamin, puis de Richard. Alvaro est l'un des deux seuls survivants (avec Jerry) de l'attaque à la mitrailleuse des Sauveurs qui décime le régiment d'Ezekiel et le blesse à la jambe. Mais en tentant contre l'avis de son Roi de le sauver de leurs défunts camarades revenant en rôdeurs, il se fait abattre par derrière par Gunther qui prend Ezekiel en otage. |                                                     |             |                   |         |
| Kevin | Jason Burkey                                        | 7 8         | 6                 | Décédé  |
| Kevin est un des résidents du Royaume. Il apparaît pour la première fois en train de plier le linge à l'extérieur quand Carol toujours en chaise roulante pour sa convalescence, le berne en jouant son rôle de femme faible afin de subtiliser à son insu des vêtements propres pour préparer sa fuite, profitant que Kevin s'absente un bref instant pour lui ramener un mouchoir. Il aide plus tard à éliminer les cultures infestées par le charançon avec Nabila et les autres résidents, tandis qu'Ezekiel vient se tenir informé de l'état des récoltes. Kevin est parmi les sujets à se rassembler et à écouter le discours d'Ezekiel sur sa confiance dans l'alliance, souriant en écoutant leur Roi et exprimant ses encouragements avec les autres. Plus tard, quand Ezechiel, Carol et Jerry rentrent seuls au Royaume, il se réunit avec les autres sujets et est attristé par les pertes de leurs combattants, qui ont pratiquement tous été tués. Même s'il n'est pas vu, Kevin fait partie des sujets capturés par les Sauveurs de Gavin lorsqu'ils se libèrent de leur siège et envahissent leur Royaume durant la nuit. Après que leur Roi a provoqué une distraction et empêché leur poursuite en refermant les portes, Kevin fuit les lieux avec les autres sujets, qui partent se cacher dans la maison de Carol selon sa recommandation. Après la libération d'Ezekiel ainsi que la reprise du Royaume grâce à Carol et Morgan, Kevin est parmi les sujets à avoir évacué avec le Roi vers la Colline : on le voit se promener avec Oscar alors qu'ils aident à améliorer les défenses, puis ils sont témoins de l'arrivée des Alexandriens menés par Daryl et de sa révélation que le fils de Rick est mort. Il se rassemble près de véhicules et discute avec Nabila, Barbara, Bertie et d'autres habitants de la Colline. Kevin fait partie des victimes de la double attaque de la Colline : défendant la Colline avec les autres contre l'assaut de Simon et de ses hommes, il est blessé au bras par une flèche mais survit à l'attaque. Kevin est ensuite installé à côté de Tobin à l'infirmerie et se fait soigner par Siddiq et Dana. La nuit, il se repose sous la surveillance de Kurt, l'un des soignants, mais se réveille en gémissant et le pousse à aller chercher le docteur : Kevin se fait alors tuer par Tobin, revenu en rôdeur à cause de la contamination via leurs blessures. Il meurt en peu de temps et revient à son tour en rôdeur, puis attaque les gens qui dorment dans l'ancien musée. Afin que Kevin ne puisse plus attaquer personne, il est achevé par son Roi et enterré le lendemain matin. |                                                     |             |                   |         |
| Richard | Karl Makinen                                        | 7           | 5                 | Décédé  |
| Richard est le chef de la sécurité du Royaume. À ce titre, il est présent à chaque rendez-vous de ses frères d'armes avec Gavin et ses Sauveurs pour leur céder des ravitaillements du Royaume. Il apparaît avec des renforts en venant au secours de Daniel et Colton, qui sont attaqués par des rôdeurs sur leur chemin du retour au Royaume en compagnie de Morgan et Carol, sévèrement blessée par Roman. Richard essaie de convaincre Morgan et Carol de s'allier à lui dans la lutte face aux Sauveurs, sans succès. Frustré par la situation ainsi que systématiquement provoqué par Jared lors des rencontres du Royaume avec Gavin et ses hommes, il se range idéologiquement du côté de Rick pour être prêt au combat contre Negan et les Sauveurs. Il se retire un moment dans un camping-car dissimulé qui semblait lui appartenir et y pleure sur un petit sac d'écolière : dans des souvenirs de son passé, il est révélé qu'à cause de sa passivité Richard a été incapable de sauver sa femme et sa fille, dévorées par des rôdeurs. Après un second désaccord entre son groupe et celui de Gavin, Richard fait appel à Daryl pour l'aider à tuer des Sauveurs, et lui propose au dernier moment de tuer une femme qui est chère aux yeux d'Ezekiel (Carol) afin de provoquer les hostilités. Daryl qui comprend tout, le dissuade en le tabassant et se désolidarise. À la suite de toutes ces histoires avec les Sauveurs, Richard met en place un plan qui aurait dû déclencher la guerre contre eux, sauf que malheureusement, il cause la mort de Benjamin. Il s'en veut beaucoup mais reste néanmoins déterminé à s'en servir pour provoquer les hostilités. Son secret sera toutefois découvert par Morgan, et tout se finira pour Richard lors de la livraison suivante aux Sauveurs, où il est étranglé à mort et dénoncé par celui-ci. |                                                     |             |                   |         |
| Benjamin | Logan Miller                                        | 7           | 4                 | Décédé  |
| Benjamin est citoyen et apprenti combattant du Royaume, le frère aîné d'Henry. Leur père qui était un ami proche d'Ezekiel, est mort lors d'une expédition mal contrôlée dans un bâtiment infesté de rôdeurs, et le Roi prend soin d'eux depuis en tant que tuteur. Il apprend les arts martiaux avec Morgan à la demande personnelle du Roi. Après la visite du groupe de Rick au Royaume, Benjamin essaie de convaincre Ezekiel, réticent, de se joindre à eux pour le combat contre les Sauveurs. Lors d'une livraison avec les Sauveurs, lui qui s'était fait remarquer par Jared pour l'avoir provoqué, se fera tirer mortellement à la jambe à cause d'un plan tordu de Richard visant à provoquer la guerre avec les Sauveurs. Benjamin transporté en urgence à la maison de Carol, meurt sur sa table. La mort de Benjamin est l'événement déterminant dans le choix d'Ezekiel de rallier le Royaume à Alexandria et la Colline contre les Sauveurs, mais également dans la rechute de Morgan qui, triste et mis en colère par la perte de son disciple, met de côté sa règle de ne plus tuer d'Humains, lynche Richard de ses mains puis se radicalise dans les affrontements contre le Sanctuaire en refusant de faire des prisonniers et n'épargnant plus ses ennemis. |                                                     |             |                   |         |
| William | Jason Graham                                        | 9           | 1                 | Inconnu |
| William est un résident et combattant du Royaume. |                                                     |             |                   |         |

### Oceanside
| Personnages | Acteur / Actrice                                                   | Saison      | Nombre d'épisodes | Statut   |
| --- | ------------------------------------------------------------------ | ----------- | ----------------- | -------- |
| Rachel Ward | Mimi Kirkland (saison 7 à ) - Avianna Mynhier (depuis la saison 9) | 7 8 9 10 11 | 15                | Inconnue |
| Rachel est une adolescente habitant Oceanside. Elle a tendance à être dangereusement zélée pour achever les rôdeurs échoués sur la plage malgré les remontrances et désaccords de Cyndie, mais aussi à appliquer sans recul l'état d'esprit des femmes de son groupe en n'ayant aucune hésitation quant à vouloir tuer les étrangers qui approchent de leur communauté. Rachel est impertinente avec Tara et ne l'apprécie pas vraiment, ce qu'elle lui rend bien. Contrairement aux autres, Rachel insiste radicalement sur la nécessité de tuer Enid et Aaron après leur capture à la suite du meurtre de Natania : ils sont toutefois épargnés selon la décision de Cyndie et raccompagnés hors de leur territoire, interdits définitivement de revenir. Cependant, Aaron n'abandonne pas l'idée de les convaincre de se rallier, installe un campement de fortune dans les bois alentour et achevant les morts-vivants qui apparaissent : Rachel et ses semblables se contentent de l'ignorer durant leurs patrouilles. Mais durant une tempête, elles le retrouvent affamé et à bout de forces après une énième attaque de rôdeurs : le surplombant en cercle autour de lui, Rachel entend avec les autres le plaidoyer d'Aaron sur l'influence négative que les Sauveurs ont opérée sur elles avant qu'il ne s'effondre. Cyndie s'est apparemment laissée convaincre par l'Alexandrien puisque, sous le commandement de sa meneuse, Rachel se rend avec ses sœurs d'armes et lui à la Colline et arrive durant l'affrontement final contre Negan, au moment opportun pour sauver Tara (épaulée par Alden et ses comparses) et les fuyards de leurs Sauveurs poursuivants en les immolant à coup de cocktails Molotov. Durant la construction du pont, elle élimine discrètement avec les siennes les Sauveurs responsables du massacre de leurs hommes (dont Justin et Arat, cette dernière à la connaissance de Daryl et Maggie qui n'interviennent pas), sur les lieux même du drame. Depuis l'attaque au camp des Sauveurs rescapés, Rachel est devenue la seule représentante avérée d'Oceanside auprès des autres communautés durant l'ellipse temporelle de six ans : elle est présente à la foire et signe avec Ezekiel, Tara et Gabriel la charte des communautés. Elle est présente également lors de l'oraison de Siddiq, après les meurtres de certains de leurs amis par Alpha et son groupe et desquels il a réchappé. À la suite de l'intervention de Lance lors de l'assaut de Oceanside, son destin ainsi que celui de tous les autres résidente de Oceanside (hormis Jules et Luke) est incertain |                                                                    |             |                   |          |
| Cyndie | Sydney Park                                                        | 7 8 9 10    | 12                | Inconnue |
| Cyndie vit à Oceanside, une communauté côtière cachée par une forêt et majoritairement féminine. Elle est la petite-fille de leur doyenne Natania, qui veille sur elle depuis qu'elle a perdu ses parents. Elle découvre Tara qui est échouée non loin de son camp, empêchant la zélée Rachel de l'achever comme si elle était un rôdeur, et lui met à disposition de quoi se sustenter à son réveil sans la dénoncer à ses semblables. Cyndie est la seule à Oceanside à ne pas vouloir de mal à Tara et va jusqu'à l'aider dans sa fuite en s'opposant à Beatrice et Kathy puis en la raccompagnant, contre sa promesse de ne parler à personne de sa communauté. Elle est experte en arme de tir, couvrant Tara lors de sa traversée en sens inverse du pont qu'elle essayait de traverser précédemment avec Heath. Elle se sent à raison trahie par Tara quand son groupe et elle se présentent pour leur dérober des armes. Cyndie est présente avec le groupe qui capture Aaron et Enid juste après qu'elle a tué sa grand-mère. Cyndie est en pleurs en découvrant le corps de Natania. Après un raisonnement d'Enid attachée au radiateur avec Aaron, et un débat en compagnie des siens, Cyndie maintenant dirigeante décide néanmoins dans l'intérêt de sa communauté de les laisser repartir, les interdisant définitivement de revenir. Cependant, Aaron n'abandonne pas l'idée de les convaincre de se rallier, installe un campement de fortune dans les bois alentour et achevant les morts-vivants qui apparaissent : Cyndie et les siennes se contentent de l'ignorer durant leurs patrouilles. Mais durant une tempête, elles le retrouvent affamé et à bout de forces après une énième attaque de rôdeurs : le surplombant en cercle autour de lui, Cyndie entend le plaidoyer d'Aaron sur l'influence négative que les Sauveurs ont opérée sur elles avant qu'il ne s'effondre. Cyndie s'est apparemment laissée convaincre par l'Alexandrien, puisque à la tête de ses membres, elle se rend avec lui à la Colline et arrive durant l'affrontement final contre Negan, au moment opportun pour sauver Tara (épaulée par Alden et ses comparses) et les fuyards de leurs Sauveurs poursuivants en les immolant à coup de cocktails Molotov. Durant la construction du pont, elle élimine discrètement avec les siennes les Sauveurs responsables du massacre de leurs hommes (dont Justin et Arat, cette dernière à la connaissance de Daryl et Maggie qui n'interviennent pas), sur les lieux même du drame. Depuis l'attaque au camp des Sauveurs rescapés, le sort de Cyndie demeure inconnu, Rachel étant devenue la seule représentante avérée d'Oceanside auprès des autres communautés durant l'ellipse temporelle de six ans. Elle effectue son retour dans la saison 10, résidant toujours à Oceanside. À la suite de l'intervention de Lance lors de l'assaut de Oceanside, son destin ainsi que celui de tous les autres résidente de Oceanside (hormis Jules et Luke) est incertain. |                                                                    |             |                   |          |
| Beatrice | Briana Venskus                                                     | 7 8 9 10    | 11                | Décédée  |
| Beatrice vit à Oceanside. Contrairement à Cyndie ou Natania, elle n'est guère aussi complaisante. Son compagnon fait partie des victimes masculines de leur communauté massacrées par les Sauveurs. Tara la rencontre quand elle l'assomme avant sa capture, puis une seconde fois quand Tara tente de s'enfuir alors qu'elle prétendait l'accompagner avec Kathy. Cyndie l'empêche de la poursuivre. Elle est présente lors du meurtre de Natania par Enid et la capture avec Aaron. Beatrice les épargne toutefois selon la décision de Cyndie et les raccompagne avec elle hors de leur territoire, interdits définitivement de revenir. Cependant, Aaron n'abandonne pas l'idée de les convaincre de se rallier, installe un campement de fortune dans les bois alentour et achevant les morts-vivants qui apparaissent : Beatrice et ses semblables se contentent de l'ignorer durant leurs patrouilles. Mais durant une tempête, elles le retrouvent affamé et à bout de forces après une énième attaque de rôdeurs : le surplombant en cercle autour de lui, Beatrice entend avec les autres le plaidoyer d'Aaron sur l'influence négative que les Sauveurs ont opérée sur elles avant qu'il ne s'effondre. Cyndie s'est apparemment laissée convaincre par l'Alexandrien puisque, sous le commandement de sa meneuse, Beatrice se rend avec ses sœurs d'armes et lui à la Colline et arrive durant l'affrontement final contre Negan, au moment opportun pour sauver Tara (épaulée par Alden et ses comparses) et les fuyards de leurs Sauveurs poursuivants en les immolant à coup de cocktails Molotov. Durant la construction du pont, elle élimine discrètement avec les siennes les Sauveurs responsables du massacre de leurs hommes (dont Justin et Arat, cette dernière à la connaissance de Daryl et Maggie qui n'interviennent pas), sur les lieux même du drame. Depuis l'attaque au camp des Sauveurs rescapés, le sort de Beatrice demeure inconnu, Rachel étant devenue la seule représentante avérée d'Oceanside auprès des autres communautés durant l'ellipse temporelle de six ans. Elle est tuée dans l'affrontement final contre les Chuchoteurs après avoir été poignardé par un chuchoteurs et dévorée par la horde. |                                                                    |             |                   |          |
| Kathy | Nicole Barré                                                       | 7 8 9       | 10                | Décédée  |
| Kathy vit à Oceanside. Elle tente de tuer Tara alors qu'elle prétendait l'accompagner avec Beatrice. Cyndie l'empêche de la poursuivre. Elle est présente lors du meurtre de Natania par Enid et la capture avec Aaron. Kathy les épargne toutefois selon la décision de Cyndie et les raccompagne avec elle hors de leur territoire, interdits définitivement de revenir. Cependant, Aaron n'abandonne pas l'idée de les convaincre de se rallier, installe un campement de fortune dans les bois alentour et achevant les morts-vivants qui apparaissent : Kathy et ses semblables se contentent de l'ignorer durant leurs patrouilles. Mais durant une tempête, elles le retrouvent affamé et à bout de forces après une énième attaque de rôdeurs : le surplombant en cercle autour de lui, Kathy entend avec les autres le plaidoyer d'Aaron sur l'influence négative que les Sauveurs ont opérée sur elles avant qu'il ne s'effondre. Cyndie s'est apparemment laissée convaincre par l'Alexandrien puisque, sous le commandement de sa meneuse, Kathy se rend avec ses sœurs d'armes et lui à la Colline et arrive durant l'affrontement final contre Negan, au moment opportun pour sauver Tara (épaulée par Alden et ses comparses) et les fuyards de leurs Sauveurs poursuivants en les immolant à coup de cocktails Molotov. Durant la construction du pont, elle élimine discrètement avec les siennes les Sauveurs responsables du massacre de leurs hommes (dont Justin et Arat, cette dernière à la connaissance de Daryl et Maggie qui n'interviennent pas), sur les lieux même du drame. Durant l'attaque au camp des Sauveurs rescapés, Kathy est tuée (hors-champ) d'une balle dans la poitrine par Jed. Lorsque Rick à moitié conscient arrive au camp et constate le désastre, elle s'est changée en rôdeur et l'attaque, mais il l'achève. |                                                                    |             |                   |          |
| Jules Butler | Alex Sgambati                                                      | 10 11       | 7                 | Décédée  |
| Jules est une résidente d'Oceanside. Elle s'entend très bien avec Luke de la Colline, et finit par entretenir une relation amoureuse avec lui Il sera révélé qu'elle aura survécu avec Luke de l'assaut de Lance car ils ont pu s'échapper d'Oceanside, et retrouvent donc Aaron, Jerry, Lydia et Elijah. Elle part avec eux au Commonwealth et affronte sur le chemin une horde de rôdeurs, et se fait dévorer par ces derniers en tentant de les affronter |                                                                    |             |                   |          |
| Natania | Deborah May                                                        | 7 8         | 3                 | Décédée  |
| Natania est la grand-mère de Cyndie et semble diriger le groupe d'Oceanside. . Quand ils capturent Tara en repérage dans leur camp et réfléchit à l'attitude à adopter, elle accepte de l'écouter et se montre ouverte à la discussion, bien qu'elle sache pertinemment que Tara lui invente une histoire. Natania refuse toutefois de prendre le risque que leur communauté soit découverte. Ce sont essentiellement des femmes car les Sauveurs ont tué tous les hommes de plus de 10 ans. Une nuit, elle est abattue à l'orée de leur territoire dans le dos par Enid, alors que Natania menaçait Aaron venu demander leur aide : sa petite-fille constate sa mort et fond en pleurs sur son corps. |                                                                    |             |                   |          |

### Les Charognards
| Personnages | Acteur / Actrice      | Saison(s) | Nombre d'épisodes | Statut  |
| --- | --------------------- | --------- | ----------------- | ------- |
| Tamiel | Sabrina Gennarino     | 7 8       | 9                 | Décédée |
| Tamiel est membre des Charognards. Elle fait partie des lieutenants de Jadis. Lorsque Simon vient avec ses hommes et sur ordre de Negan pour prendre leurs armes après leur brève trahison avec Rick et doit exécuter un seul des Charognards, il désobéit cependant et, après Brion, abat arbitrairement Tamiel pour pousser Jadis à bout. Cette dernière meurtrie après le massacre des siens et leur réanimation en rôdeurs, l'attire avec les autres et regarde Tamiel tomber dans un broyeur industriel, puis en ressortir transformée en hachis. |                       |           |                   |         |
| Brion | Thomas Francis Murphy | 7 8       | 7                 | Décédé  |
| Brion est membre des Charognards. Il fait partie des lieutenants de Jadis. Lorsque Simon vient avec ses hommes et sur ordre de Negan pour prendre leurs armes après leur brève trahison avec Rick et doit exécuter un seul des Charognards, il abat Brion pour pousser Jadis à bout. Cette dernière meurtrie après le massacre des siens et leur réanimation en rôdeurs, l'attire avec les autres et regarde Brion tomber dans un broyeur industriel, puis en ressortir transformé en hachis. |                       |           |                   |         |
| Farron | Anja Akstin           | 7         | 1                 | Décédée |
| Farron est membre des Charognards. Elle fait partie des soldats de Jadis présents à Alexandria durant la bataille de la communauté (rejointe par le Royaume et la Colline) avec les Sauveurs. Bien que l'on ignore son rôle précis au sein des Charognards, avant la bataille Farron se poste avec Michonne dans les hauteurs, prêtes à tirer à distance depuis un balcon. Quand cependant Michonne réalise la trahison des Charognards et se retourne vers elle, Farron tient déjà sa tête en joue. Le déclenchement de la bataille amène à un duel violent au corps à corps dans lequel Michonne est gravement blessée et se fait saisir par Farron, qui s'apprête à la jeter dans le vide. Au même moment, Rick et Carl qui voient au loin l'affrontement constatent, horrifiés et impuissants, qu'un corps s'écrase au bas du balcon de Michonne et se précipitent vers lui : le corps au visage ensanglanté et gisant dans son propre sang n'est pas celui de Michonne, mais bel et bien celui de Farron. |                       |           |                   |         |

### Groupe de Magna
| Personnages | Acteur / Actrice | Saison(s) | Nombre d'épisodes | Statut |
| --- | ---------------- | --------- | ----------------- | ------ |
| Luke Abrams | Dan Fogler       | 9 10 11   | 17                | Décédé |
| Luke est un ancien professeur de musique qui est moyennement débrouillard et usé par la survie à l'extérieur. Son groupe apparaît après l'ellipse de six ans suivant la destruction du pont et la disparition de Rick Grimes : tandis qu'ils fuient et sont cernés au milieu d'un champ par des rôdeurs, ils sont sauvés et ramenés à son groupe par Judith Grimes, qui était en patrouille avec Aaron, Eugene, Rosita et Laura. Alexandria s'étant repliée sur elle-même et ayant renforcé ses mesures en matière de sécurité, un chantage de la fillette oblige toutefois les autres Alexandriens à ramener le groupe de Magna avec eux, contre leurs nouvelles règles. Ils sont toutefois escortés à la Colline, qui accepte de les intégrer à leur communauté. Arrivés après le départ de l'équipe de sauvetage d'Eugene (le dirigeant Jesus, Daryl Dixon, son chien Clebs et Aaron) qui tarde à revenir, et ensuite celui de Magna, Yumiko et Michonne parti à sa suite, Luke qui considère « devoir faire sa part pour mériter de rester » et souhaite se rendre utile, se porte volontaire avec insistance auprès d'Alden qui organise des recherches. En sa compagnie, ils sympathisent tandis qu'ils trouvent des flèches fichées dans des arbres : Luke les identifie avec certitude comme étant celles fabriquées par Yumiko. Ils tombent cependant tous les deux dans un piège des Chuchoteurs, qui les encerclent. Pris en otage, Luke sert avec Alden de monnaie d'échange à Alpha, leur meneuse, et son groupe lors de leur visite surprise à la Colline pour récupérer sa fille Lydia (qui a été faite prisonnière sur le retour de leurs amis avec le corps de Jesus, mais a entretemps reçue l'asile de la part de la Colline). Leur vie étant menacée, il repère Connie dissimulée dans les champs à proximité mais lui interdit discrètement de tenter de l'aider et, comme elle est sourde, lui fait remarquer par des signes le bébé que les Chuchoteurs viennent d'abandonner aux rôdeurs à cause de ses pleurs incessants, ce qui lui sauve la vie quand Connie sacrifie son avantage pour le récupérer. Continuant à se rapprocher d'Alden durant la foire du Royaume, Luke qui se montre des plus enthousiastes discute et plaisante avec Enid et lui et, apprenant que son nouvel ami sait chanter, le pousse à venir plus tard dans la journée l'accompagner à son kiosque musical. Il rencontre lors d'une visite à Oceanside Jules, avec qui il s'entend bien. Il va éteindre le feu de forêt à la frontière du territoire des Chuchoteurs juste après. Il sera ensuite blessé lors de la destruction de la Colline par les Chuchoteurs, et sera sauvé par Aaron. Il déménage dans un hôpital abandonné, et donnera un coup de main pour mettre en déroute et anéantir la horde des Chuchoteurs dirigé par Bêta. Il officialise sa relation avec Jules et déménage à Oceanside. Il est présumé mort pendant un moment, mais avec Jules, il croise Aaron, Jerry, Lydia et Elijah qui passaient proche d'eux. Ils se sont échappés tous deux d'Oceanside à la suite de l'assaut de Lance dans la communauté, ignore donc si Rachel et les autres femmes a survécu et montre des remords envers son groupe. Il prendra ensuite la route pour le Commonwealth et devra affronter une horde de rôdeurs. Sa petite amie se fait dévorer par les rôdeurs, avant qu'il se fasse mordre à la jambe. Il se fait amputer et sauver par Connie. Malheureusement, il décède paisiblement de la suite de ses blessures, dans les bras du groupe de Magna, qui lui promet de garder sa musique vivante. Magna l'achèvera pour éviter qu'il revienne à la vie. |                  |           |                   |        |

### Les Chuchoteurs
| Personnages | Acteur / Actrice     | Saison(s) | Nombre d'épisodes | Statut  |
| --- | -------------------- | --------- | ----------------- | ------- |
| Gamma/Mary | Thora Birch          | 10        | 9                 | Décédée |
| Gamma est un membre des Chuchoteurs |                      |           |                   |         |
| Dante | Juan Javier Cardenas | 10        | 7                 | Décédé  |
| Dante est un membre infiltré des Chuchoteurs, est un espion infiltré par Alpha. Il est ainsi médecin avec Siddiq pendant son infiltration, et s'occupera de le rassurer pendant ses crises de panique à la suite de la mort de ses amis. Lors de l'épisode Ouvre les yeux, Siddiq finira par découvrir que Dante aura été celui qui l'aura forcé à voir mourir les dix victimes de l'embuscade des Chuchoteurs. Dante le tuera avec des remords, pour protéger son infiltration. Dans l'épisode suivant, il est enfermé en prison, et demande à Gabriel le pardon, qui le poignarde à plusieurs reprises dans la poitrine en réponse. Il sera brûlé par la suite par Gabriel et Rosita pour empêcher la réanimation. |                      |           |                   |         |

### Les Maraudeurs
| Personnages | Acteur / Actrice  | Saison(s) | Nombre d'épisodes | Statut  |
| --- | ----------------- | --------- | ----------------- | ------- |
| Margo | Jerri Tubbs       | 10        | 3                 | Décédée |
| Margo est une membre des Maraudeurs. Avec Gage et Alfred, à la suite de la mort des membres de son groupe, elle va aller harceler Lydia avec ces deux derniers. Negan la bousculera après ça, et Margo meurt (par accident) à cause d'un traumatisme crânien. |                   |           |                   |         |
| Alfred | David Shae        | 10        | 3                 | Décédé  |
| Alfred est un membre des Maraudeurs. |                   |           |                   |         |
| Ozzy | Angus Sampson     | 9         | 2                 | Décédé  |
| Ozzy est le chef des Maraudeurs. Il rencontre dans un premier temps Ezekiel, Carol et Jerry, après que les trois survivants sont partis enquêter sur une affaire de détrousseurs qui auraient volé des troupes du Royaume. Il menace Ezekiel de le tuer, mais il rendra les biens du Royaume, peuvent revendre durant la foire les biens que les Maraudeurs ont volé, et protégera les routes du Royaume en échange de la projection d'un film. Avec Alek et D.J., il tombe sur les huit premiers prisonniers de l'embuscade des Chuchoteurs et leur donne une chance de se libérer et de se battre. Cela n'aura pas suffi, Ozzy fait partie des dix survivants décapitées par Alpha et ses Chuchoteurs (Siddiq ayant été épargné afin de servir de témoin des événements). |                   |           |                   |         |
| Alek | Jason Kirkpatrick | 9         | 1                 | Décédé  |
| Alek est un membre des Maraudeurs. Avec Ozzy et D.J., il défend les routes menant au Royaume en échange de la projection d'un film. Les trois survivants tombent ensuite sur les huit prisonniers de l'embuscade des Chuchoteurs, et leur donne une chance de s'en sortir. Cela n'aura pas suffit, Alek fait partie des dix survivants décapitées par Alpha et ses Chuchoteurs (Siddiq ayant été épargné afin de servir de témoin des événements). |                   |           |                   |         |

### The Wardens
| Personnages | Acteur / Actrice | Saison(s) | Nombre d'épisodes | Statut  |
| --- | ---------------- | --------- | ----------------- | ------- |
| Elijah | Okea Eme-Akwari  | 10 11     | 20                | Vivant  |
| Elijah est un membre du groupe de Maggie. Il est facilement reconnaissable grâce à un masque de Ninja. Il sauve dans un premier temps Aaron et Alden avec son groupe, puis Gabriel. Il finit par ensuite par s'intégrer dans un premier temps à Alexandria. La ville étant en manque de vivres, les autres Wardens, Maggie, Daryl, Gabriel, Negan, Alden, Gage et Roy se rendent à Washington pour trouver de la nourriture. Ils rentrent par le métro, assistent à la mort de Gage, et ressort du métro avec tous les autres. Lors de l'embuscade tendue par les Faucheurs, il libère Maggie d'un piège, puis se fait capturer. Il réussit ensuite à s'échapper et croise Gabriel, blessé. Il rejoint ensuite Negan et Maggie dans une maison. Il révèle qu'il a une sœur, qui a été tuée par Brandon, et souhaite absolument se venger de ce dernier. Lorsque Brandon est capturé et retenu en otage par Negan, il souhaite le tuer malgré les ordres de Maggie de le laisser vivant, mais à la suite d'une précédente blessure, ne parvient pas à l'atteindre. Il est le seul membre de son groupe à avoir survécu lors de l'embuscade, et s'intègre ensuite en bras droit de Maggie à la Colline. Il est sentinelle avec Marco, et avec Lydia et Maggie, refuse de rendre la Colline au Commonwealth, malgré les menaces de Lance. Il voit ensuite un survivant en cheval gravement blessé, qui les alerte d'une attaque proche, et s'infiltre avec Maggie, Aaron et Lydia dans un immeuble où certains soldats du Commonwealth, sous la huppe de Toby et Lance, tuent certains membres du groupe, et retrouvent Negan et sa nouvelle femme. Elijah commence ensuite à développer une relation amoureuse avec Lydia. Il manque cependant de mourir, enfermé en dehors de la ville en compagnie d'un grand nombre de survivants dont Jerry, lors de la rébellion de Pamela, étant la proie d'une horde de rôdeurs. À la suite de son arrestation, il peut rentrer librement dans le Commonwealth, et retrouver Lydia. Un an plus tard, il vit toujours au Commonwealth. |                  |           |                   |         |
| Frost | Marcus Lewis     | 11        | 5                 | Décédé  |
| Frost est un membre du groupe de Maggie. Il prend part avec les autres Wardens, Maggie, Daryl, Gabriel, Negan, Alden, Gage et Roy dans une expédition pour chercher des vivres pour Alexandria. Cette expédition les mène au métro de Washington. Il assiste avec les autres membres du groupe à la mort de Gage. Une fois sorti du métro, il tombe dans l'embuscade des Faucheurs, et est fait prisonnier par le groupe barbare avec Daryl. Daryl, reconnaissant son ex amante dans les rangs du groupe, décide de s'infiltrer dans le groupe, et fait mine de ne presque pas connaître Frost, qui rentre volontairement dans son jeu. Frost fut ensuite sujet à la torture de la part de Carter, puis de Daryl, devant Pope. Il leur tient tête et refuse de révéler quoi que ce soit sur ses amis. Une fois que Daryl lui tranche son annulaire, il finit par révéler que Maggie se trouve dans une maison jaune, ce qui fait que Daryl part à sa recherche avec les Faucheurs. Lors du retour des Faucheurs, ils retrouvent Frost en tant que rôdeur attaché à un arbre. Pope leur révèle que Frost a dit tout ce qu'il pouvait savoir avant de l'éliminer. Cependant, il n'a aucunement grillé la couverture de Daryl, permettant indirectement l'éradication du groupe. |                  |           |                   |         |
| Cole | James Devoti     | 10 11     | 4                 | Décédé  |
| Cole est un membre du groupe de Maggie. Il prend part avec les autres Wardens, Maggie, Daryl, Gabriel, Negan, Alden, Gage et Roy dans une expédition pour chercher des vivres pour Alexandria. Cette expédition les mène au métro de Washington. Sur ordre de Maggie, lui et Duncan retiennent Alden et Negan pour ne pas sauver Gage. Il assiste avec les autres membres du groupe à la mort de Gage. Lors de leur sortie du métro de Washington, le groupe tombe dans une embuscade des Faucheurs, qui lancent diverses armes, tuant Roy et tranchant la main de Cole. Chaque survivant prend la fuite, mais Cole est presque instantanément égorgé par Jenson, un autre membre des Faucheurs. |                  |           |                   |         |
| Agatha | Laurie Fortier   | 11        | 3                 | Décédée |
| Agatha est une membre du groupe de Maggie. Il prend part avec les autres Wardens, Maggie, Daryl, Gabriel, Negan, Alden, Gage et Roy dans une expédition pour chercher des vivres pour Alexandria. Cette expédition les mène au métro de Washington. Il assiste avec les autres membres du groupe à la mort de Gage. Lors de leur sortie du métro de Washington, le groupe tombe dans l'embuscade des Faucheurs, et à la suite de diverses morts, le groupe est fragmenté. Maggie, Alden et Negan tombent quelque temps après sur Agatha tuant des rôdeurs, cette dernière qui salue ses alliés, et leur apprend que Duncan est aux portes de la mort. Maggie promet ensuite à Duncan de veiller sur Agatha, et les quatre survivants reprennent leur route. Malheureusement, les survivants sont aux prises avec un troupeau de marcheurs, et Agatha est submergée par plusieurs d'eux. Elle se fait d'abord mordre au bras, implore Maggie de ne pas la sauver, ce qu'elle tente de faire quand même jusqu'à ce que Negan la retienne, Agatha finissant dévorée par les rôdeurs. |                  |           |                   |         |
| Duncan | Marcus Lewis     | 11        | 3                 | Décédé  |
| Duncan est une membre du groupe de Maggie. Il prend part avec les autres Wardens, Maggie, Daryl, Gabriel, Negan, Alden, Gage et Roy dans une expédition pour chercher des vivres pour Alexandria. Cette expédition les mène au métro de Washington. Il menace Negan à la suite de son refus d'aider Maggie, et retient avec Cole, Alden et Negan sur ordre de Maggie afin de ne pas sauver Gage. Il assiste avec les autres membres du groupe à la mort de Gage. Lors de leur sortie du métro de Washington, les survivants tombent dans l'embuscade des Faucheurs. Juste après la mort de Cole, Duncan reçoit plusieurs couteaux volants sur son ventre, le blessant grièvement. Il est ensuite retrouvé par Agatha, qui avertit Maggie de sa présence, et est sur le point de mourir. Il demande à Maggie de veiller sur Agatha et d'assurer qu'elle rentre chez elle, puis meurt aux côtés de son ancienne dirigeante. Maggie l'achève pour éviter de se réanimer. |                  |           |                   |         |

### The Reapers
| Personnages                               | Acteur / Actrice | Saison(s) | Nombre d'épisodes | Statut |
| ----------------------------------------- | ---------------- | --------- | ----------------- | ------ |
| Pope                                      | Ritchie Coster   | 11        | 4                 | Décédé |
| Pope est le leader des Reapers.           |                  |           |                   |        |
| Brandon Caver                             | Alex Meraz       | 11        | 4                 | Décédé |
| Brandon Carver est un membre des Reapers. |                  |           |                   |        |

### Le Commonwealth
| Personnages                                                                                         | Acteur / Actrice | Saison(s) | Nombre d'épisodes | Statut   |
| --------------------------------------------------------------------------------------------------- | ---------------- | --------- | ----------------- | -------- |
| Tomichi Okumura                                                                                     | Ian Anthony Dale | 11        | 7                 | Vivant   |
| Tomi est le frère de Yumiko qui vit au Commowealth.                                                 |                  |           |                   |          |
| Shira                                                                                               | Chelle Ramos     | 11        | 7                 | Inconnue |
| "Stephanie" est une habitante du Commonwealth.                                                      |                  |           |                   |          |
| Sebastian Milton                                                                                    | Teo Rapp-Olsson  | 11        | 6                 | Décédé   |
| Sebastian est un habitant du Commonwealth. C'est le fils de Pamela Milton et le petit ami de Kayla. |                  |           |                   |          |
| Tyler Davis                                                                                         | Cameron Roberts  | 10 11     | 5                 | Décédé   |
| Tyler Davis est un soldat du Commonwealth.                                                          |                  |           |                   |          |
| Vickers                                                                                             | Monique Grant    | 11        | 4                 | Vivante  |
| Vickers est la colonel de l'armée du Commonwealth.                                                  |                  |           |                   |          |
| Roman Calhoun                                                                                       | Michael Tourek   | 11        | 4                 | Décédé   |
| Roman Calhoun est un habitant du Commonwealth.                                                      |                  |           |                   |          |
| Mei                                                                                                 | Chiara Misawa    | 11        | 3                 | Vivante  |
| Mei est une habitante du Commonwealth .                                                             |                  |           |                   |          |
| Kayla Brand                                                                                         | Courtney Dietz   | 11        | 2                 | Inconnue |
| Kayla est une habitante du Commonwealth. C'est la petite amie de Sebastian Milton.                  |                  |           |                   |          |

### Personnages divers
| Personnages | Acteur / Actrice   | Saison | Nombre d'épisodes | Statut  |
| --- | ------------------ | ------ | ----------------- | ------- |
| Virgil | Kevin Caroll       | 10 11  | 5                 | Inconnu |
| Virgil est un survivant qui essaie de rentrer chez lui retrouver sa famille qui vit sur une île. Il se retrouve à sauver Luke, et est fait prisonnier de Oceanside après avoir volé un livre. Virgil manque de se faire tuer par Rachel, et Luke lui sauve la vie. Il part sur une île avec Michonne, et lui révèle que sa famille est morte et qu'il prend du thé hallucinogène pour revoir sa famille. Ayant fait des prisonniers, Michonne attaque Virgil et libère les prisonniers qu'il a fait, avouant qu'il n'a pas réfléchi après la mort de sa famille. Quelque temps plus tard, Michonne reconduit Virgil à Oceanside et pendant qu'elle part chercher Rick, il tombe sur une Connie mal en point qui a survécu à la grotte des Chuchoteurs et l'emmène avec elle. |                    |        |                   |         |
| Clara | Kerry Condon       | 4      | 4                 | Décédée |
| Clara vit seule dans un bivouac avec son conjoint décédé quand elle rencontre Rick dans la forêt entourant la prison. Lorsqu'elle arrive à sa tente, elle tente de poignarder Rick pour le donner à manger à la tête rôdeur de son mari, mais Rick l'esquive. Reconnaissant sa faiblesse face à lui, Clara se tue avec son propre couteau. Elle est aperçue par la suite en tant que rôdeur lors de l'attaque de la prison et de la fuite de Glenn et Tara. |                    |        |                   |         |
| Dr Edwin Jenner | Noah Emmerich      | 1      | 2                 | Décédé  |
| Dernier scientifique présent au CDC dans la première saison, il a promis à sa femme mourante utilisée comme cobaye volontaire en tant que sujet-test no 19, de tout faire pour trouver un remède à l'épidémie, en vain. Lors de l'épisode final de la première saison Sujet-test 19, il accueille et abrite le groupe de Rick au CDC, leur offrant abri et nourriture et en leur parlant de ses recherches sur l'épidémie, révélant que sa femme s'est volontaire dévouée à lui comme cobaye après s’être faite mordre par un rôdeur. Il précise d'ailleurs que les recherches les plus abouties sur le sujet ont été menées par les Français jusqu'à épuisement total de leurs sources d'énergie et des scientifiques, pourtant entièrement dévolus à résoudre le problème du virus. Il fustige du même coup leur civilisation entièrement bâtie sur le pétrole comme source quasi-unique d'énergie. Il reste volontairement avec Jacqui au CDC lorsque celui-ci va exploser, car il est persuadé que l'humanité est vouée à disparaître dans le chaos qui s'est installé hors de ses murs. Il préfère donc ne pas affronter ce qui se déroule à l'extérieur, contrairement au groupe de Rick à qui il permet de sortir de justesse de son bunker avant qu'il n'explose. Il révèle à Rick que chaque individu porte en réalité le virus en lui et qu'à sa mort, chacun se transforme en rôdeur dans un laps de temps approximativement compris entre 3 minutes et 8 heures. |                    |        |                   |         |
| Duane Jones | Adrian Kali Turner | 1      | 1                 | Décédé  |
| Fils de Morgan et Jenny Jones, c'est le tout premier humain qui croise la route de Rick dans la série après son coma. Duane le trouve errant dans la rue et, croyant que ce dernier est un rôdeur, lui donne un coup de pelle sur le crâne. Plutôt enjoué, le jeune garçon semble cependant souffrir de problèmes psychologiques, liés à la perte de sa défunte mère revenue en rôdeur qui continue d'errer aux alentours de leur demeure, ainsi qu'au chaos ambiant. Il reste avec son père quand Rick leur propose d'aller avec lui à Atlanta. Quand Rick rencontre à nouveau Morgan, seul et en pleine démence dans l'épisode 12 de la troisième saison, il lui apprend que Duane est décédé mordu par sa propre mère, que Morgan n'avait pu se résoudre à abattre en temps voulu. Sa mort est la cause de la folie latente de Morgan. |                    |        |                   |         |
| Eastman | John Carroll Lynch | 6      | 1                 | Décédé  |
| Eastman est le maître en arts martiaux de Morgan qui lui a offert son bō et appris à s'en servir. Il était psychiatre légiste dans une prison avant. Il avait aussi une femme, un fils et une fille qui ont été tués par l'un de ses patients — un criminel manipulateur appelé Crighton Dallas Wilton — ayant échappé à la prison dans le seul but de détruire la vie d'Eastman. Il a finalement réussi à faire échapper Crighton de prison pour le mettre dans sa propre cellule de fortune qu'il avait construite dans sa cabane : Crighton est mort en 47 jours de famine puis il l'a enterré. Lorsque Eastman est revenu à Atlanta pour se livrer, il s'est rendu compte que l'apocalypse était arrivée. Il est retourné dans sa maison pour obtenir des vivres et le dessin que sa fille avait dessiné sur le mur. Il a dû abandonner sa voiture et a marché vers la cabane pendant environ 50 km. Il cultive son propre potager près de la cabane, sait aussi comment faire des falafels, expérimente des fromages au lait de chèvre et a étudié l'aikidō à l'aide d'un livre, L'art de la paix (Enseignements du fondateur de l'Aïkido). Il se sert de son bō aussi bien pour se défendre des humains que des rôdeurs. Il possède également une chèvre appelée Tabitha. Il a pris l'habitude d'emporter tous les morts qu'il trouve pour leur offrir à chacun une tombe dans un espace vert converti en cimetière, ainsi qu'une épitaphe écrite à l'aide de leur pièce d'identité. Il fait la rencontre de Morgan alors que, errant toujours à moitié fou depuis l'incendie accidentelle de son abri, il pénètre près de sa cabane dans la forêt et se montre menaçant malgré les avertissements d'Eastman, qui le maîtrise et l'enferme dans sa cellule pour leur sécurité à tous les deux. Malgré des hauts et des bas, des crises et des rechutes, il aide progressivement Morgan à reprendre pied et revenir dans le réel, et lui enseigne ce qu'il a lui-même appris en lui prêtant son livre et lui donnant des leçons pratiques. Il lui fabriquera son bō de ses propres mains en gage de témoignage de ses progrès. Il se fera cependant mordre dans le dos par un rôdeur en sauvant Morgan, qui restait tétanisé en reconnaissant une victime qu'il avait tuée de sang-froid avant sa rencontre avec Eastman. Sa chèvre Tabitha se fera entretemps dévorée par un rôdeur près du potager. Il succombera à sa morsure à côté du cimetière et se fera enterrer par Morgan. |                    |        |                   |         |

### Animaux
| Personnages | Acteur / Actrice                            | Saison  | Nombre d'épisodes | Statut   |
| --- | ------------------------------------------- | ------- | ----------------- | -------- |
| Clebs | Seven                                       | 9 10 11 | 25                | Vivant   |
| Clebs (Dog en VO) est un berger allemand qui a rencontré Daryl Dixon durant ses années passées en ermite à rechercher le corps de Rick Grimes après la destruction du pont. Il est depuis devenu son compagnon et vit avec lui, gardant son camp en son absence et lui ramenant régulièrement des restes de rôdeur. Daryl a trouvé Clebs en même temps que Leah, la maîtresse du chien, qui deviendra ensuite son amante, et lors de la disparition de Leah, Daryl a ainsi recueilli Clebs. La plupart du temps, Clebs accompagne Daryl partout et fonctionne efficacement en binôme avec lui, étant apparemment très obéissant et fidèle. La nuit suivant la visite de la Reine Carol et du prince Henry, Clebs est accidentellement pris dans l'un des pièges à rôdeur installés autour du camp et manque de se faire dévorer, mais il est sauvé par son ami (lui-même sauvé par le jeune homme), qui refuse purement et simplement de l'abandonner aux rôdeurs et risque sa vie pour lui. Il part avec Daryl en leur compagnie à destination de la Colline. À peine arrivés, Clebs précède le départ de son ami, Jesus et Aaron, dans une mission de secours au pied levé d'Eugene Porter, blessé au pied et caché seul dans une grange tandis qu'une horde les poursuivait avec Rosita. Au retour, comme Eugene ralentit tout le monde et que la horde est à leurs trousses, Clebs et Daryl se séparent pour les attirer sur eux et faire diversion, mais ils sont purement et simplement snobés par les rôdeurs qui agissent étrangement. Rejoignant le groupe (et celui de Magna, Yumiko et Michonne venues en renfort) à un cimetière, ils rapatrient le corps de Jesus récemment tué et attaquent sur le retour un groupe de Chuchoteurs (des survivants hostiles masqués et dissimulés parmi les morts-vivants) et font une prisonnière (Lydia, la fille de leur meneuse Alpha). Clebs assiste à nouveau Daryl avec Connie quand ils partent récupérer le prince Henry, fait prisonnier par les Chuchoteurs en partant à la recherche de ces derniers pour sauver Lydia, et par voie de conséquence cette dernière durant l'attaque de rôdeurs qu'ils ont provoquée dans ce but. Retranchés dans une ancienne planque du groupe de Connie afin d'y recevoir l'assaut inévitable de leur second Beta et d'une poignée d'entre eux (assistés de rôdeurs), Clebs est enfermé juste avant ledit assaut dans une réserve avec Lydia par Daryl, afin qu'il la protège. Celle-ci étant toutefois sortie de leur abri avec le chien pour rejoindre Henry pendant l'action, Clebs aide son ami et les autres contre les Chuchoteurs. En fuite, ils font un bref passage à Alexandria afin de soigner la blessure d'Henry faite durant l'attaque. Clebs est laissé temporairement sur place par Daryl, et Judith se charge personnellement auprès de lui de s'en occuper pendant son absence. Durant la tempête hivernale mortelle qui frappe la région dans le final de saison, Clebs est porté disparu à l'extérieur dans la zone de sûreté et Judith insiste pour le retrouver. Tandis que la communauté est séparée en deux groupes dans leur abri respectif mais que celui de Judith (qui compte entre autres Gabriel, Siddiq, Rosita, Eugene et Negan) est contraint afin de ne pas mourir de froid, de former une chaîne humaine et sortir dans la tempête pour rejoindre l'autre groupe, en chemin la fillette entend dans la tempête les aboiements de Clebs et, contre tout danger, se désolidarise de la chaîne et va s'y perdre en voulant retrouver le chien, suivie à son tour par Negan. Celui-ci, blessé à la jambe par un éclat soufflé par le vent en secourant Judith, ne se focalise que sur la petite, mais aide également Clebs à s'en sortir avec eux face à l'insistance de Judith de ne pas le laisser. Clebs accueille avec R.J. et elle Daryl et ceux qui l'accompagnent au retour à Alexandria, dans une bataille de boules de neige. |                                             |         |                   |          |
| Shiva | images de synthèse et captures de mouvement | 7 8     | 9                 | Décédée  |
| Shiva est la tigresse compagnonne du roi Ezekiel, qui l'a soignée et sauvée du zoo où il travaillait avant l'apparition des rôdeurs. Ils se sont accompagnés et mutuellement protégés depuis, leur lien particulier contribuant à son aura de roi auprès de ses sujets. Elle accompagne le régiment d'Ezekiel qui participe à la bataille d'Alexandria, apparaissant au moment opportun pour sauver la vie de Carl qui allait se faire tuer par Negan, en attaquant mortellement le Charognards à côté du jeune homme. Tuant par après un Sauveur, elle fait pester Negan qui bat en retraite avec ses alliés. Elle épaule également Ezekiel durant les conflits des trois factions contre les Sauveurs. Durant le retour vers le Royaume par la forêt où Jerry, Carol et Ezekiel, blessé et meurtri, sont poursuivis par des rôdeurs, Shiva apparaît et se sacrifie en sauvant son ami : attaquant les rôdeurs à proximité, ils se désintéressent d'Ezekiel malgré ses supplications et, cernant la tigresse qui croule sous le nombre, la dévorent. Shiva continue d'avoir une présence mythologique auprès des sujets du Royaume bien après sa mort : durant la foire à l'époque des Chuchoteurs, un conteur propose de raconter son histoire à des enfants, une statue peinte à son effigie trône au balcon du bâtiment central donnant sur la place publique, et parmi les bannières des communautés déroulées pour l'occasion, elle sert comme meuble à celle représentant le Royaume. |                                             |         |                   |          |
| Nelly | Blade                                       | 2       | 5                 | Inconnue |
| Surnommée « Nelly la Nerveuse », elle fait partie des chevaux qu'Hershel Greene possède à sa ferme. C'est elle que Maggie monte pour rejoindre le groupe de Lori Grimes et la prévenir que son fils Carl a reçu accidentellement une balle d'Otis durant une chasse. Daryl la chevauche à son tour durant sa recherche en solitaire de Sophia dans les bois, mais Nelly prend peur à la vue d'un serpent et le fait chuter du haut d'une pente ardue avant de fuir à travers la forêt. Elle retourne d'elle-même à la ferme par la suite. Il n'est pas précisé si Nelly a fui ou est décédée durant l'invasion de la ferme des Greene par la horde de rôdeurs. |                                             |         |                   |          |
| Buttons |                                             | 5       | 1                 | Décédé   |
| Buttons est un cheval errant aux alentours d'un champ extérieur à la zone de sûreté d'Alexandria. Aaron, qui le connaissait déjà et avait prévu de le récupérer un jour, se sert de lui comme prétexte pour mieux faire connaissance avec Daryl, qu'il rejoignait discrètement durant une sortie en solitaire et dont il sollicite l'aide pour l'apprivoiser. Le cheval prend toutefois peur durant une apparition soudaine de rôdeurs et s'enfuit, mais se retrouve cerné par les morts : il est malheureusement rattrapé trop tard par les deux survivants. Agonisant de ses blessures, il est achevé par Aaron qui est bouleversé pour l'animal. |                                             |         |                   |          |
| Tabitha | Ruby                                        | 6       | 1                 | Décédée  |
| Tabitha est la chèvre recueillie par Eastman. Ce dernier la sort régulièrement avec lui en l'attachant près du potager, et la rentre le reste du temps dans un enclos à l'intérieur de sa maison. Tabitha lui fournit le lait qui lui permet de faire ses expérimentations fromagères. Dans le même temps où Eastman se fait mordre en sauvant Morgan, elle est dévorée par un rôdeur alors qu'elle était laissée seule, attachée à l'extérieur. Morgan découvre ce qu'il reste d'elle et achève le rôdeur. |                                             |         |                   |          |